# 三菱ふそう・エアロスター

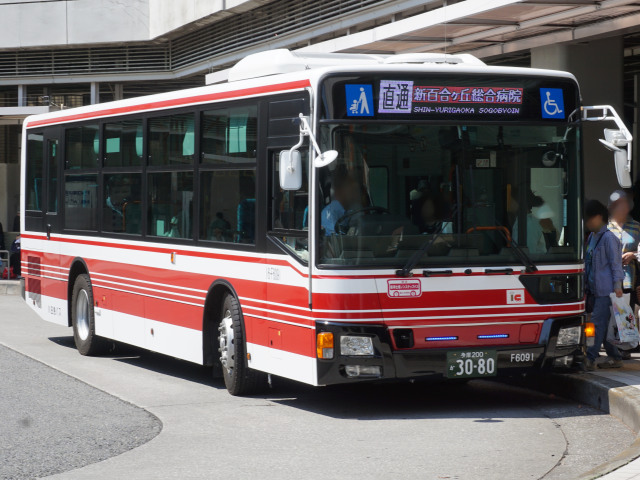
エアロスター（現行マスク）
QKG-MP38FK
小田急バス

エアロスター（Aero Star ）は、三菱ふそうトラック・バスが製造・販売する大型路線バス車両である。本項ではエアロスターの直系の前身である、三菱ふそうMP系、MR系、B8（路線）系も合わせて扱う。

## 1950 - 1970年代の三菱ふそう大型路線バス

### R1・R2

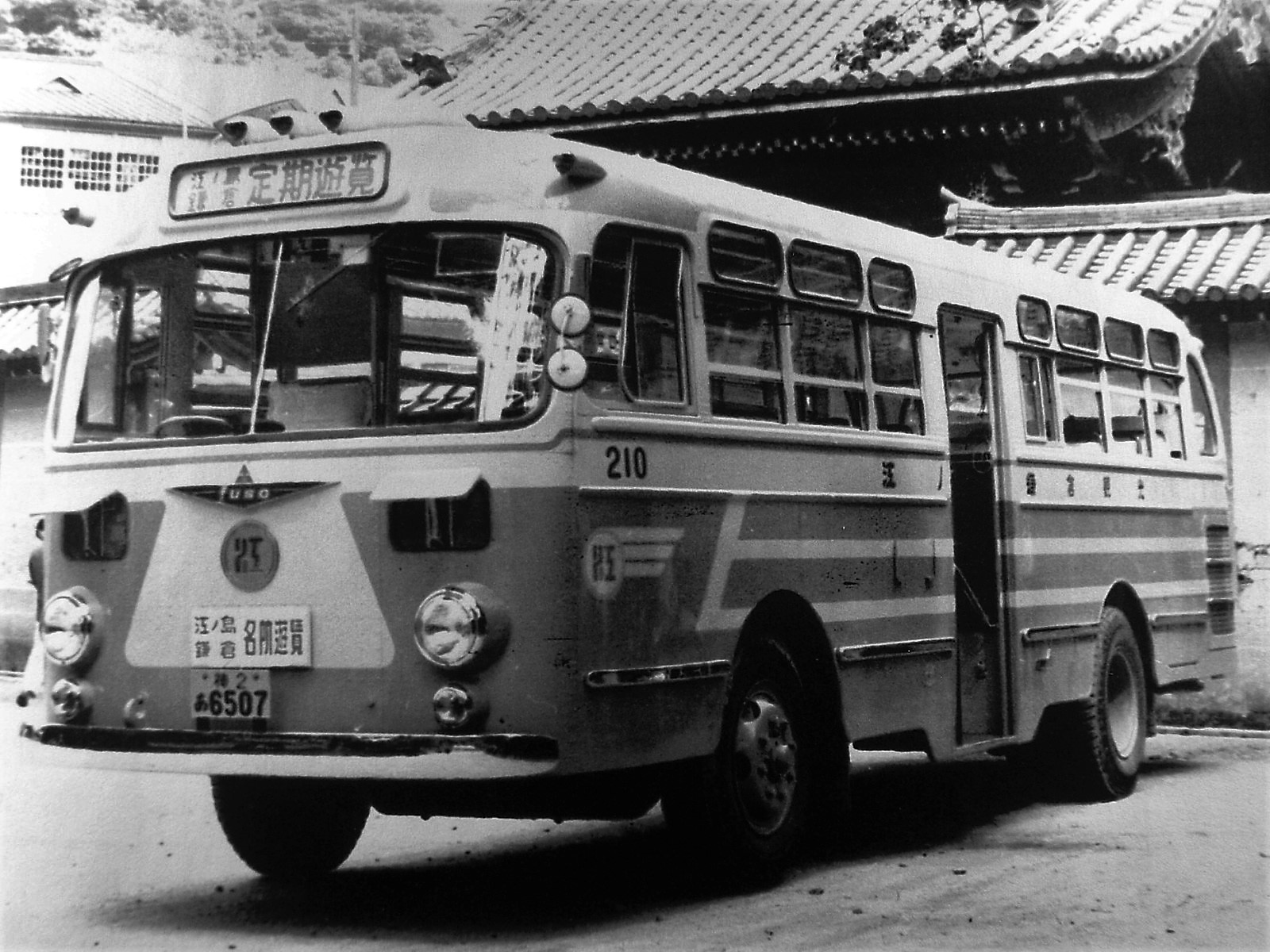
R280（富士R9）1957年式
MR以前のフレーム付きリヤエンジンバスR200系
江ノ島鎌倉観光

R1は、1950年（昭和25年）に発売された三菱初のリアエンジンバス（リアアンダーフロアエンジンバスではない）で、定員は79人とボンネットバスの1.5倍に相当する。
続いて1952年（昭和27年）には、横置きエンジンのR2が発売された。
1955年（昭和30年）にはチリ輸出仕様のR32が製造されたが、日本仕様は存在しなかった。

### MRシリーズ
三菱日本重工業（当時）が最初にフレームレスモノコック構造を採用した路線車で、1959年（昭和34年）に発表された。リーフサス（板ばね）仕様のMR系、エアサス（空気ばね）仕様のMAR系があった。また、フレーム付き車種はR(リーフサス)/AR(エアサス)系の設定が継続し、(A)R300系、(A)R400系の設定があった。
当初のラインナップは、直列6気筒のDB31型エンジン (165 PS) を横置きにしたM(A)R300系と、同エンジンを縦置きにしたM(A)R400系に分かれていたが、登場翌年には横置きエンジン車の製造が中止され、M(A)R400系に一本化された。型式は車体及びホイールベースの長短によって細分化され、またマイナーチェンジごとに細かな変更があったが、10 m尺のM(A)R410型と10.5 m尺のM(A)R470型が多くのバス事業者から支持を獲得し、当時の路線車のベストセラーモデルとなった。
また、1963年（昭和38年）には、長尺車としてMR430が発売された。全長12 m、前輪2軸という路線バス車両としては異色の車両であったが、当時の道路事情では長尺車をフル活用できる場面は少なく、むしろ大型過ぎるために走行道路に制約があったため、国鉄バス、名古屋鉄道、旭川バス（合併して旭川電気軌道） の3社へ、富士重工ボディ11台、呉羽ボディ3台の合計14台の販売実績しかなかった。
なお、エンジンは1964年（昭和39年）にDB31型と同出力の6DB1型へ変更されている。1977年（昭和52年）、静岡鉄道に納入されたのを最後に製造終了となった。
派生形式として、電気バスのME460型がある。鉛蓄電池をユニット化し、充電の際は蓄電池ユニットを車体から下ろして充電済み蓄電池ユニットと交換することで車両自体の運用効率を高めることとしたのが特徴で、バス営業所に設置する蓄電池ユニット急速交換設備も併せて開発された。1972年（昭和47年）に試作され、翌1973年（昭和48年）から1976年（昭和51年）まで神戸市交通局が試験的に4両を採用した後、1979年（昭和54年）から京都市交通局が6両を洛西営業所に配置して西京区内の洛西ニュータウンで1987年（昭和62年）まで本格的に営業運行を行った。京都市が導入した車両は、車体がMPシリーズと同じ三菱（名古屋）製B35型ボディとなっている。蓄電池の寿命が短いことからディーゼルバスより高コストとなることや、冷房化が困難であったことなどから、後継型式の開発は行われなかった。

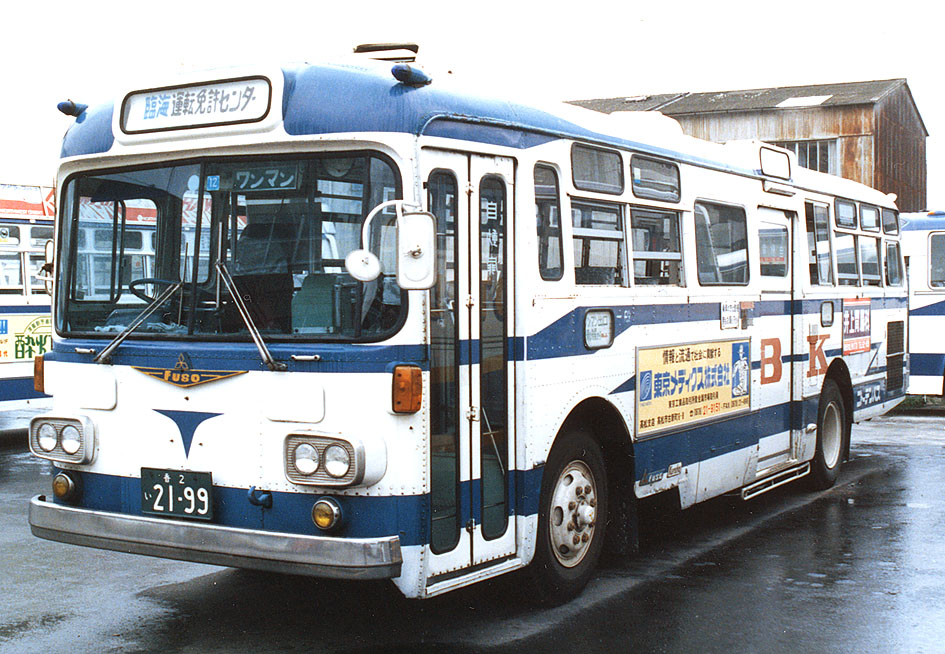
MR410（呉羽G4） コトデンバス（高松バスカラー）
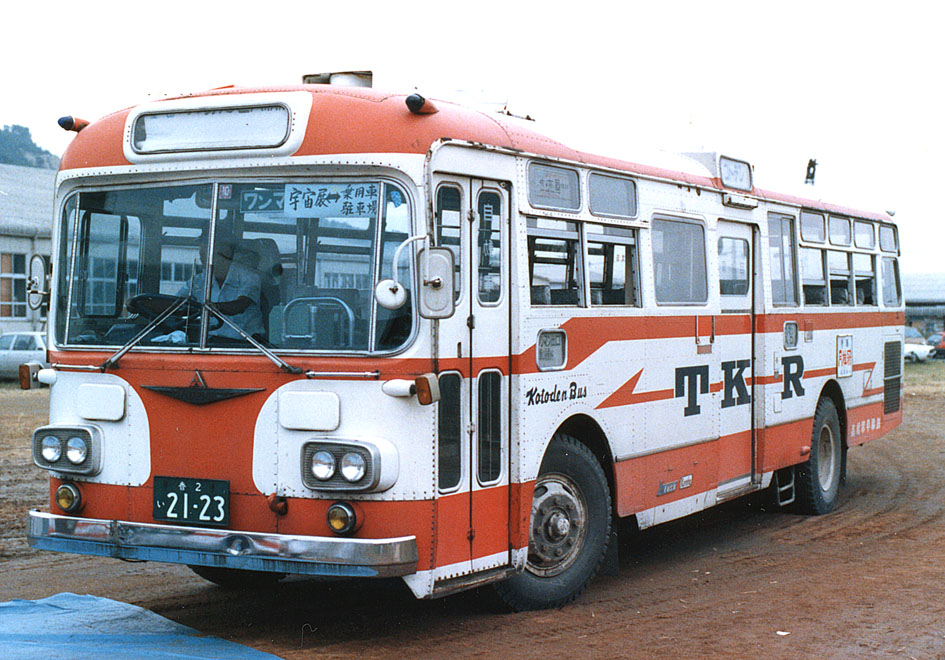
MR470（呉羽G4） 高松琴平電鉄（当時）
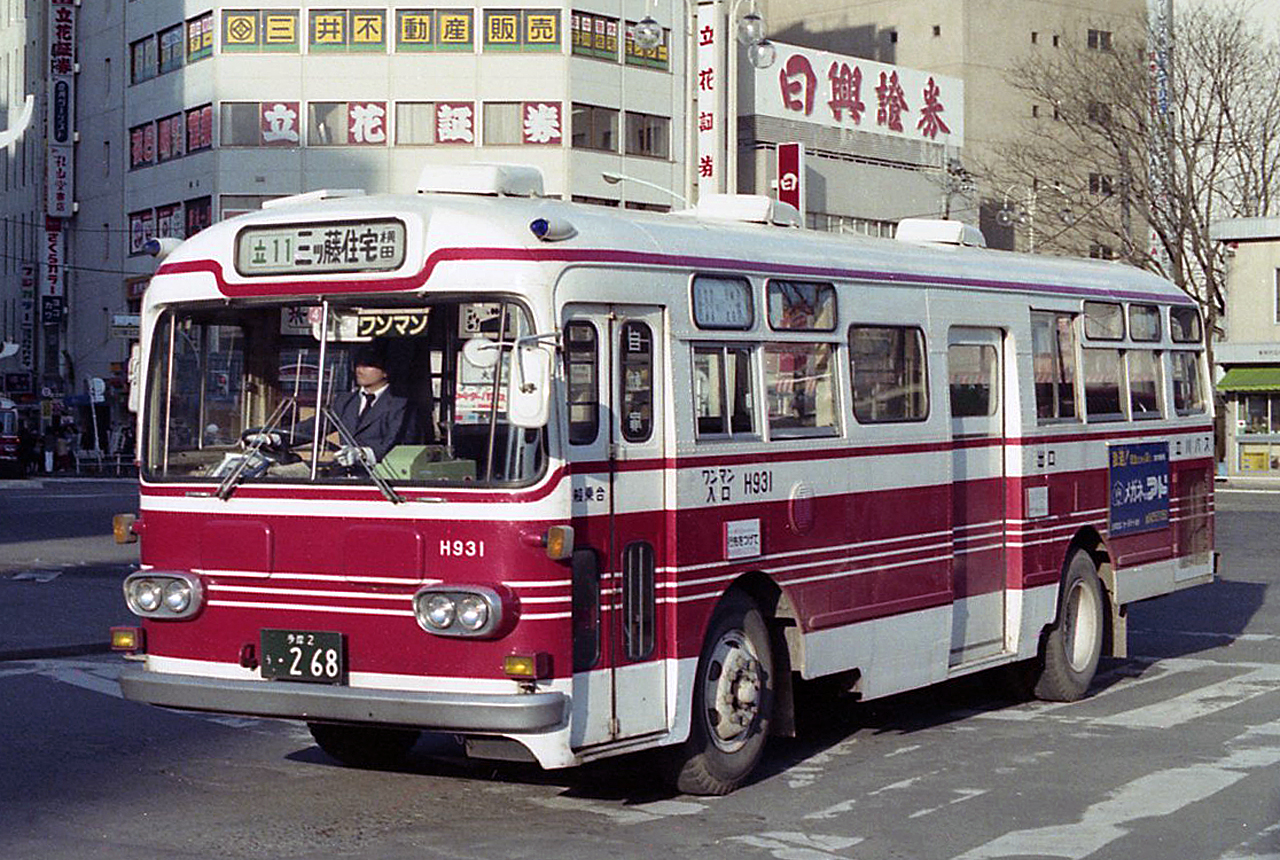
MR480（三菱K4） 立川バス
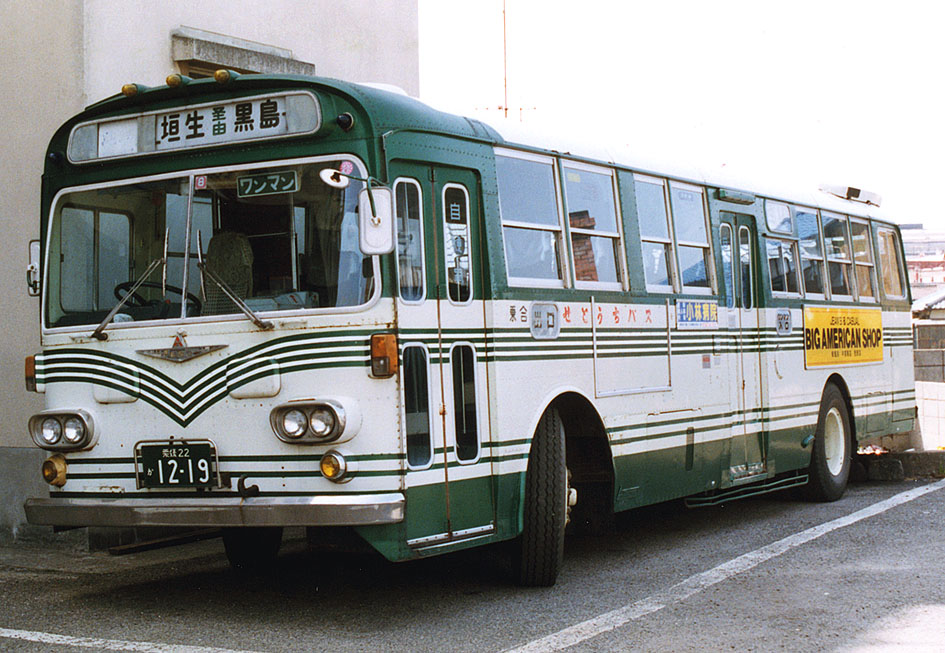
MR470（三菱G4） 瀬戸内運輸
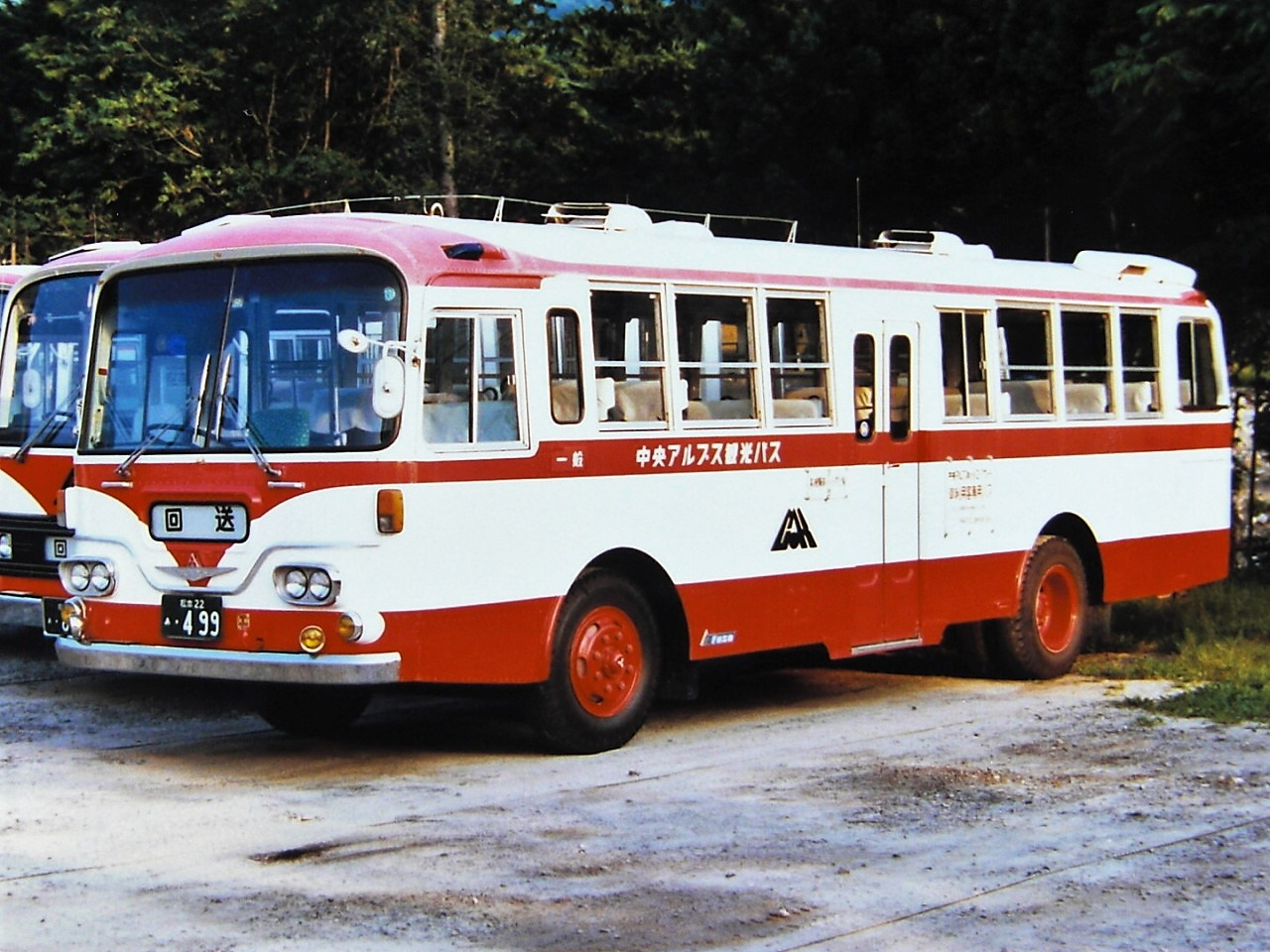
MR410（三菱） 観光マスクの路線車 中央アルプス観光
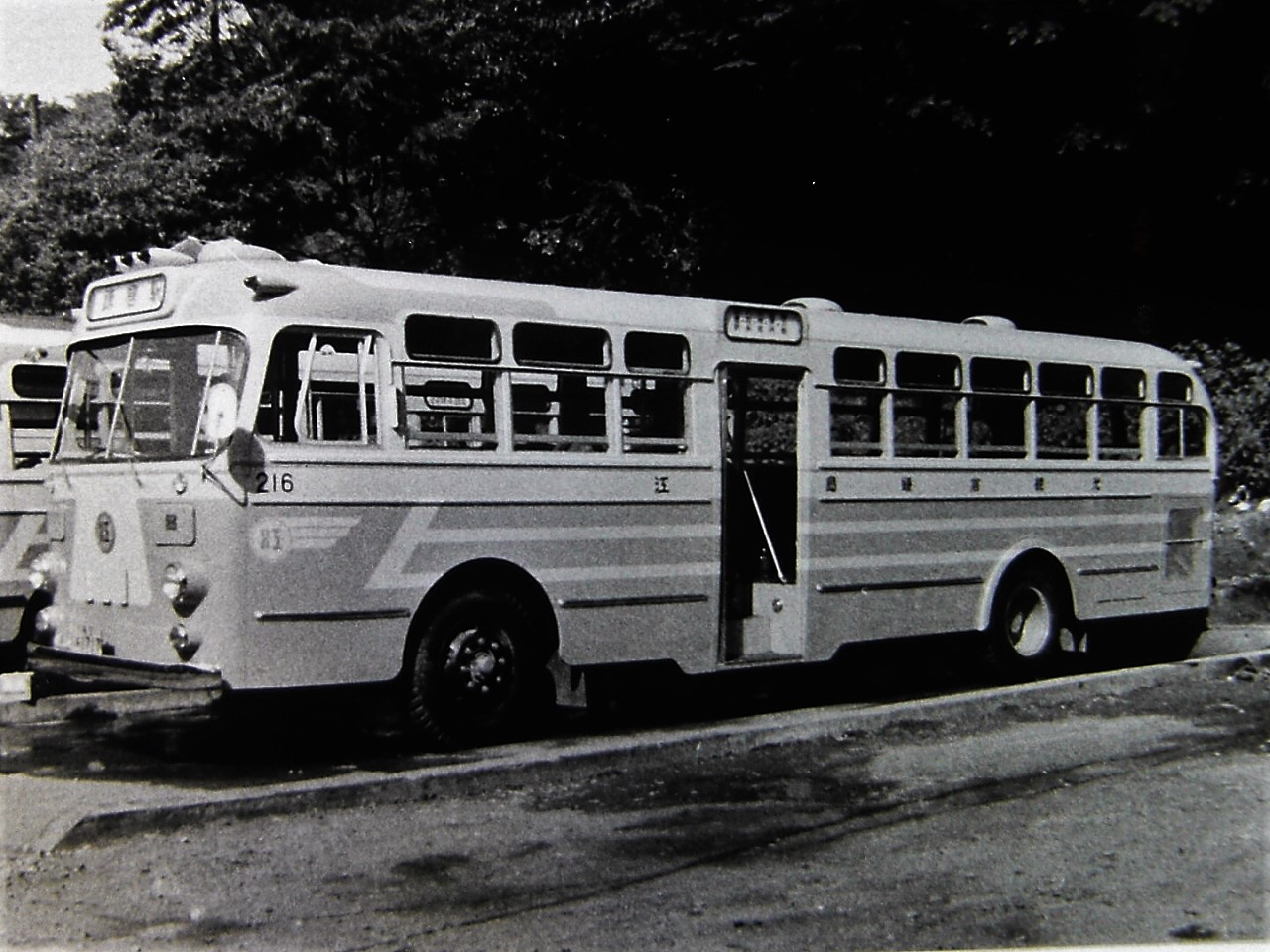
R470（富士R9） フレーム付き車 江ノ島鎌倉観光
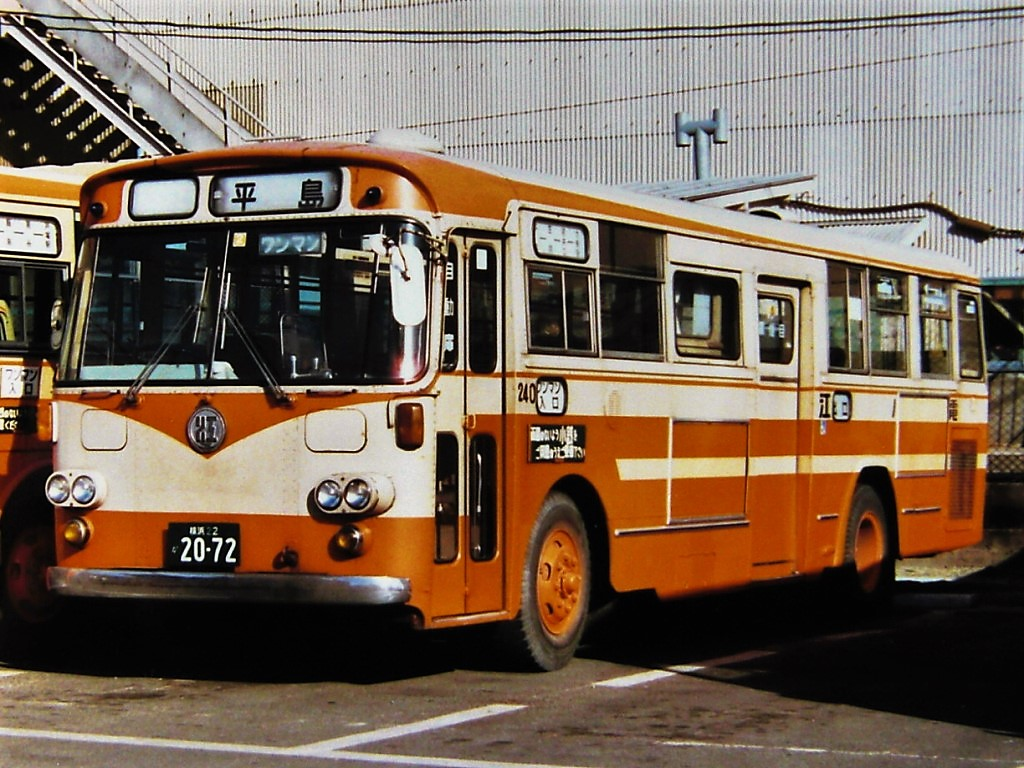
MR410（富士R13） 江ノ島電鉄
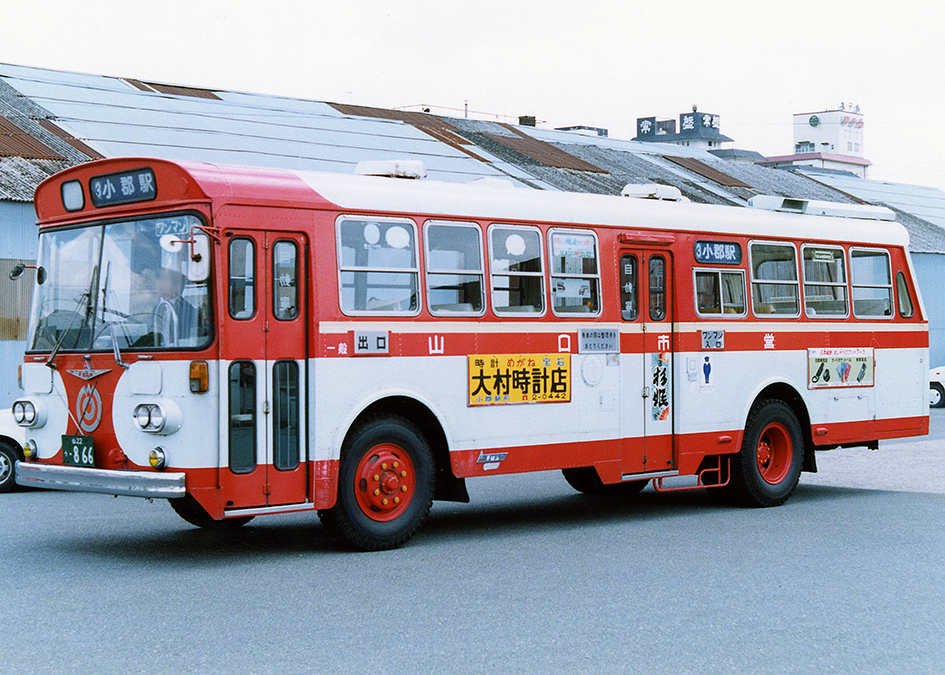
MR410（西工B） 山口市交通局
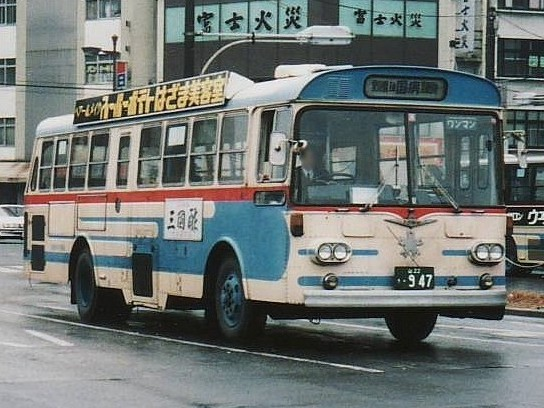
MR410（西工B） 岩国市交通局
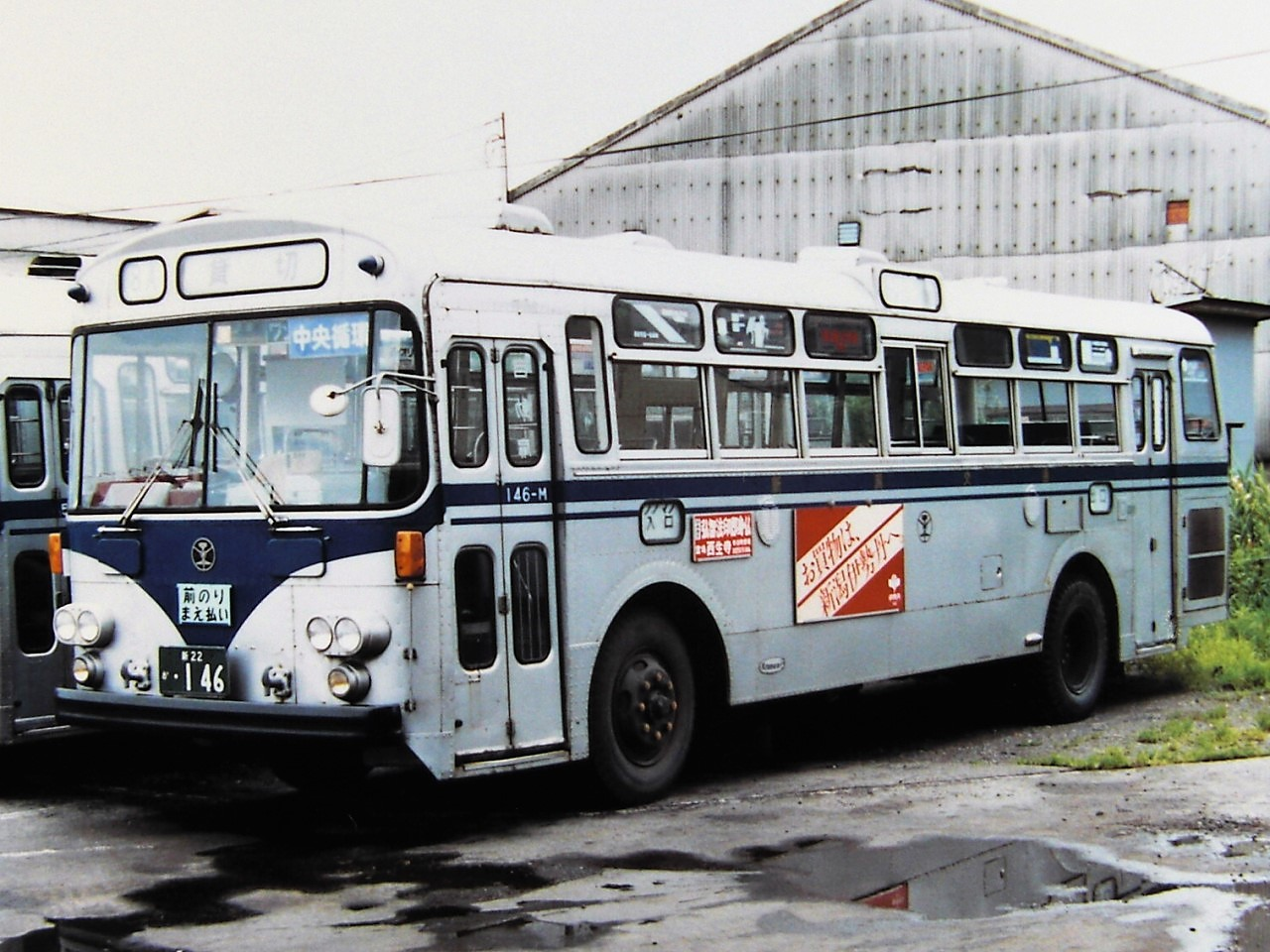
MR410（北村） 新潟交通

### B800シリーズ（路線）
B806系観光モデルについては、三菱ふそう・エアロエースの項目を参照のこと。

#### B800、B805
1967年（昭和42年）に登場した高出力路線モデルで、B800系はリーフサス、B805系はエアサス仕様。エンジンはV型6気筒6DC2型(200 PS)で、ホイールベースの違いによりJ/K/L/M/Nの各型式が存在した。
B800/805の後にこれらの記号のうちいずれか1つが付き、たとえば、エアサス仕様の10 mクラス車であればB805J型となる。
6DC2型エンジン最大の特徴は、高出力でありながら6DB1型よりコンパクトなことであった。そのため、エンジンを床下架装とせずとも客室最後部の段上げ、俗にいうヒナ壇の発生を避けられるメリットがあった。バス事業者によっては、客室居住性と整備性の両面に優れるという理由から、MR系よりB8系を好んだところもあったという。

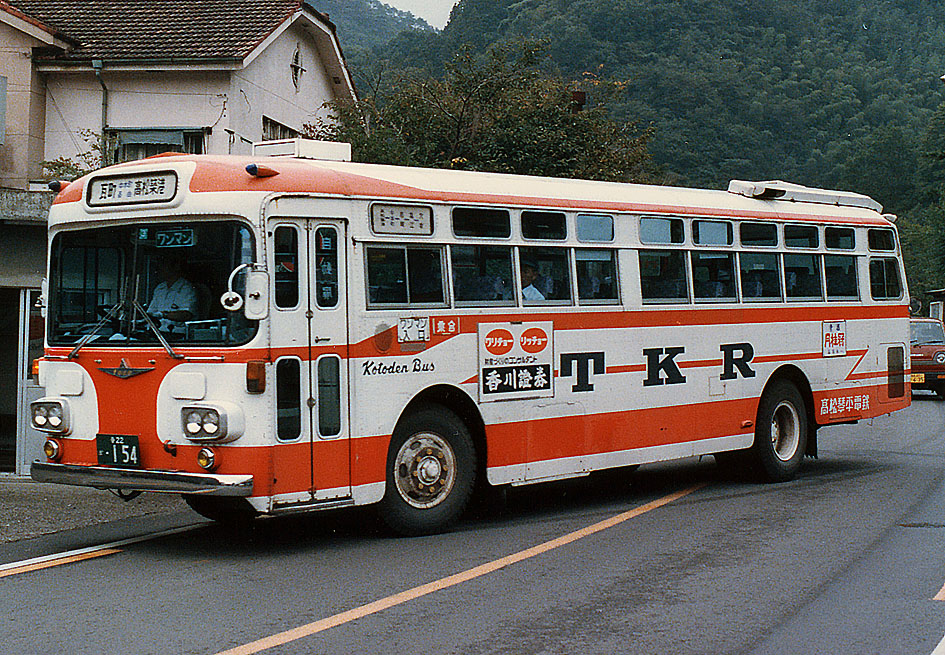
B800L（呉羽G4）高松琴平電鉄（当時）
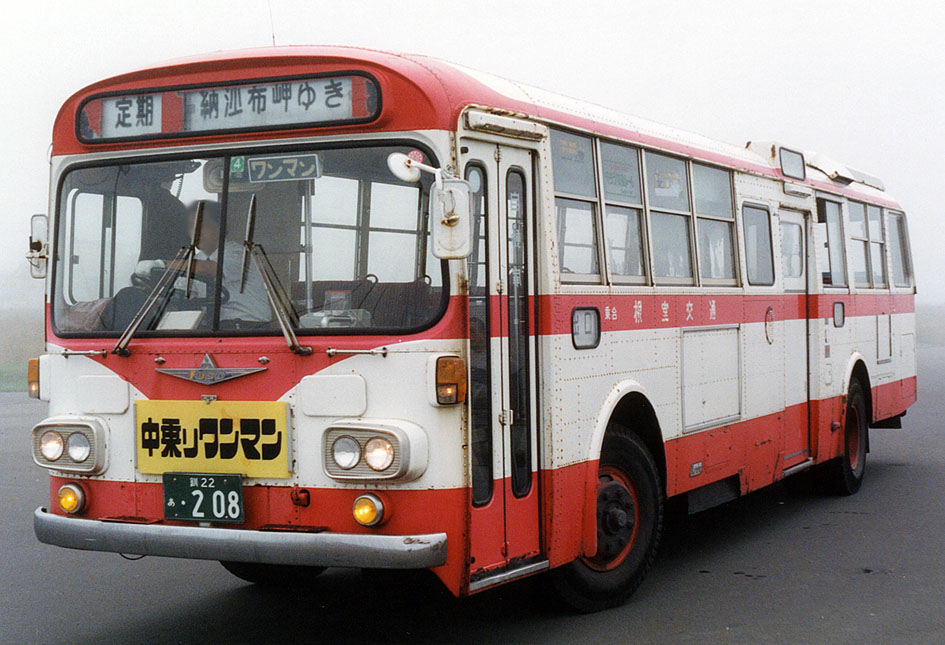
B805N（呉羽G4） 根室交通
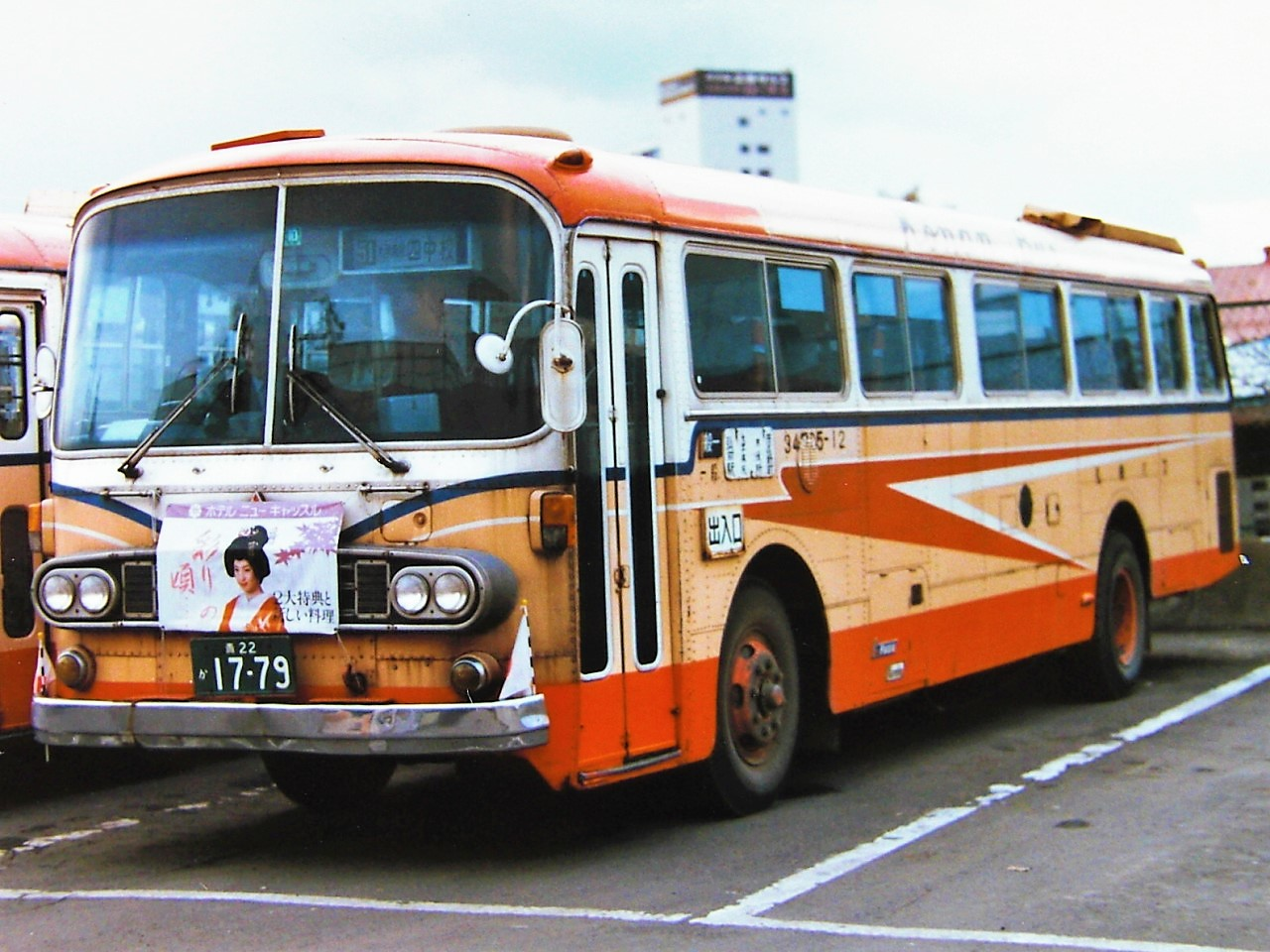
B805L（呉羽観光タイプ） 弘南バス
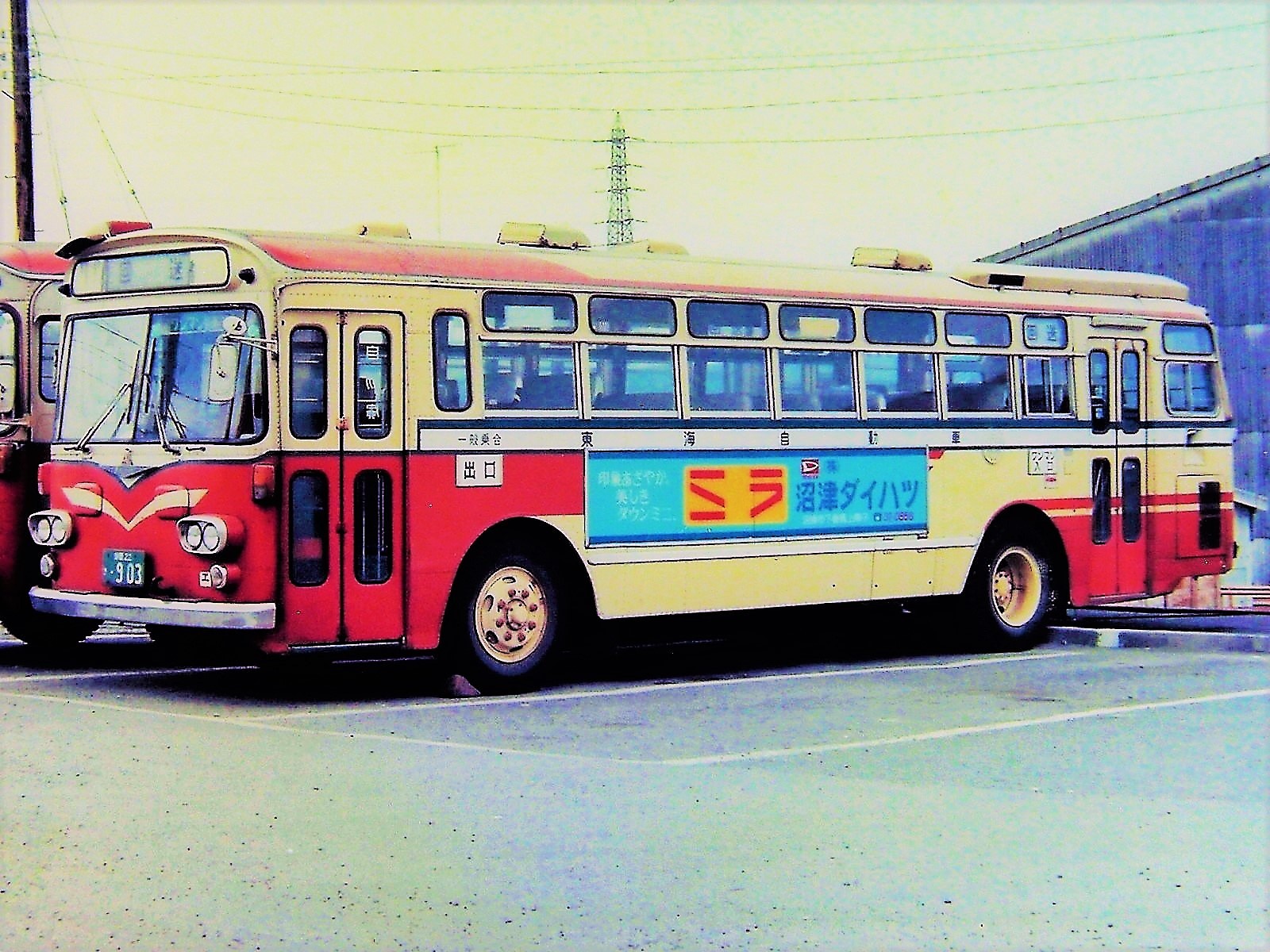
B800J（三菱G4） 東海自動車
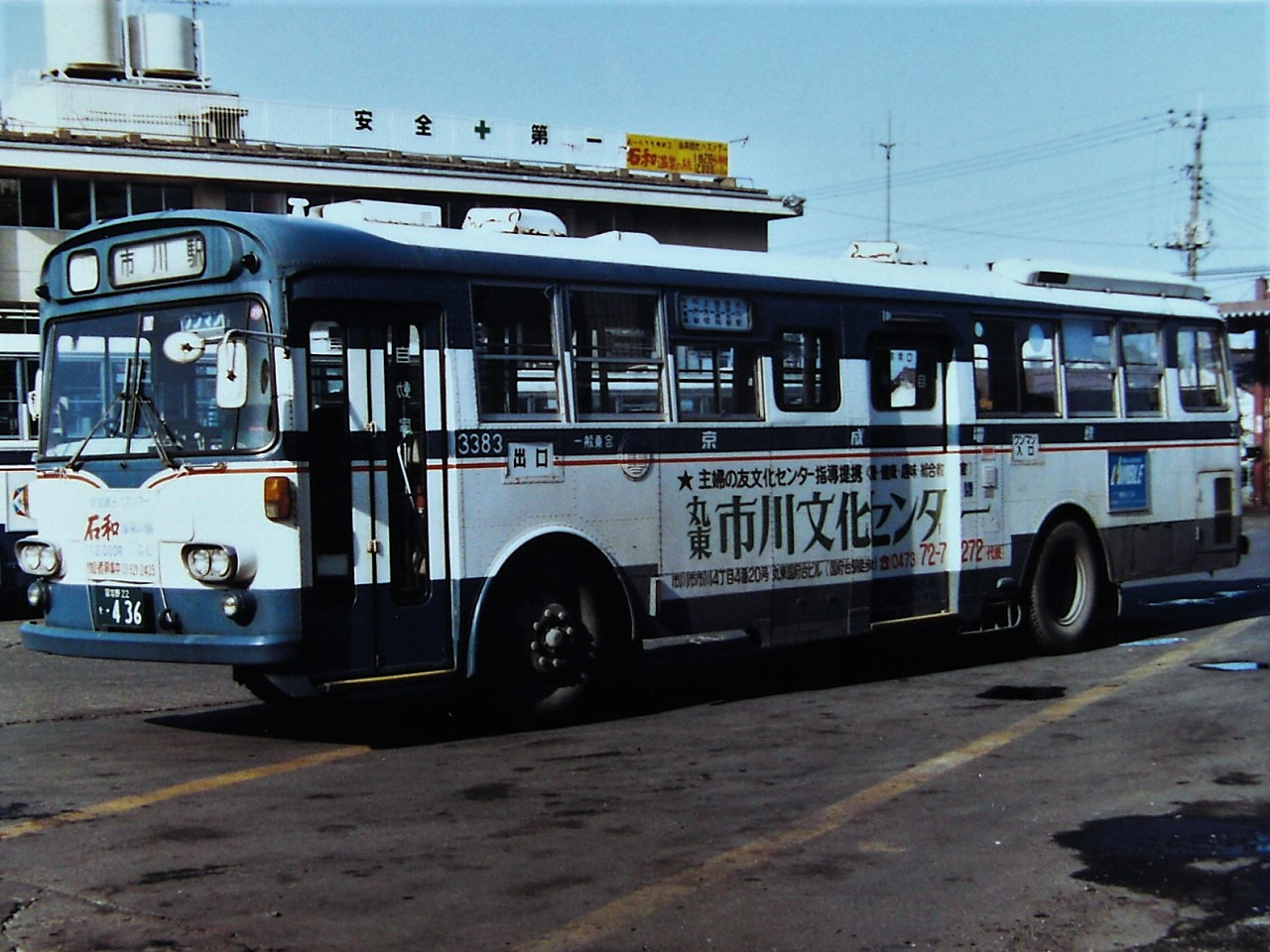
B800L（三菱G4） 京成電鉄
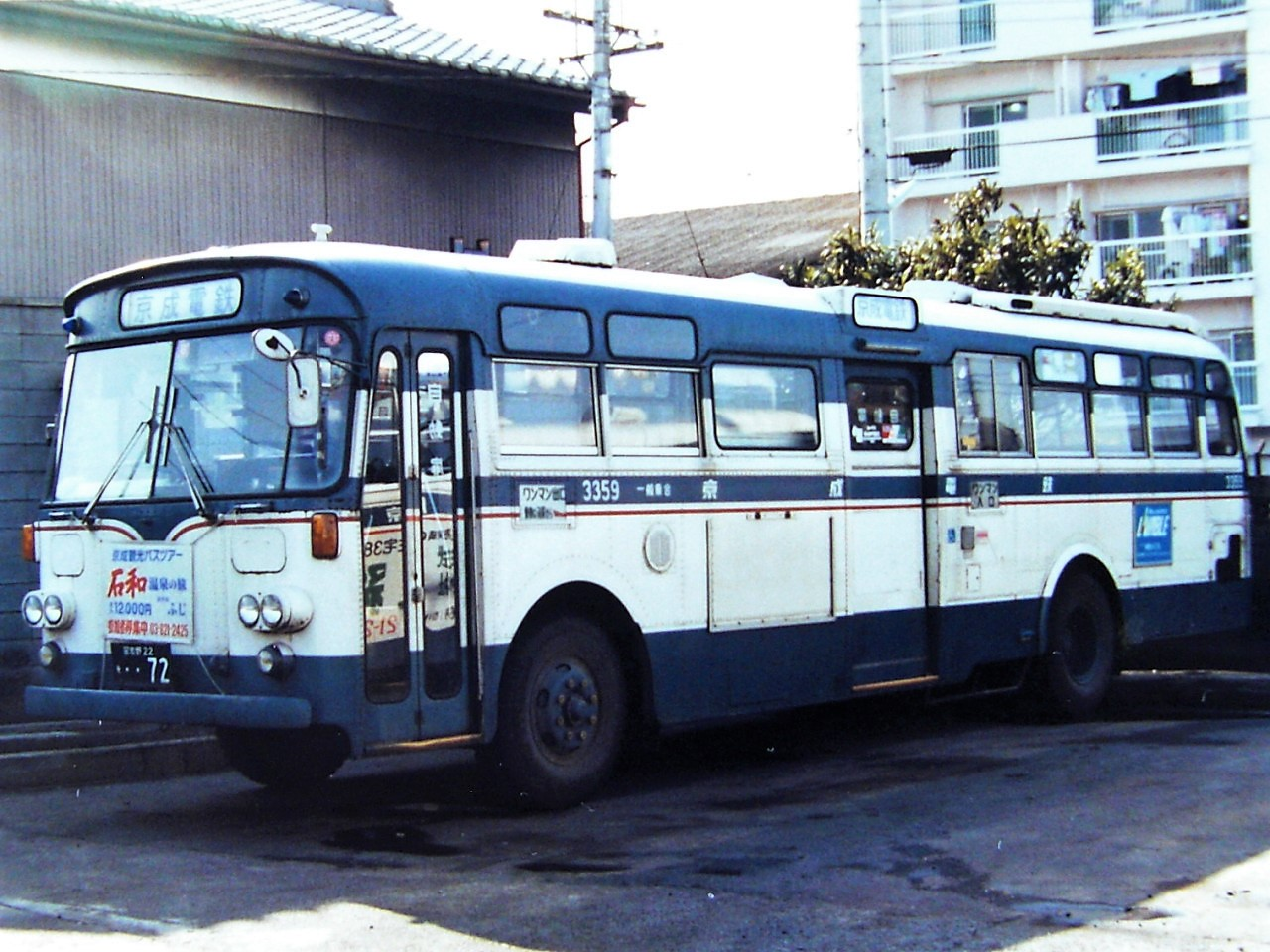
B800L （富士重R13初期型） 京成電鉄
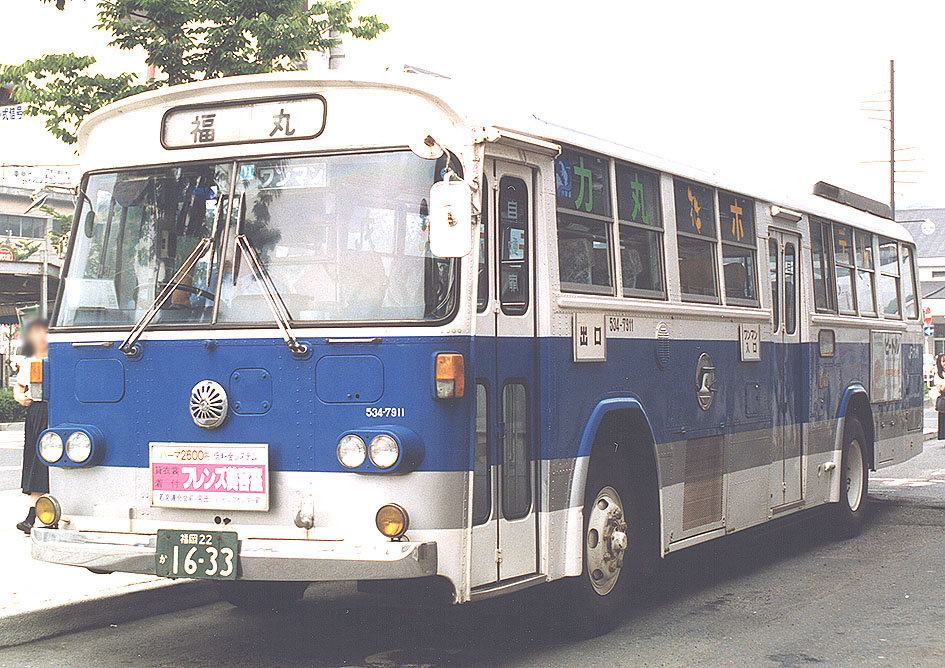
B805L（富士重13型）九州旅客鉄道（当時）

#### B820J

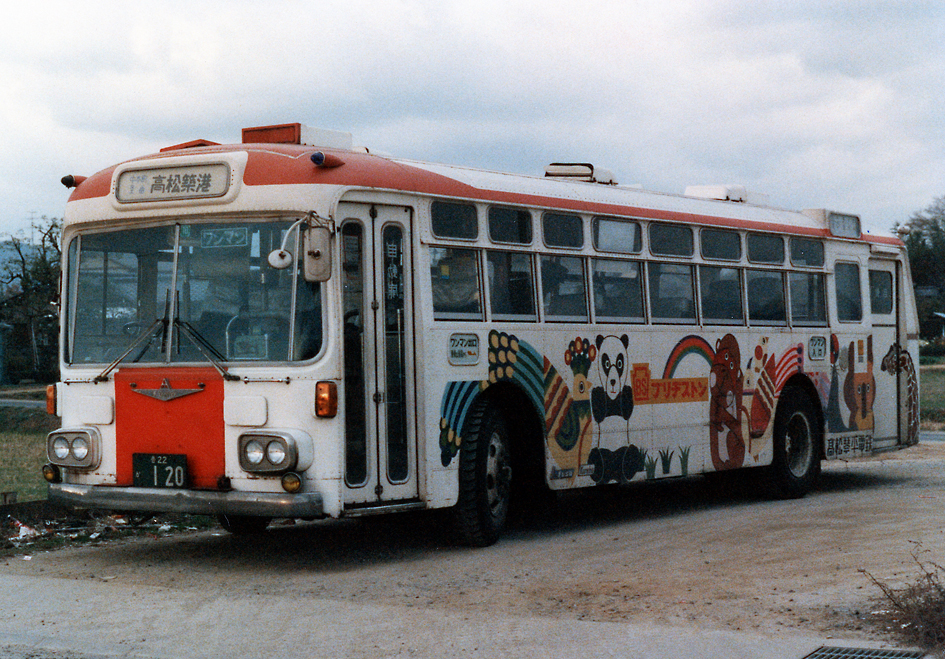
B820J 高松琴平電鉄

1969年（昭和44年）に東京モーターショーの会場で発表された路線用低床ワンステップバスで、翌々年に正式発売された。B800シリーズを名乗るも、エンジンはMR系と同じ6DB1型をリヤの右隅に搭載した。また、デフギアを右側に寄せた専用アクスルも採用しており、後に普及を決定付ける京急形ワンステップバスとは全く違う方式となっている。ボディは呉羽製で、扉配置は前・後扉である。
スタイルは一般車より前面窓下端とヘッドランプ位置が低く、当時としては画期的な58 cmの床面高さを実現したモデルであったが、前後オーバーハングが長かったため走行可能な道路が制限され、販売数はわずか37台にとどまった。阪急バス、大阪市交通局、高松琴平電鉄（コトデンバス）、高松バス（共に現ことでんバス）、東京空港交通、大阪空港交通が採用した。

## MPシリーズ

### MP107/117/517系
1976年（昭和51年）、それまでのMR/MAR系とB800/805系路線仕様の後継モデルとして誕生した。直噴式6D20型エンジン搭載のMP117（リーフサス）/517（エアサス）からラインナップされ、ホイールベースは、4.8 m (K)、5.3 m (M)、5.85 m (N) の3種類。昭和51年排出ガス規制（規制適合記号なし）もクリアしていた。車体はMR系のG4型ボディを継承したが、側窓が2段サッシのみの設定である程度で、三菱（名古屋）製と呉羽製ではライトベゼルやホイールアーチが異なる。当初はMR系/B8系との並行生産だったが、1978年（昭和53年）に直列6気筒・予燃焼室式6D21型エンジン搭載のMP107（リーフサスのみ）がラインナップされ、同年にMR系/B8系は生産中止となった。同時に指定車体である三菱（名古屋）製のボディをB35型ボディにモデルチェンジ。路線用のB35-X2型はその風貌からバス愛好家から「ブルドッグ」という愛称で親しまれ、また、リアガラスを大きく取り、後部方向幕を車内側から吊り下げるデザイン処理は、後年のバスに大きな影響を与えた。
三菱・呉羽ボディのほか、西日本車体工業（西工）製車体を架装した車両も製造され、親会社である西日本鉄道を中心として、西日本の事業者に多く納入された。モデルは1978年までは42MCを架装し、同年から53MCに切り替えた。また、富士重工業製R13系 (3E・3B) 車体を架装した車両も製造された。

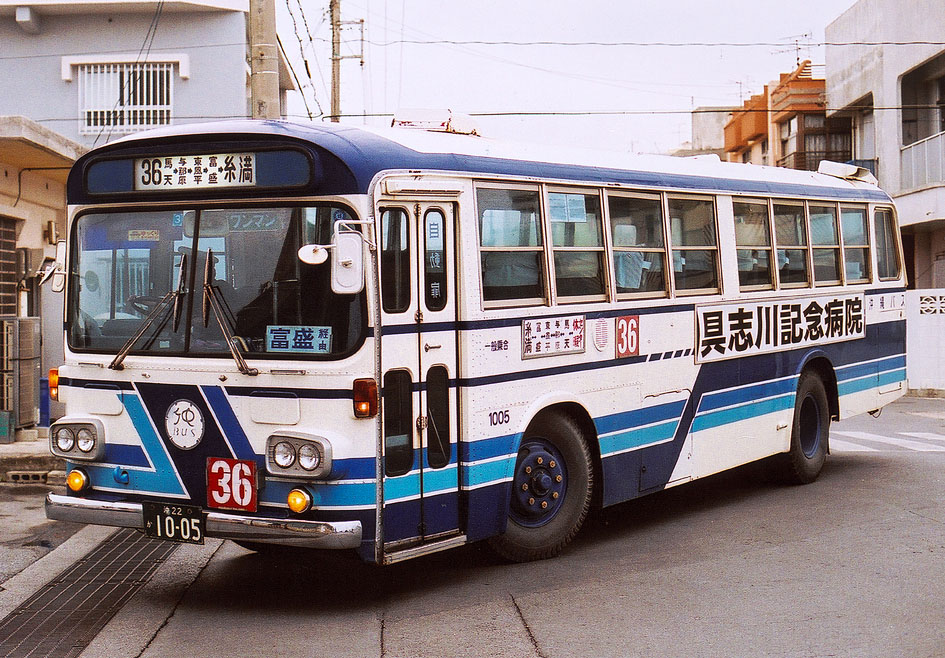
MP117K（呉羽G4） 沖縄バス
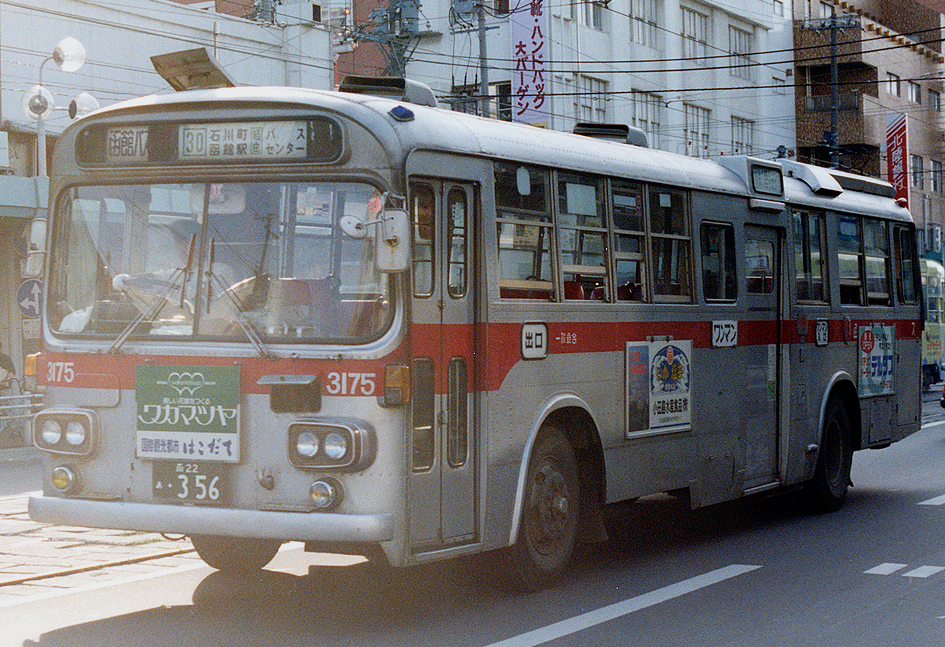
MP117N（呉羽G4） 函館バス
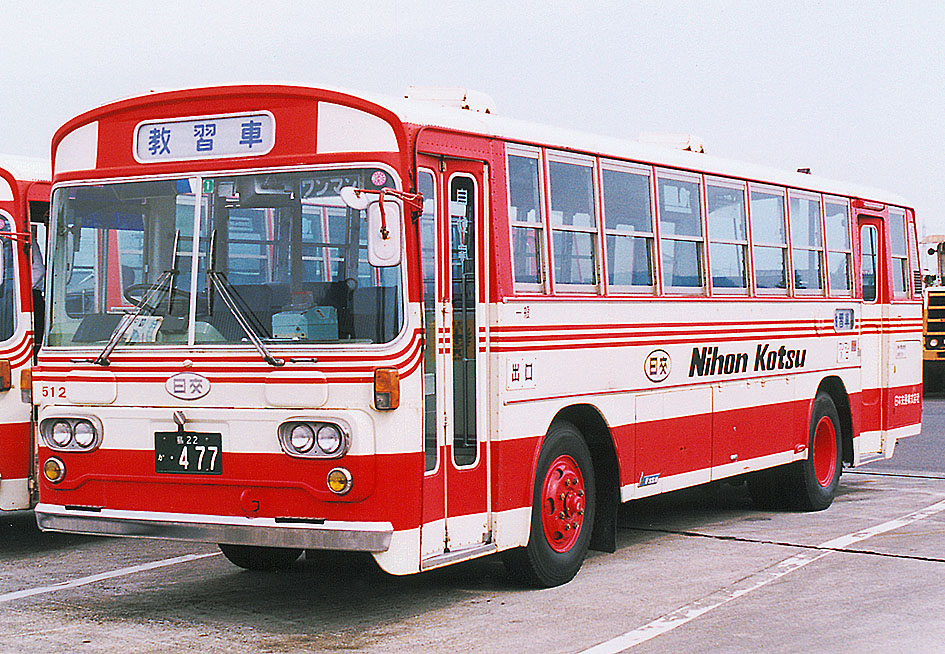
MP517K（三菱B35-X2） 日本交通（鳥取）
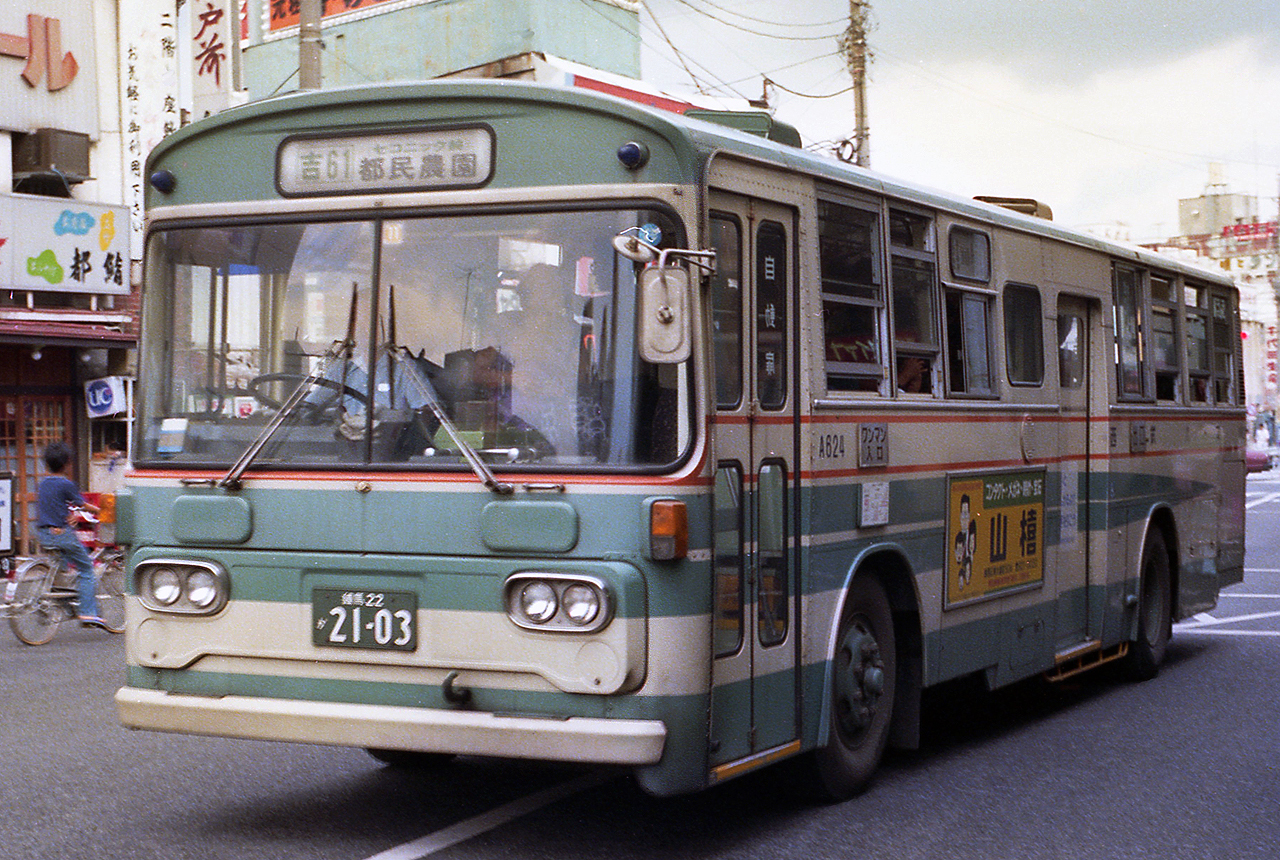
MP117M（三菱B35-X2） 西武バス
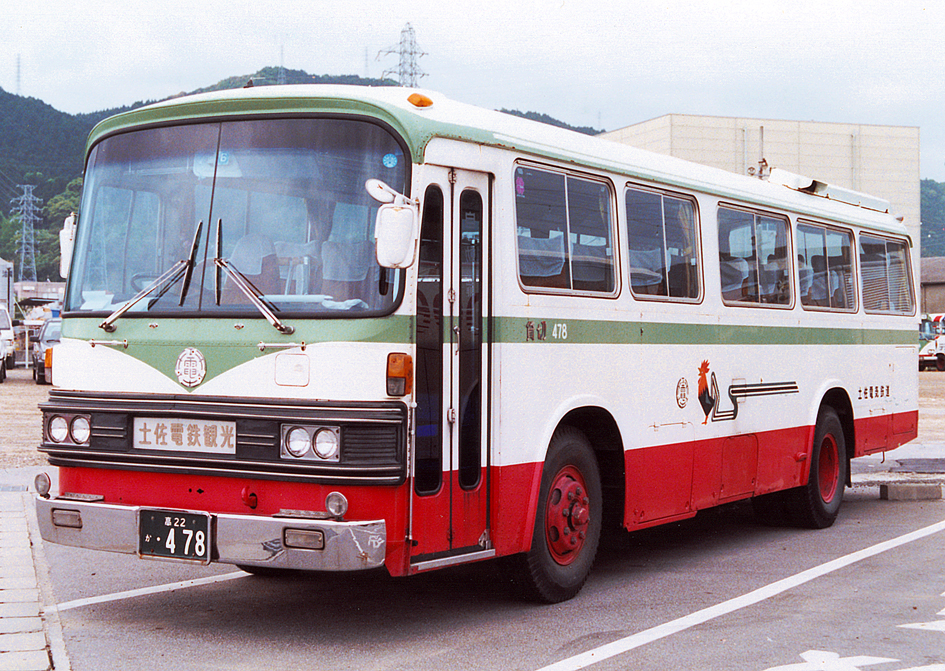
MP517K（呉羽 観光タイプ） 土佐電気鉄道
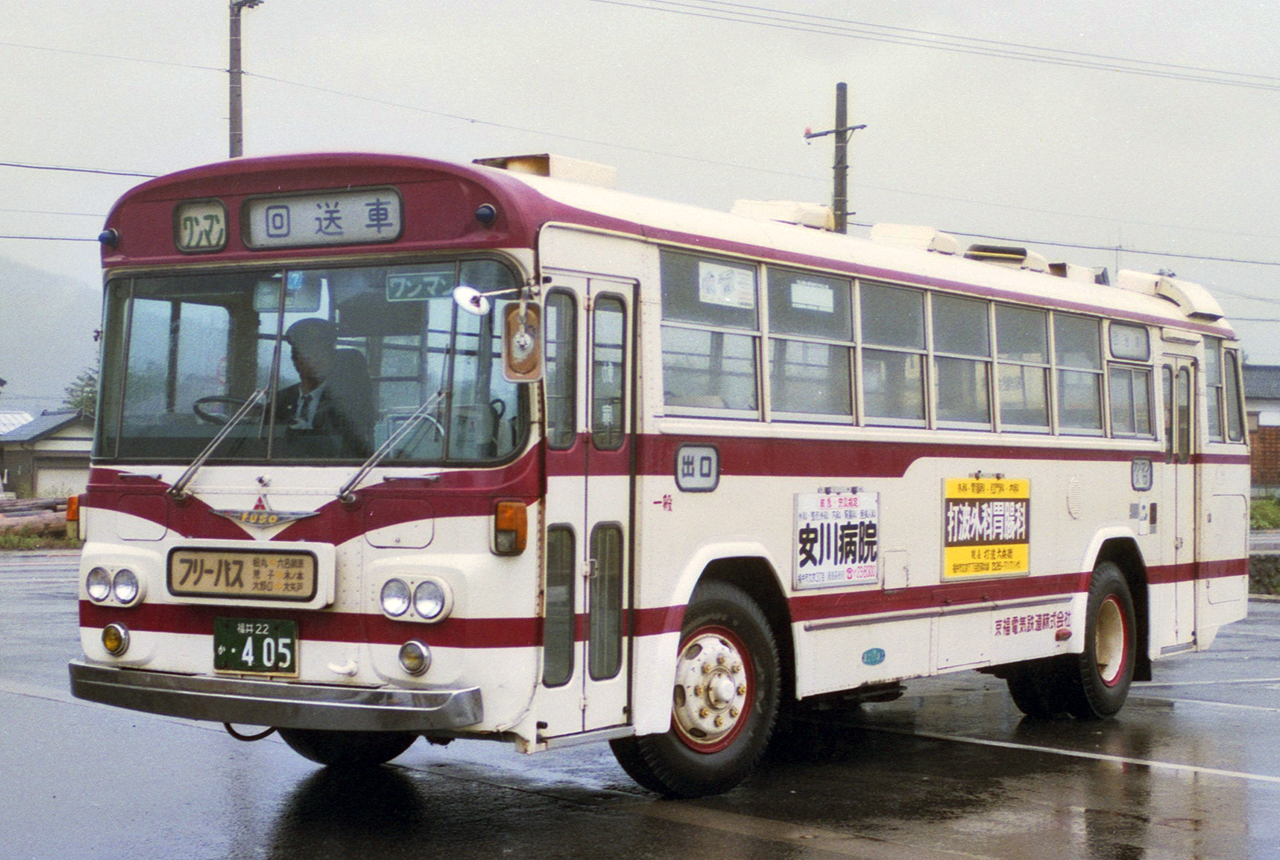
MP117K（富士重工3E） 京福電気鉄道（撮影当時）
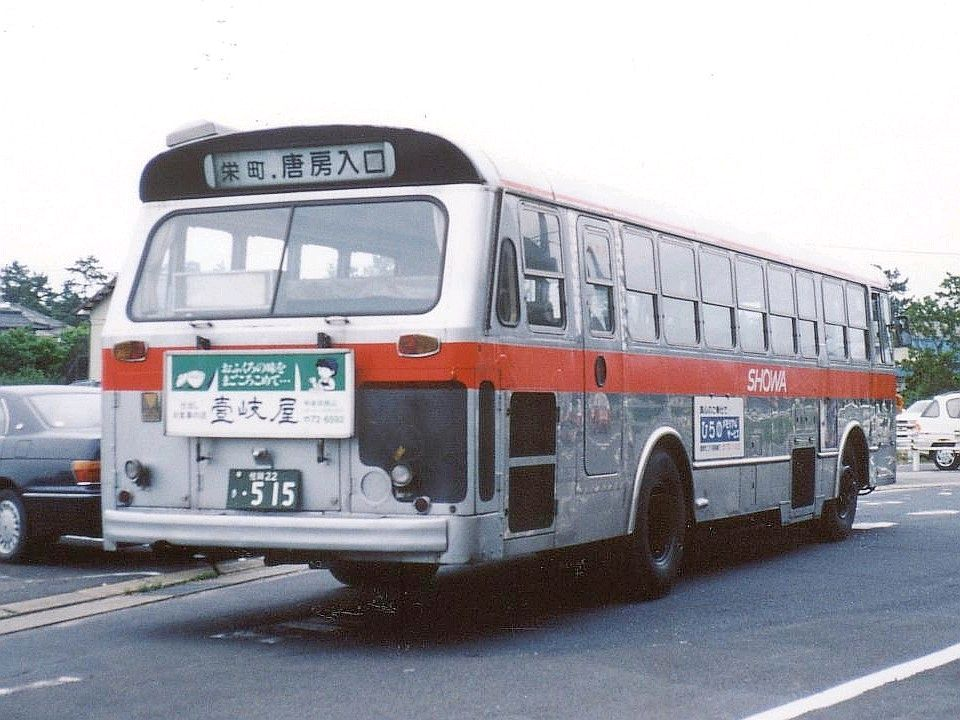
西工42MCボディを架装した例 MP117M 昭和自動車
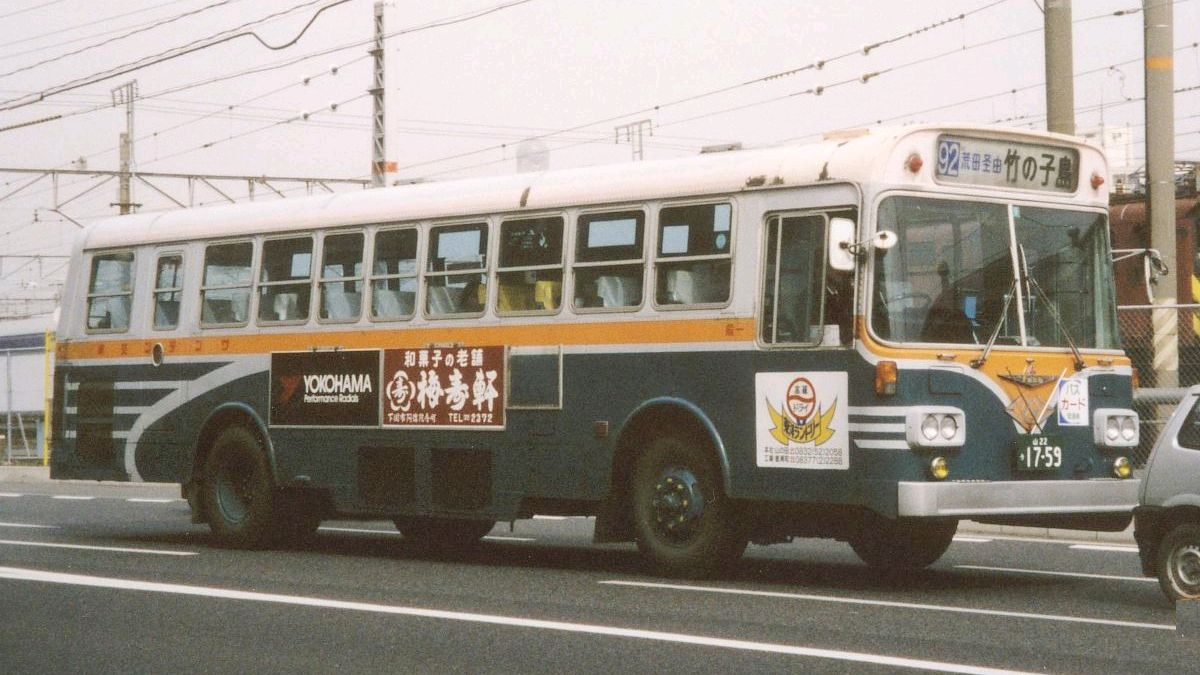
西工53MCボディを架装した例 MP117M サンデン交通

### K- (P-) MP107/MP118/518系
1980年（昭和55年）、昭和54年排出ガス規制に適合。直噴式6D22型エンジン（出力225 PS）が新たに開発された。
K-MP107（予燃焼室式6D21型エンジン・リーフサス）/118（直噴式6D22型エンジン・リーフサス）/518（直噴式6D22型エンジン・エアサス）となる。これに伴い呉羽製もB35-X2型ボディに変更し、三菱（名古屋）製とデザインを統一する。1982年（昭和57年）に呉羽は当時のMK及びMMに似たスケルトンボディを設定し、都営バス、京都市営バス、新潟交通向けなどに数パターンを試作、やがてエアロスターKの原型となる。なお、予燃焼室式のK-MP107系は1982年頃に製造を中止している。
1983年（昭和58年）11月、三菱自動車工業と三菱重工業が開発したフィンガーコントロールトランスミッション (FCT) が大型路線バスMP系に初めて採用され、翌年には大型観光バスMS系にも採用された。これは「日本の自動車技術330選」にも収録されている。
1984年（昭和59年）、モデルチェンジを行うことなく昭和58年排出ガス規制に適合させ、P-MP118/518となる。呉羽を含め他社がスケルトンボディに移行していく中、三菱製はモノコックボディのままであったため見劣りが否めず、このため三菱（名古屋）製での架装例は少ない。
西工・富士重工の車体を架装した車両も製造された。西工では1983年（昭和58年）まで53MCを架装し、それ以降はスケルトンボディの58MCに切り替えた。富士では1982年までR13系 (3E・3B) を架装し、同年からR15系 (5E・5B) に切り替えている。

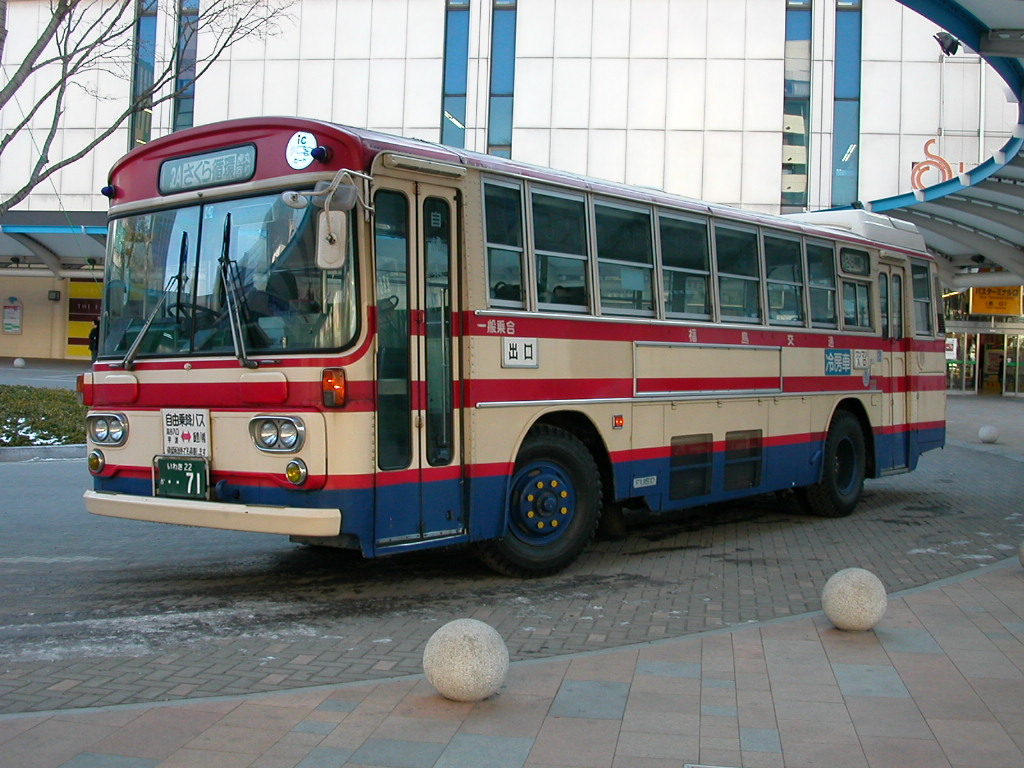
K-MP118K（三菱B35-X2） 福島交通
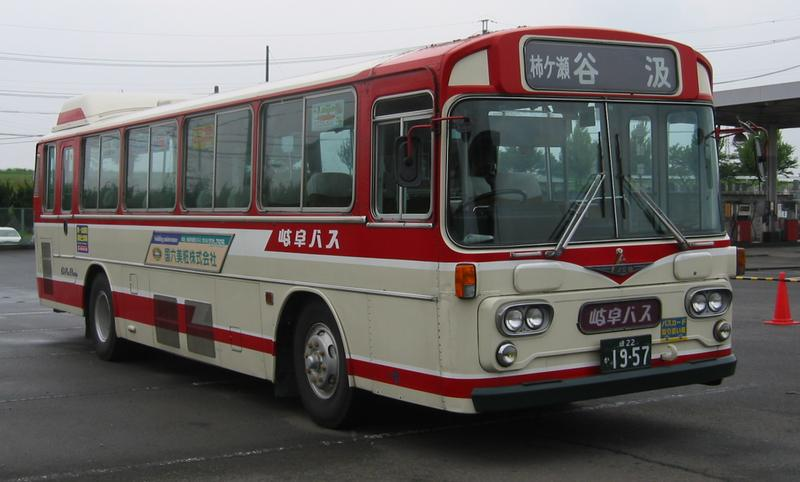
K-MP118M 岐阜バス
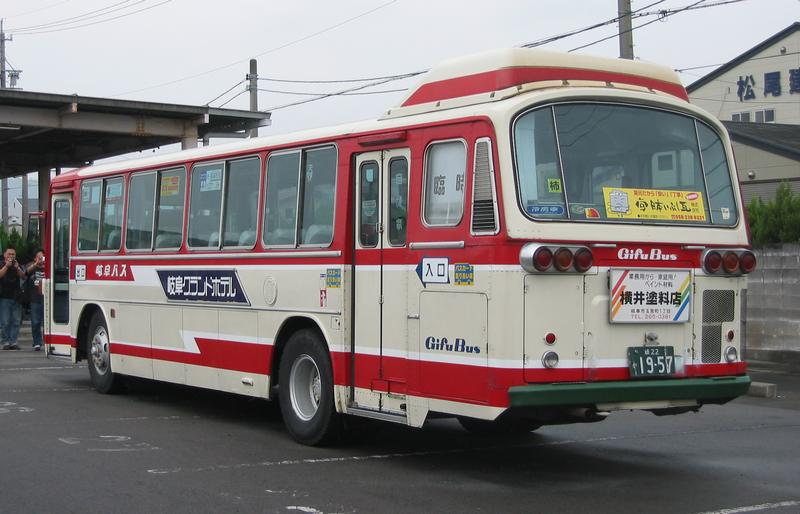
K-MP118M 岐阜バス
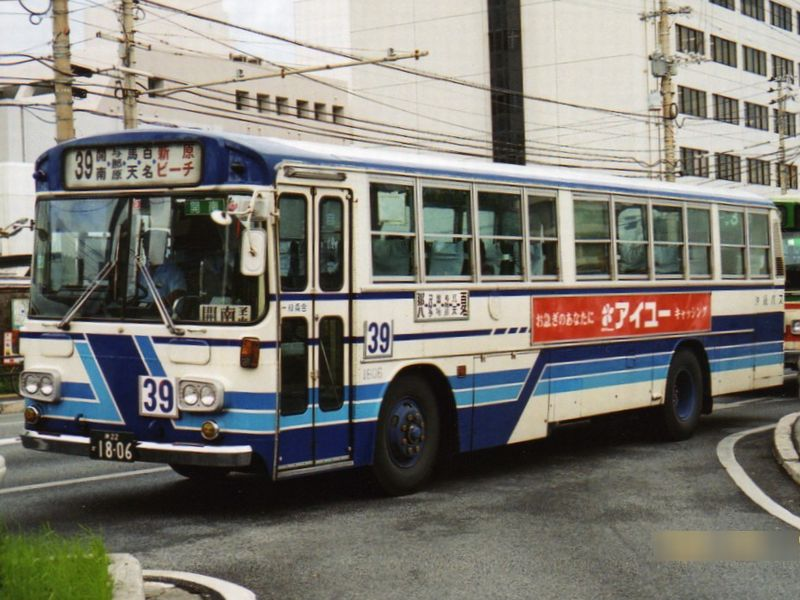
K-MP118M（呉羽B35-X2）沖縄バス ライトベゼルが呉羽G4のものとなっていた。
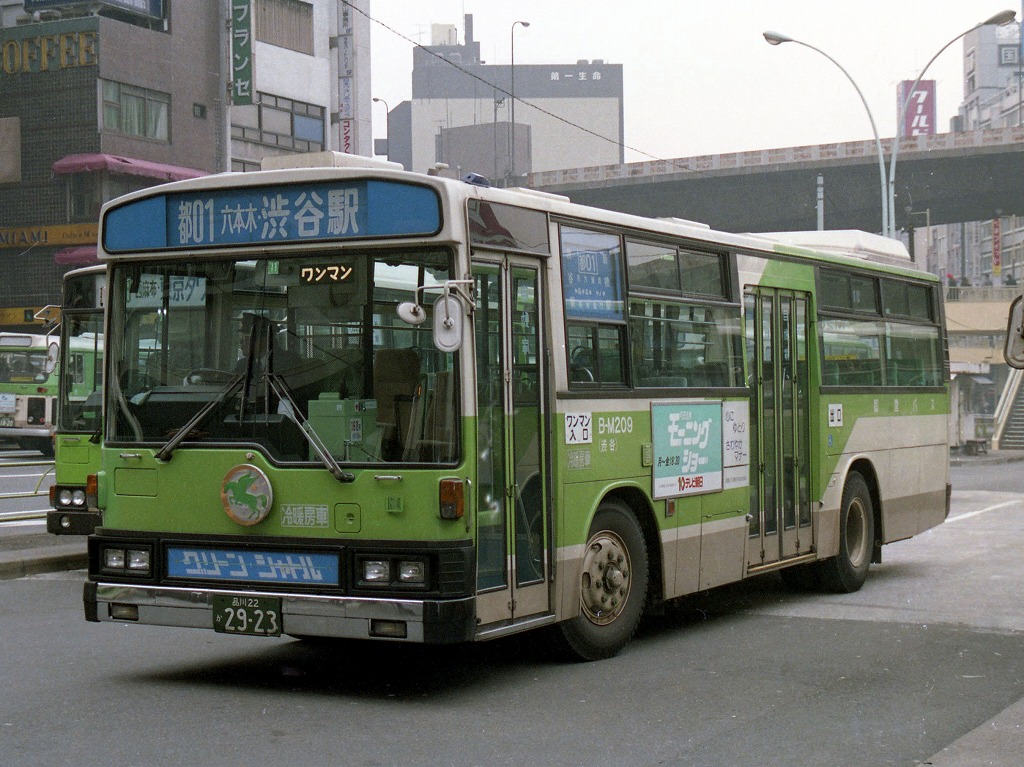
P-MP118K（呉羽製スケルトンボディ） 都営バス
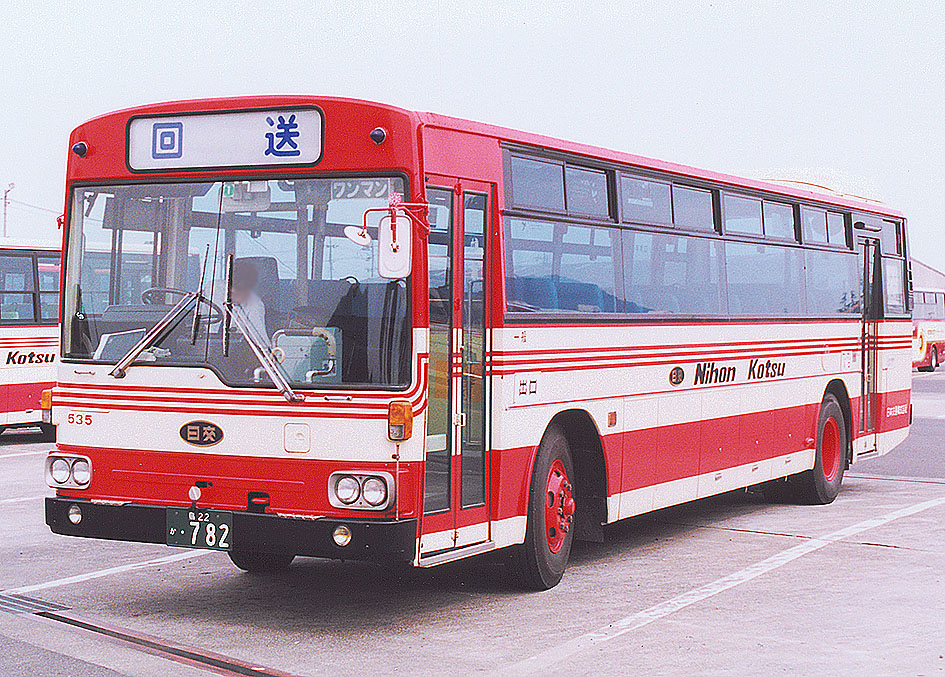
P-MP518N（呉羽製スケルトンボディ） 日本交通（鳥取）
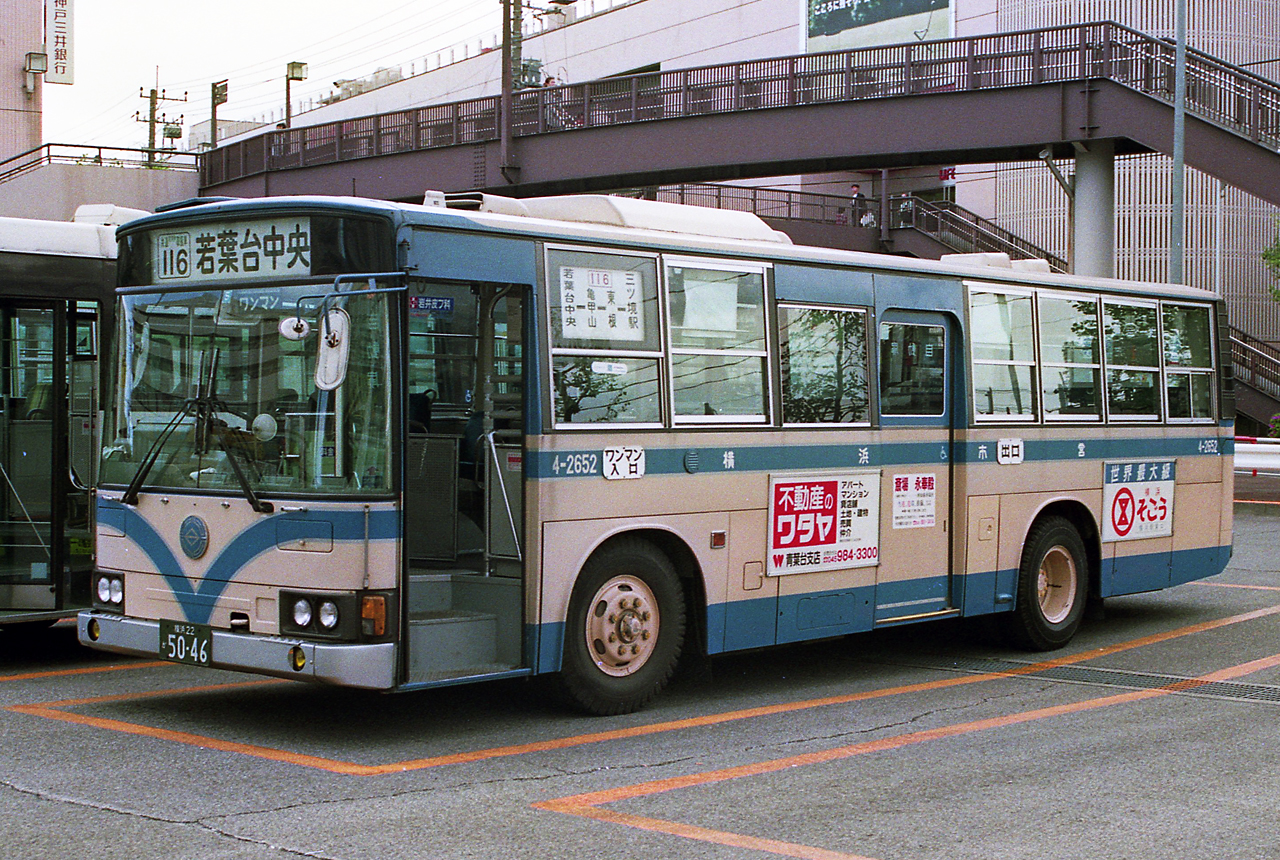
P-MP118K（呉羽製エアロスターKボディ）  横浜市交通局
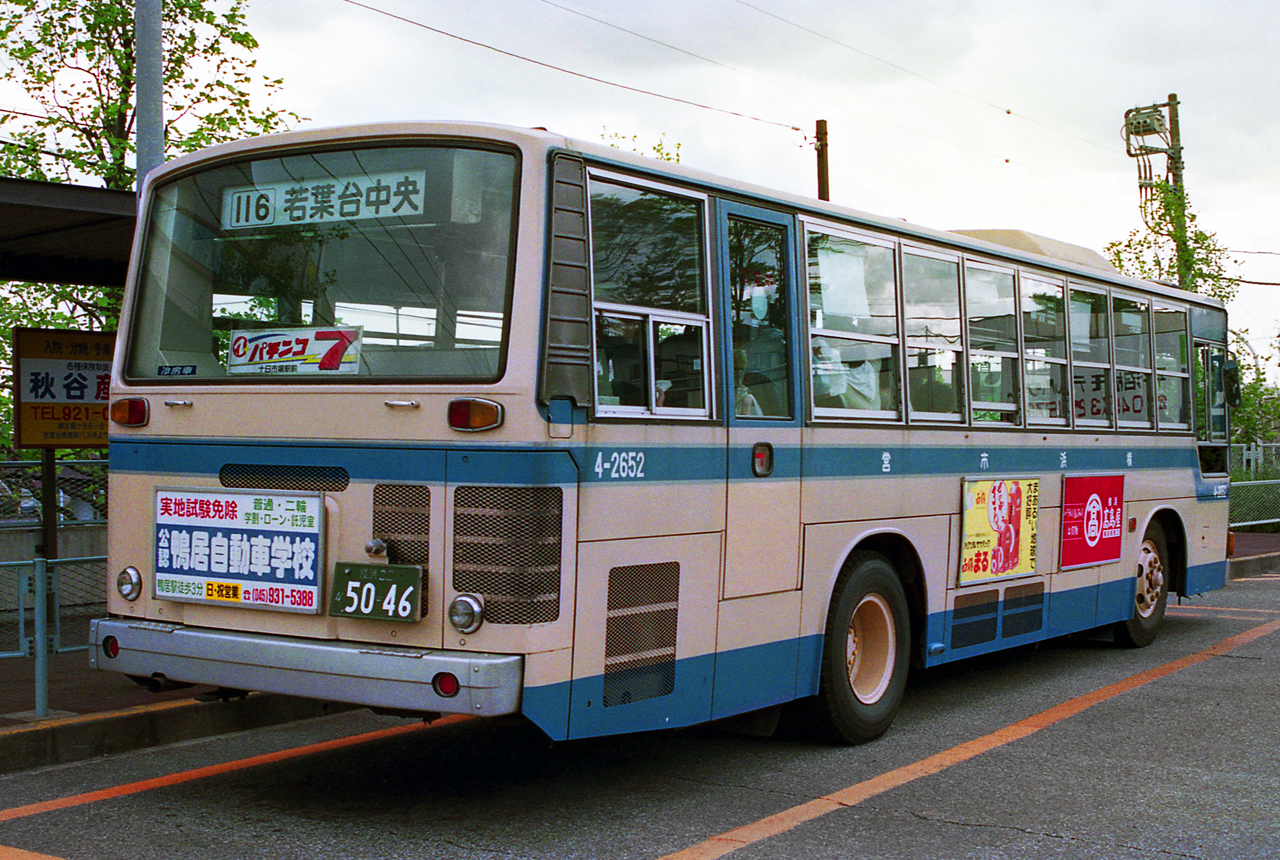
P-MP118K（呉羽製エアロスターKボディ後部）  横浜市交通局
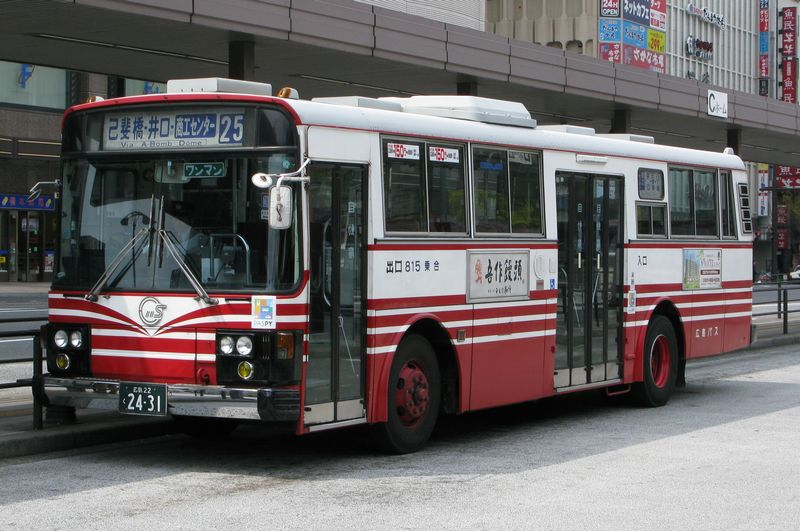
P-MP518M（富士重工5E）広島バス
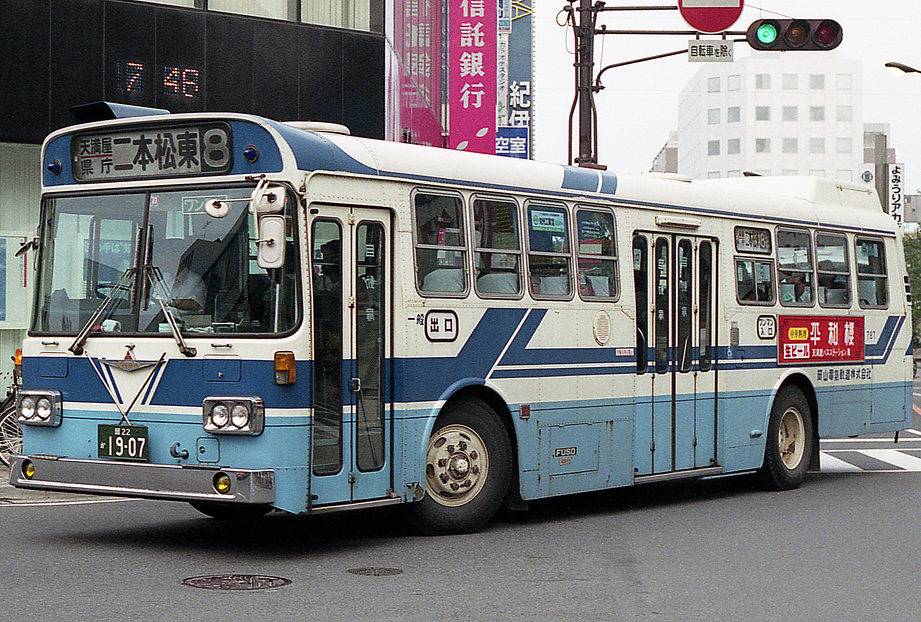
西工53MCボディを架装した例 K-MP518M 岡山電気軌道
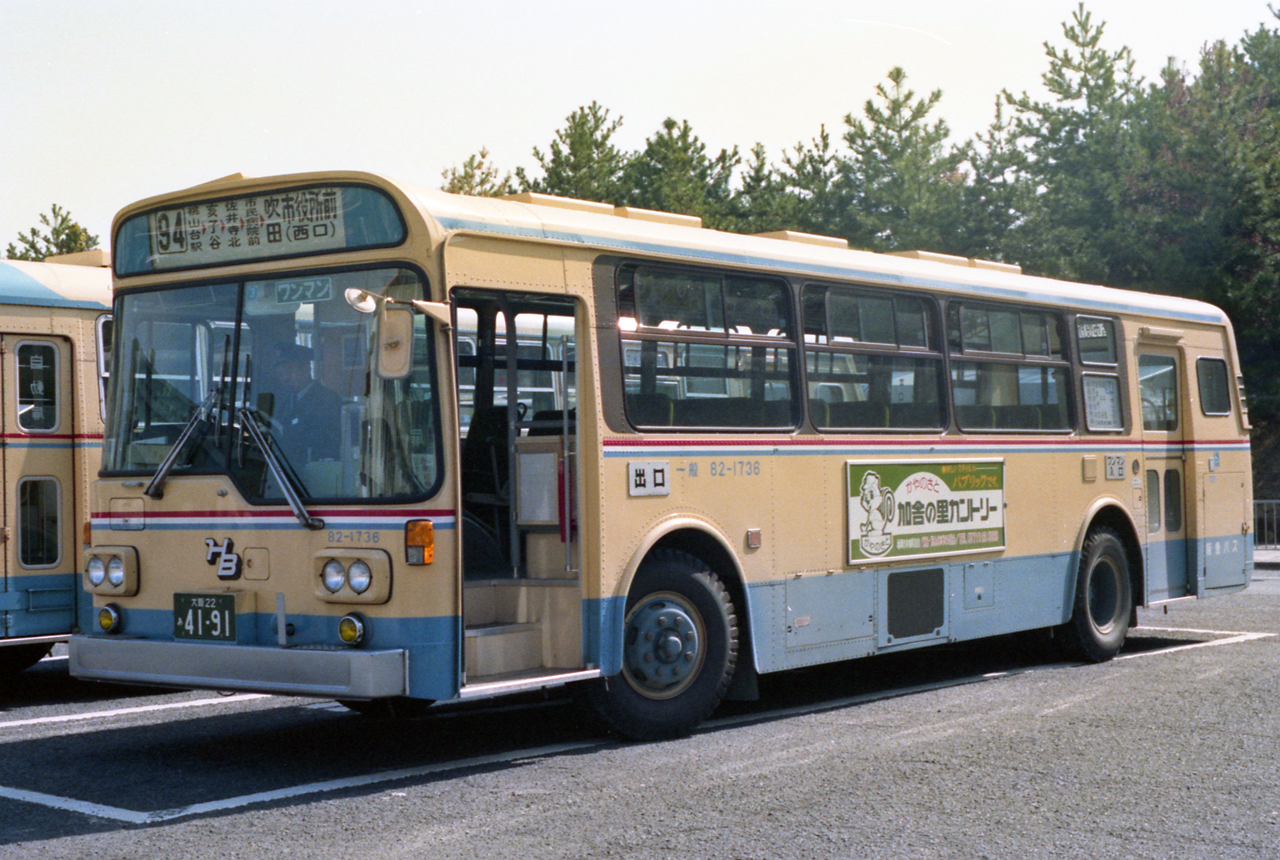
西工53MCボディを架装した例 K-MP118M 阪急バス
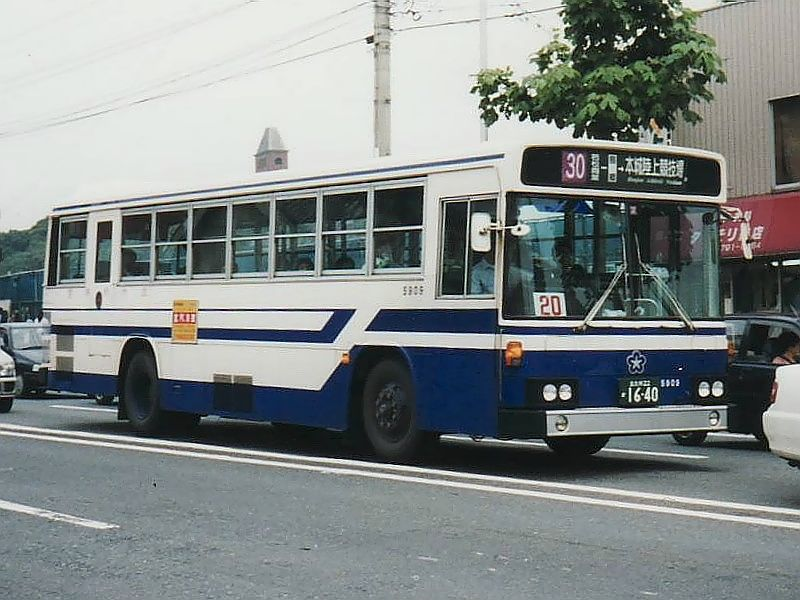
西工58MCボディを架装した例 P-MP118M 北九州市交通局
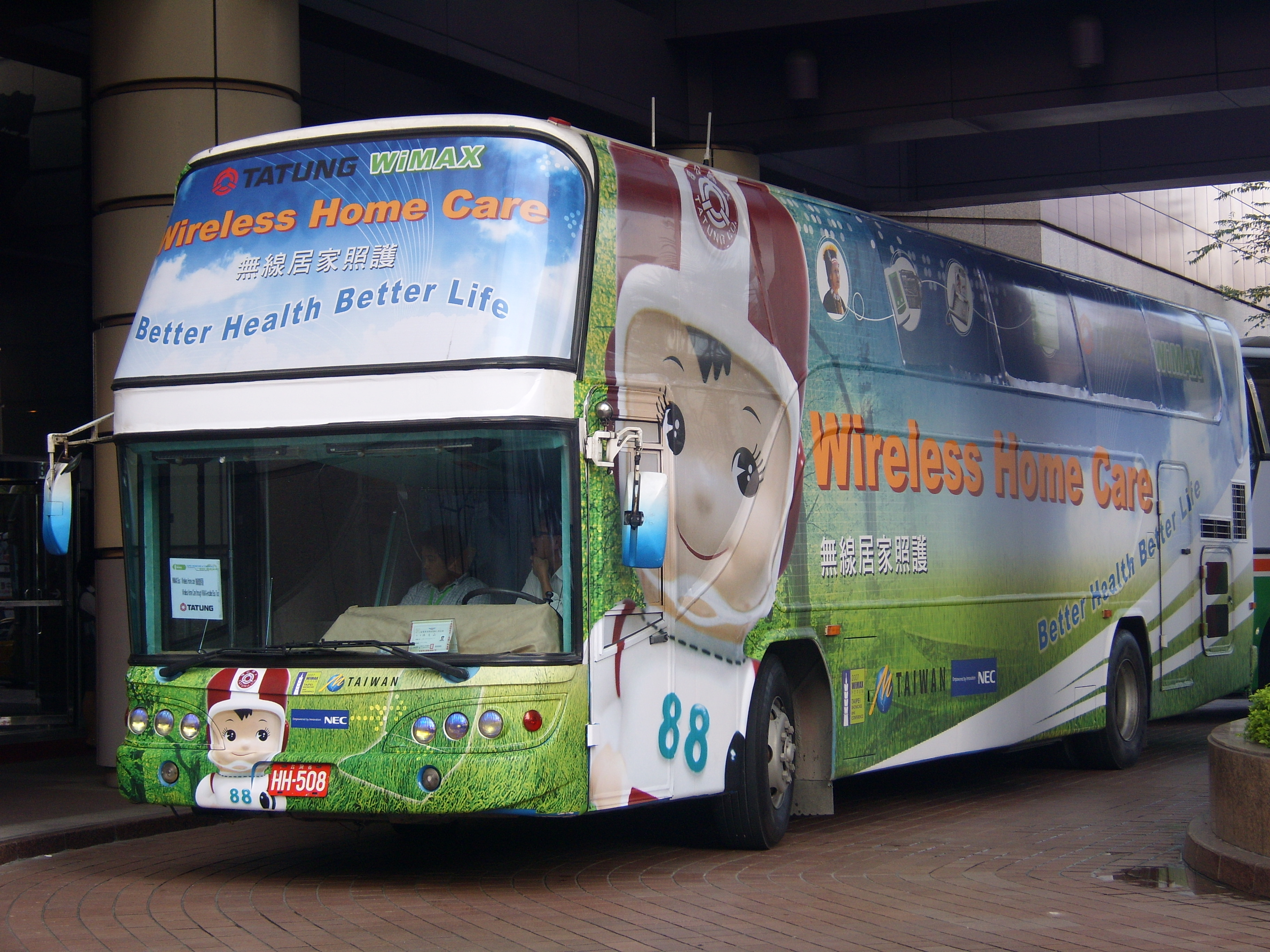
P-MP518NL 2007年台北市WiMAX見本市バス （台湾鉅巃仕様車）

### K-MP128M
1982年（昭和57年）、名古屋鉄道（現在の名鉄バス）向けに2台だけ製造された型式。K-MP118M型をベースにエンジンレイアウトをリアアンダーフロアー構造とした試作車で、エンジンは専用の水平シリンダー式6D23型（排気量は6D22と同じ11,149 cc）。ボディは名古屋製作所製B35-X2の側面メトロ窓タイプとなった。
三菱ふそうでは唯一とされるアンダーフロアーエンジン方式の車種であったが、同社製バスを採用する事業者の間では直立シリンダーエンジンを支持する向きが強く、名鉄以外からのK-MP128系の発注はなかった。

## エアロスター（初代）

### シリーズの概要
エアロスター（初代）は1984年、三菱自動車工業（名古屋）製のMPシリーズをフルモデルチェンジ、先にデビューしていたエアロバスに次いで車種ネームが与えられた。市街地路線用バス（シティバス）の「星」になることを願ったものとみられる。ボディスタイルはそれまでのモノコックボディから近代的なスケルトンボディに一新（新呉羽製は先にスケルトンに変更）。またフロントマスクは左右非対称の乗降口側に視野拡大窓を設けたスタイルとなった。
トランスミッションは、フィンガーコントロールミッションの5速マニュアル (FCT) で、通常はO/D式5速だが、オプションで直結5速も選択可能。なおロッド式も選択可能である。またオプションで機械式オートマチックトランスミッション (MMAT) が設定されていた。
自家用向けのタイプ以外は機関直結式冷房装置が標準装備となったが、北海道や東北地方では路線車でも非冷房仕様を導入した事業者が多い。車体は上に行くほど狭くなるスタイルである。この車種に限らず、各コーチビルダーとも車体断面はフレーム付きやモノコック車体の頃から緩い樽型である。ヘッドライトは丸型4灯が標準であるが、オプションで角型4灯も設定された。
この型式で特筆される事項として、MP118/518系ではオプションだった運転席のタコメーターが全車標準装備となったほか、エンジン回転数がタコメーターのレッドゾーン（初期車で2,300 rpm）に到達しなくても一定の回転数に到達するとインパネのランプとビープ音で過回転を警告する「不経済走行」警告灯が追加されたことである。オーバーレブ時に点灯する赤いランプではなく、オレンジ色に光る「不経済走行」の文字が点灯し、ビープ音もオーバーレブ時の「ピー」ではなく「ピコピコ」という音で、これは後のモデルでも同様である。作動回転数は設定により変更可能。なお、この機能は同時期にマイナーチェンジを受けたエアロバスにも追加されている。ただしMS8系の場合は排気ブレーキ作動中は動作しない。

### 車体
純正車体は、三菱名自（大江工場）製のエアロスターMと呉羽自動車工業（→新呉羽車体工業→三菱自動車バス製造 (MBM) →現・三菱ふそうバス製造 (MFBM)）製のエアロスターKの2種類が存在する。両者は前面・後面や屋根カーブの形状が異なっており、エアロスターKは丸みを帯びた嫌味のないスタイル、エアロスターMはそれより直線的で近代的なスタイルとなっていた。

1993年（平成5年）には、両社の車体設計がエアロスターMに統一され、後に車体製造が三菱自動車バス製造（旧・呉羽）に一本化され、大江工場での生産はなくなった。なお、呉羽では、P-MP118系にエアロスターKを架装した事例が、わずかながら存在する。
この他の架装例は、西日本車体工業製がある。同社の58MCボディが架装されたものは西日本を中心に多数存在する。
また、富士重工業による架装例もあり、この場合、1988年（昭和63年）まではR15系 (5E・5B)、それ以降がR17系 (7E・7B) となる。ただし、採用した事業者はごく一部に限られ、総数は少ない。江ノ島電鉄バス（1994年まで）、京成電鉄、小湊鉄道、広島バスなどは富士重工業製を好んで架装していたが、2代目エアロスターの登場、富士重工業の対応中止などが重なり、MBM製を導入するようになった。
なお、2002年（平成14年）6月の道路交通法改正（第二種免許に係る規定の整備）で大型二種の技能試験に路上試験が導入されたが、試験車輌の新基準に符合し、かつ中古車両の流通量が多いため、MP218を改造して教習車両及び試験車両として使用する自動車教習所もある。
ほとんどが一般路線バスでの採用だったが、京都交通では全国的にも珍しいトイレ付きの車両が、一般道経由で片道2時間を超える快速バス用（京都祇園 - 東舞鶴間など）として運用されていた。これらはのちに経営破綻後に京都府北部の路線を継承した京都交通 (舞鶴)の親会社である日本交通からの中古車に置換えられ全車廃車となっている。

### シリーズの変遷

#### P-MP218/618系
初代エアロスターは、1984年7月、それまでのK-（及びP-）MP118/518系を全面モデルチェンジして誕生した、P-MP218（リーフサス）/618（エアサス）系にはじまる。
エンジン型式こそ6D22で変わらなかったが、標準出力車で 158 kW (215 PS) から 165.5 kW (225 PS) / 2200 rpmに出力が引き上げられており、エンジン音もMP118/518系と異なったものになっている。さらにターボエンジン搭載車 ［6D22T1: 198.6 kW (270 PS)］ も、改造扱いで途中から追加設定された（型式のうち機関名後に「T」、末尾に「1」が加わる。例：P-MP618MG → P-MP618MTG1）。また車体寸法の見直しが行われ、ホイールベースは、短尺（K尺、4.8 m）、標準尺（M尺、5.3 m）、長尺（P尺、6.0 m）の3種類が設定され、後に神奈川中央交通の発注で5.8 mのN尺が追加された。
そして最も大きな差が車体である。指定車体である三菱製又は呉羽（→新呉羽→MBM）製車体は、従来のモノコックボディから、スケルトンボディに切り替えられ、外観が大きく変更された。なお車体形状により型式末尾に識別記号（以下便宜的に「車体識別記号」という）を加えた（前扉のみ：G、前後扉：R、前中扉：F）。
1988年（昭和63年）にはマイナーチェンジが行われ、内装がエアロバス同様に茶色系から灰色系へと変更された。他にはFCTのインジゲータもデジタル表示に変更されるとともに、エアロバスと同様にタコメーターの下部に配置された。

エアロスターM
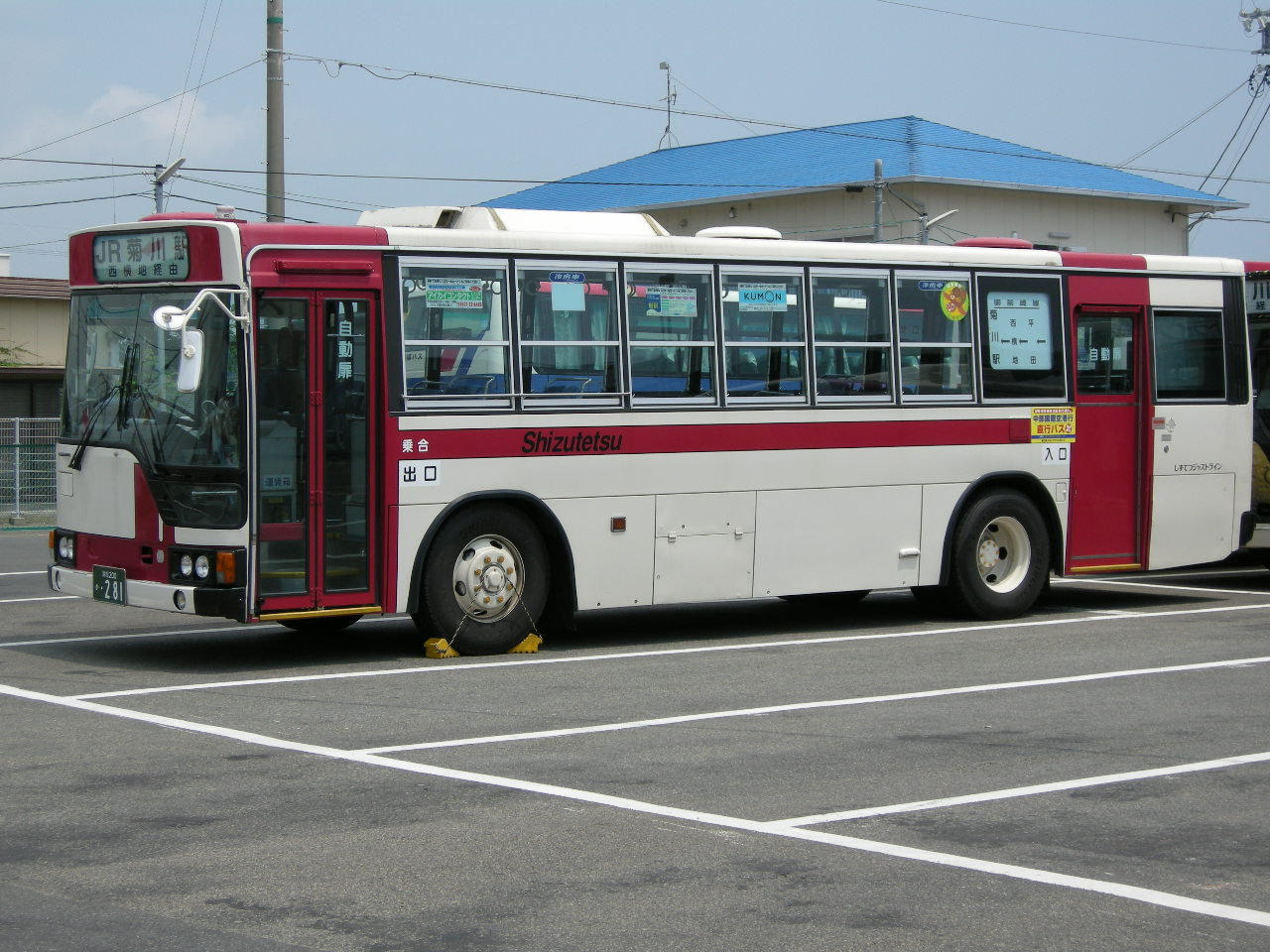
P-MP218K しずてつジャストライン
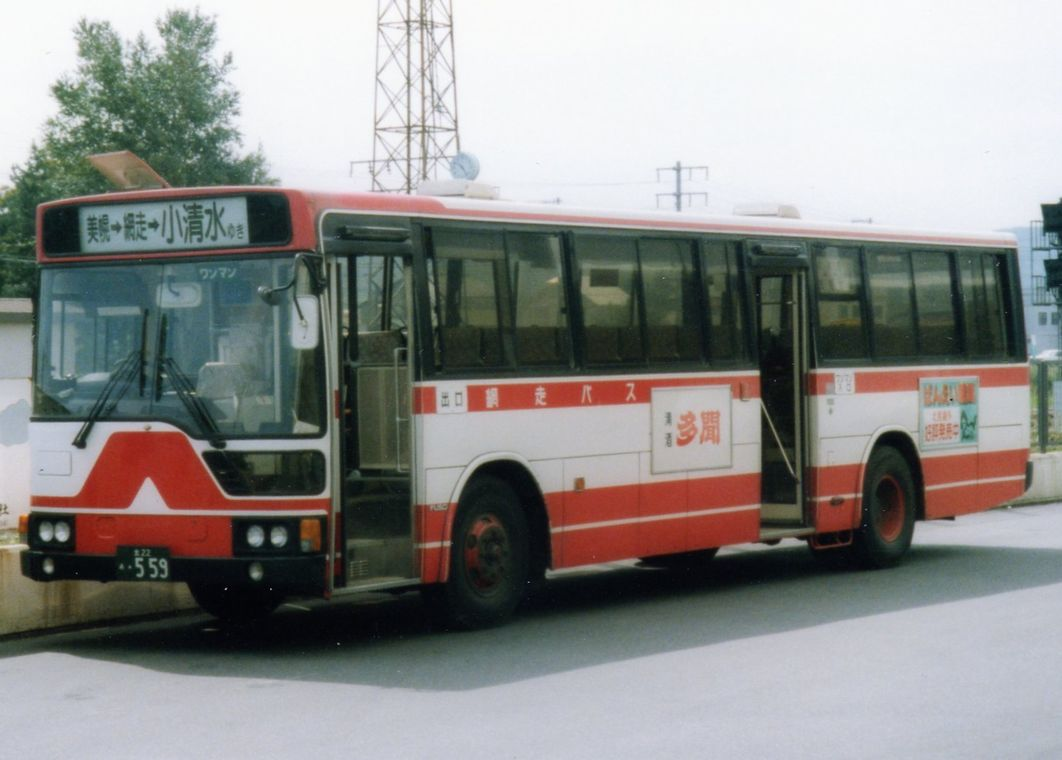
P-MP218M 網走バス
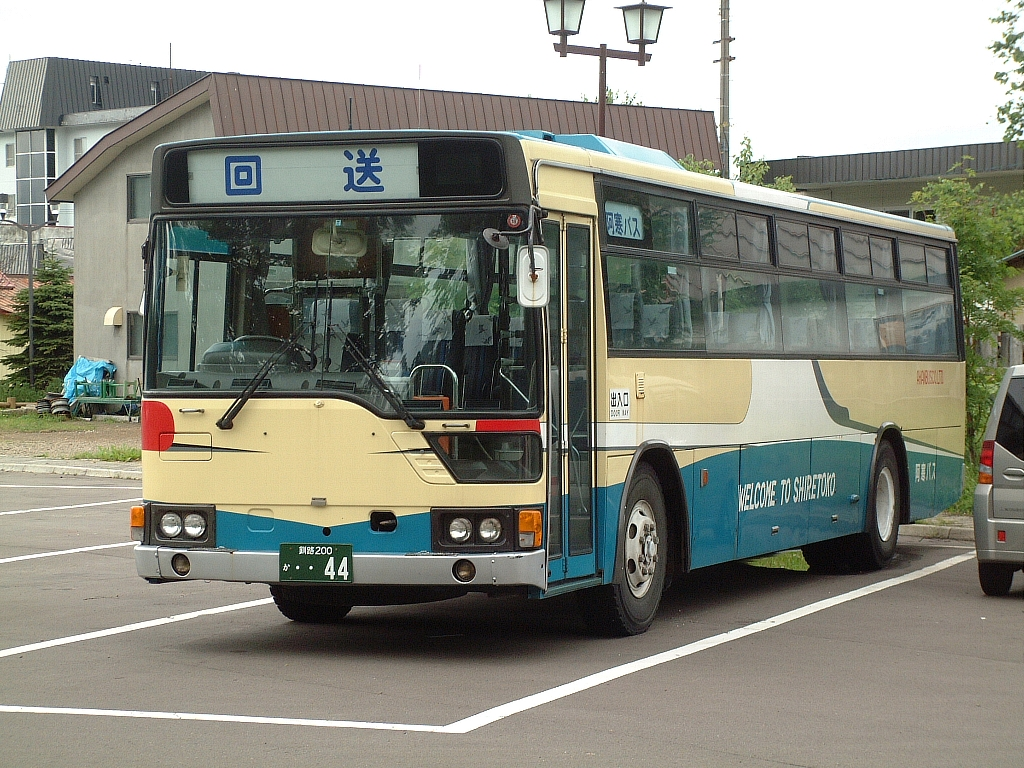
P-MP618Pトップドア仕様 阿寒バス
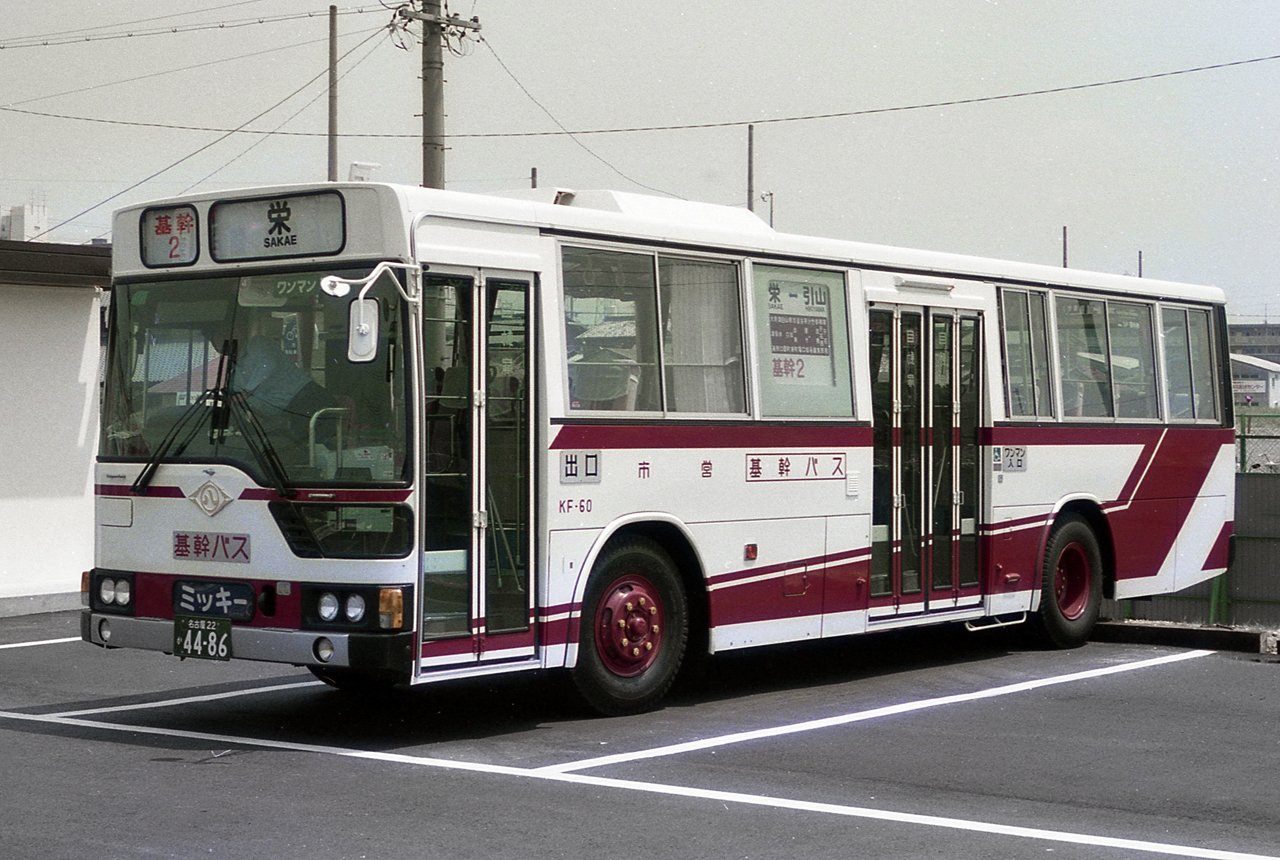
P-MP618M改 名古屋市交通局

エアロスターK
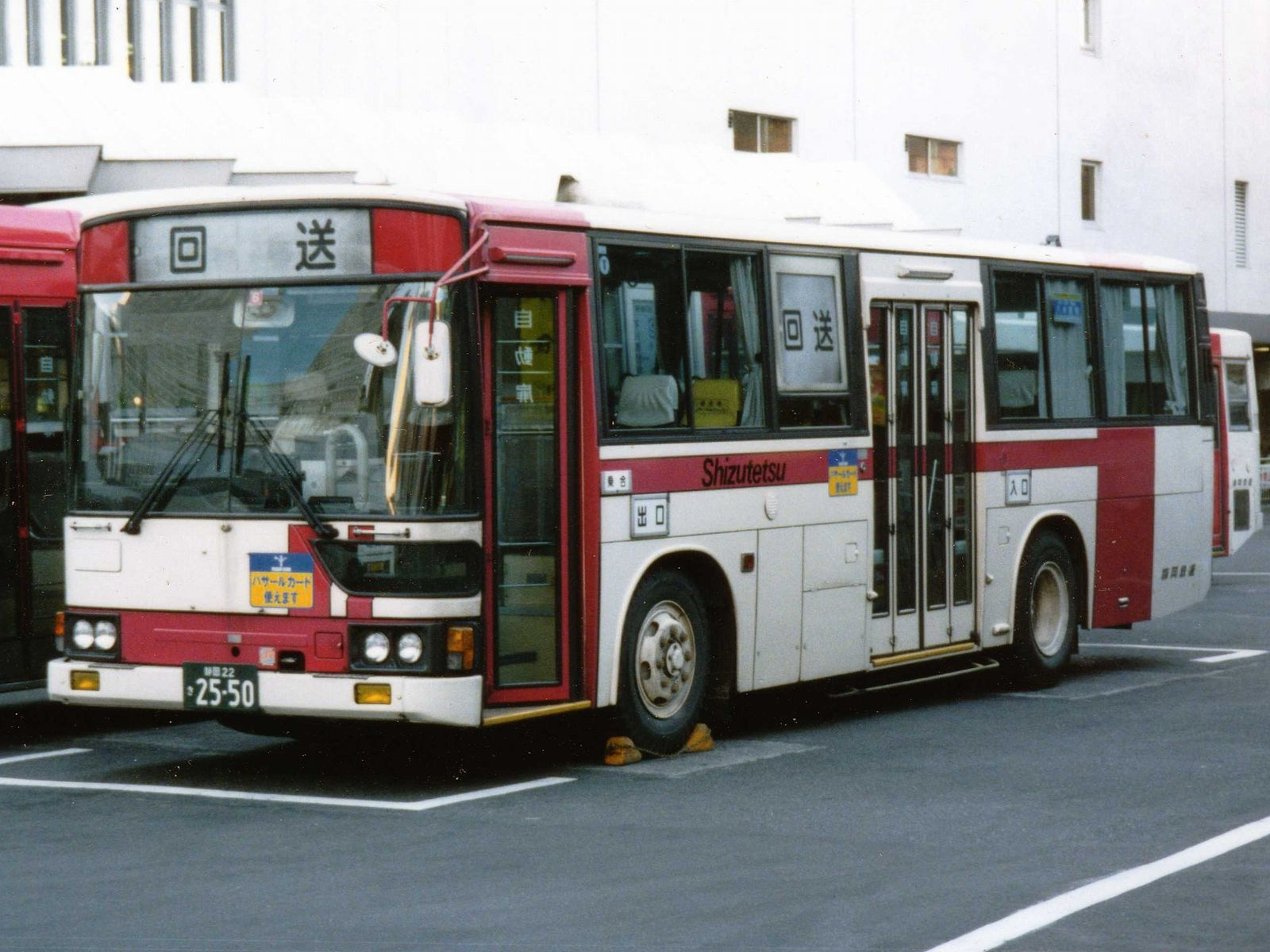
P-MP218K しずてつジャストライン
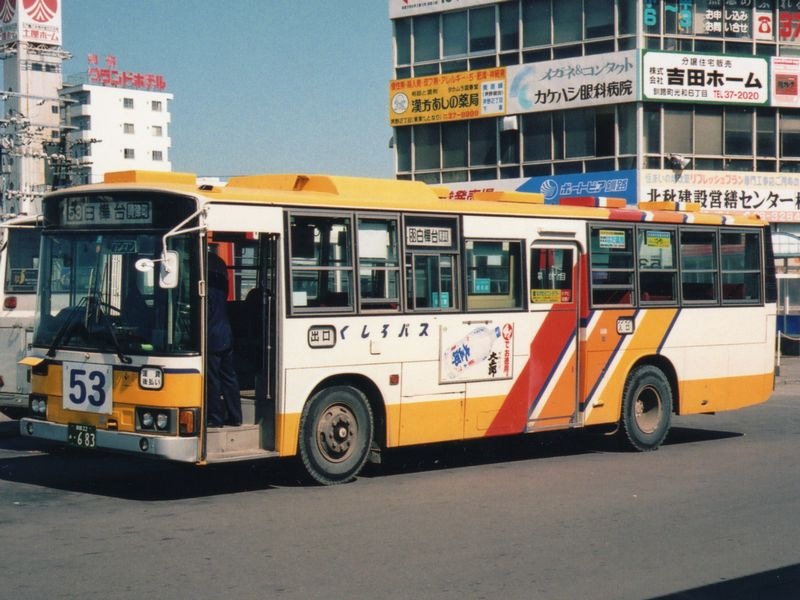
P-MP218M くしろバス
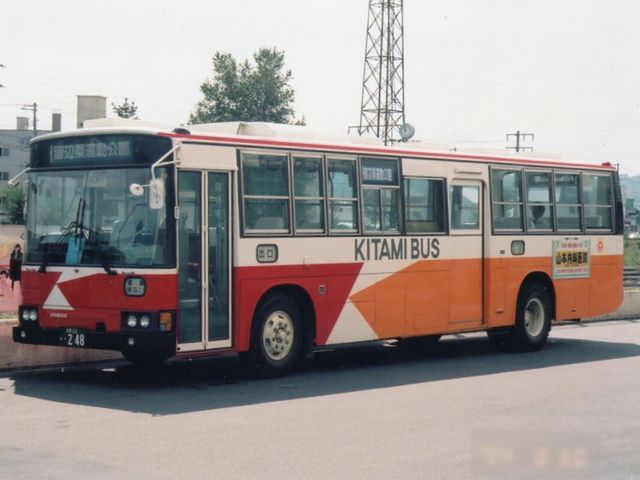
P-MP218P改 北見バス
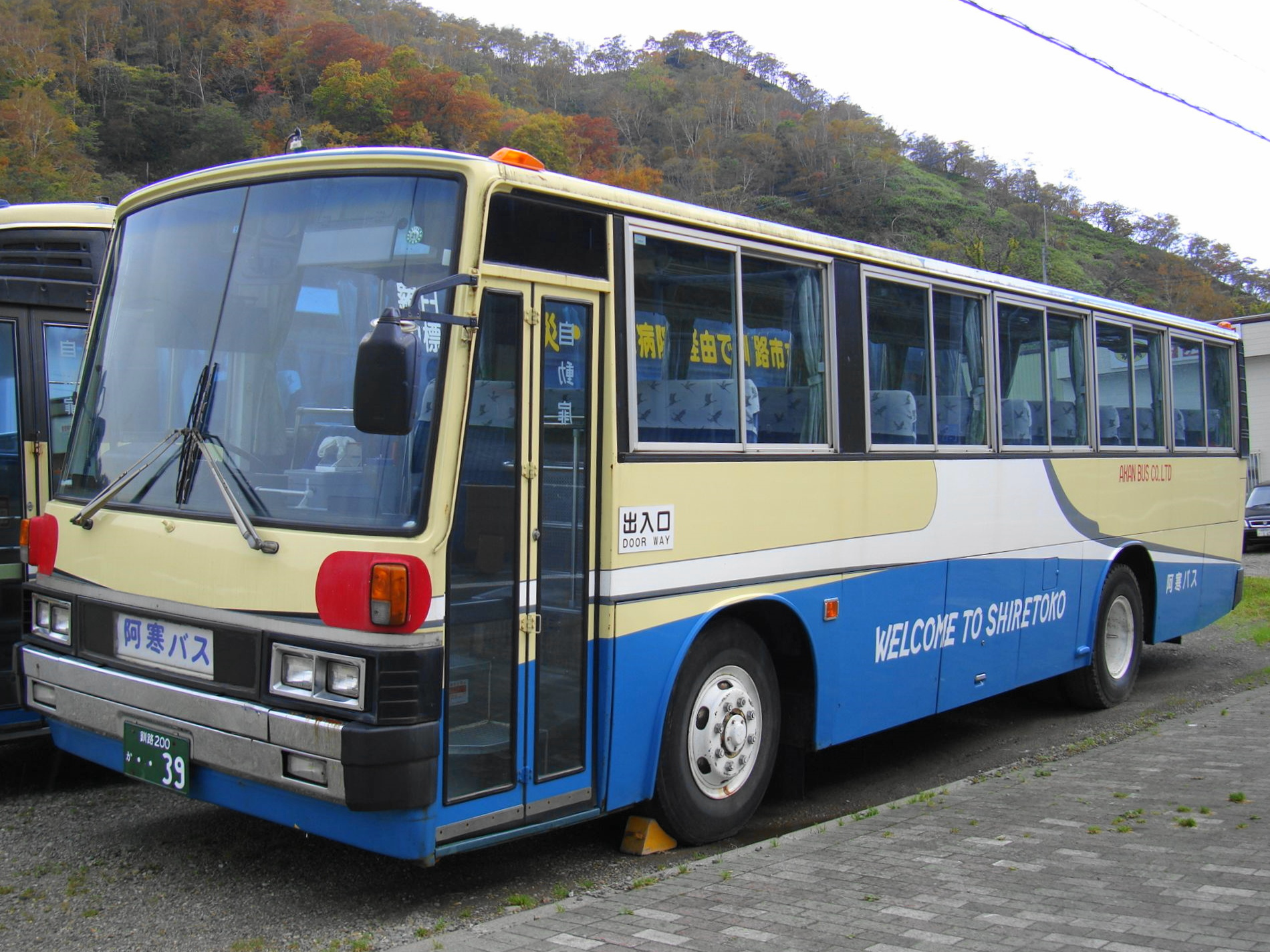
P-MP618P 阿寒バス（元自家用）

富士重・西工車体の架装例
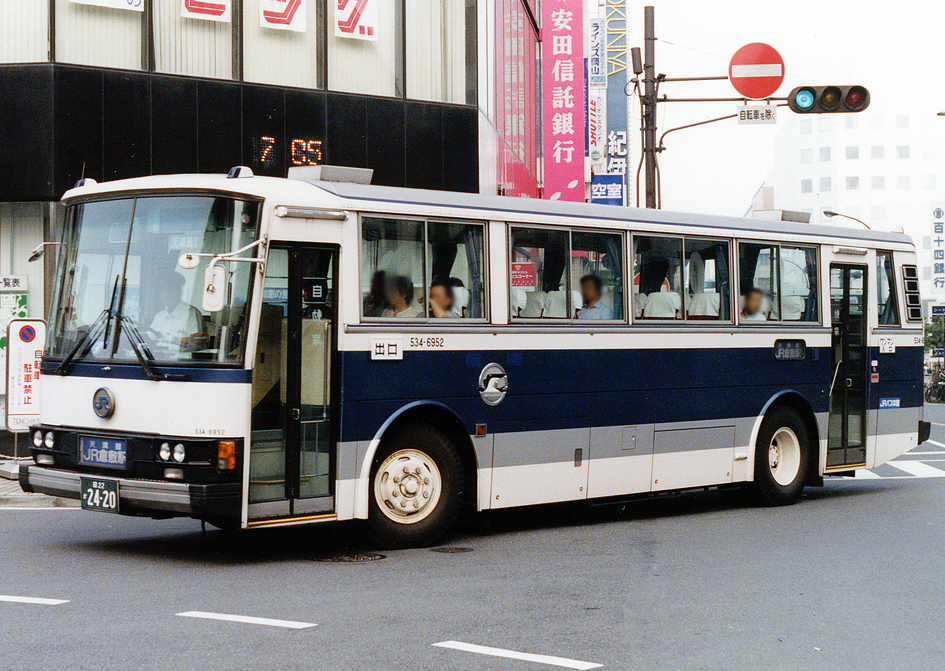
富士重車体 15型B P-MP618M改 中国JRバス
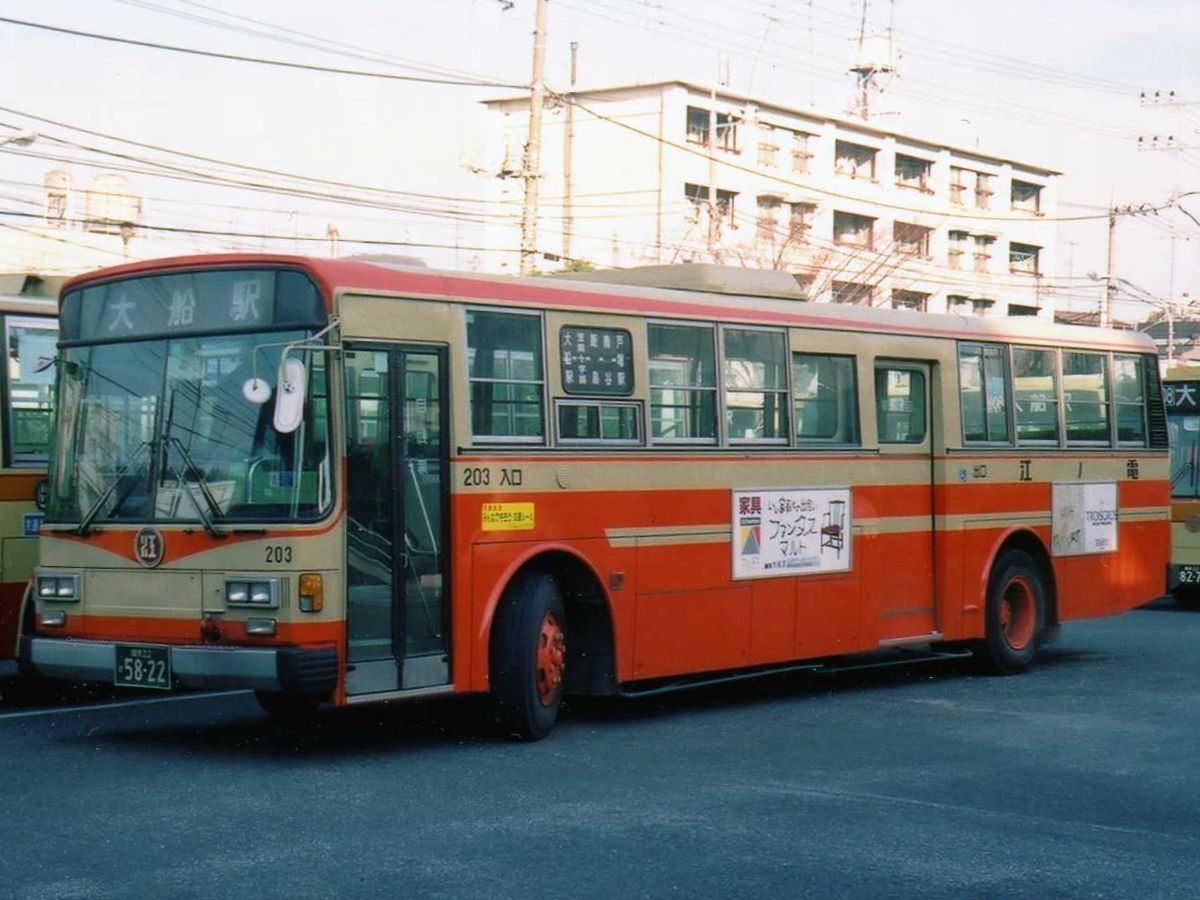
富士重車体 15型E P-MP218P 江ノ島電鉄
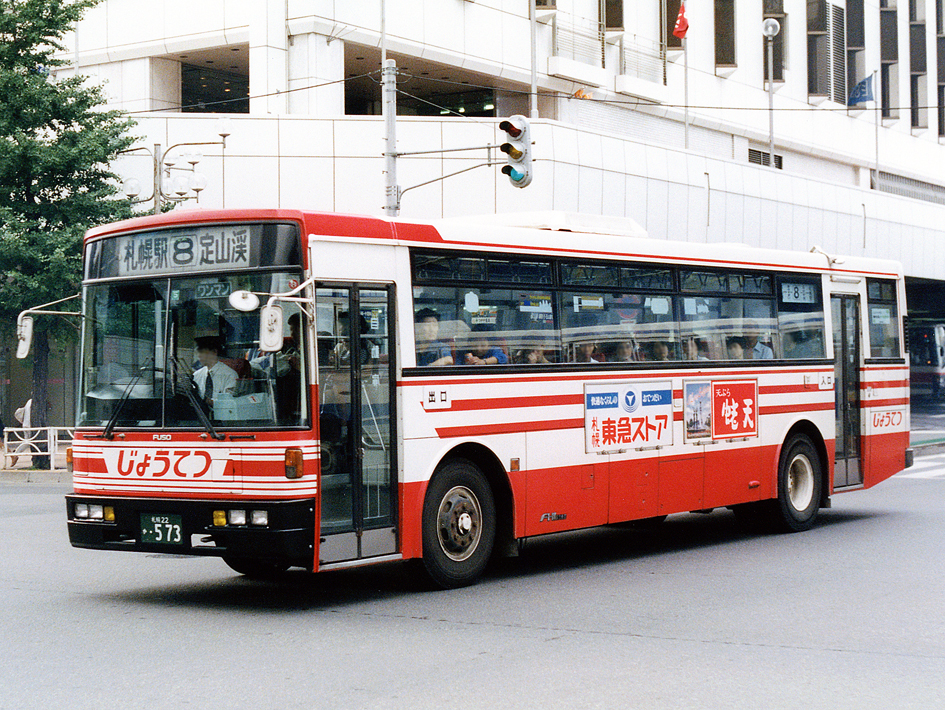
富士重車体 17型E P-MP618P じょうてつ
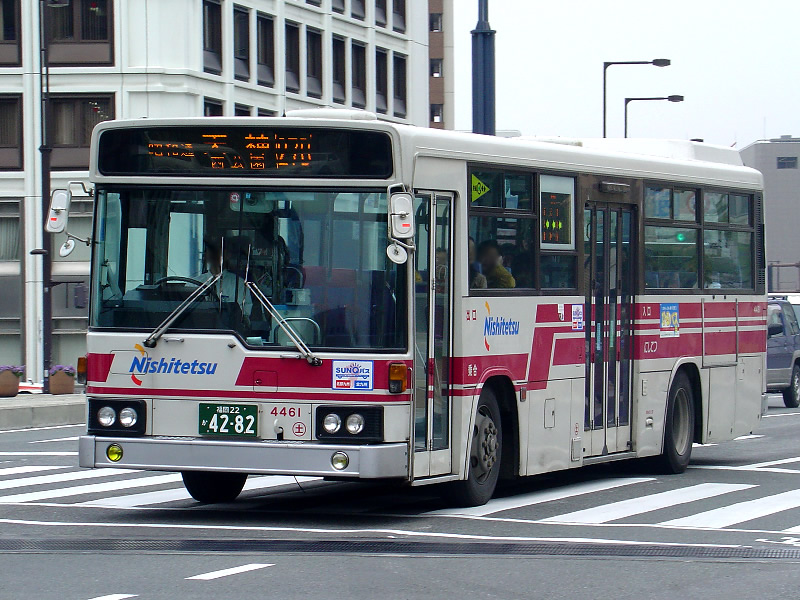
西工車体 58MC B-II P-MP218M 西鉄バス

#### U-MP218/618系
1990年6月、平成元年排出ガス規制適合で、U-MP218/618系になったが、フロントバンパーのフォグランプが丸形から角形になったこと、ターボエンジン搭載車の出力がわずかながら増加された (198.6 → 205.9 kW : 280 PS) 以外、大きな変更点はない。なお、1992年生産分よりマフラーの位置が右側に変更されている。名古屋ガイドウェイバスの試作車のベースに採用された。
1993年（平成5年）に新呉羽自動車工業が三菱自動車の完全子会社になり、三菱自動車バス製造 (MBM) に社名変更。工場を富山市婦中町に移転し、名古屋の三菱自工大江工場と2箇所で行ってきた大型バスの製造を、1996年（平成8年）までに富山の新工場へ集約する。詳細は「三菱ふそうバス製造#歴史」を参照、このモデルからはエアロスターK廃止、エアロスターMに統一。

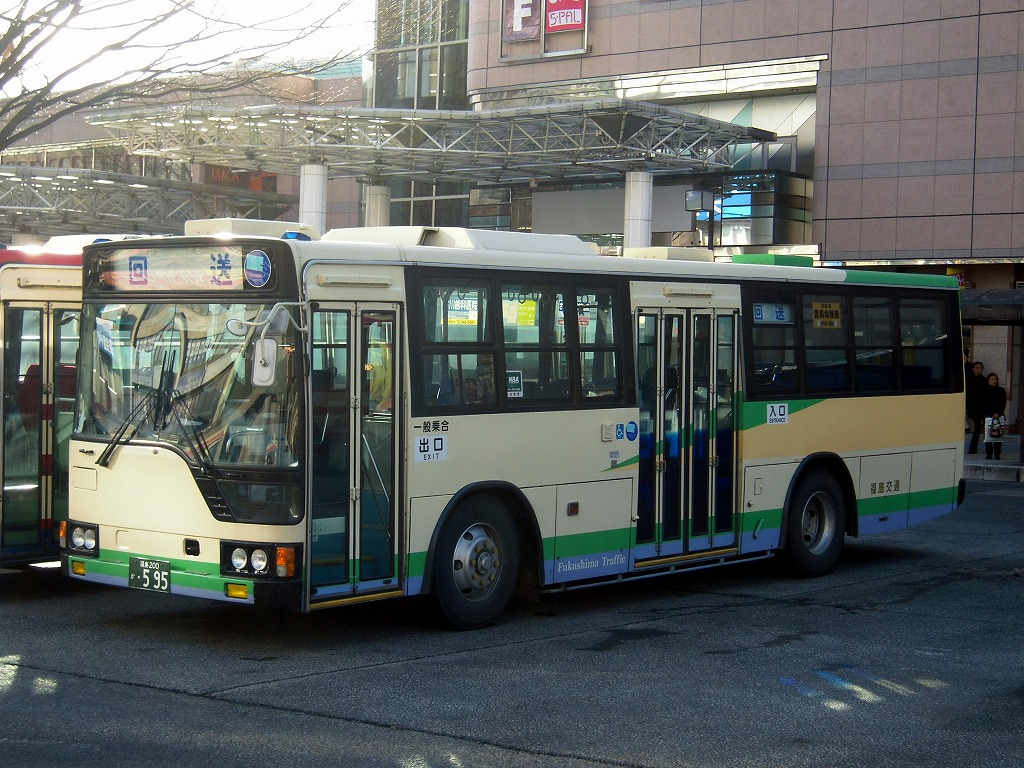
エアロスターM U-MP218K 福島交通 東京都交通局からの移籍車
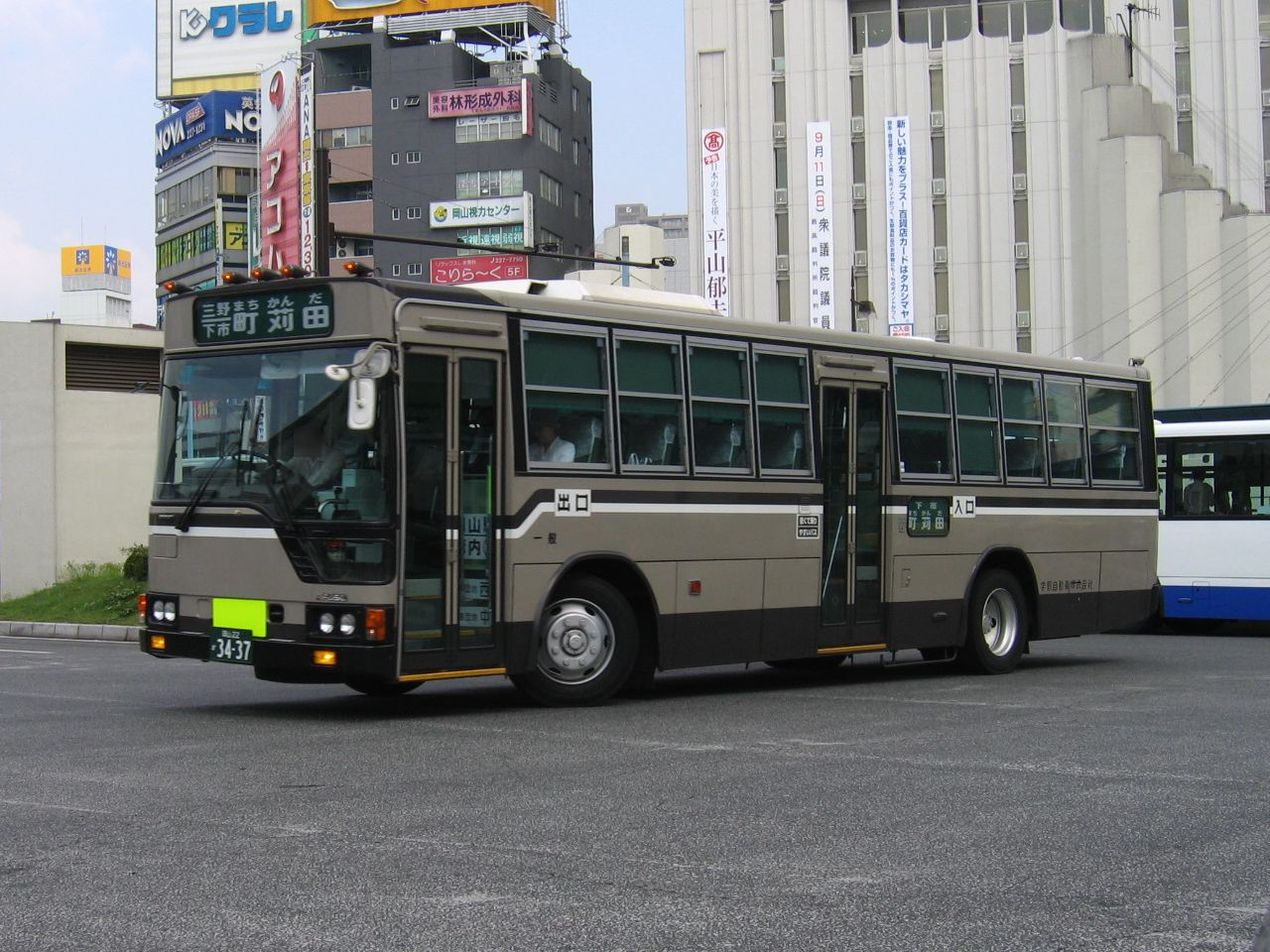
エアロスターM U-MP218M 宇野自動車
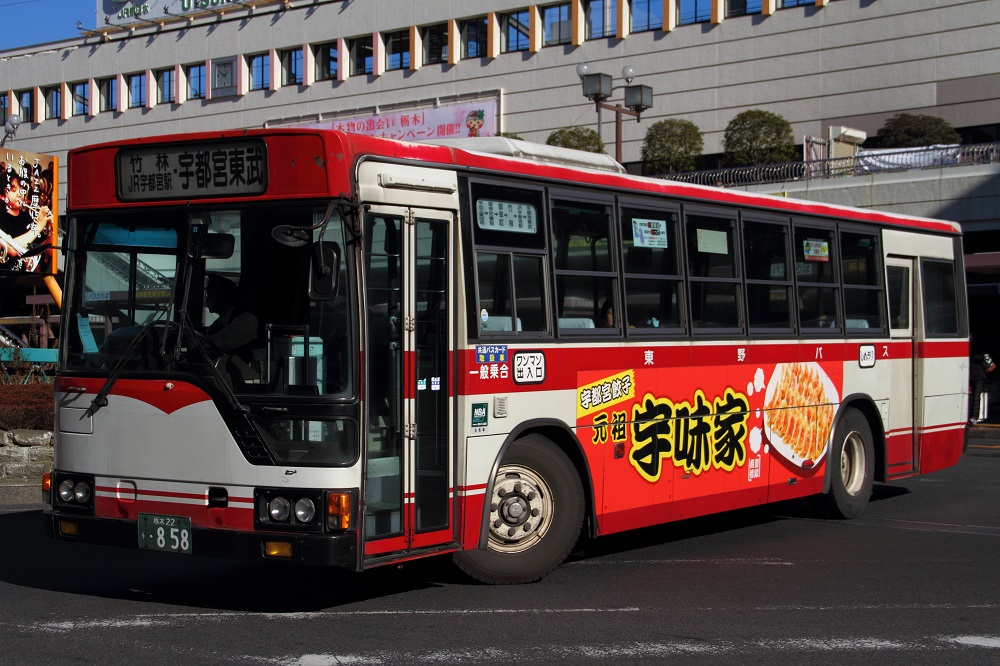
エアロスターM U-MP218M 東野交通
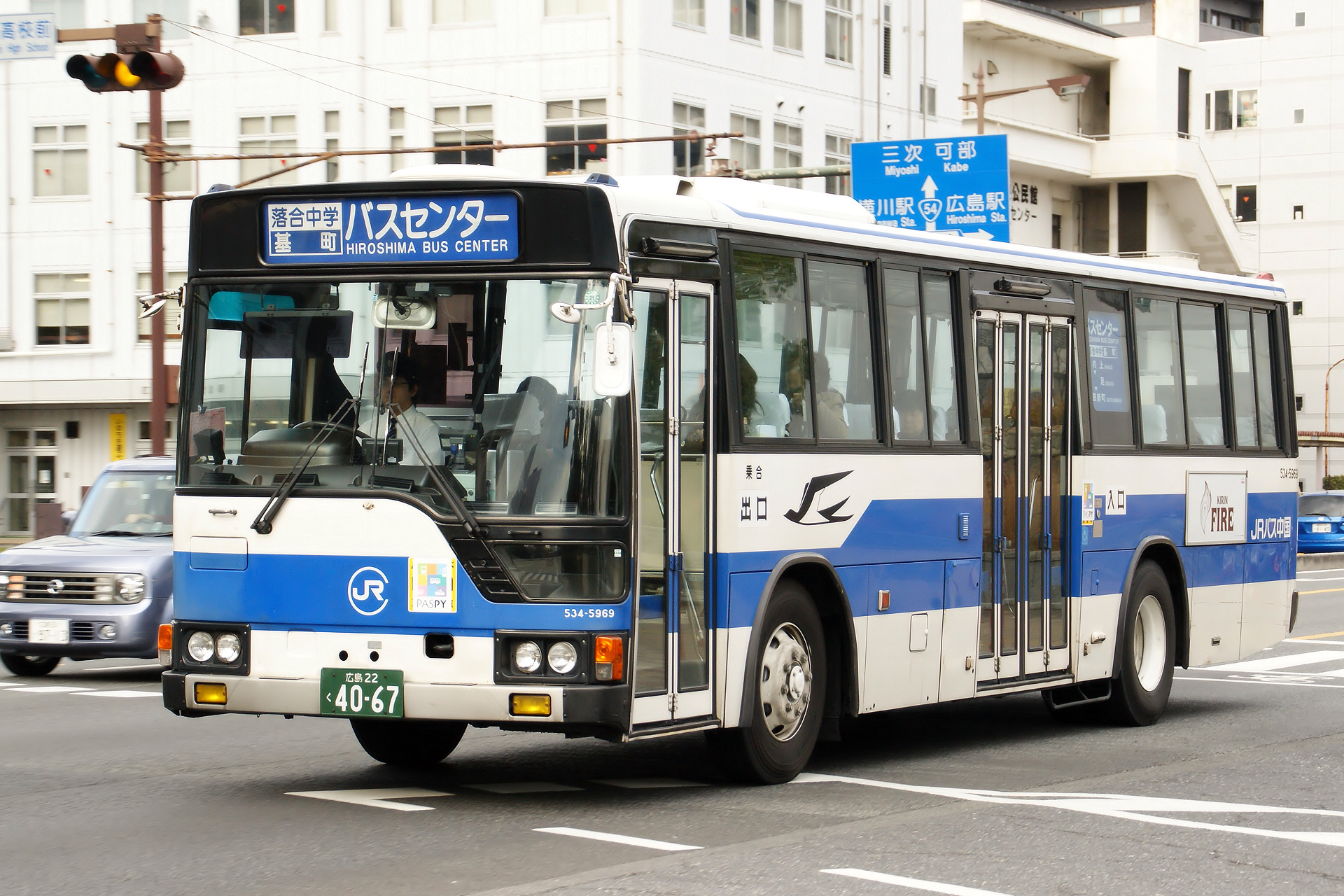
エアロスターM U-MP618M JRバス中国
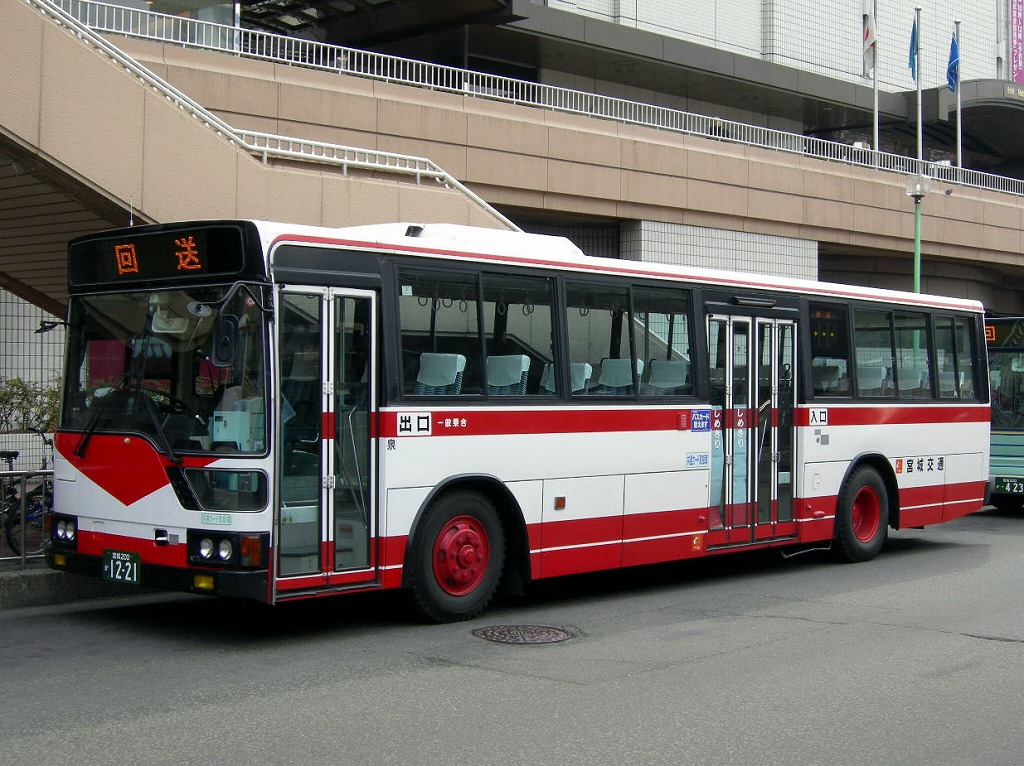
エアロスターM U-MP218P 宮城交通 名鉄バスからの移籍車
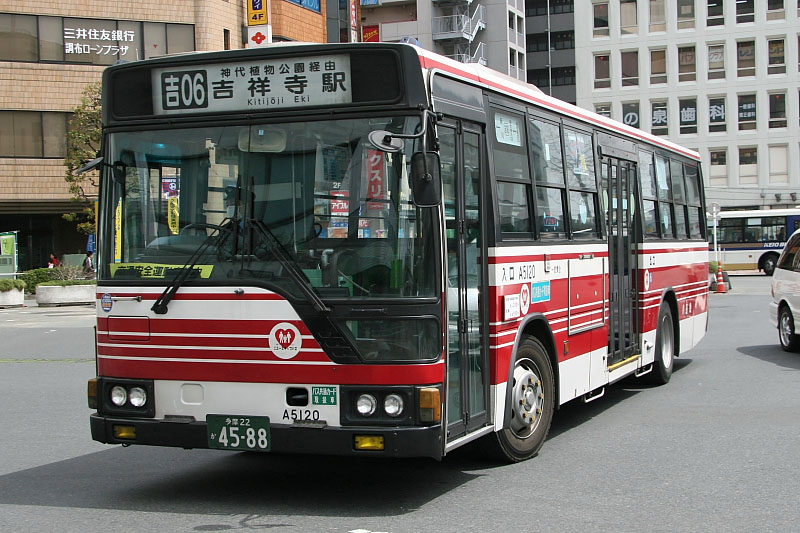
エアロスターM U-MP218M 小田急バス 「ニューステップ」装備車
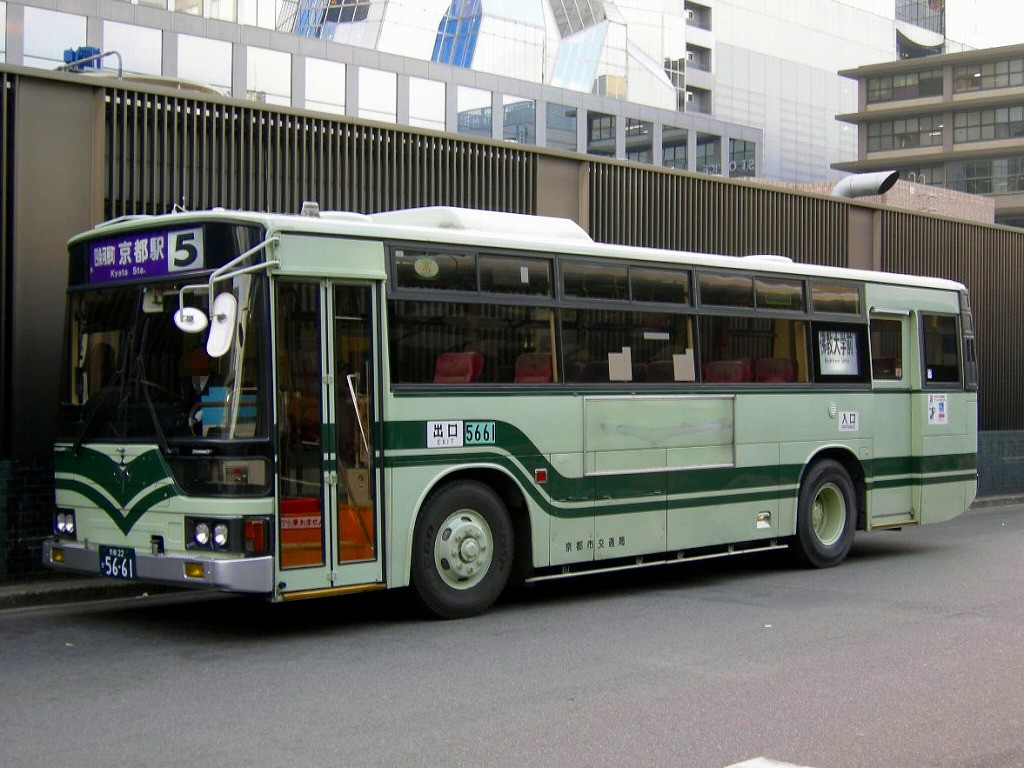
エアロスターK U-MP618K 京都市交通局
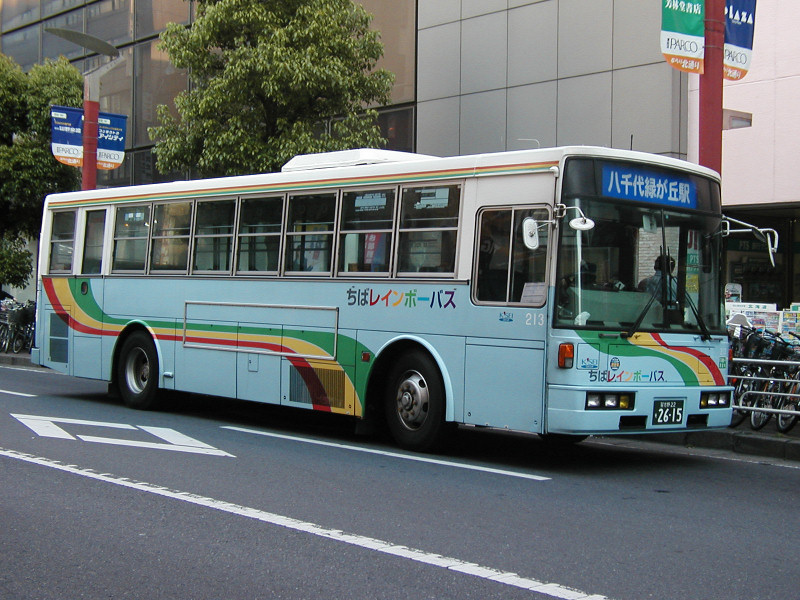
富士重工による架装例 U-MP218M改 ちばレインボーバス

#### KC-MP217/617系
1995年（平成7年）の平成6年規制適合で、KC-MP217（リーフサス）/617（エアサス）系となった。この時、エンジンが6D24［標準出力176.5 kW (240 PS) / 2200 rpm］に変更された。KC-MP217/617系はフルモデルチェンジが計画されていたため、翌1996年（平成8年）9月にMBM製造分は終了したが、1997年2月に名古屋市交通局が在庫を59両導入した、このモデルからは空気圧計のレッドゾーンも片側だけになる。
西工ボディ及び富士重工ボディを架装するものは、シャシー供給で1997年（平成9年）まで製造された。西工製ボディの大半は58MCでの架装になるが、ごくわずかに96MCを架装した車両が存在する。
型式は以下のとおり。
|            | WB 4.8 m  | WB 5.3 m  | WB 5.8 m  | WB 6.0 m  |
| ---------- | --------- | --------- | --------- | --------- |
| エアサス   | KC-MP617K | KC-MP617M | KC-MP617N | KC-MP617P |
| リーフサス | KC-MP217K | KC-MP217M | KC-MP217N | KC-MP217P |

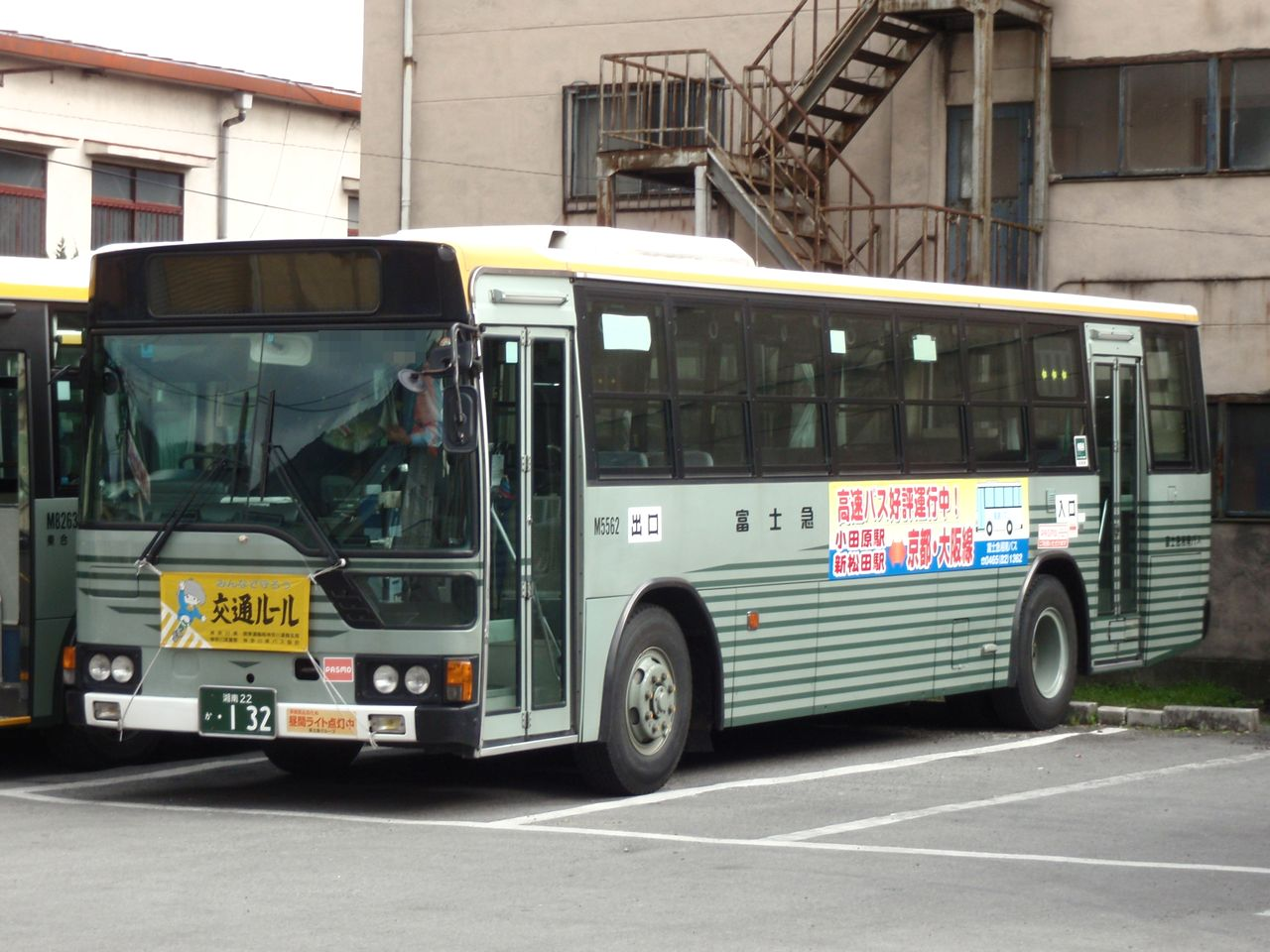
KC-MP617M 富士急湘南バス
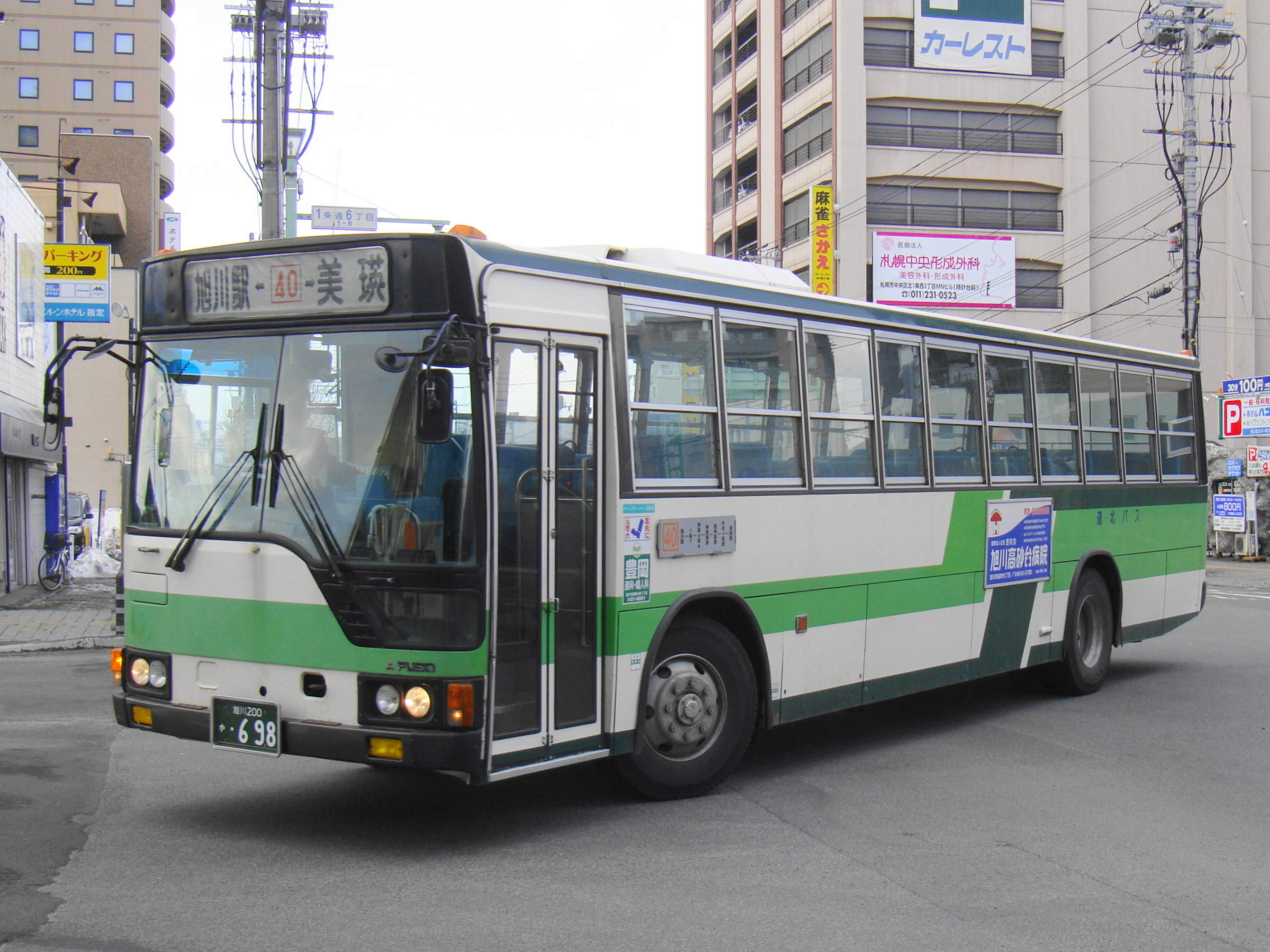
KC-MP617N 前扉車 道北バス（元自家用）
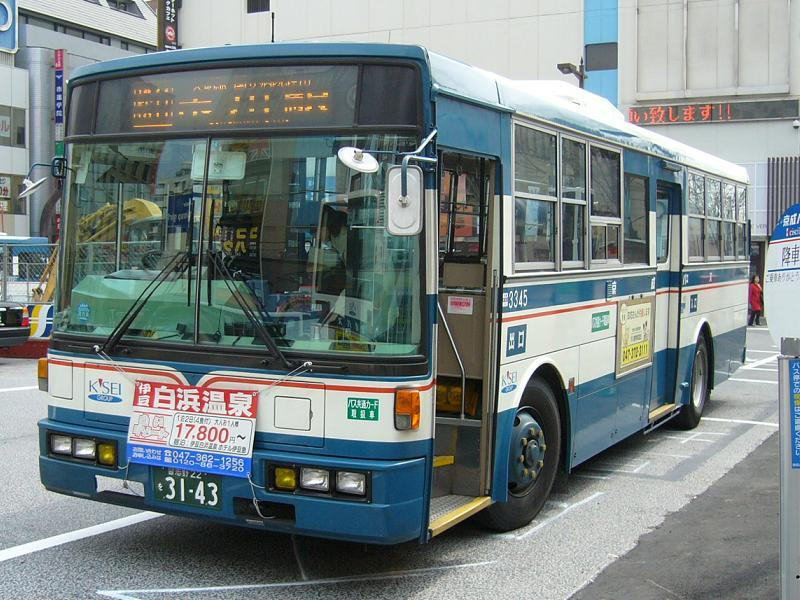
KC-MP217M 京成バス 富士重工 7E
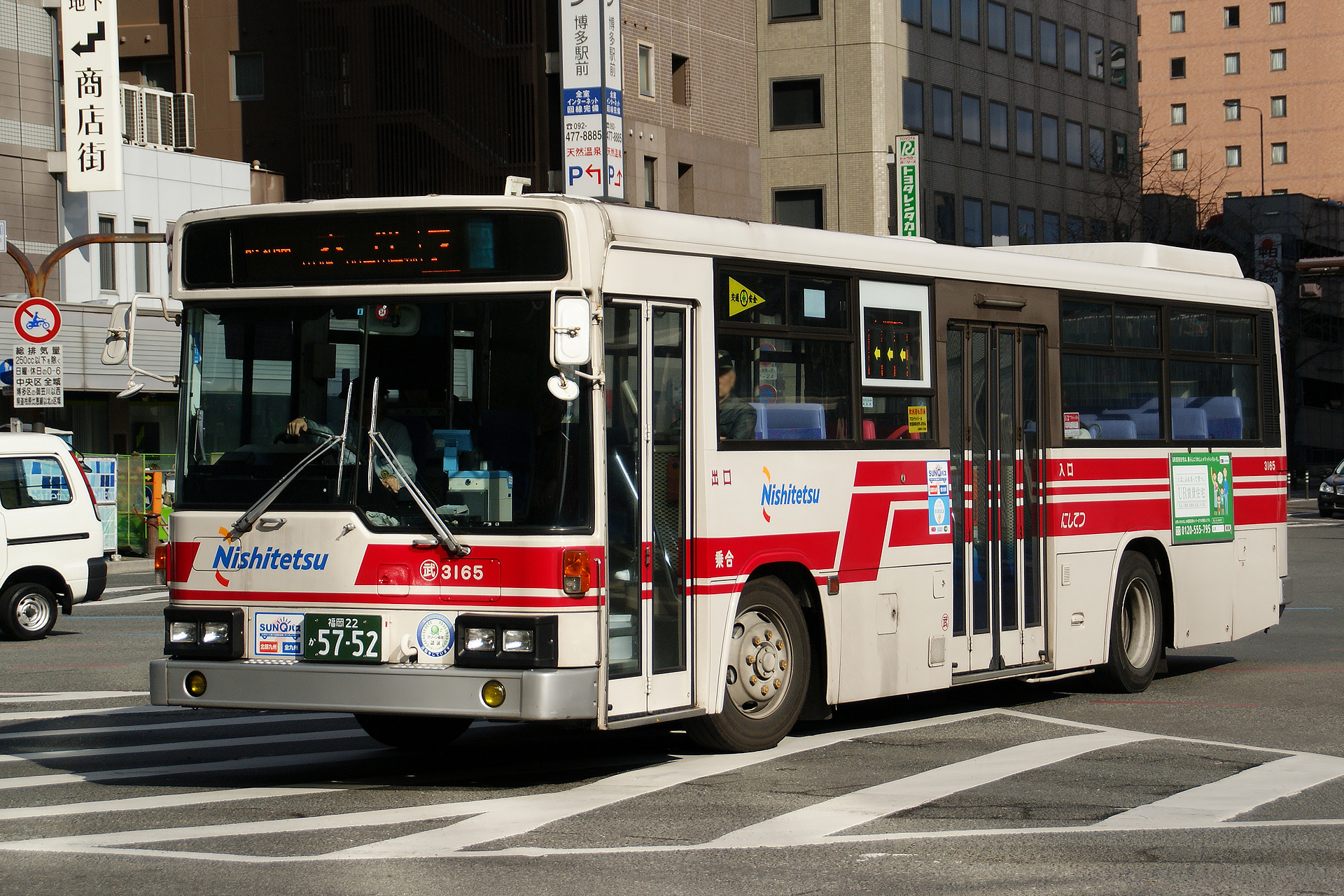
KC-MP217M 西日本鉄道 西日本車体 B-II (58MC)
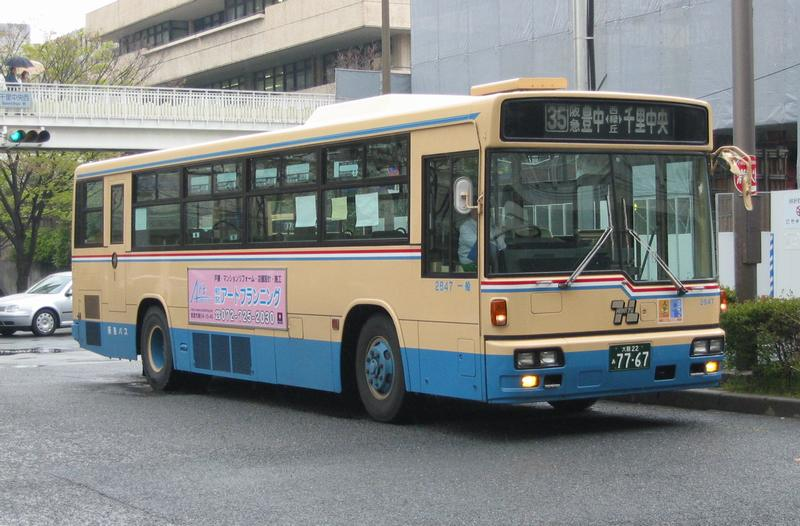
KC-MP217M 阪急バス 西日本車体 B-II (96MC)

### ノンステップバス
1984年（昭和59年）11月、三菱自動車工業と名古屋鉄道（ともに当時）が共同開発で、初のワンマン運転対応の本格的なノンステップバス（P-MP218M改）を試作した。名古屋鉄道（現：名鉄バス）と名鉄グループの岐阜乗合自動車に5台ずつ導入された。
京浜急行電鉄（現：京浜急行バス）羽田営業所にも1台導入されたが（H5670号車）、京急仕様では乗降時間短縮のため、中扉が2枚引戸の両開きスーパーワイドドアとなっていたのが特徴で、三菱車では初の装備であった。なお京浜急行ではその後、低床バス普及のため「京急型ワンステップバス」を導入しており、1988年に日野・ブルーリボンのワンステップバスを改造扱いで導入、同種の車両をエアロスターでも導入している（#京急型ワンステップバスを参照）。
前中扉間の床を350 mmまで下げノンステップ化を実現しており、扁平タイヤを採用している。エンジン部分は通常のバスと同じ構造であるが、室内はデッドスペースが多く、ほぼ座席1列分ほど室内有効長は短くなっていた。
高価であったため、一般乗合用としての導入例は上記の3事業者のみで、1987年（昭和62年）頃まで製造された。他に、成田国際空港内で日本航空のクルーバス運行を受託していた千葉観光が貸切登録で2台保有していた。
その後、1994年（平成6年）に名鉄向けとして、上記のノンステップバスの生産初期車を使用していた名古屋空港（現・名古屋飛行場）循環車用の代替として1台（U-MP218M改）が追加製造された。

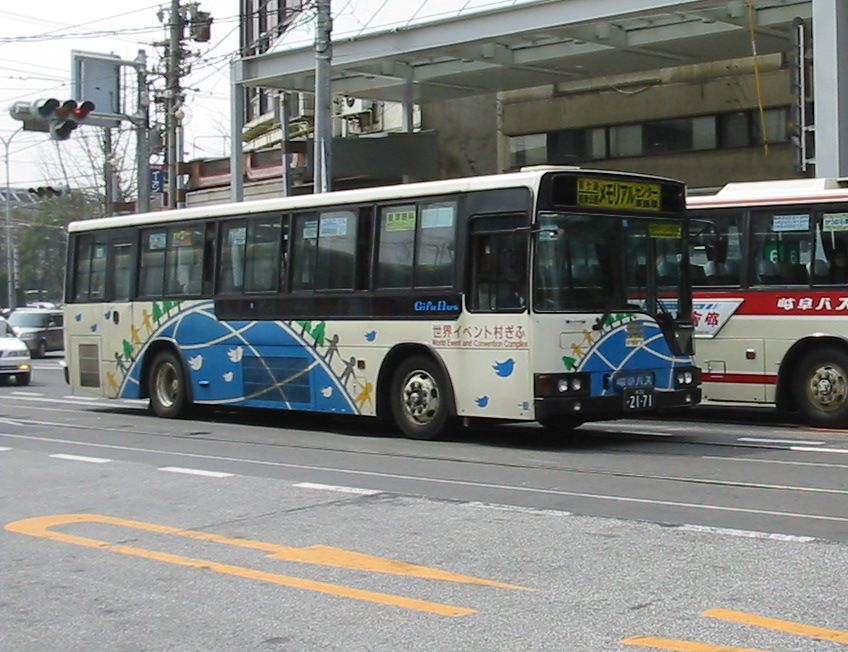
ノンステップバス P-MP218M改 岐阜乗合自動車「世界イベント村ぎふ」塗装
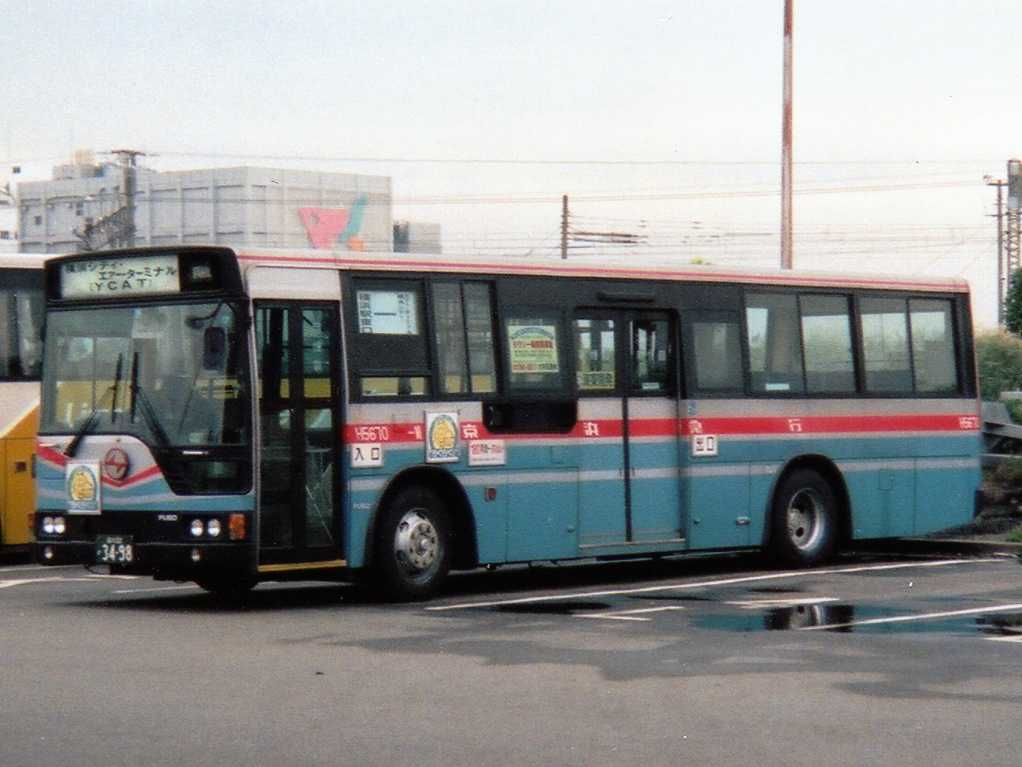
ノンステップバス P-MP218M改 京浜急行電鉄 H5670号車
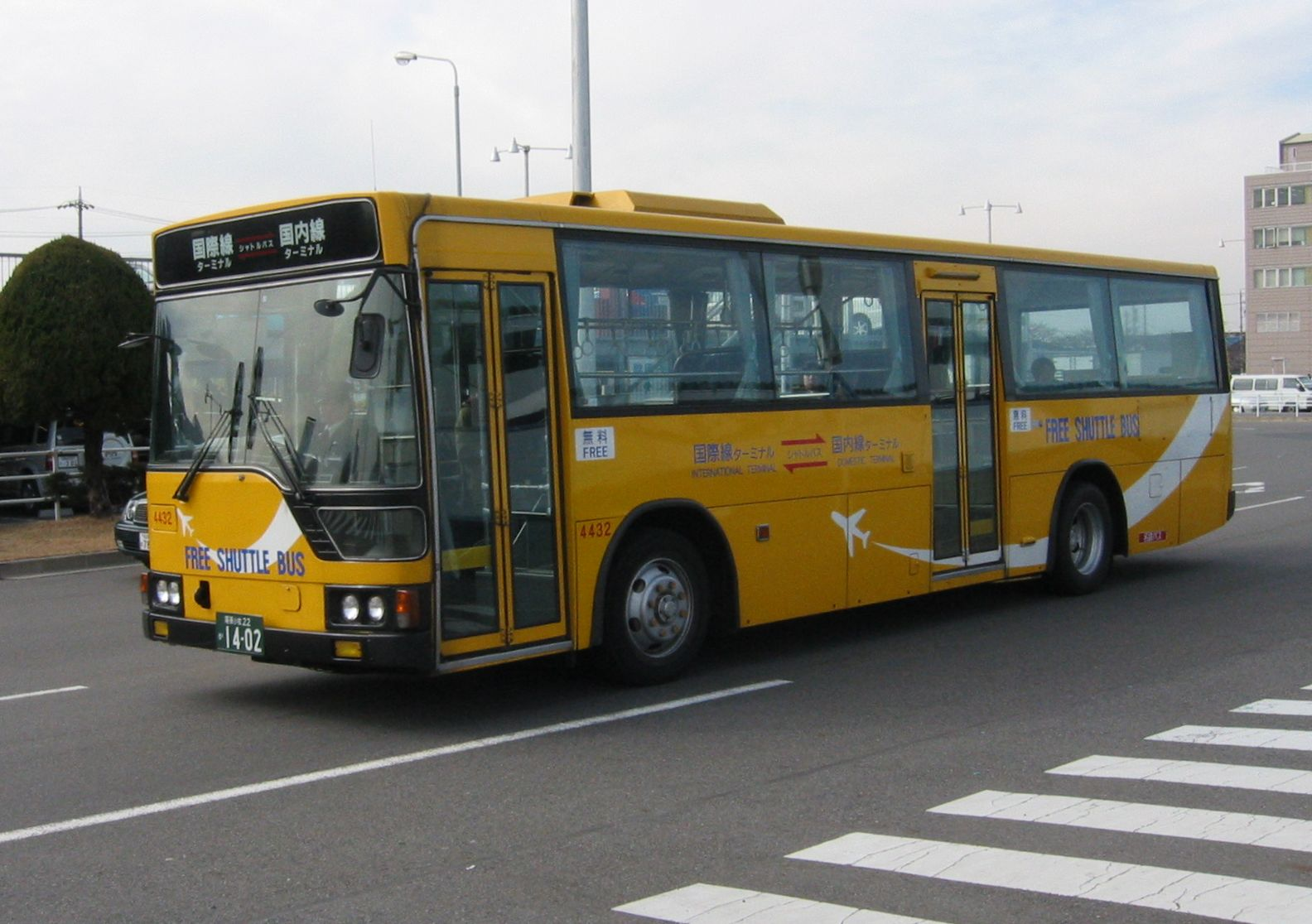
ノンステップバス U-MP218M改 名鉄バス4432 小牧空港循環車

### 都市型超低床バス

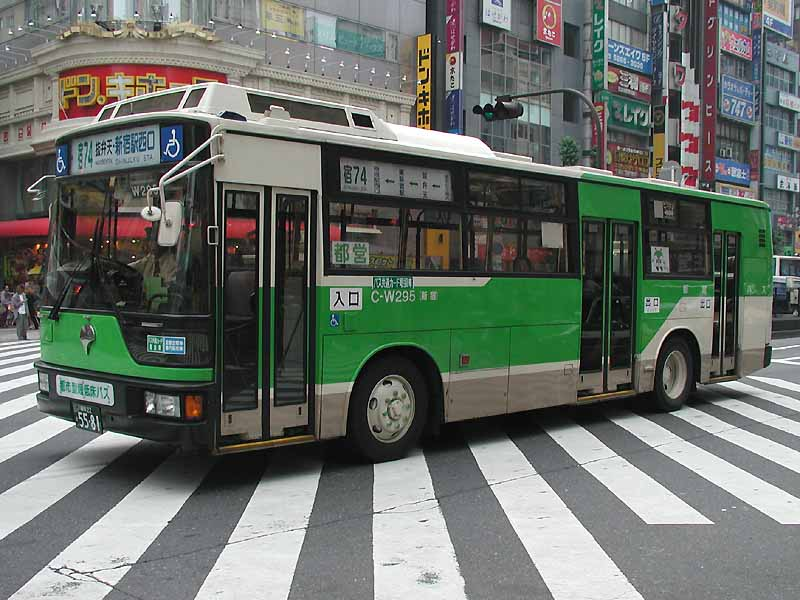
エアロスターK都市型低床バス MP6X 東京都交通局

1991年（平成3年）4月、東京都交通局は東京都庁が現在の庁舎に移転したのを機に、新宿駅西口と都庁周辺を循環するシャトルバスを運行開始した。この際に大型車4両は床面地上高550 mmのワンステップバスを納入した。これが後に都市型低床バスと呼ばれる車両である。三菱ふそうでは駆動系を標準車とは異なる横置きエンジンレイアウトでアングルドライブの一種である「Tドライブ」を介して動力を伝達する方式で、後扉を設けた場合もフルフラットとすることができた。『バスラマ・インターナショナル』5号「特集1：都バスの都市型超低床バス」ではU-MP618K改と、既存型式の改造扱いとなっている。

### 京急型ワンステップバス
1989年（平成元年）、前年に日野自動車と京浜急行電鉄が共同開発したいわゆる「京急型ワンステップバス」を普及させる目的で、新呉羽自工が生産に応じたのが最初である。当時京浜急行は日野製一般路線車を神奈川県の営業所に集中配備しており、東京都内の営業所に配備するには他メーカーの対応が絶対必須であったという事情がある。このため新呉羽自工が日野に続く形で京急型ワンステップバスを生産して京浜急行バス羽田営業所に納車した。
当初は三菱自動車大江工場では生産されなかったため、エアロスターMボディでの生産例は京浜急行電鉄に限れば1993年までなかった。2代目エアロスターになってからも若干数が生産されたが、2000年下期の1台を最後に京浜急行バスはふそう製一般路線車の新車を原則ノンステップに統一した上、三菱リコール隠し問題による取引停止もあってしばらくの間は新車が途絶えた。しかし2011年（平成23年）、羽田空港 - 横浜駅間のリムジンバス用として久々に生産が行われた。

### U-MP628系、KC-MP627系

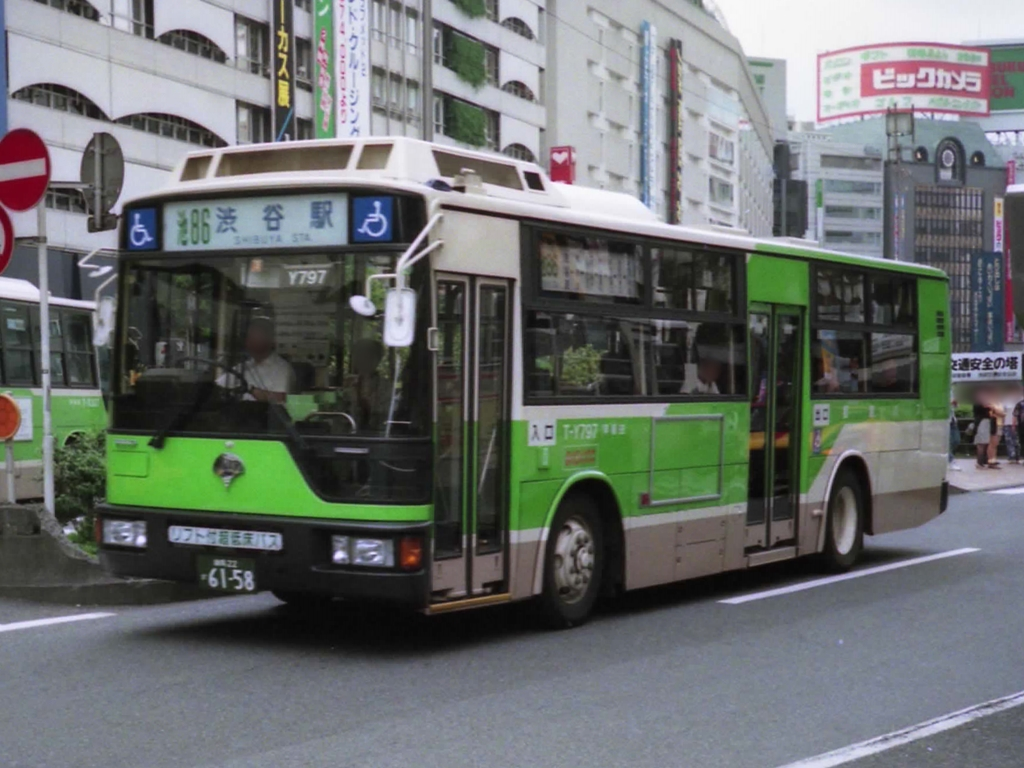
エアロスターリフト車 U-MP628M

リフト付き車。東京都交通局、横浜市交通局、大阪市交通局、名鉄バス、九州産交バスに納入されたほか、都営バスの車両が宇部市交通局に譲渡されている。1995年に平成6年排ガス規制対応によりKC-MP627系になる。全車呉羽・MBM製。なお、名鉄バスに納入された車両のみ前面のデザインがエアロスターKのものとなっている。

### 輸出先での使用例
タイでは、三菱系輸入シャーシ（形式はRP118）に国内車体メーカー製のバスボディ（非冷房・非ワンマン仕様）を架装し、バンコク大量輸送公社 (BMTA) によりバンコク都市圏で路線バスとして使用されている。タイ国内製の車体ではあるものの、外観は日本製の初代エアロスターに近いイメージとなっている。

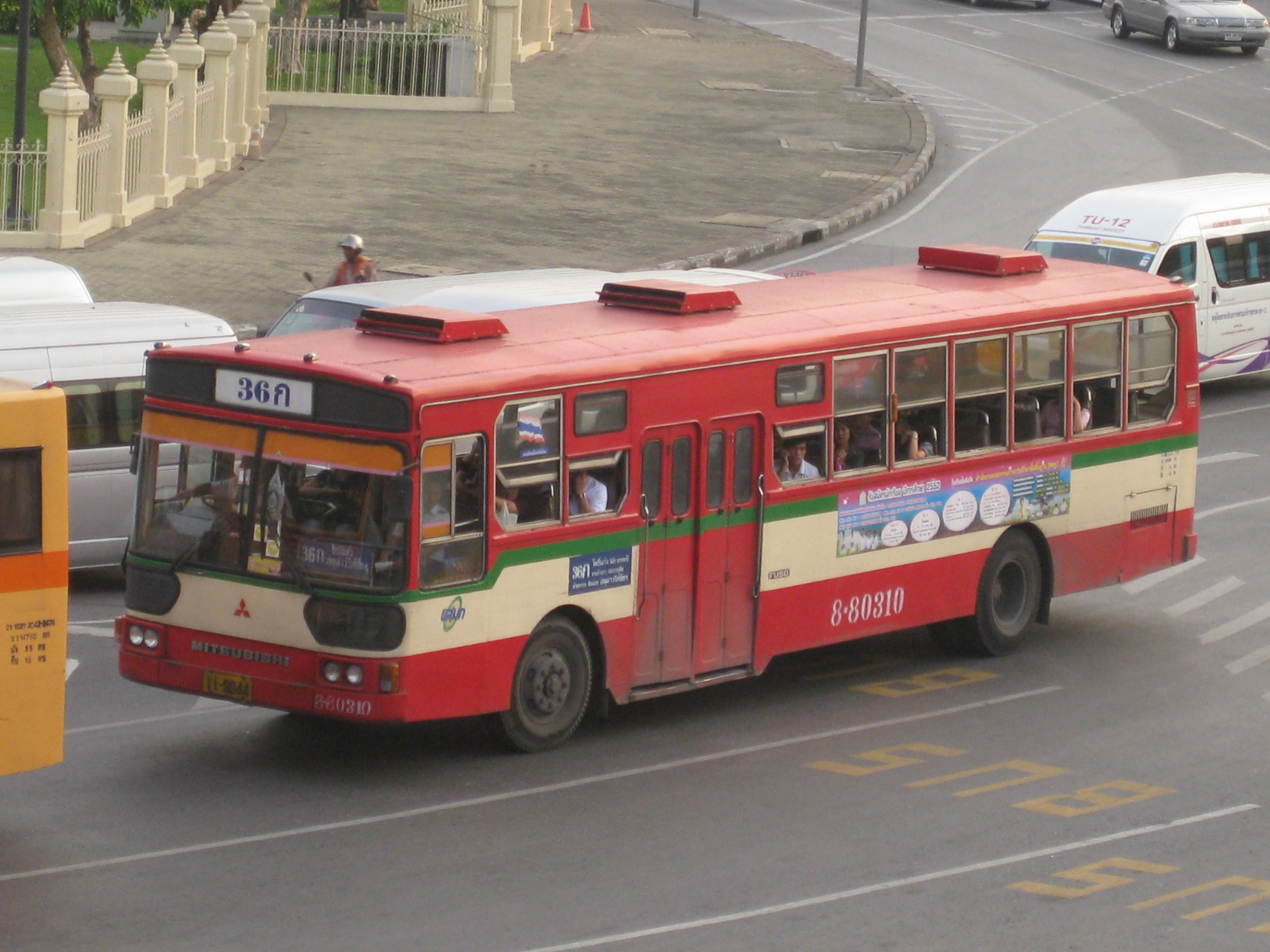
RP118 バンコク大量輸送公社
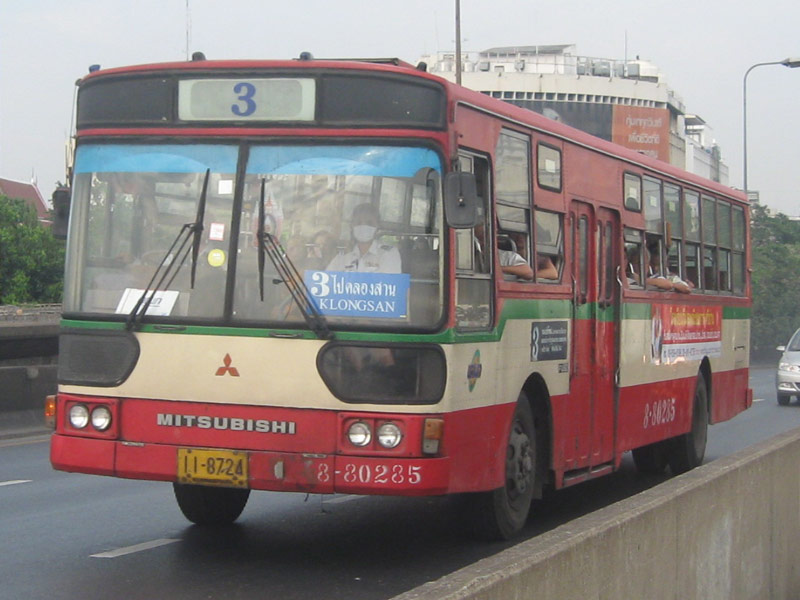
RP118 バンコク大量輸送公社

## エアロスター（2代目）

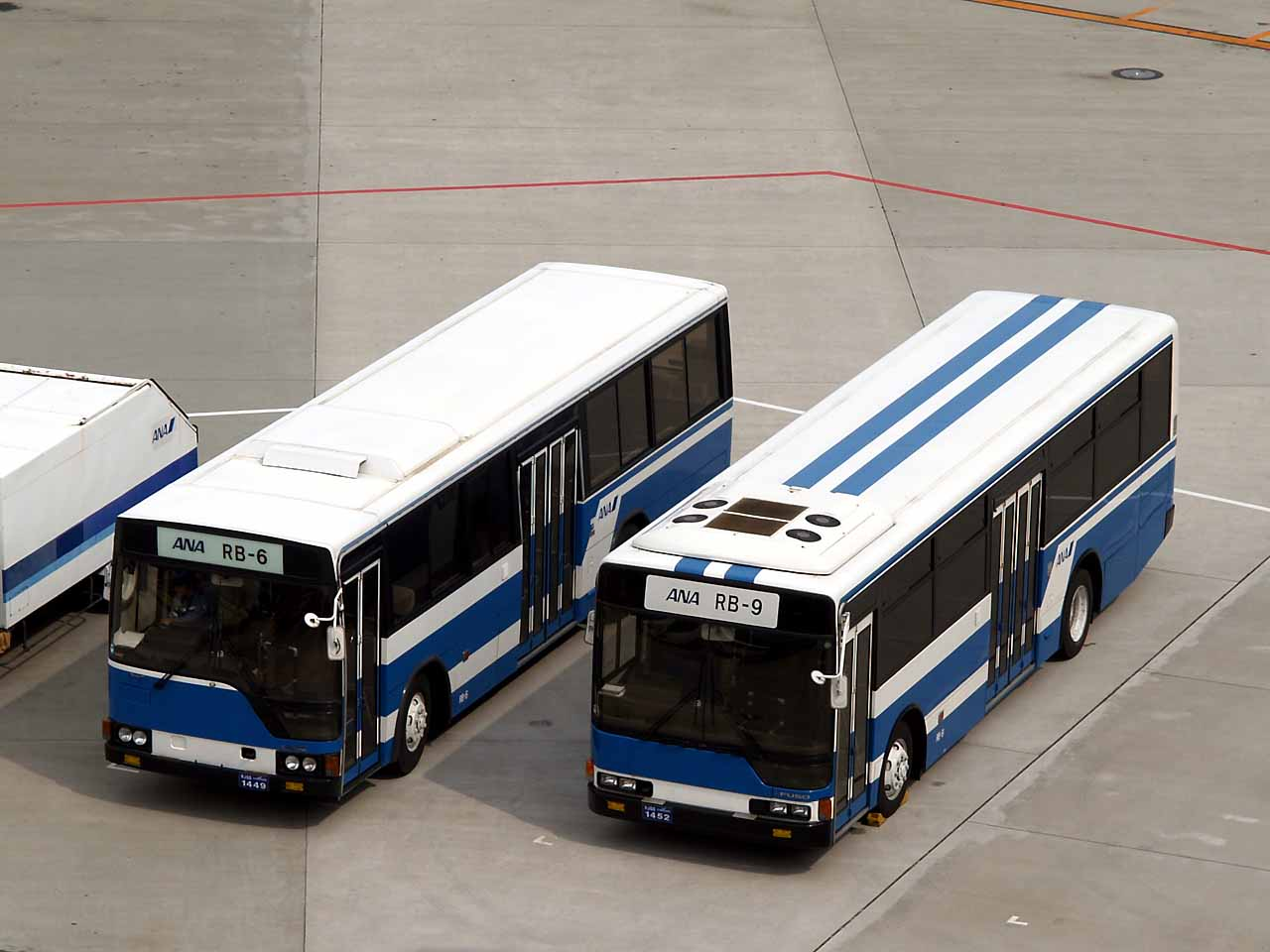
初代エアロスター（左）と2代目エアロスター（右）
ANAグランドサービス中部（ランプバス仕様）

1996年9月、フルモデルチェンジを実施。発売当初はニューエアロスター（New Aero Star ）の呼称が用いられていた。
ラインナップには当初ツーステップバス（交通バリアフリー法施行以降は自家用及び高速バス向けとなる）とワンステップバスのみが設定されたが、1997年2月には国産初の本格的なノンステップバスが追加された。
トランスミッションは、初代エアロスターと同じフィンガーコントロールトランスミッション（FCT）の5速マニュアル（OD付きが標準だがオプションで直結5速も選択可能）と5速機械式オートマチックトランスミッション（INOMAT）、アリソン製6速トルクコンバータ式オートマチックトランスミッションが存在する。
車体は呉羽の後身であるMBMで設計したこともあり、どちらかというと先代のK型ボディーを基調にモデルチェンジした感じになっており、初代モデルのMP2/6系に比べやや丸みを帯びていながらも正面からの上部への絞り込みがほとんど抑えられ、垂直線を強調した全体的にボクシーなスタイルへと変わった。内装も旧モデルの名古屋製作所製M型ボディーにあったような、乗降口上部や冷房ダクト端部などの樹脂成形品の使用が少なく、インパネの形状もシンプルになっており、初代型に比べややオーソドックスな内装に戻っている。

### KC-MP系
1996年9月にエアロスターM（MP217/617系シリーズ）をモデルチェンジする形で登場。それまで三菱大型路線バスは、三菱自動車名古屋製作所（大江工場）と三菱自動車バス製造（MBM・現：三菱ふそうバス製造）の双方で製造されていたが、今回から三菱自動車バス製造での製造に一本化した。
発売当初の型式はワンステップバス・ツーステップバスのみであり、エアサスがMP717系、リーフ式サスペンションがMP317系となった。
運転席まわりの計器類も、エアロバス（KC-MS8系）と同等になったが、エアロバスに先駆けて衝撃吸収型ステアリング・ホイールや警告表示部分にLED式表示灯を採用したり、エアロバスには標準装備のバッテリー電流計が省略される（代わりに、この部分に「FUSO」のロゴが入る）など、細かな差異があった。エンジンは、初代と同じ引き続き6D24［標準出力: 176.5 kW (240 PS) / 2200 rpm、ターボ付: 220.5 kW (300 PS) / 2200 rpm］が採用された、エンジンの音は先代と若干異なるものになった。
1997年2月には国産初の本格的なノンステップバスが追加された。なお、三菱自動車はノーステップバスの呼称を使用。エアサス車のみの設定で、高出力ターボは選択できず標準出力自然吸気のみの設定だった。
型式は下表を参照。空欄の部分は設定がないことを表す。また、本型式より設定されたワンステップ車については、車体識別記号の前に「V」が入る（例：エアサスワンステップM尺前中扉車：KC-MP717M→KC-MP717MVF）
|                                               | WB 4.8 m  | WB 5.3 m  | WB 6.0 m  |
| --------------------------------------------- | --------- | --------- | --------- |
| エアサスワンステップ エアサスツーステップ     | KC-MP717K | KC-MP717M | KC-MP717P |
| リーフサスワンステップ リーフサスツーステップ | KC-MP317K | KC-MP317M | KC-MP317P |
| エアサスノンステップ                          | KC-MP747K | KC-MP747M |           |

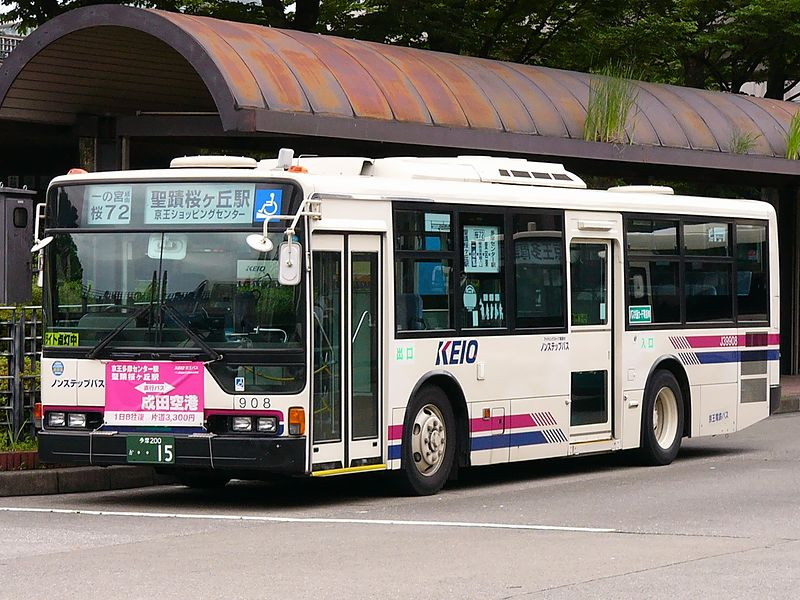
ノンステップ KC-MP747K 京王電鉄バス
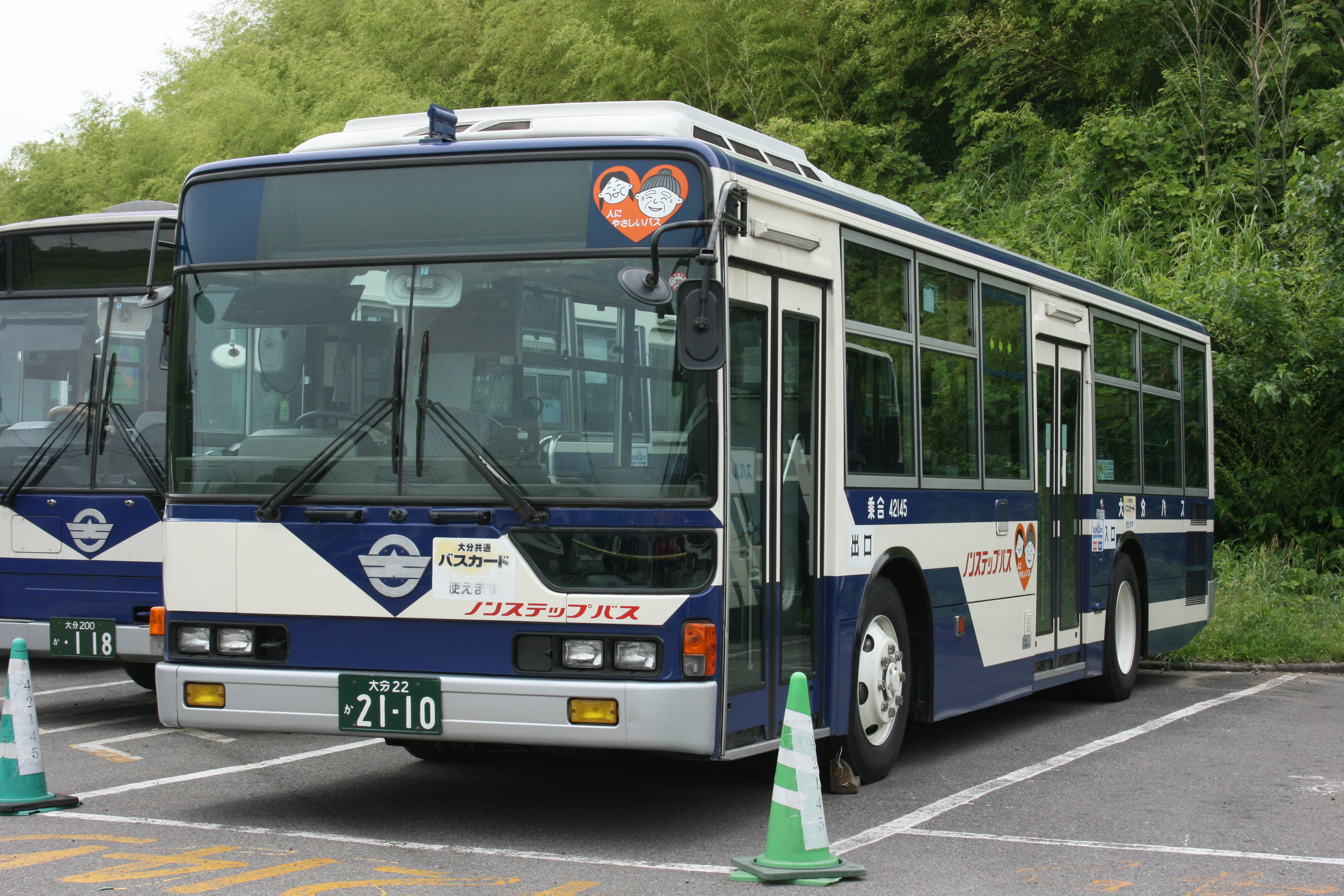
ノンステップ KC-MP747K 大分バス
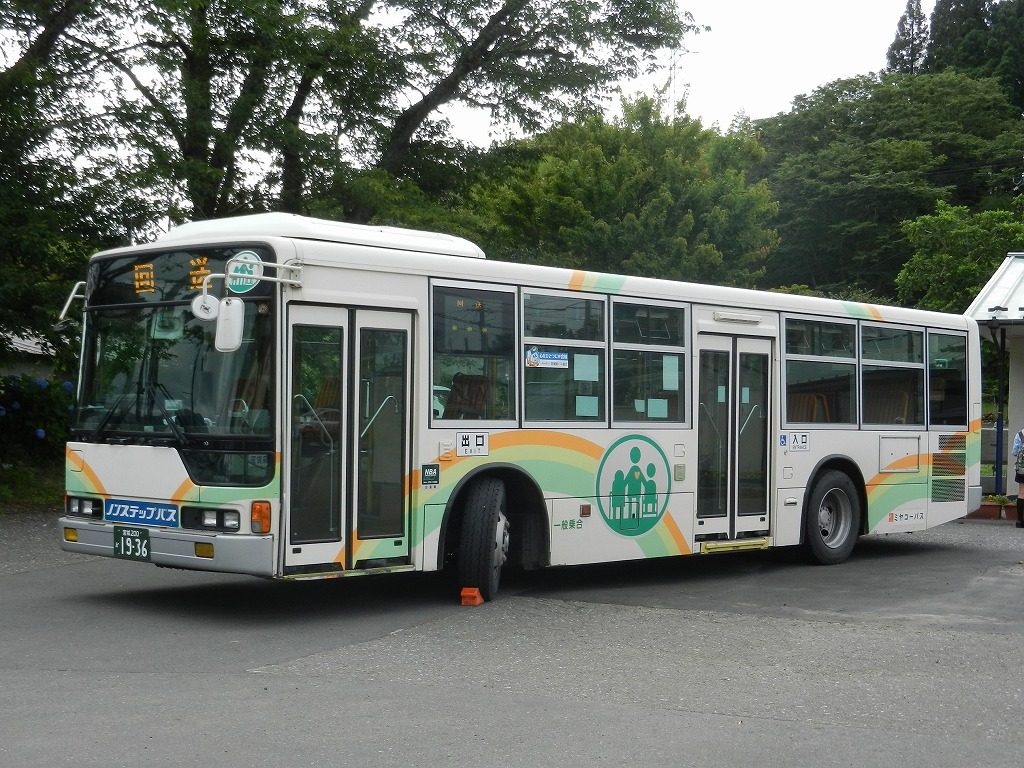
ノンステップ KC-MP747K デンソークーラー搭載車 ミヤコーバス
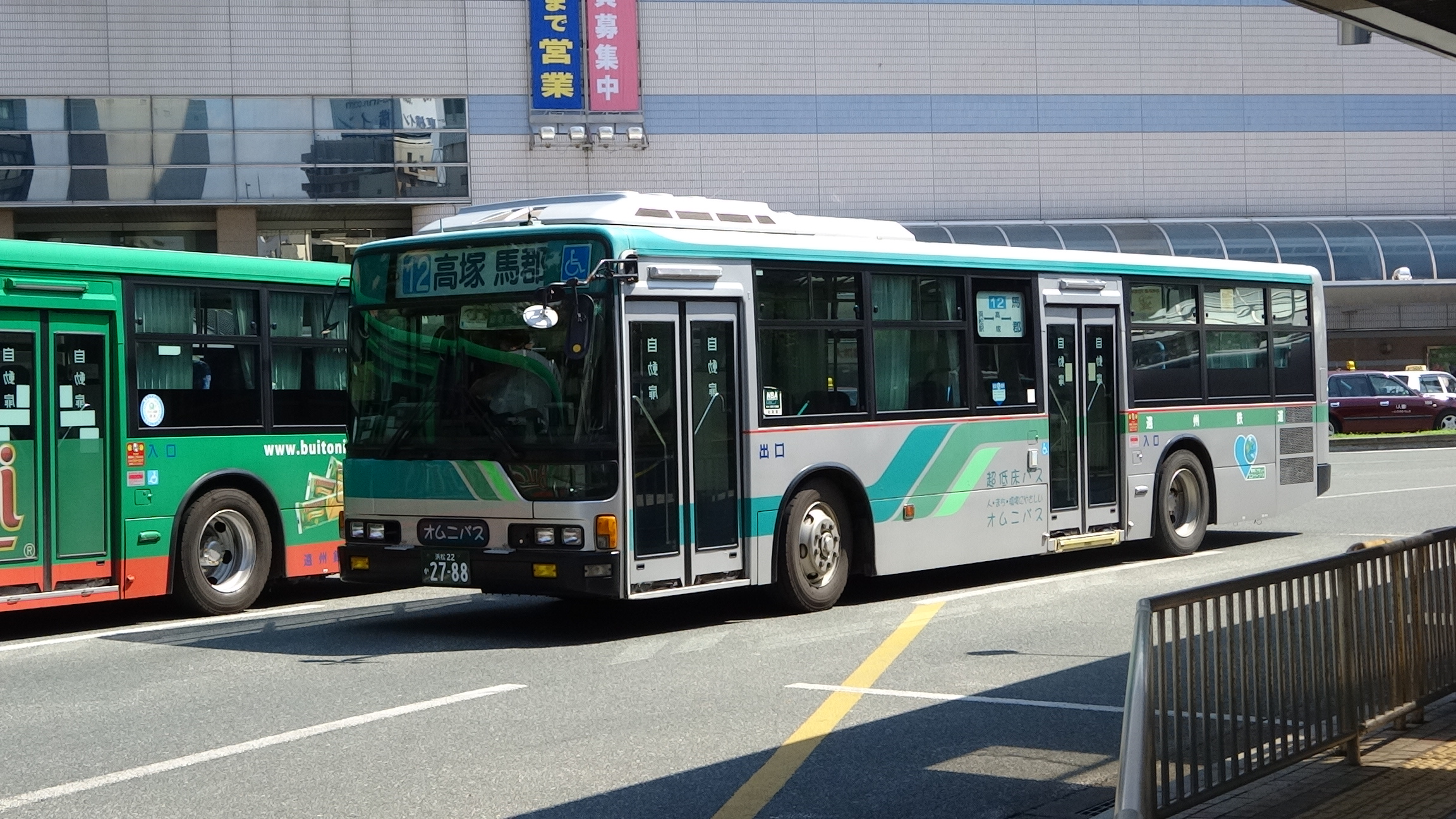
ノンステップ KC-MP747M 遠州鉄道
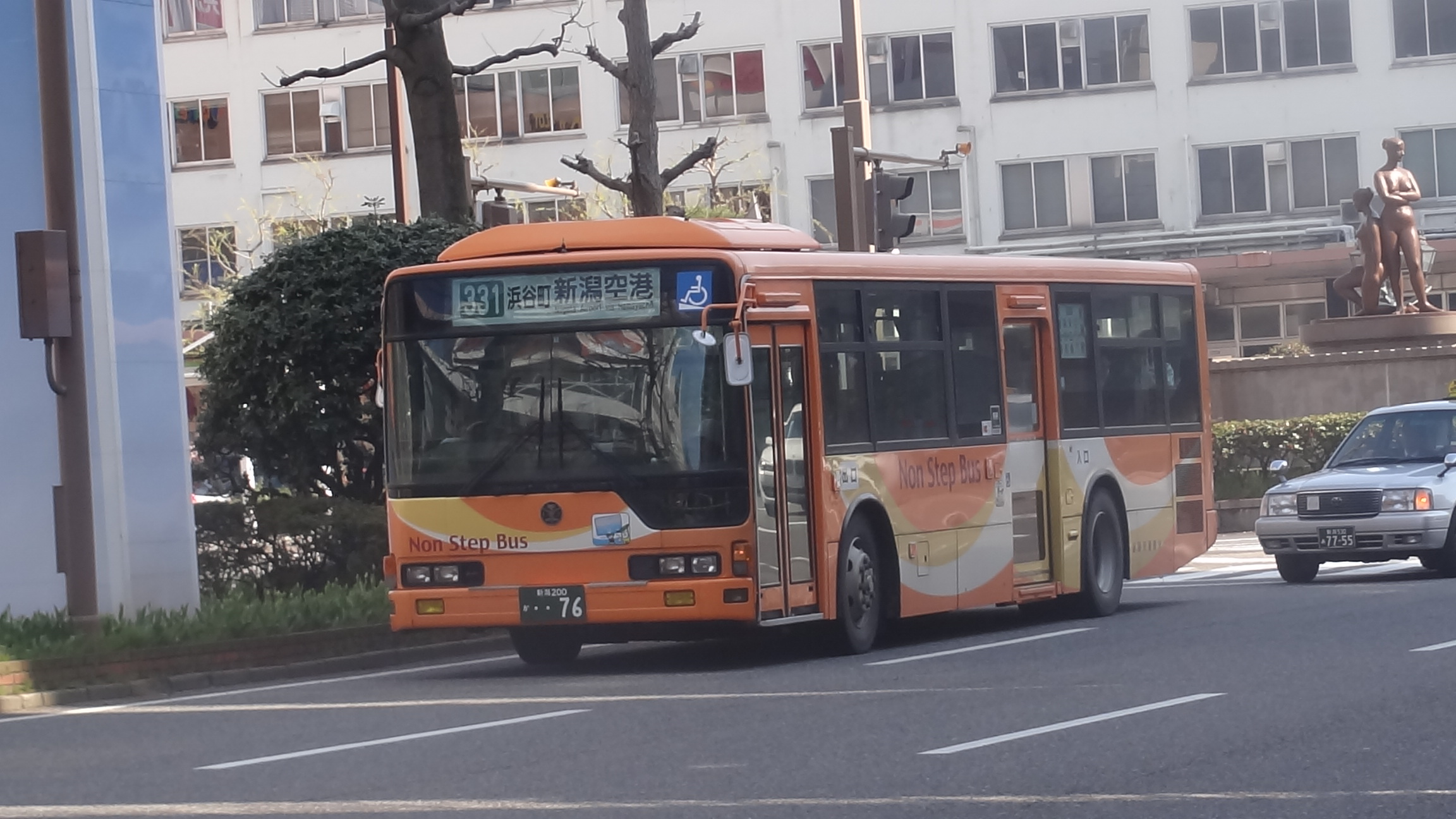
ノンステップ KC-MP747M デンソークーラー搭載車 新潟交通観光バス
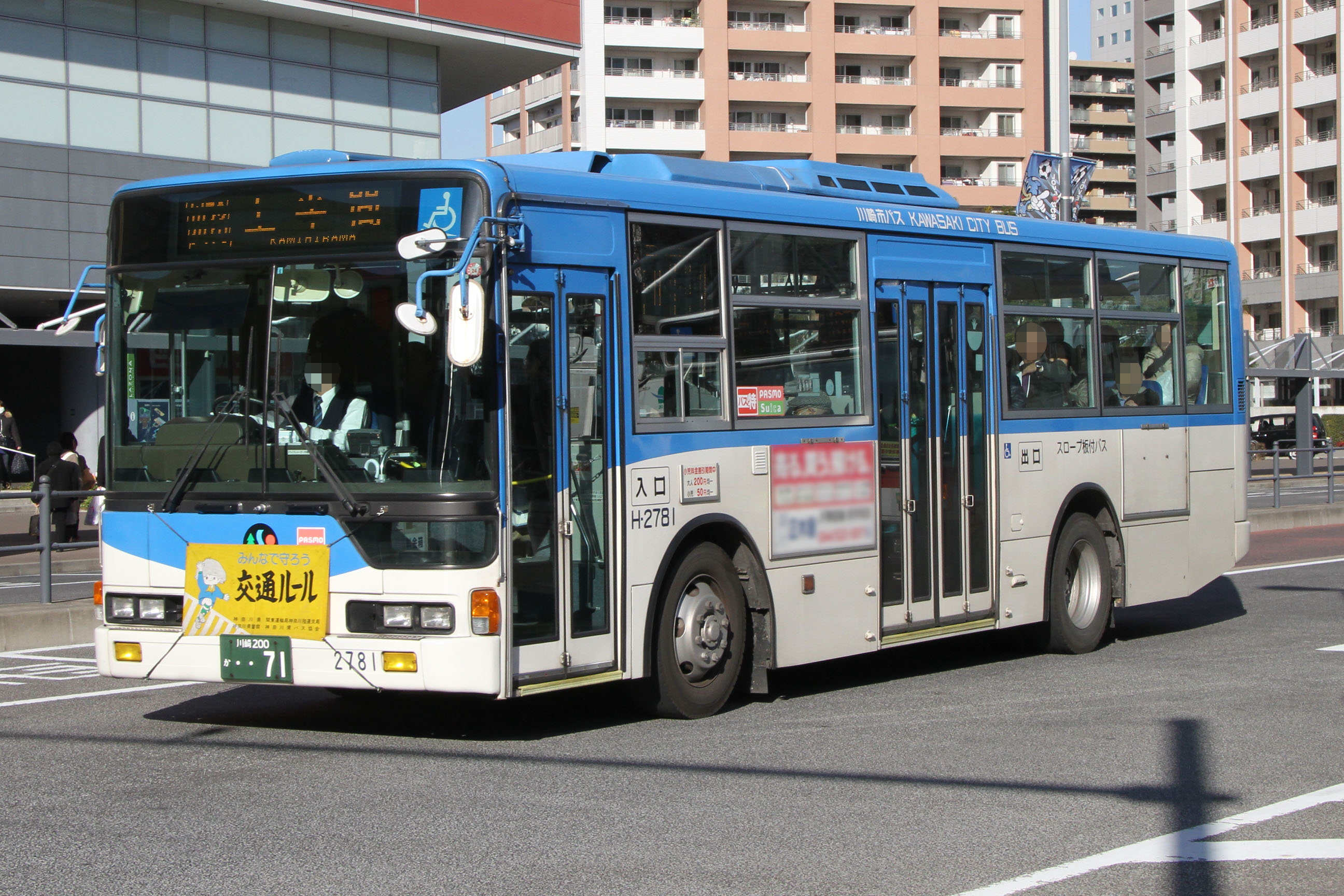
ワンステップ KC-MP317K 川崎市交通局
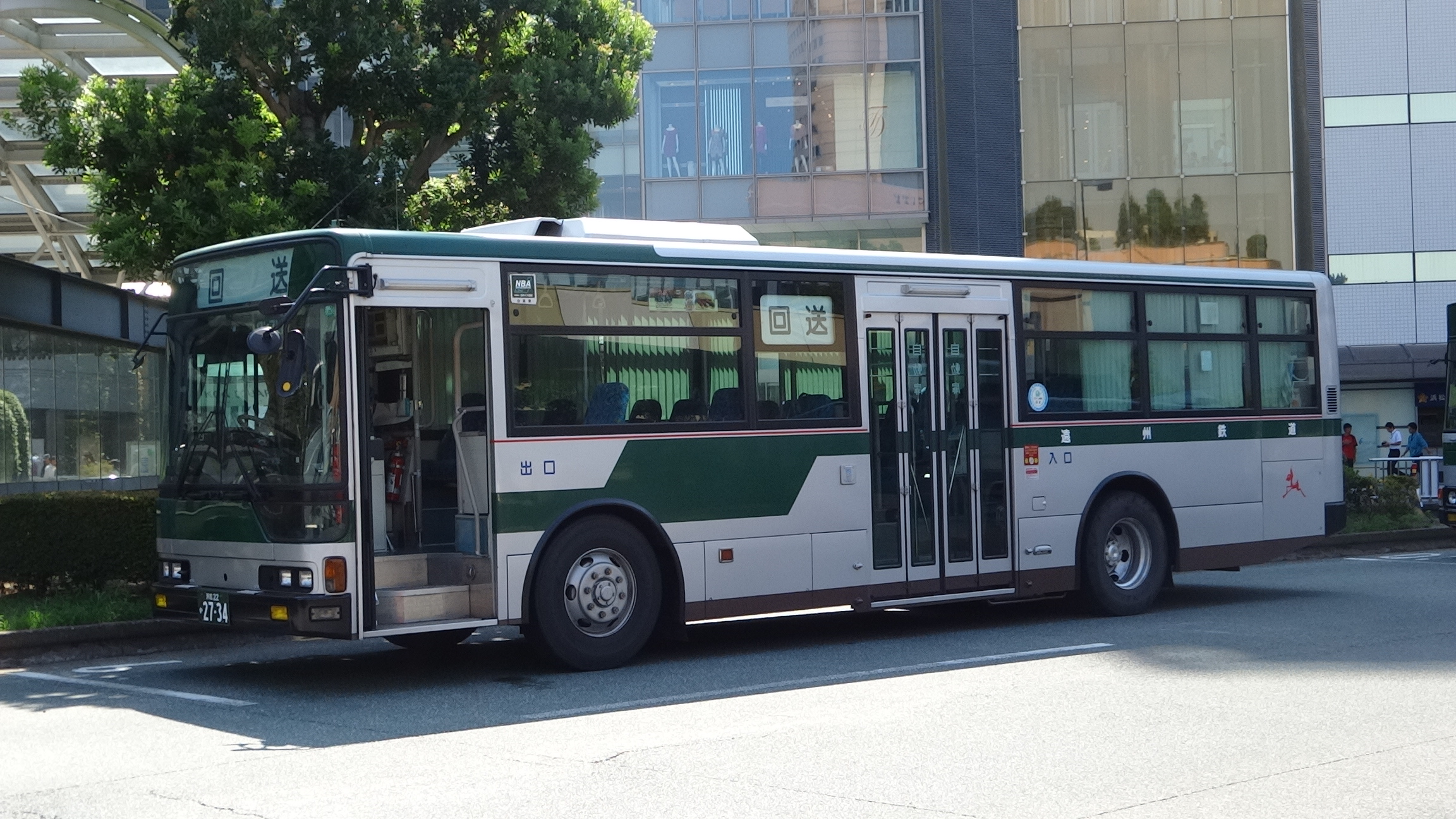
ツーステップ KC-MP317M 遠州鉄道
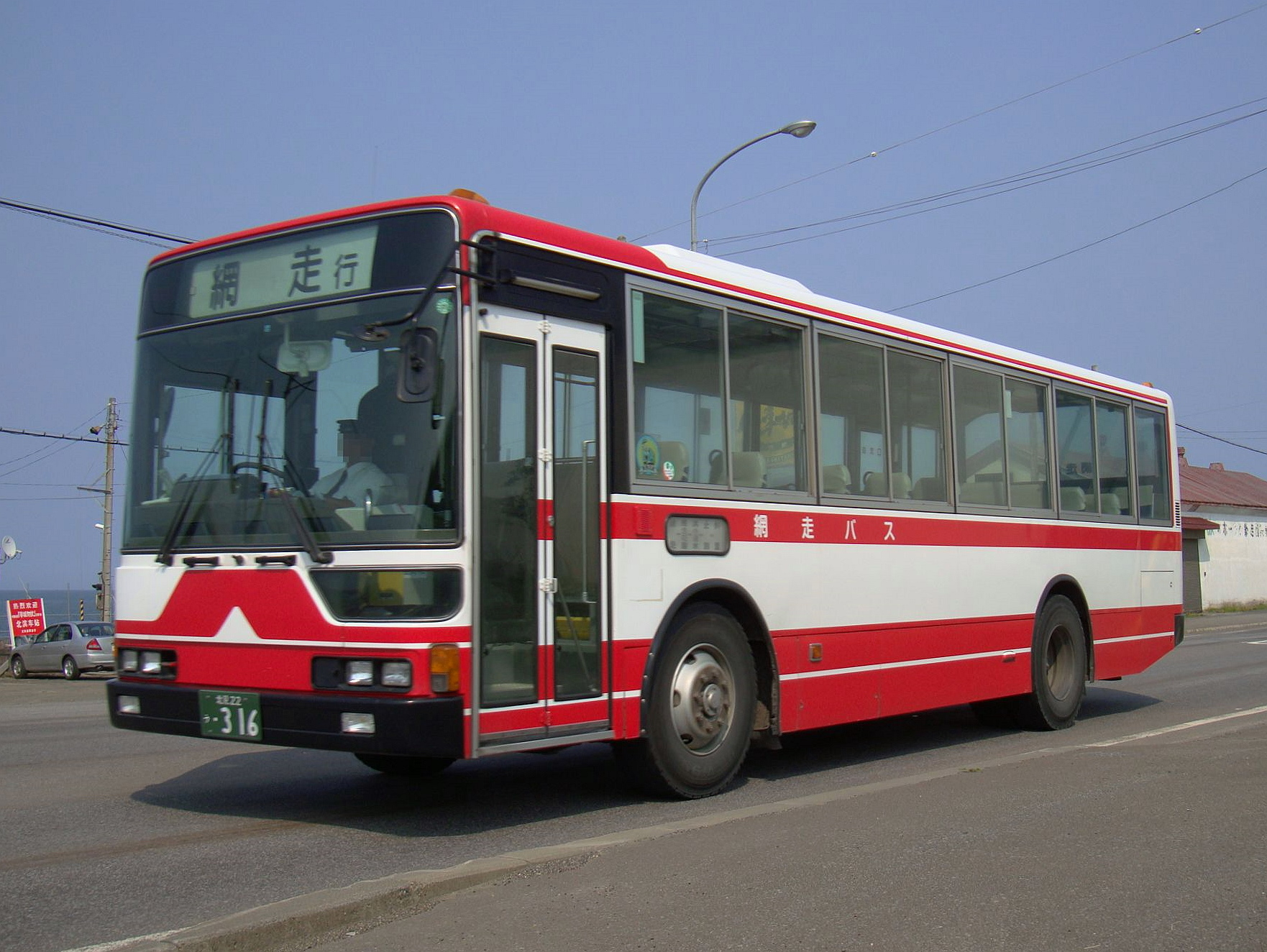
ツーステップ（トップドア） KC-MP717K 網走バス
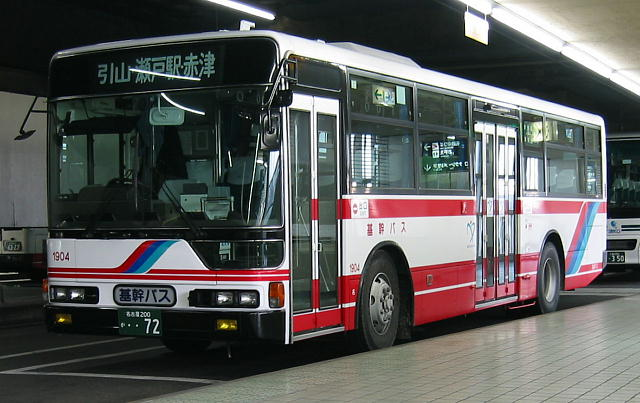
ツーステップ KC-MP717M 名鉄バス
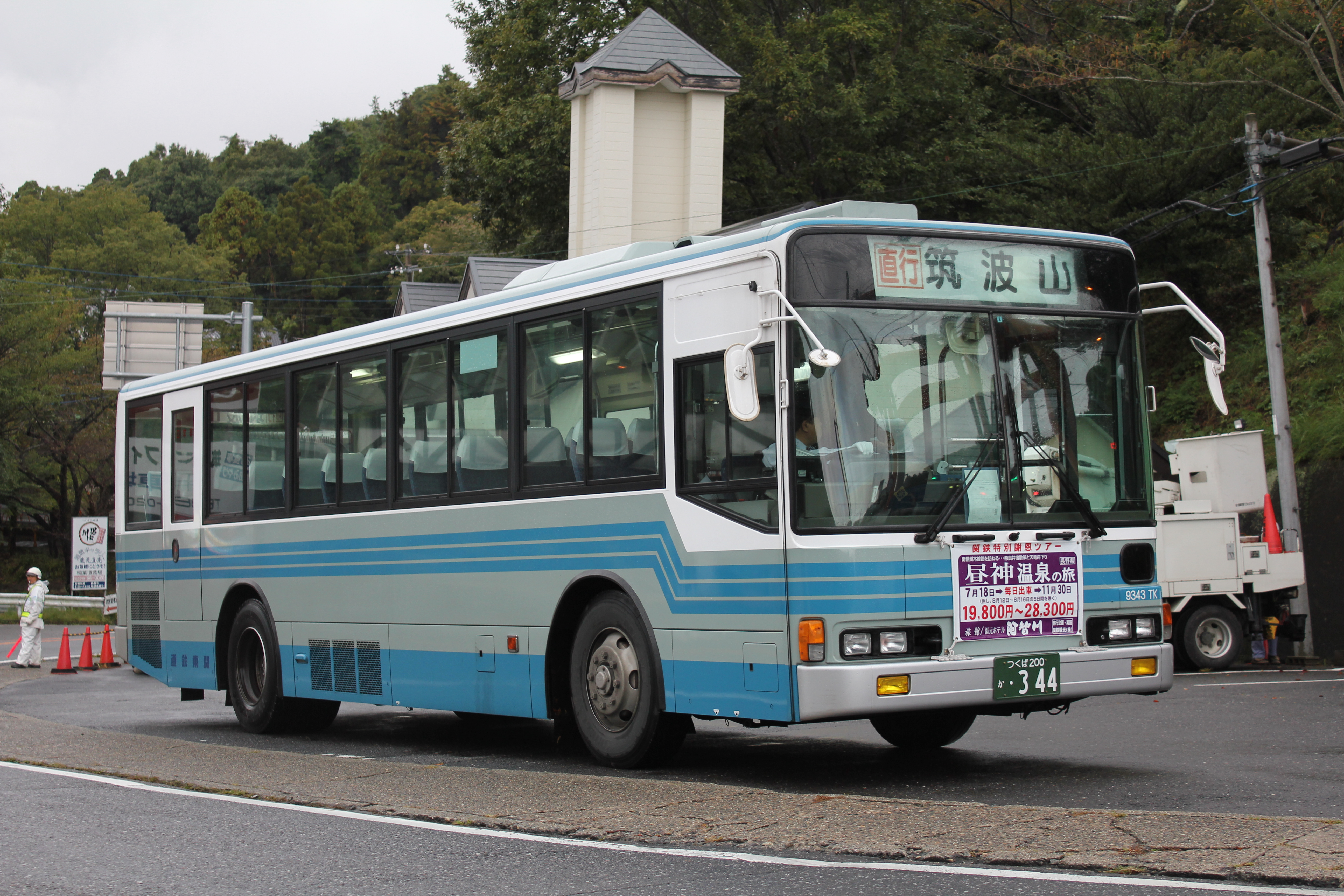
ツーステップ(引き違い窓仕様) KC-MP717MT 関東鉄道
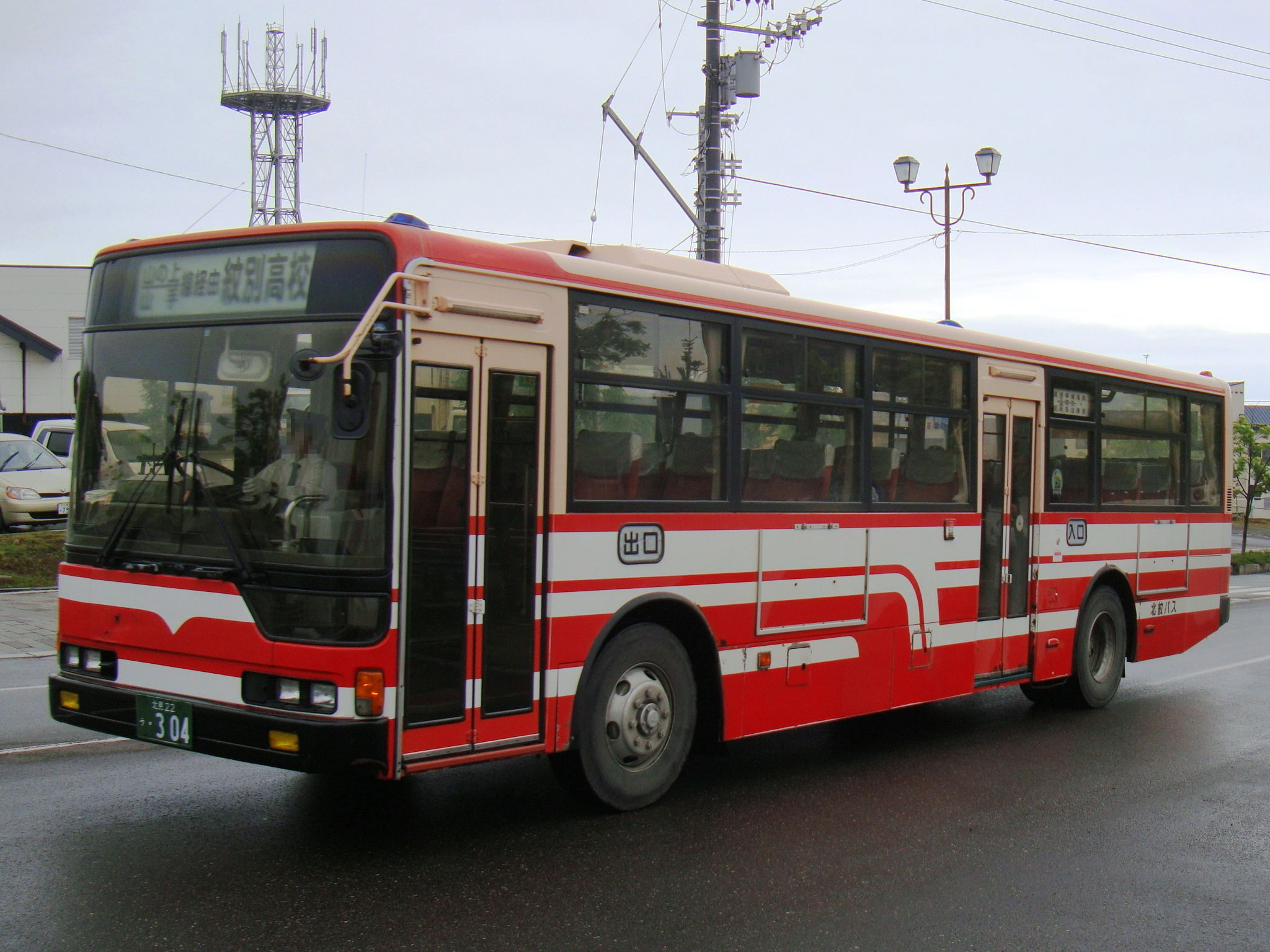
ツーステップ KC-MP717P 北紋バス
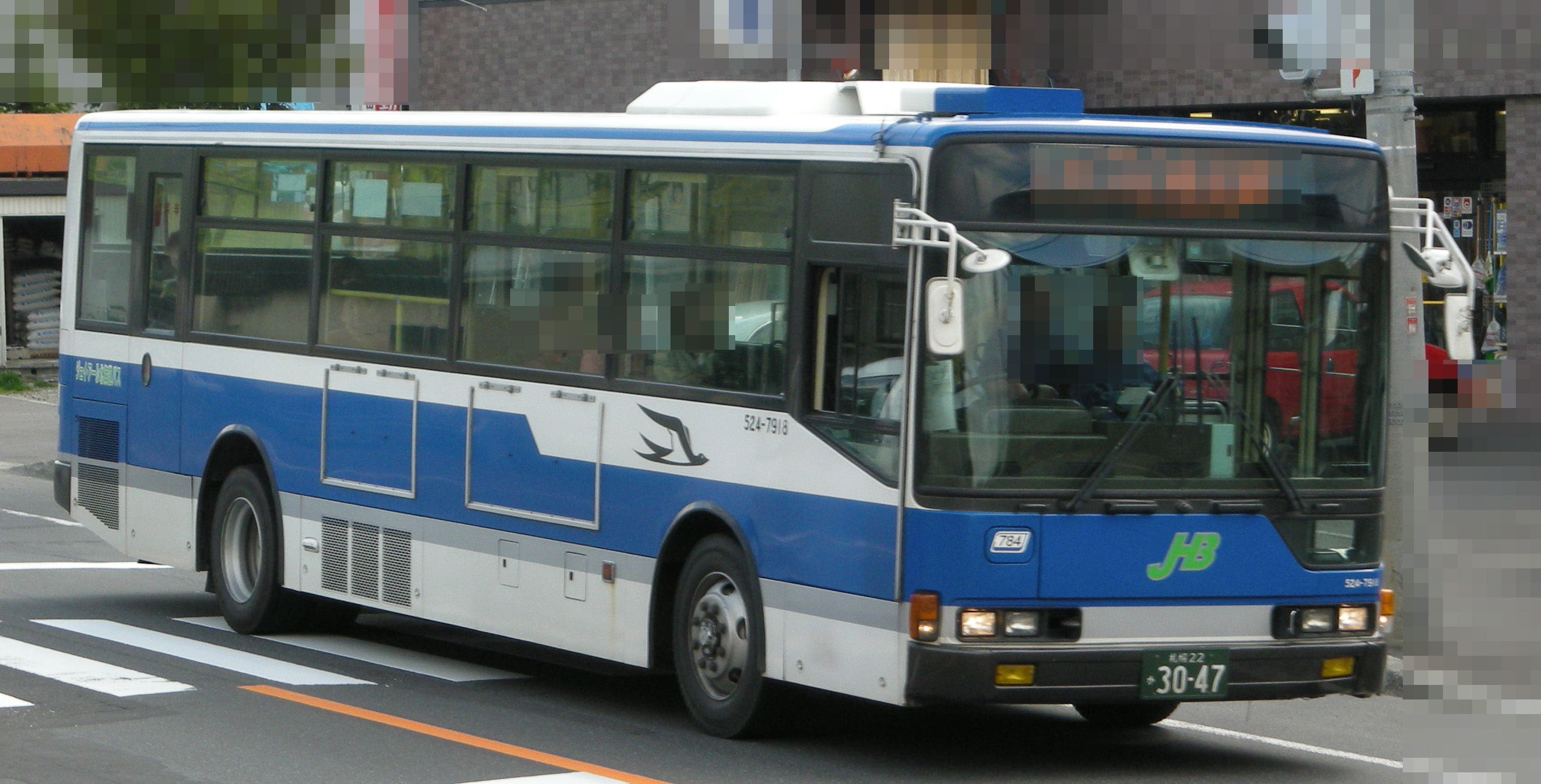
ツーステップ KC-MP717P改（札幌市営バス向けホイールベース短縮仕様） ジェイ・アール北海道バス
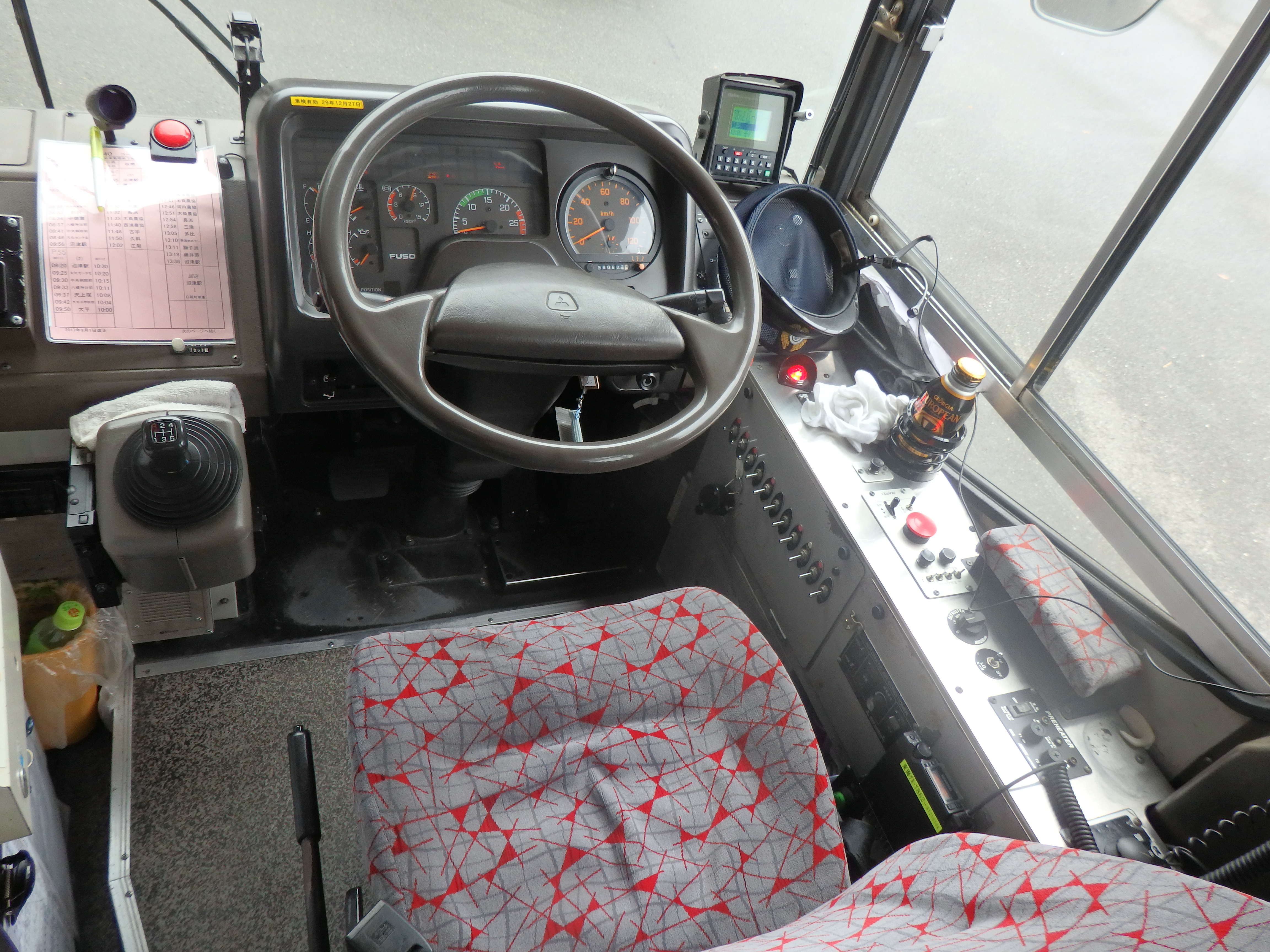
運転台 東海バスオレンジシャトル

### KL-MP系
2000年5月23日に、平成11年排出ガス規制に伴い、エンジン関係の改良が行われた。外観に変化はないが、コモンレール燃料噴射方式やクールドEGRの採用が行われた。トランスミッションは先代と変わらずOD付5速のフィンガーコントロールMTが標準設定され、オプションでDD5速が設定された。また標準出力車に限り アリソン製の5速オートマチックトランスミッション（ボタン式）が新たにオプション設定されたほか、自家用向けにはロッド式MTがオプション設定された。
エンジンは6M70系［標準出力 (NA): 184 kW (250 PS) / 2200 rpm、ターボ付6M70(T1): 235 kW (320 PS) / 2200 rpm］である。また、アイドリングストップシステムが自家用ツーステップ（引き続きオプション設定） を除き標準装備化された。ただし、ノンステップバスではKC-MP747系と同じく高出力の選択は出来ず、標準出力車のみとなる。高出力車は標準出力車に比べマフラーが太く取り回しが異なっており、エンジン音もPJ-に近い音になっている、全てのモデルもエンジンの音も若干KC-代と異なる。
このほか、ステアリング・ホイールも同年にマイナーチェンジを受けたエアロバス（KL-MS8系。ただし、エアバッグの装備なし）と同等のものに変更された。更に、駐車ブレーキもホイールパーク式に変更され、これは後に運転席の横から、シフトレバーの横に設置されるようになった。
型式のつけ方がこの世代から変更になり、エアサスノンステップバスがKL-MP37系、エアサスワンステップバス・ツーステップバスがKL-MP35系、リーフサスワンステップバス・ツーステップバスがKL-MP33系となる。リーフサス車は2002年にラインナップから姿を消した。同年後半からは標準出力仕様において平成17年東京都ディーゼル規制に対応した低圧ターボ付エンジン車、6M70(T6) ［184 kW (250 PS) / 2200 rpm］も追加された。こちらはノンステップでも選択可能である 一方、ツーステップには非設定。
ノンステップバスでは、標準仕様 の中扉引戸では無く、KC-MP系に続いて中グライドの仕様も可能であり、遠州鉄道を初め、立川バス、両備バス等でも導入された。外観がKC-MPとほとんど変わらないため、外観でのKC-MP系との識別は困難である。車内のドア下部に設置されている製造銘板の製造年月、ならびに駐車ブレーキで判別出来る程度である。また、名古屋ガイドウェイバスにリフト付きツーステップバス（アリソン製AT）が導入されている（すでに全廃）。
ディーゼル車はPJ-MP系発売後も2005年8月まで継続販売されていた。
型式は下表を参照。空欄の部分は設定がないことを表す。
|                                               | WB 4.8 m  | WB 5.3 m  | WB 6.0 m  |
| --------------------------------------------- | --------- | --------- | --------- |
| エアサスノンステップ                          | KL-MP37JK | KL-MP37JM |           |
| エアサスワンステップ エアサスツーステップ     | KL-MP35JK | KL-MP35JM | KL-MP35JP |
| リーフサスワンステップ リーフサスツーステップ | KL-MP33JK | KL-MP33JM | KL-MP33JP |

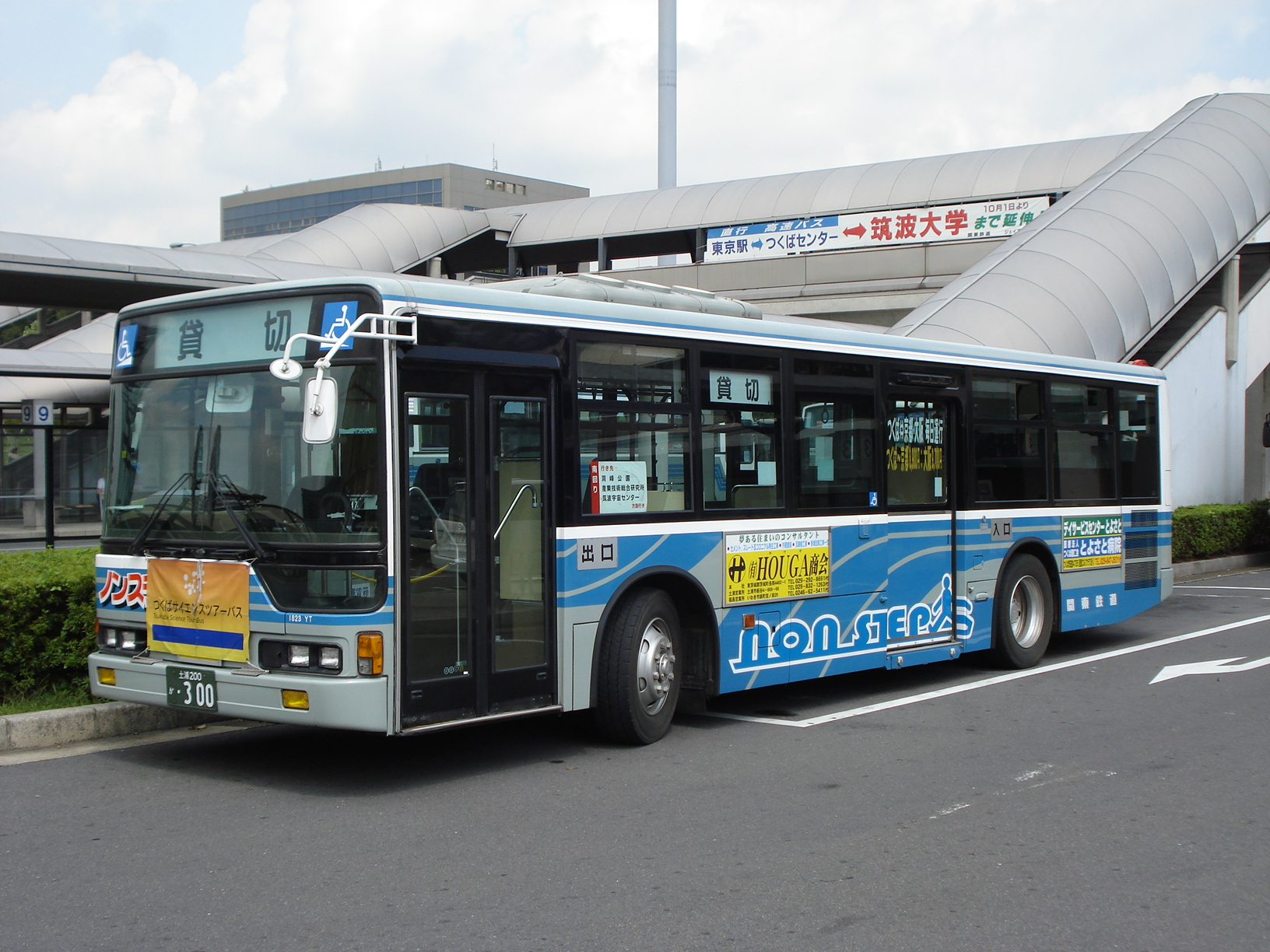
ノンステップ KL-MP37JK 関東鉄道
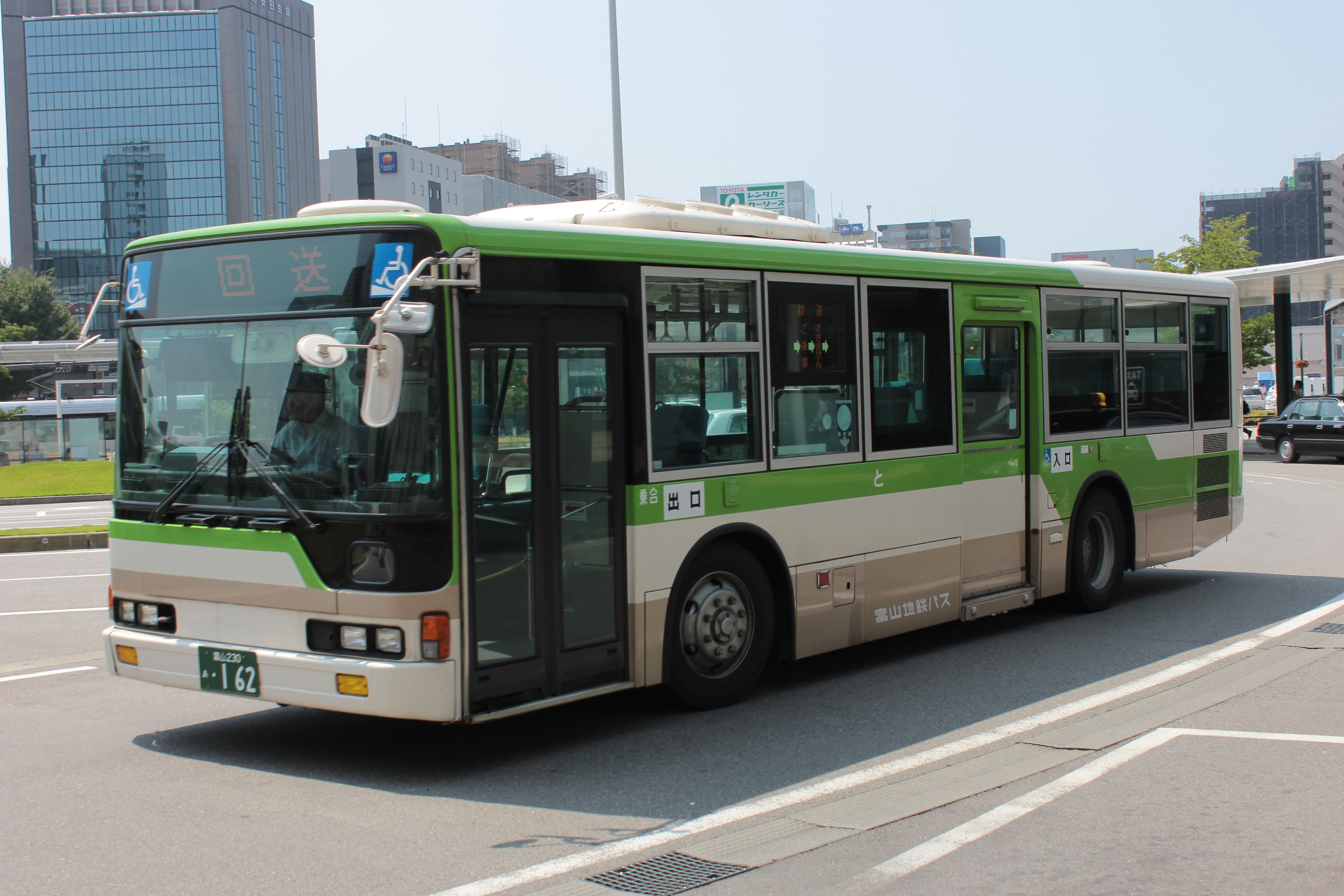
ノンステップ KL-MP37JK 富山地方鉄道
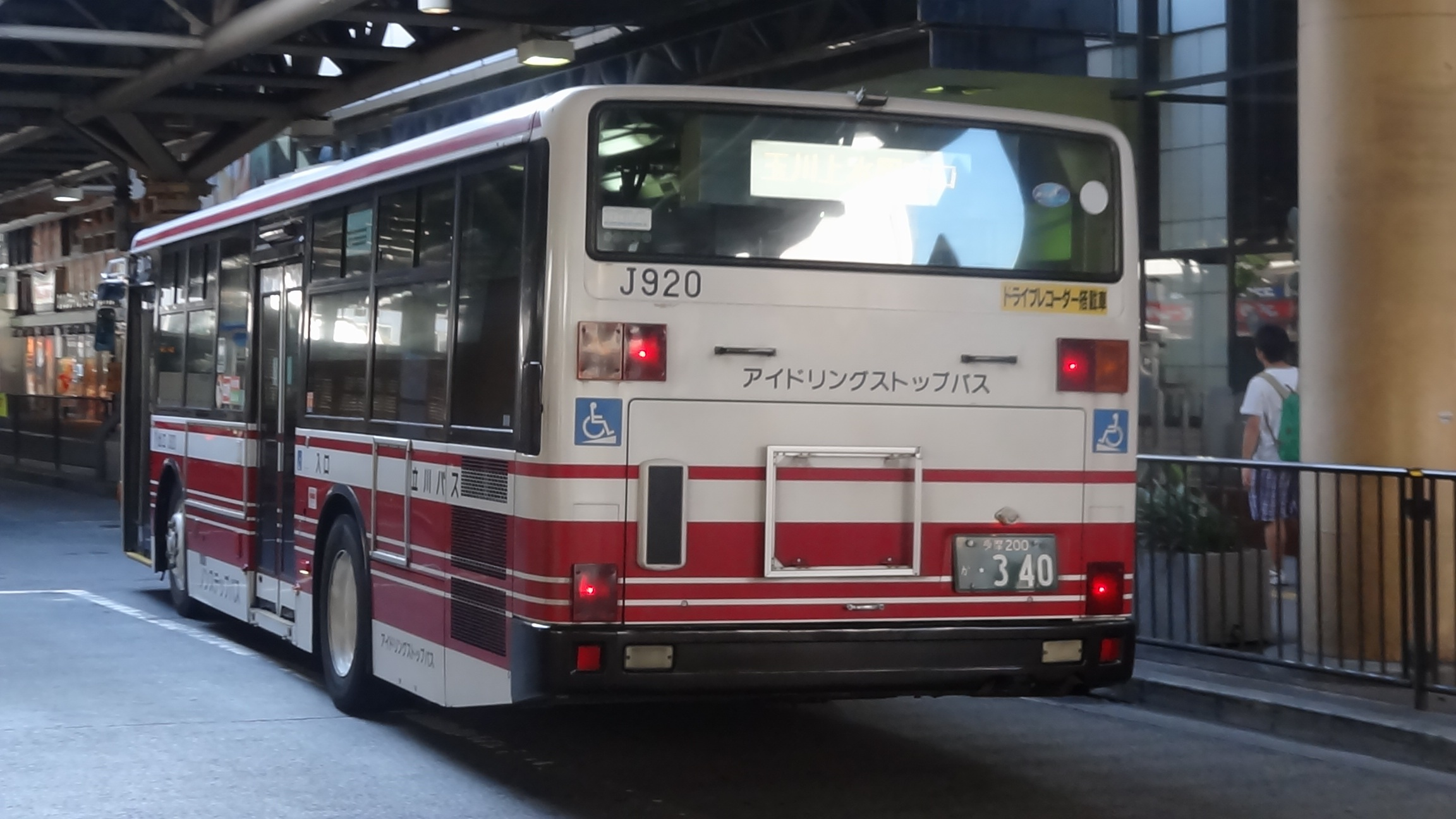
ノンステップ（中グライド） KL-MP37JK（後部） 立川バス
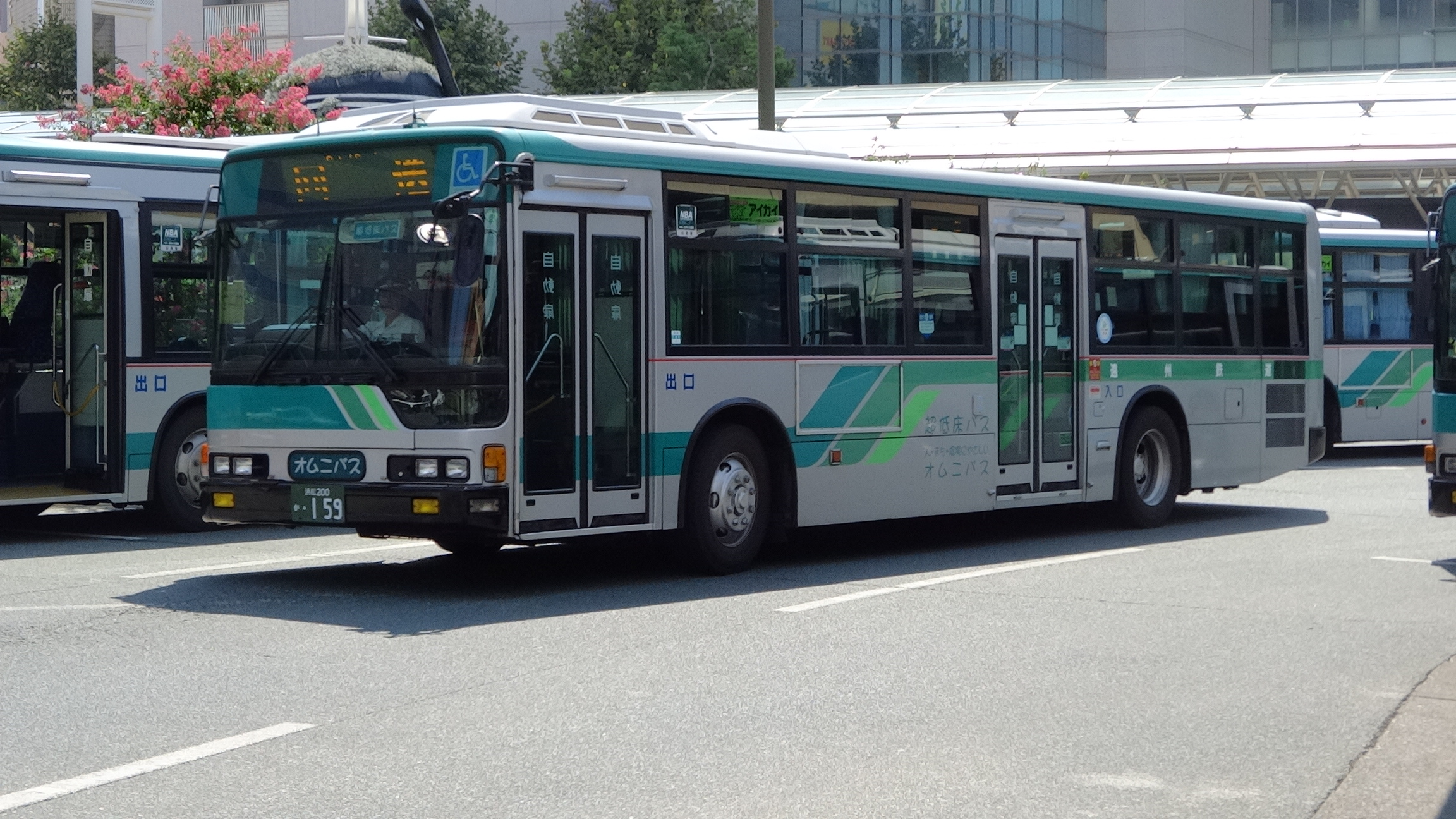
エアロスター (2代目) KL-MP37JM 遠州鉄道
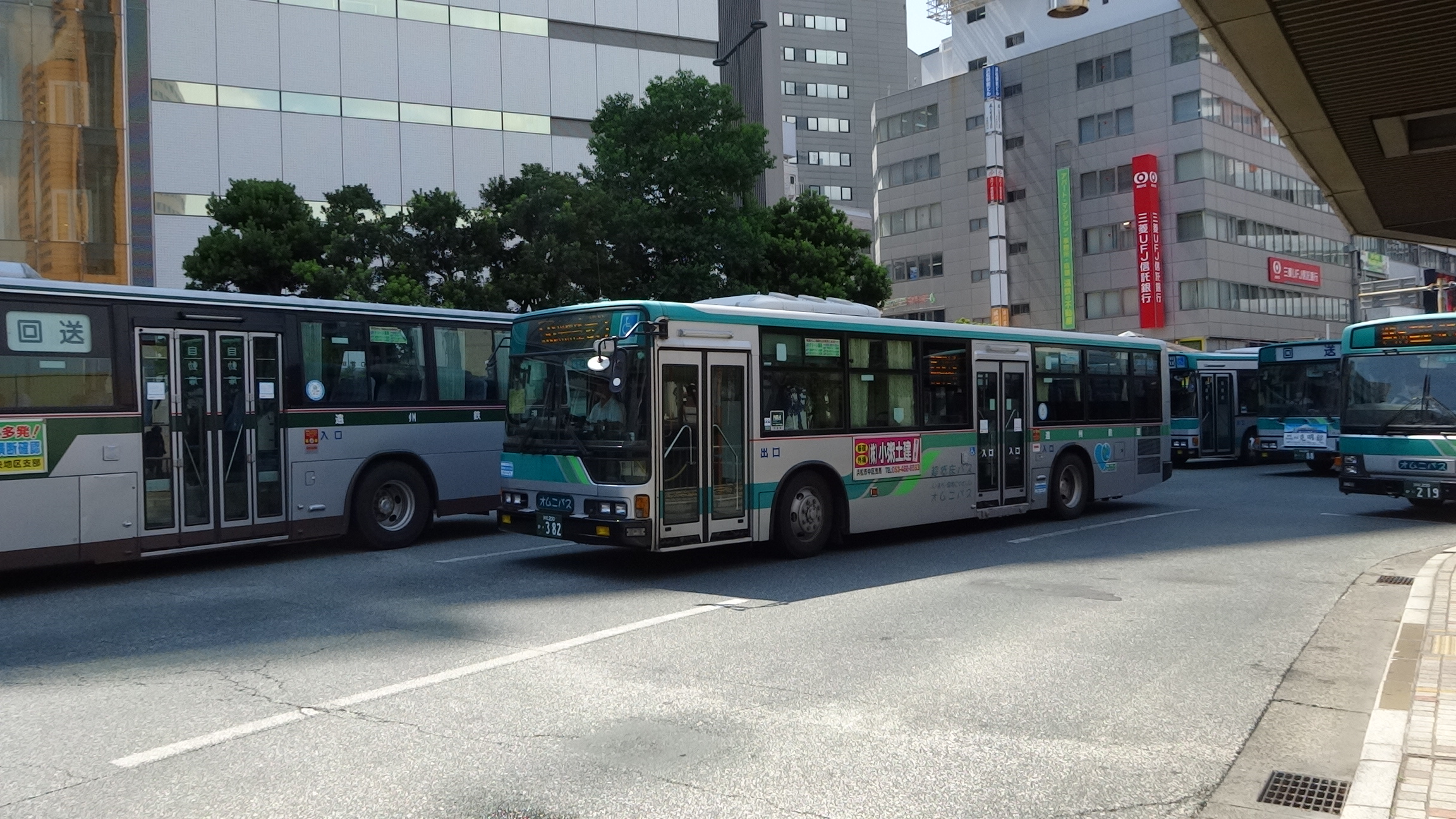
ノンステップ（中グライド、エアコンユニット変更） KL-MP37JM 遠州鉄道
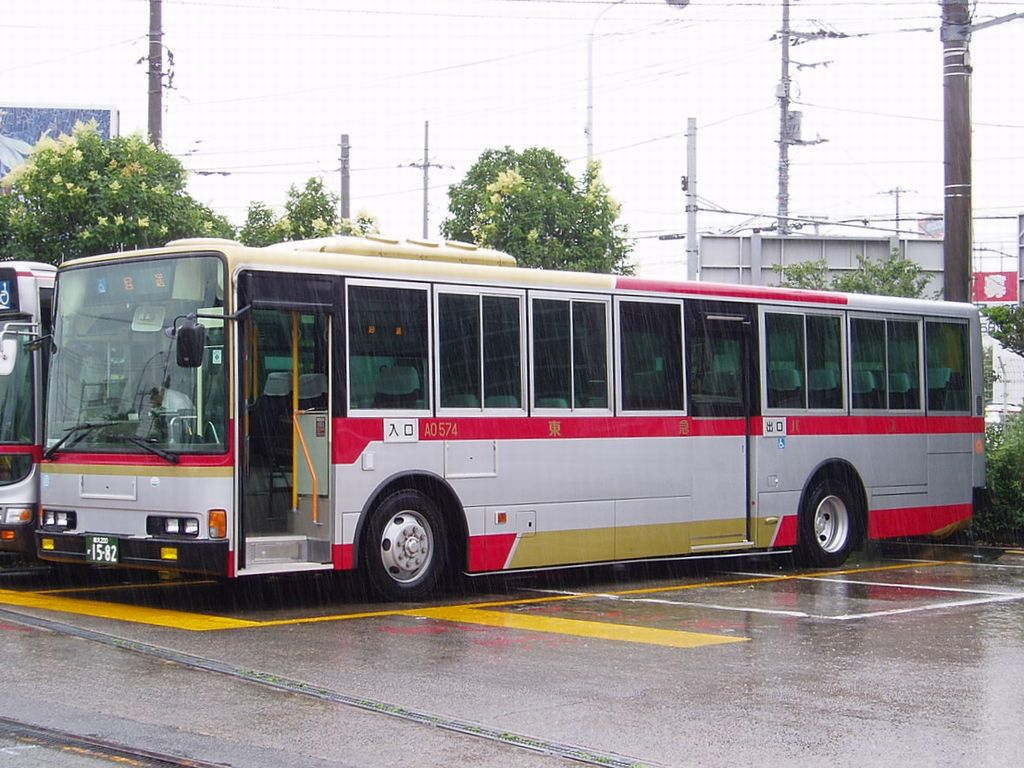
ワンステップ （ワンロマ仕様） KL-MP35JM 東急バス
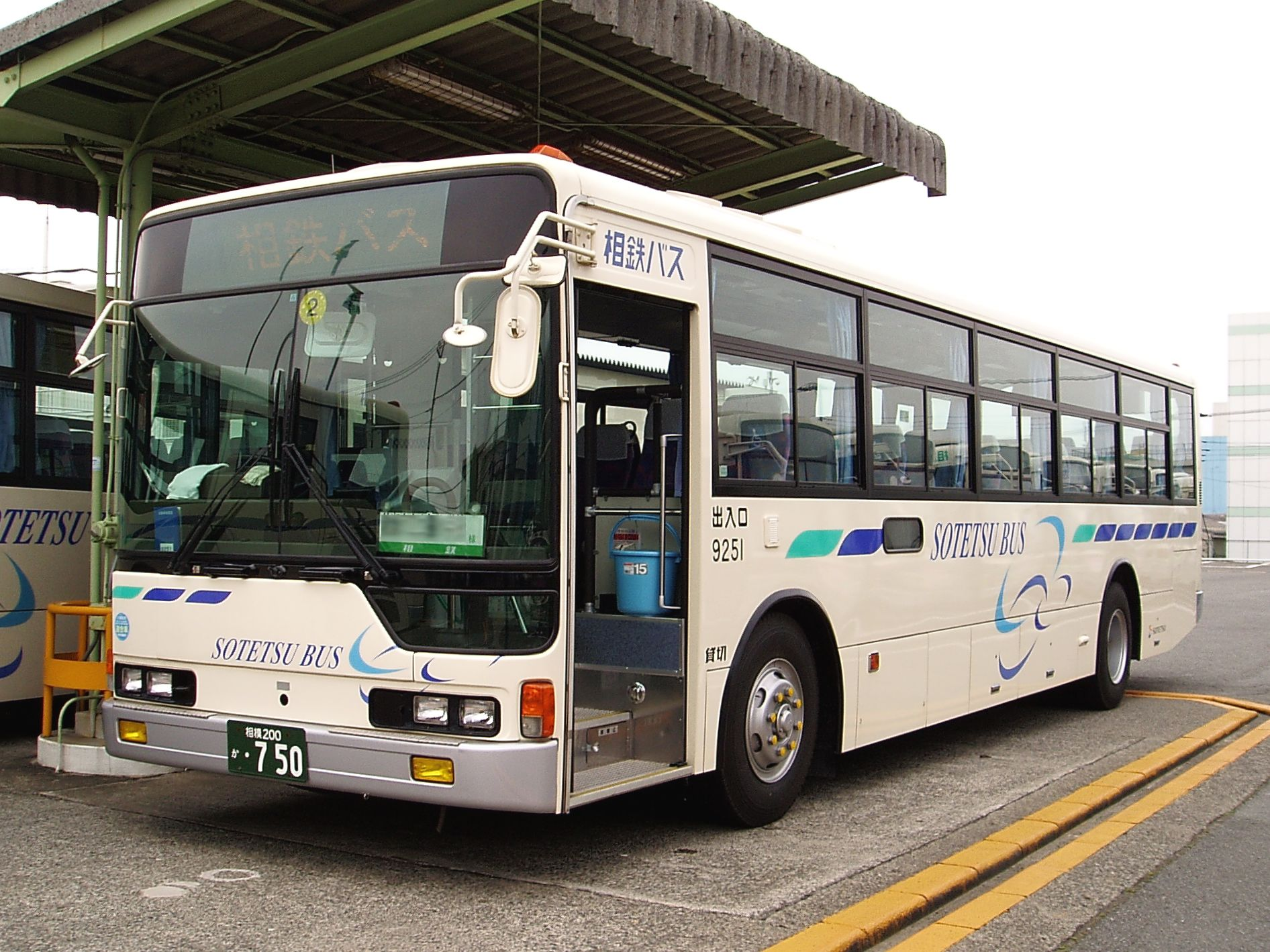
ツーステップ（トップドア） KL-MP35JP 相鉄バス
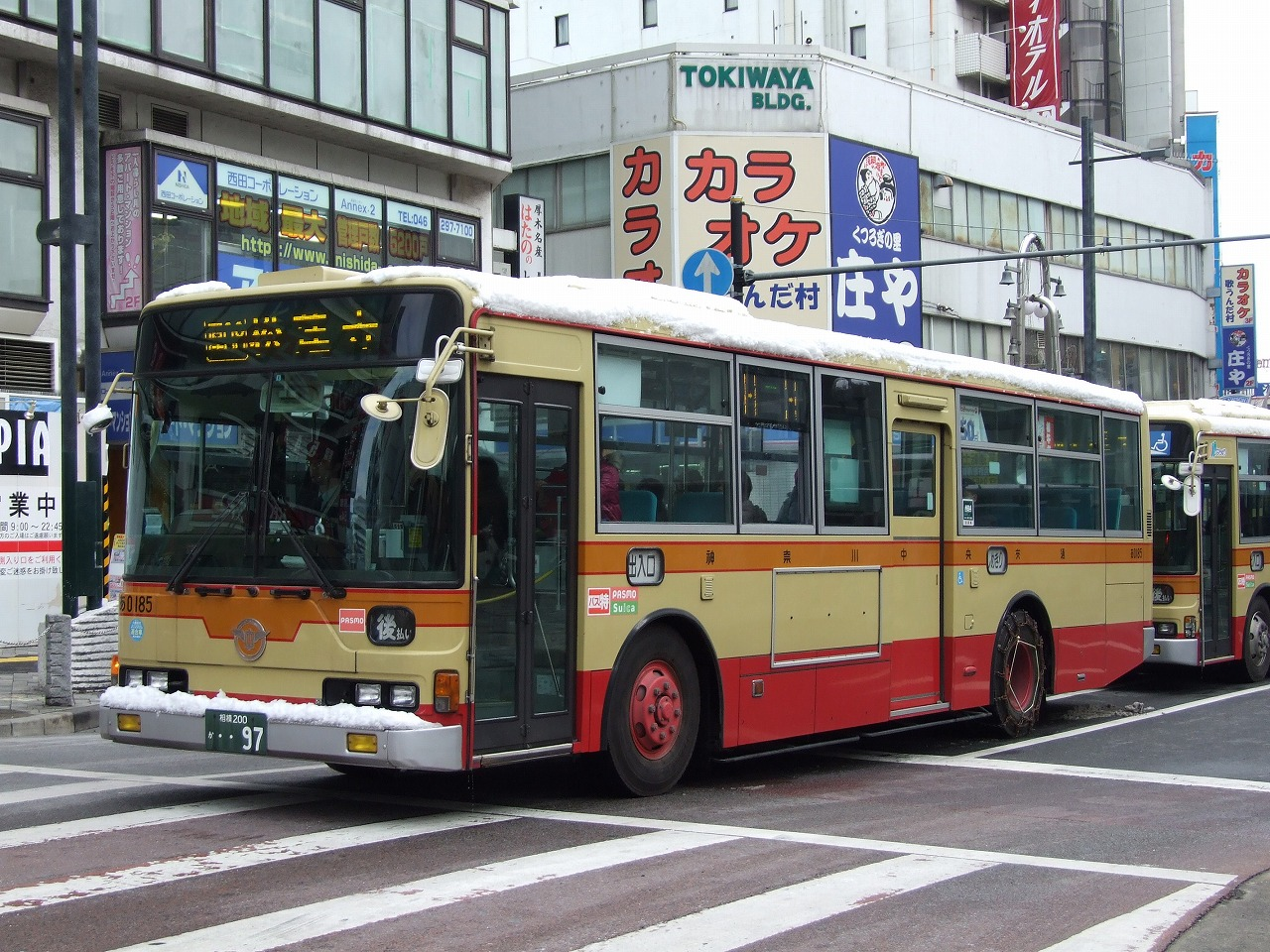
ツーステップ KL-MP33JM 神奈川中央交通
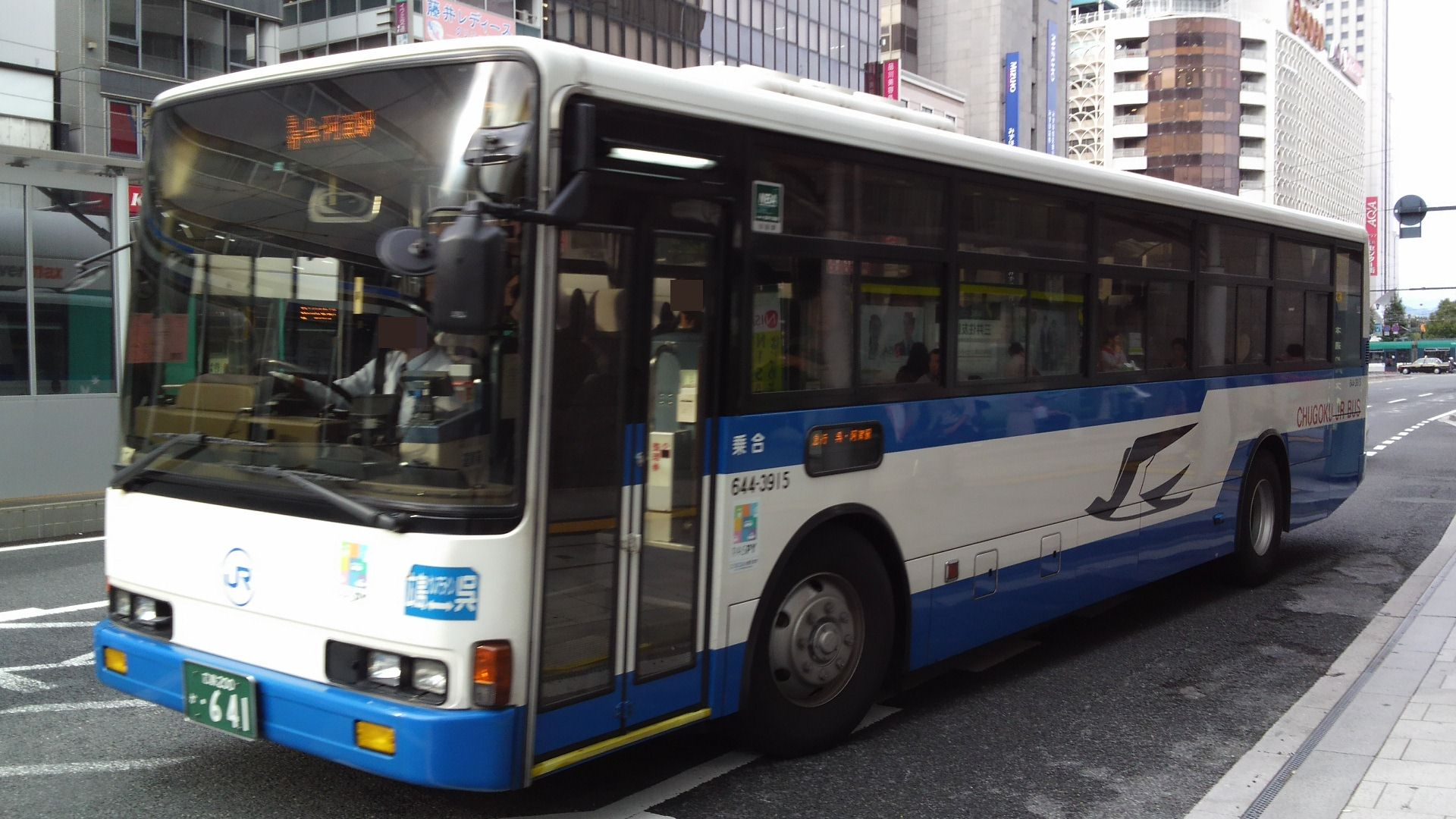
ツーステップ（トップドア、準高速バス仕様） KL-MP35JP JRバス中国

### PJ-MP系
2004年3月8日からは新短期規制（平成16年排出ガス規制）適合車（PJ-車）が発売。「コモンレール燃料噴射方式」や「クールドEGR」のほか、「ブローバイガス吸気還元システム」や「連続再生式DPF」が採用された。エンジンはKL-MP系と同じ6M70系であるが、全モデルともターボ化された。高出力エンジンはKL-MP系と同じである。一方、標準出力エンジンはターボ化に伴い最大トルクはUPされたが、最高出力はKL-MP系と一緒である［標準出力: 6M70(T6) （184 kW (250 PS) / 2200 rpm）、高出力: 6M70(T1) （235 kW (320 PS) / 2200 rpm）］。なお、ノンステップバスは引き続き標準出力のみの設定である。この代ではオートマチックの設定が無く、5速MTのみである。OD付が標準で、オプションでDD5速が設定された。また補助ブレーキがパワータードブレーキになり、レバー操作が2段となった。
一方、外観には特に変化がなかったが、2005年（平成17年）10月製造分以降は2006年（平成18年）1月実施の灯火器具の保安基準改正に対応するため、リアコンビネーションランプの変更（取付位置の変更）、取付けが義務付けられた側面反射板の取付けなどが行われた。また、補助ブレーキランプ及び一部のリアウインカーが除去された。そのほか、これまで2種類存在したステアリング・ホイールの形状が1種類に統一された。
型式は下表を参照。空欄の部分は設定がないことを表す。
|                                         | WB 4.8 m  | WB 5.3 m  | WB 6.0 m  |
| --------------------------------------- | --------- | --------- | --------- |
| ノンステップ                            | PJ-MP37JK | PJ-MP37JM |           |
| ワンステップ 自家用・高速用ツーステップ | PJ-MP35JK | PJ-MP35JM | PJ-MP35JP |

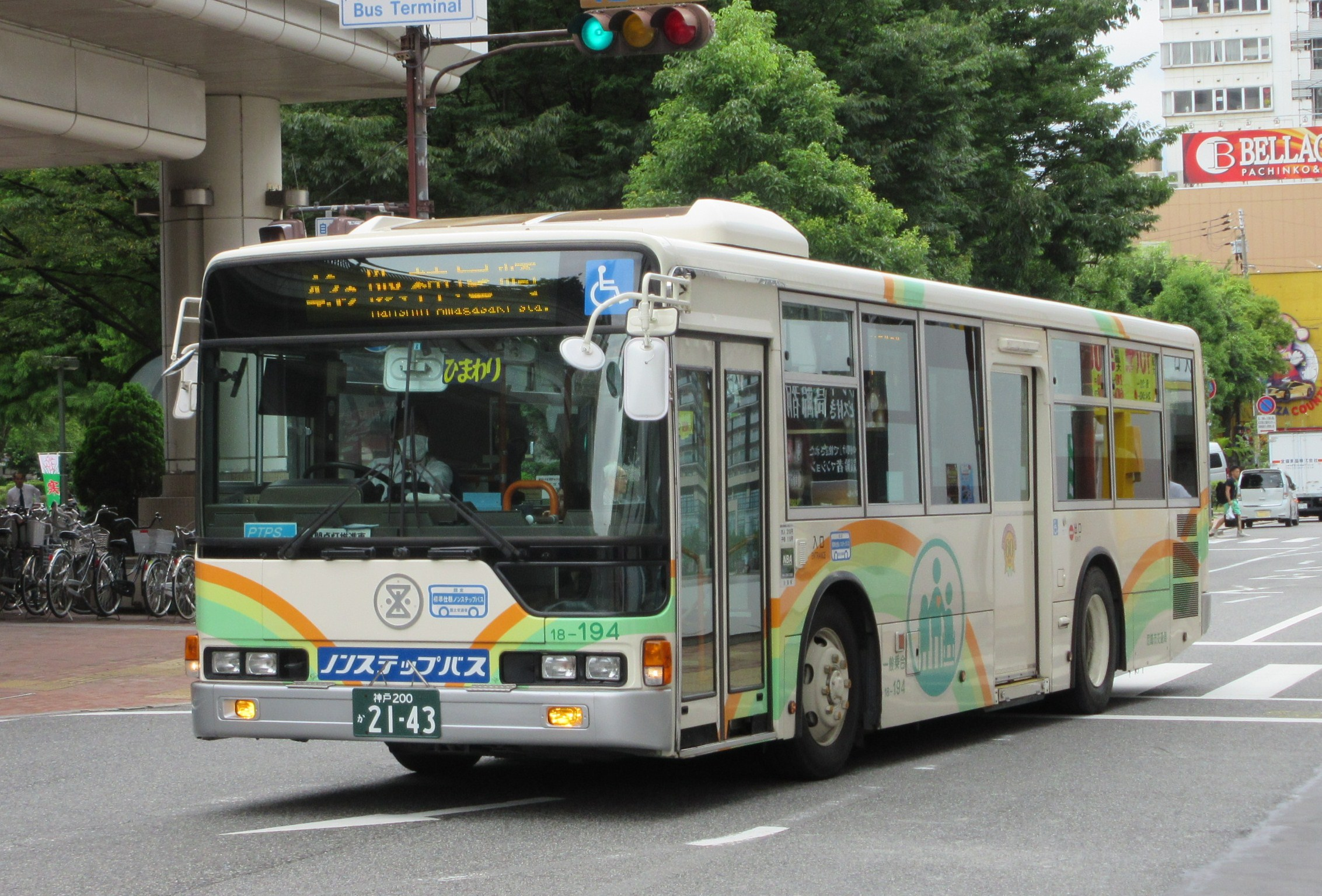
ノンステップ PJ-MP37JK 尼崎市交通局
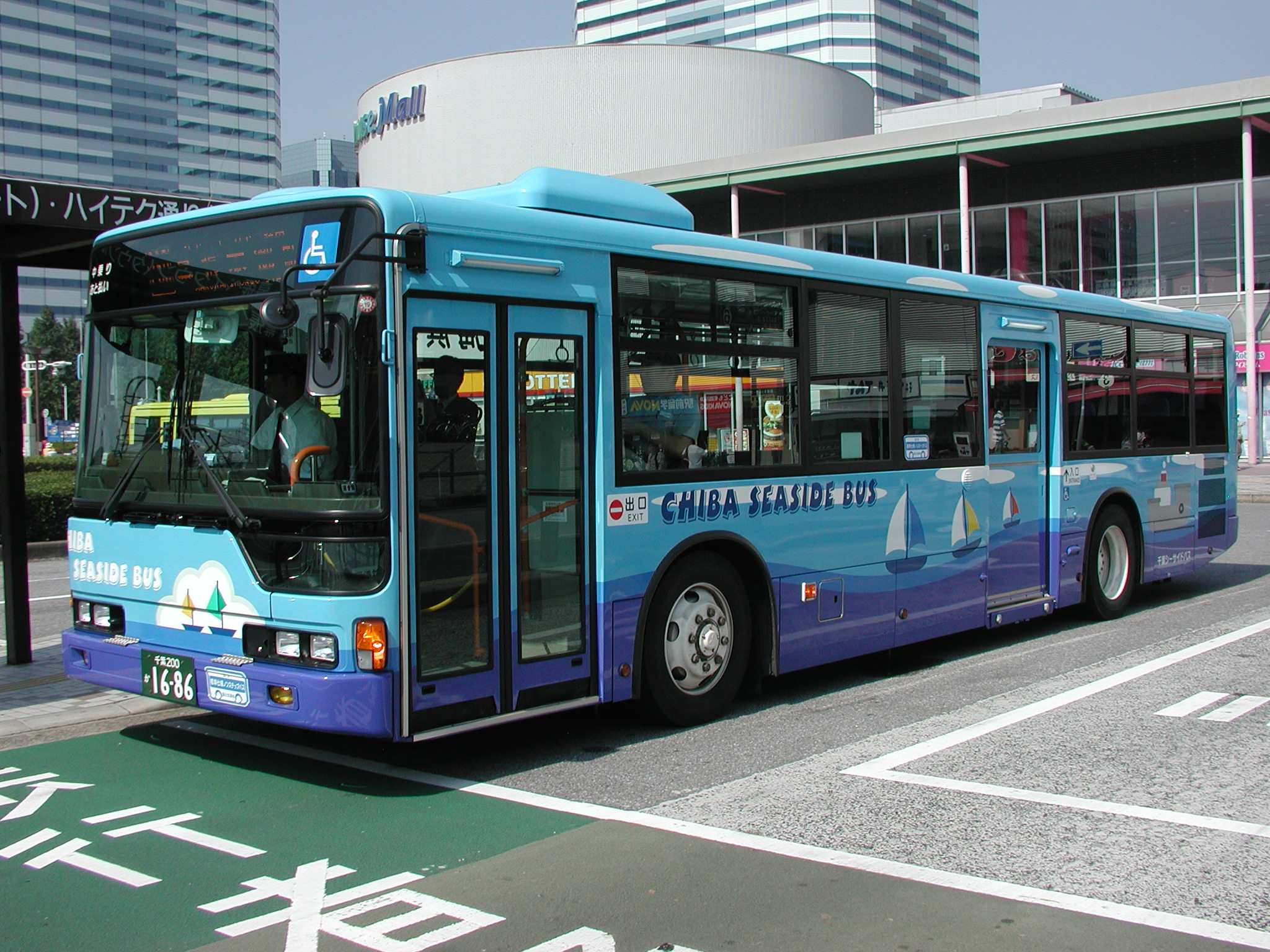
ノンステップ PJ-MP37JM 千葉シーサイドバス
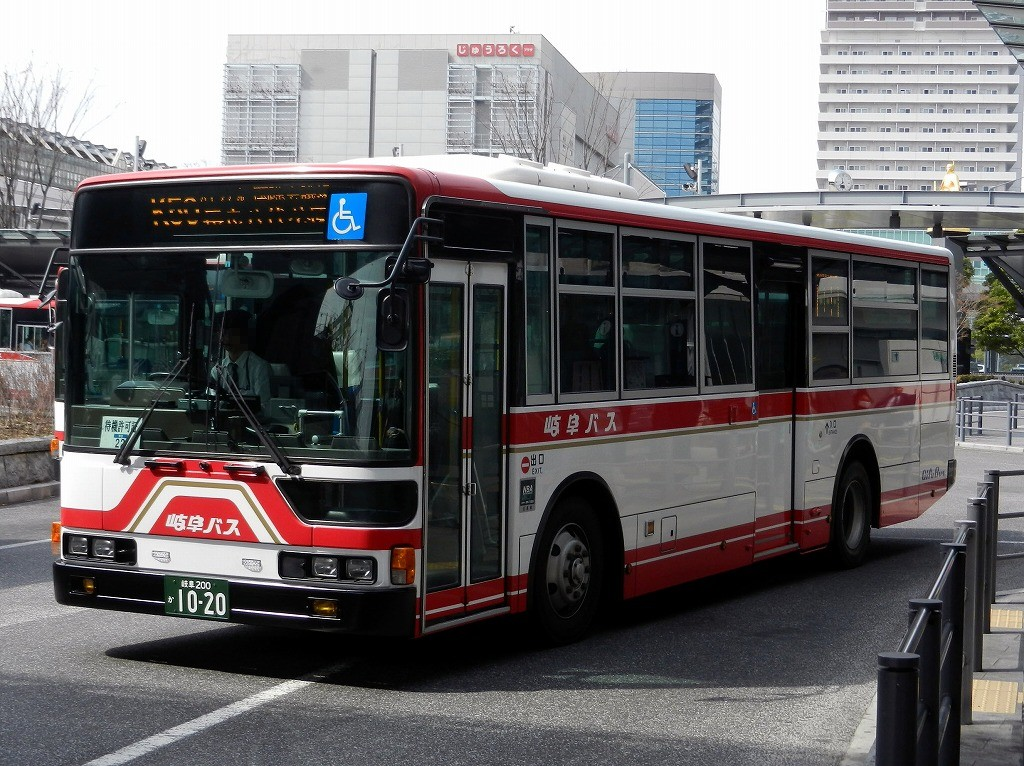
ワンステップ PJ-MP35JM 岐阜乗合自動車
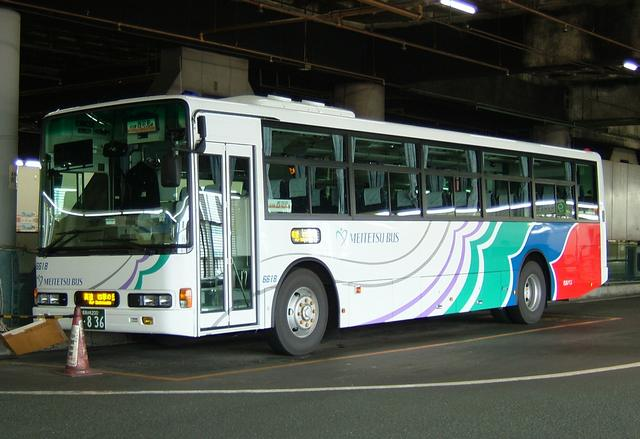
高速バス仕様 PJ-MP35JP 名鉄バス
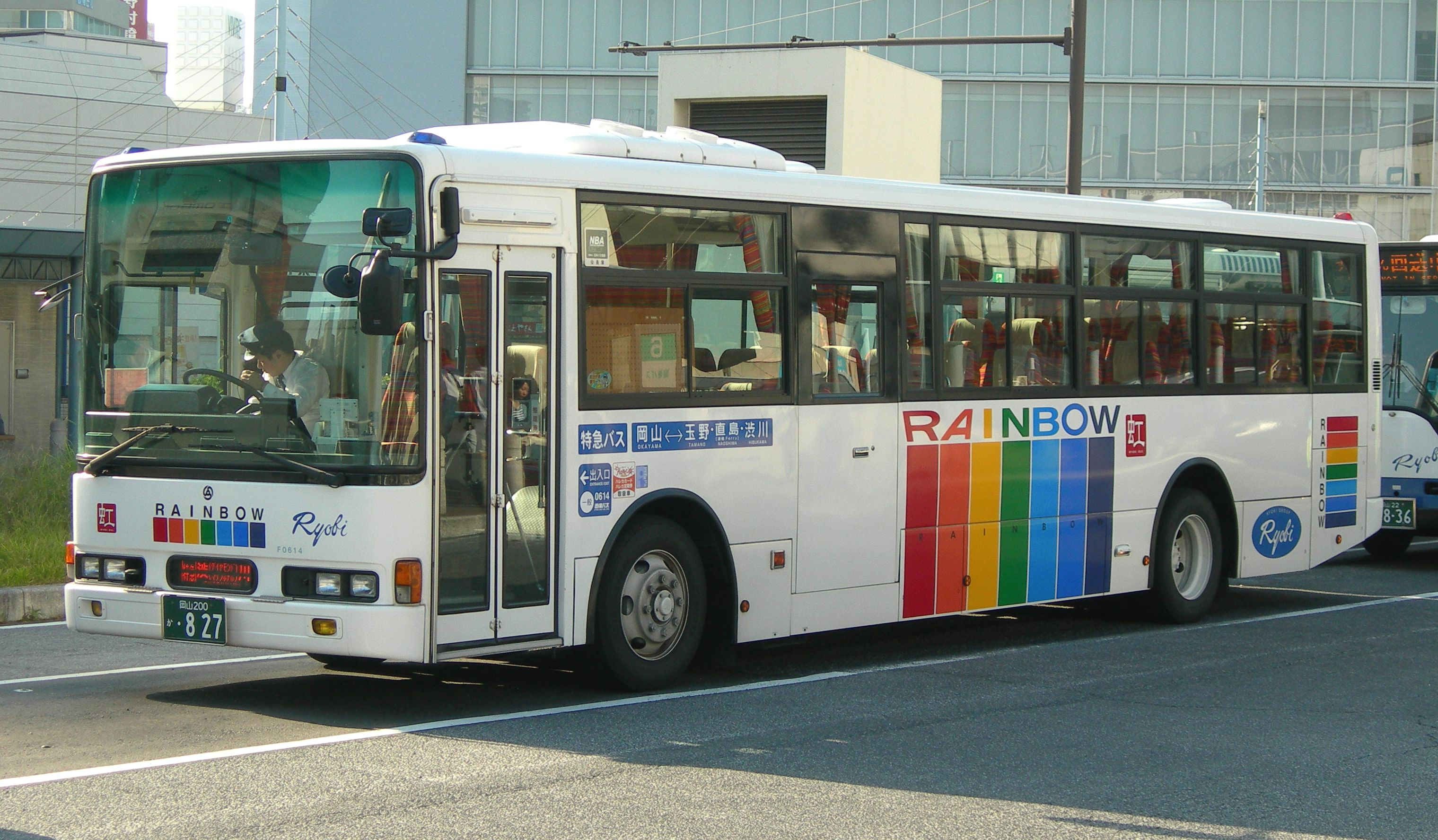
近距離特急バス仕様 （ワンステップ改造車） PJ-MP35JP改 両備バス
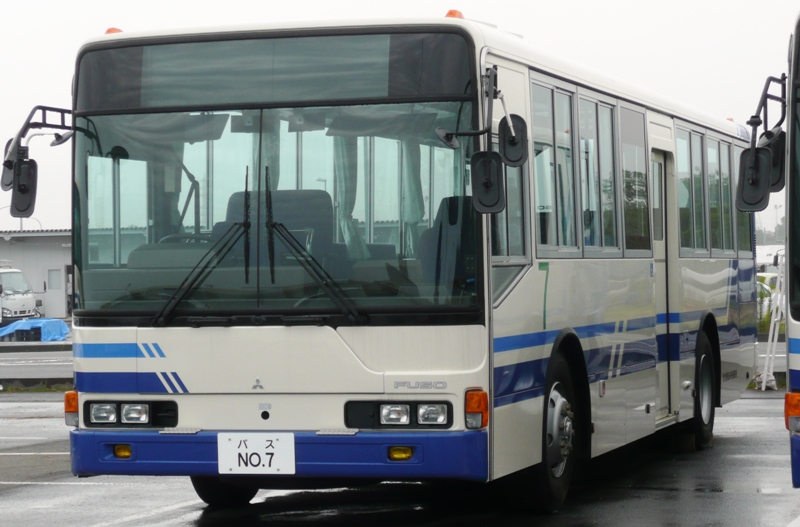
教習車仕様（中扉のみ） PJ-MP35JK 安全運転中央研修所

### PKG-MP系
2007年9月26日に発売された、平成17年排出ガス規制及び平成27年重量車燃費基準適合車。基準値に対して、粒子状物質(PM)の10 %低減を達成している。
このモデルから、三菱ふそうトラック・バスと日産ディーゼル（当時、現「UDトラックス」）がバス事業における提携を開始したため、ラインナップに大きな変更が加えられることになった。ディーゼルノンステップバスは日産ディーゼルのスペースランナーRA及びそのOEM供給車であるエアロスター-S（AA系）に統一されることになり、当車種からは一時的に姿を消していた（その間もエコハイブリッドは生産していた）。
そのため当初はワンステップバスとツーステップバスのみの製造だったが、MP系との共通性を望む従来からのMP系ユーザーの要望と、日産ディーゼルが製造するエアロスター-SおよびスペースランナーRAの生産量増加に伴い納期が遅滞し、その解消のため2009年4月16日にMP系ノンステップバスもP尺を除いてラインナップに追加された。
ただし、こちらはPJ-MP系までのノンステップバスと異なり、ワンステップバスの改造扱いとなっており、型式もPKG-MP37U*ではなくPKG-MP35U*改である。そのため車体高さはワンステップバス並みで窓が拡大されており、特異な形態から愛好家の間では「ゲテノン」（ゲテモノノンステップ）とも呼ばれる。こちらのノンステップバスは、中扉より後ろ部分が従来のエアロスターノンステップに見られる「フルフラットとワンステップバスの折衷」ではなく、完全に「ワンステップバスベース」の前中ノンステップバス（部分超低床車）である。そのため中扉より後ろの窓の下部の高さが従来は前部と同じだが当形式は高くなっている。また中扉後方のステップは他社の前中ノンステップバスより1段多い3段となっているが、そのぶん1段当たりの高さを低くしている。ドアはPJ-MP系までのノンステップバスと同じものを取り付けており、ドア上の空間が大きい。これらの仕様はLKG-MP37F*以降にも踏襲されている。
| エアロスター（左・PKG-MP35UM）とスペースランナーA（右・PKG-AP35UM）は外観上は全くと言っていいほど差異がない |  | エアロスター（左・PKG-MP35UM）とスペースランナーA（右・PKG-AP35UM）は外観上は全くと言っていいほど差異がない |
| エアロスター（左・PKG-MP35UM）とスペースランナーA（右・PKG-AP35UM）は外観上は全くと言っていいほど差異がない |  | |

当形式よりワンステップ車及び自家用ツーステップ車がスペースランナーA（PKG-AP35U系）として日産ディーゼルに供給されることになり、2007年10月30日から実施されている。日産ディーゼル側もスペースランナーRAのワンステップモデル・自家用ツーステップモデル共に継続して生産しているため、日産ディーゼル側ではノンステップバスを除き、大型路線バスの車種が重複している状態になっていた。ただし、エアロスター-SやスペースランナーRAと違い5速MTのみの設定でOD5速と直結5速を選択できる。また自家用ツーステップのK尺は設定されていない。
エンジンや排出ガス後処理装置は日産ディーゼルから供給を受けることとなり、部品の共通化によってコスト削減を図っている。コモンレール燃料噴射方式のMD92エンジンのほか、排出ガス後処理装置には尿素SCRを初めて採用したが、これらは日産ディーゼルの大型路線バス、スペースランナーRAと同一である。これに伴い、タコメーターのレッドゾーンの範囲が従来の2,350 rpmから2,500 rpmに変更された。
リヤに関しては、PJ-MP系発売途中に廃止された補助ブレーキランプが復活し、コンビネーションランプも配置換えされた。これによって、リヤの外観は前回の変更以前に近いものとなった。また、マフラーの形状もPJ-MP系と違うものになり、位置も左側になった。
ノンステップモデルは正式発売日の2009年4月16日に先がけ、2009年2月に名古屋市交通局、相模鉄道、神奈川中央交通、尼崎市交通局、阪急バス、神姫バスに先行導入された。なお尼崎市交通局ではこのモデルの導入により全車ノンステップバス化を達成した。
型式は下表を参照。空欄の部分は設定がないことを表す。
|                    | WB 4.8 m     | WB 5.3 m     | WB 6.0 m   |
| ------------------ | ------------ | ------------ | ---------- |
| ノンステップ       | PKG-MP35UK改 | PKG-MP35UM改 |            |
| ワンステップ       | PKG-MP35UK   | PKG-MP35UM   | PKG-MP35UP |
| 自家用ツーステップ |              | PKG-MP35UM   | PKG-MP35UP |

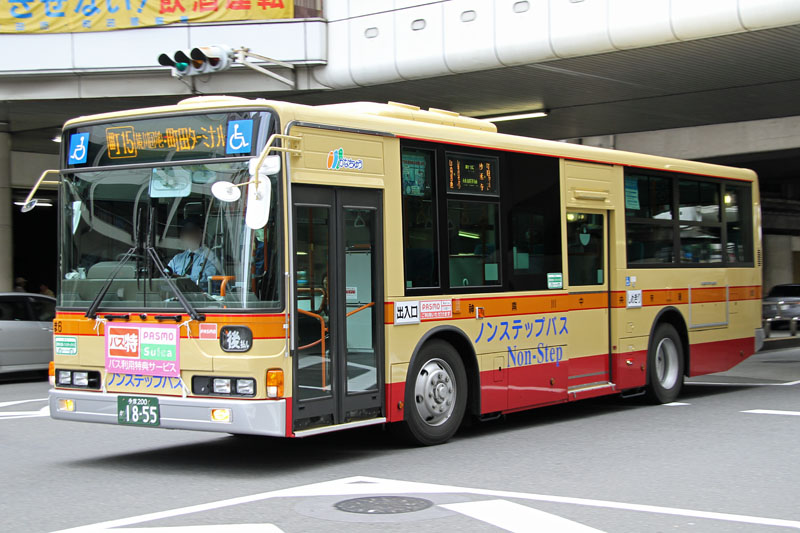
ノンステップ PKG-MP35UK改 神奈川中央交通
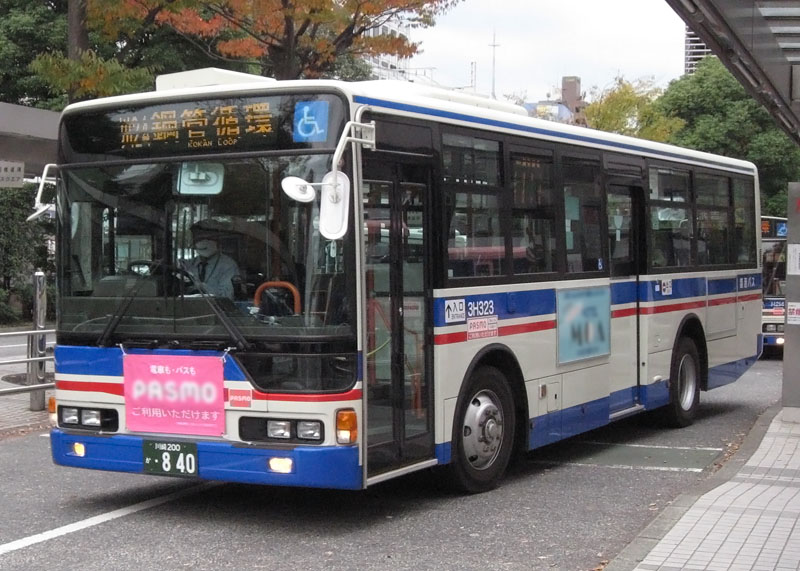
ワンステップ PKG-MP35UK 川崎鶴見臨港バス
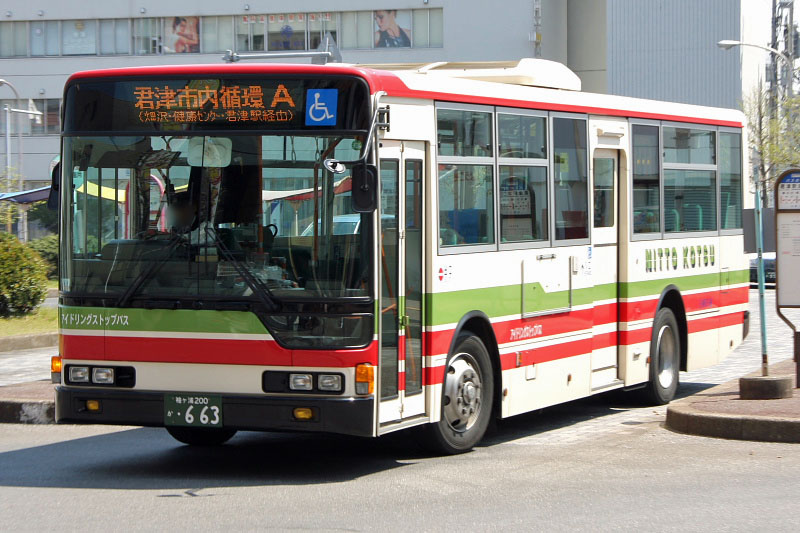
ワンステップ PKG-MP35UM 日東交通
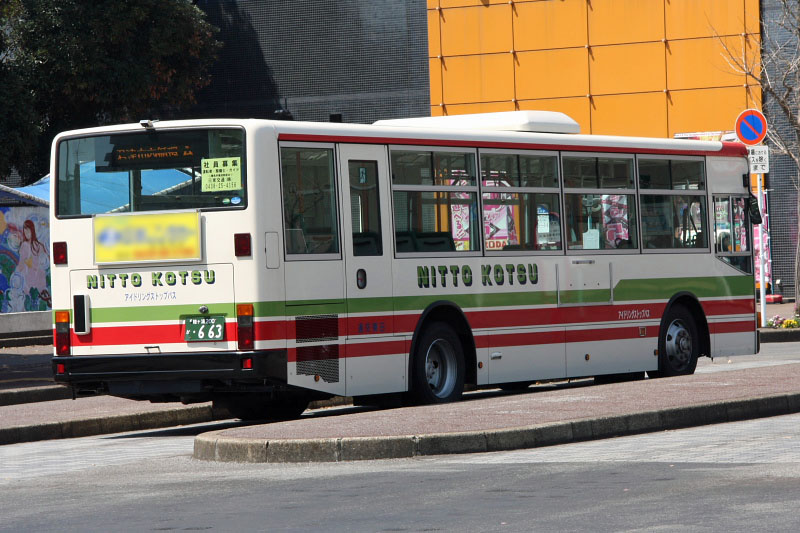
ワンステップ （補助ブレーキランプ搭載車） PKG-MP35UM 日東交通（後部）

### LKG-MP系
2010年5月18日に発表された、平成21年排出ガス規制（ポスト新長期規制）及び重量車燃費基準適合車。平成17年排出ガス規制（新長期規制）基準値に対して、窒素酸化物 (NOx) の65 %低減、粒子状物質 (PM) の63 %低減を達成している。本型式もUDトラックスにスペースランナーAとして供給されていたが、2011年4月初旬に終了した。
エンジンは再び三菱ふそうトラック・バス製となり、中型バスのエアロミディに搭載されていた6M60型エンジン（VGターボ付）を採用したことで排気量が9.2 Lから7.5 Lに小型化した。最高出力は199 kW (270 PS) / 2,500 rpm、最大トルクは785 N-m (80 kgf-m) / 1,100 - 2,400 rpm。また、再生制御式DPFと尿素SCRシステムを組み合わせたBlueTecテクノロジーを採用することにより、NOx、PMを大幅に低減している。外観は先代とほぼ同じだが、マフラーの位置が再び右側となった。また、この代から新・ISO方式のディスクホイールを採用している。
全車種にアリソン製の6速ATとABS、パワータードブレーキが標準装備され、5速MT車が廃止された。そのため、三菱ふそうの採用を取り止めた事業者もある。従来のエアロスターに搭載されていた5速ATではオーバードライブ（OD）ギアが1段だったが、LKG-MP系では2段として巡航時の経済性を確保（減速比は4速：1.000、5速：0.750、6速：0.652）、小排気量化で細くなったトルクはファイナルギアのローギヤード化：減速比を大きくすることで補っている（ノンステップ車とワンステップ車は6.166、ツーステップ車は6.666）。運転席のメータークラスターには走行情報・燃費情報などをフルカラー多重表示モニターに表示する、マルチ情報システム「Ivis（アイヴィス）」を備えた。
PKG-MP系の発売途中で追加された三菱ふそうバス製造（MFBM）車体のディーゼルノンステップ車は、MP35ワンステップ車の改造扱いとなっていたため、ディーゼル車でのMP37形式はPJ-MP系以来の復活となった。車体はPKG-MP系と同様、ワンステップ車並みの車高を有するタイプであるが、デンソー製空調装置の車両は搭載位置が変更となり、中扉直後の段差はPKG-MP系の3段から他社と同等の2段となるなどの変更点が見られる。
2010年6月2日に生産初号車となる神奈川中央交通向けノンステップ車（LKG-MP37FM）が完成し、三菱ふそうバス製造にてラインオフ記念式典が行われた。
型式は下表を参照。空欄の部分は設定がないことを表す。
|                    | WB 4.8 m   | WB 5.3 m              | WB 6.0 m              |
| ------------------ | ---------- | --------------------- | --------------------- |
| ノンステップ       | LKG-MP37FK | LKG-MP37FM            |                       |
| ワンステップ       | LKG-MP35FK | LKG-MP35FM            | LKG-MP35FP            |
| 自家用ツーステップ |            | LKG-MP35FM LDG-MP35FM | LKG-MP35FP LDG-MP35FP |

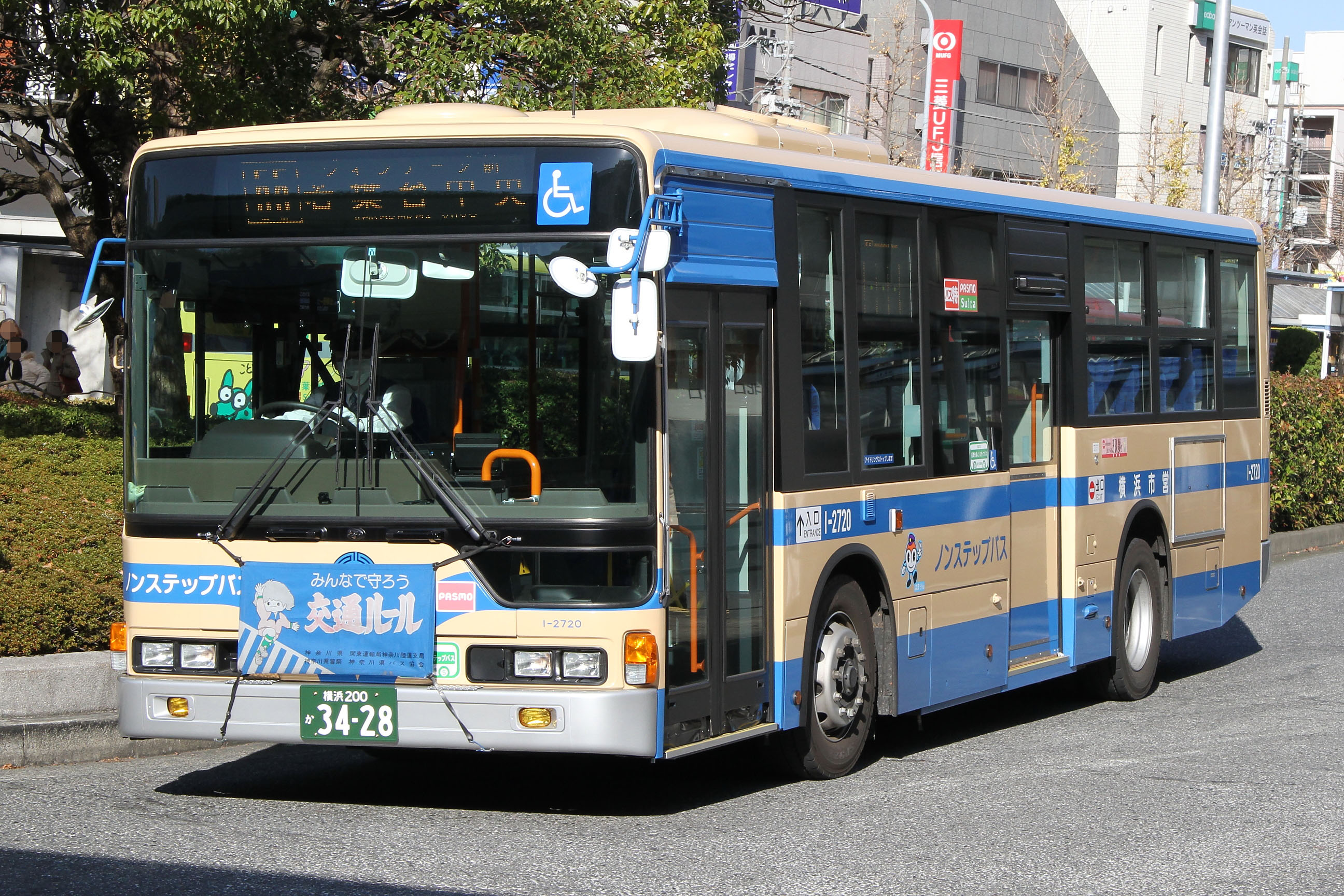
ノンステップ LKG-MP37FK 横浜市交通局
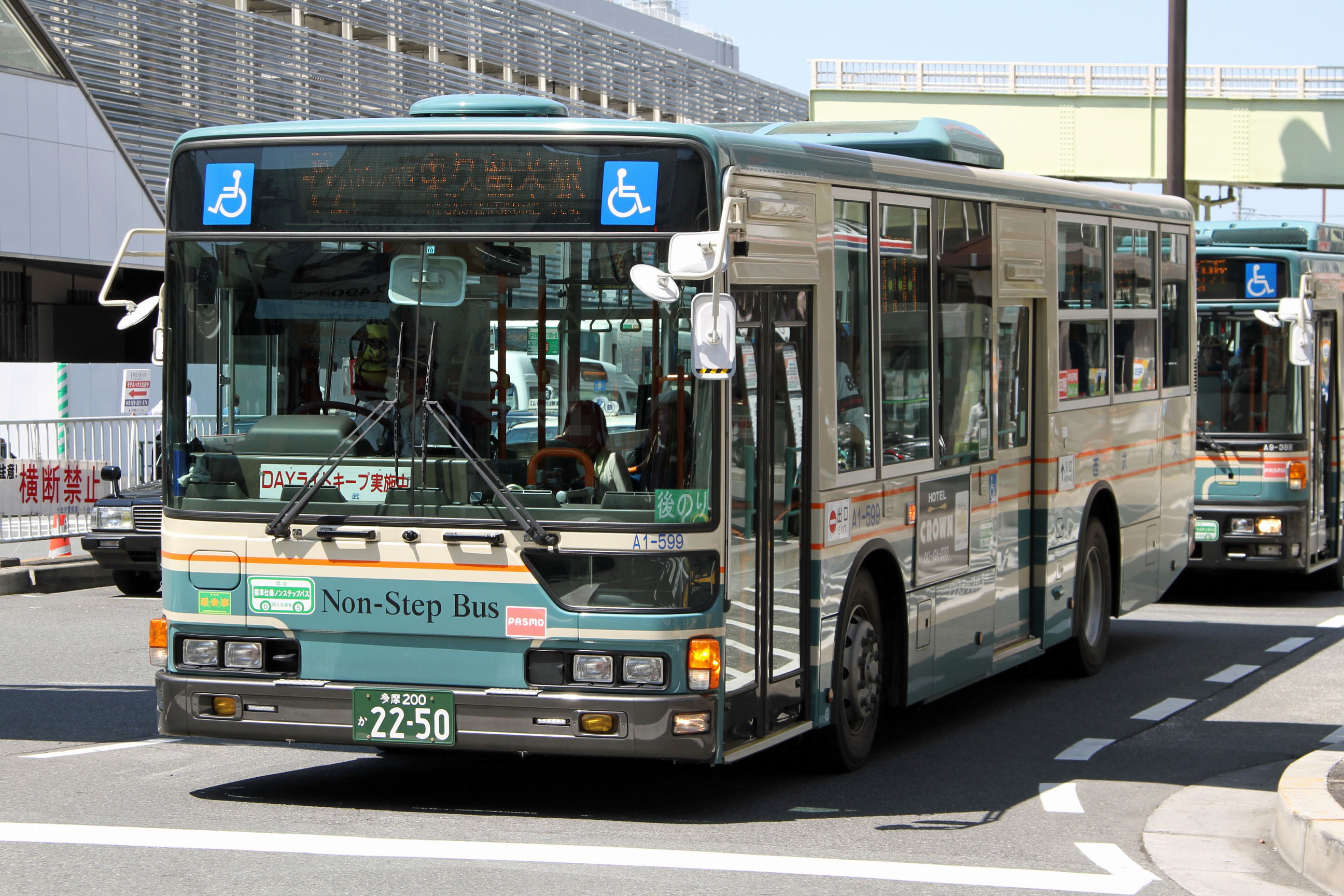
ノンステップ LKG-MP37FK 西武バス
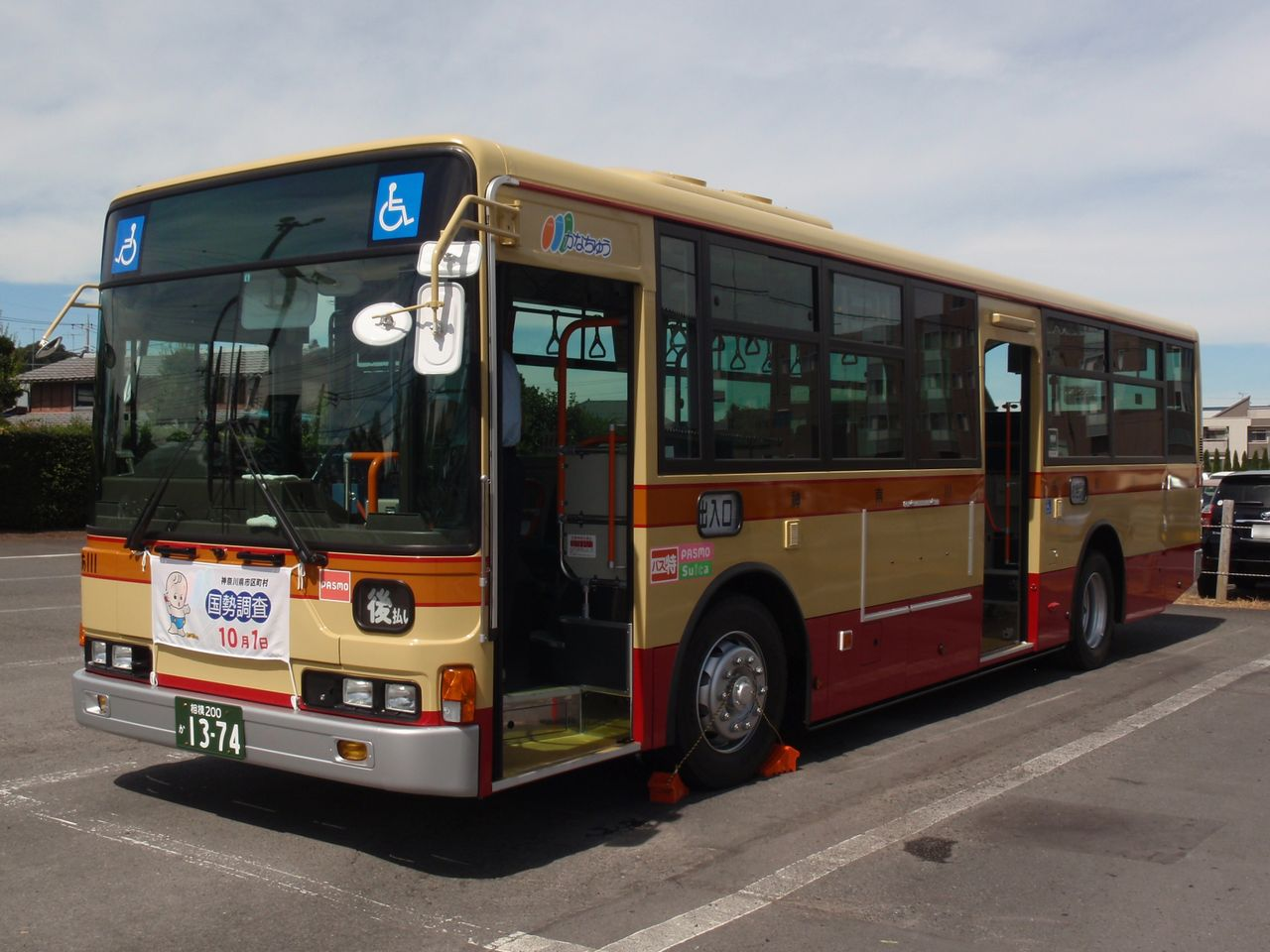
ワンステップ LKG-MP35FM 神奈川中央交通
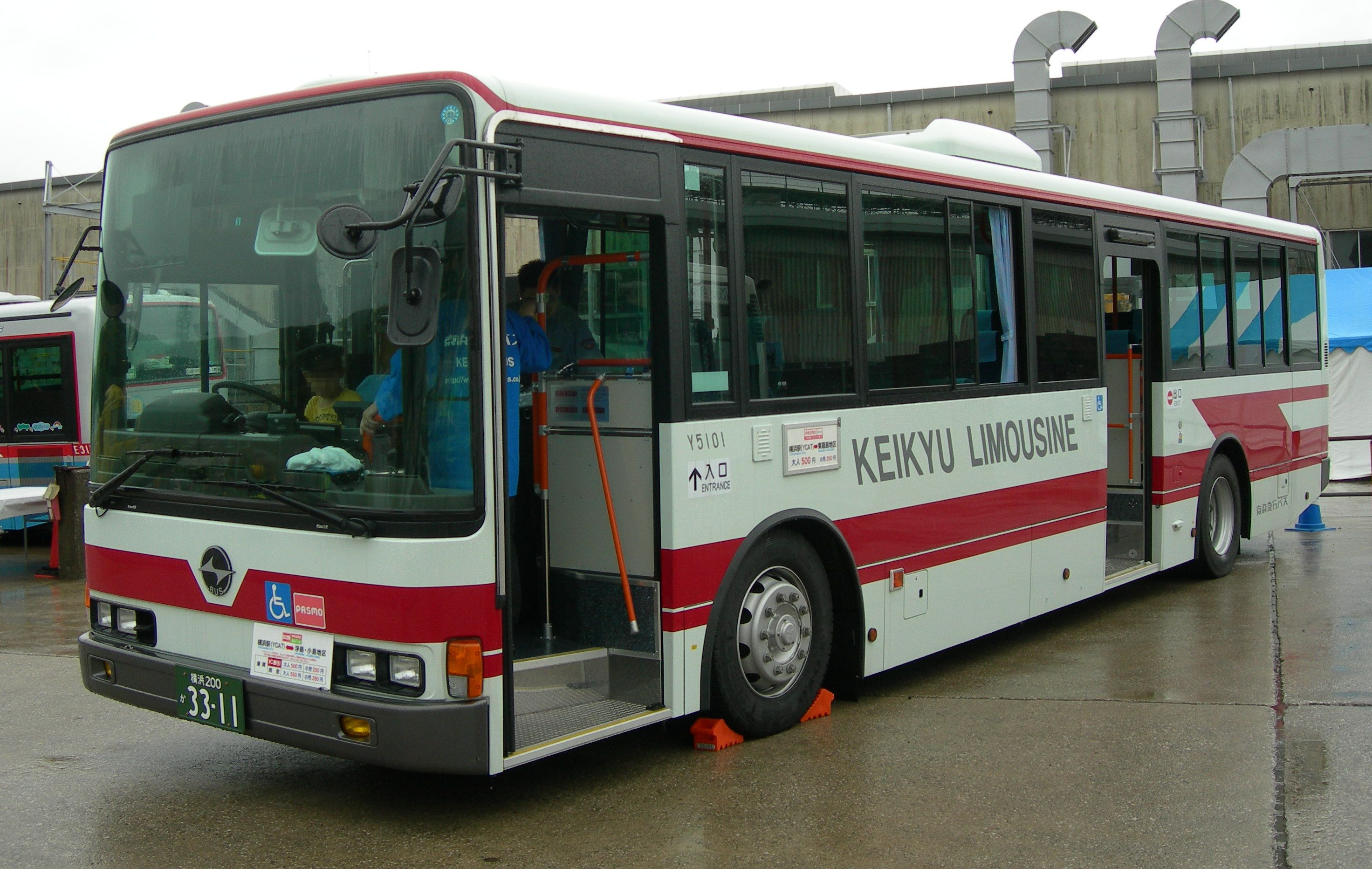
ワンステップ LKG-MP35FP 京浜急行バス
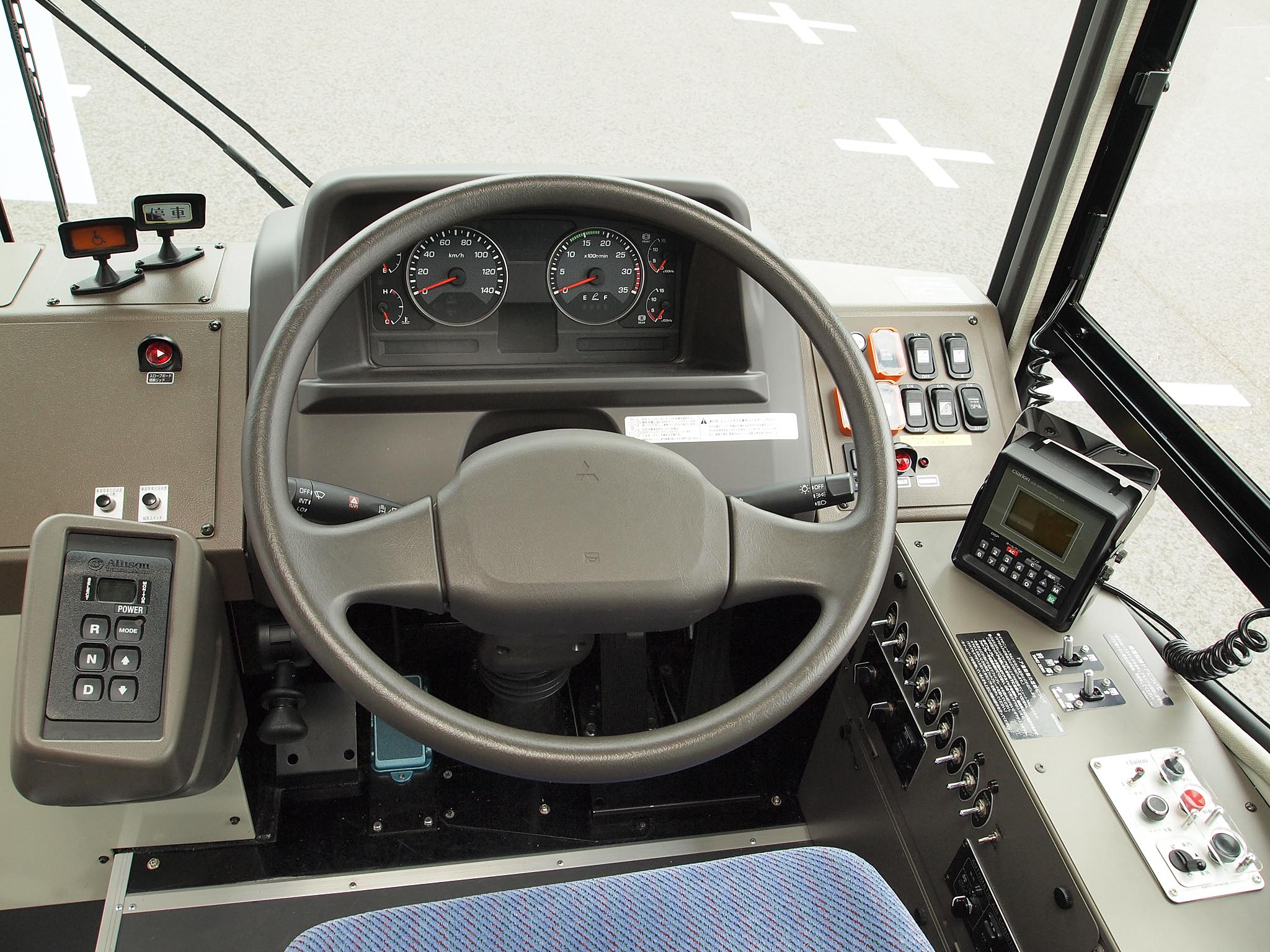
運転席

### QKG-/QDG-MP37/35系（前期）
2012年4月20日に発売が発表 され、同年7月2日に発売開始した。LKG-車同様に平成21年排出ガス規制（ポスト新長期規制）に適合しており、さらに自家用ツーステップ仕様の一部を除き、重量車燃費基準適合車となっている。LKG-車に対して窒素酸化物 (NOx) の10 %低減と粒子状物質 (PM) の30 %低減を達成している。
LKG-車からの主な変更点は以下の通りである。
- 2012年7月に施行される安全規制に対応し、乗員の安全性を向上
- クラス初のブレーキオーバーライドシステムを標準装備して、誤操作を防止
- 運転席に3点多重感知式ELRシートベルト（ショルダーアジャスター機能付）を採用。ただし、オプション扱いで2点式シートベルトも可能。
- ツーステップバスの客席に、安全性が高い多重感知式ELR2点式シートベルト（最前列客席はELR3点式）を採用
- 停車補助装置を搭載し、乗降時の安全性を向上
- フォグランプを従来車の黄色からエアロミディ（SKG-車以降）と同色の透明色に変更。
- 尿素水タンクの樹脂化対応による容量増加 (33 L→40 L)

エンジンや排出ガス後処理装置、ミッションはLKG-車と同様で変更点はない。クーラーはLKG-車までが三菱重工業製が標準設定でデンソー製がオプション設定だったが、デンソー製が標準設定になり三菱重工業製がオプション設定に変更された。
また、扉開閉予告装置も日工電気のトランジスター式ブザーから泰平電機の音声チャイムに変更された。
型式は下表を参照。空欄の部分は設定がないことを表す。
|                    | WB 4.8 m   | WB 5.3 m              | WB 6.0 m              |
| ------------------ | ---------- | --------------------- | --------------------- |
| ノンステップ       | QKG-MP37FK | QKG-MP37FM            |                       |
| ワンステップ       | QKG-MP35FK | QKG-MP35FM            | QKG-MP35FP            |
| 自家用ツーステップ |            | QKG-MP35FM QDG-MP35FM | QKG-MP35FP QDG-MP35FP |

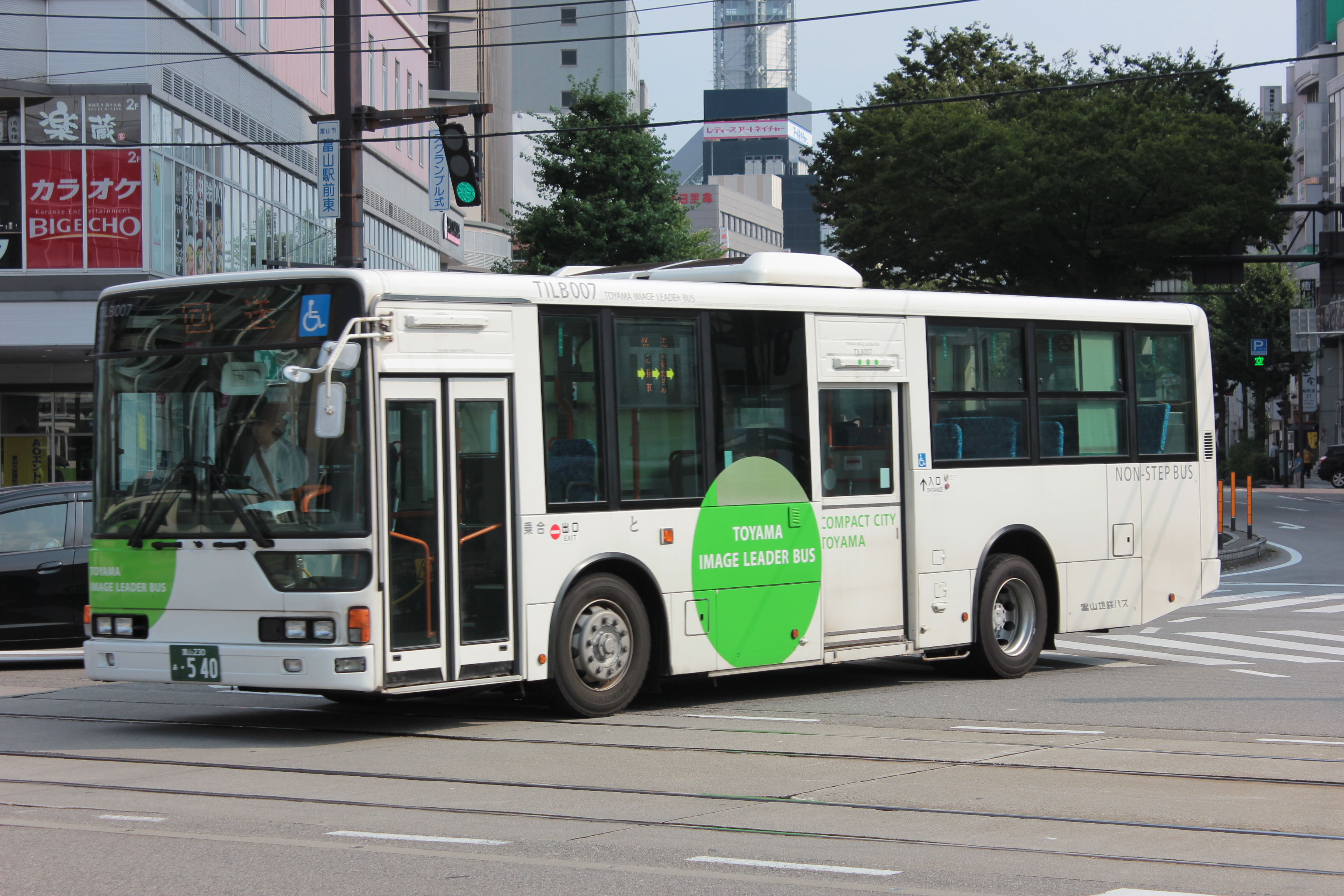
ノンステップ QKG-MP37FK 富山地方鉄道
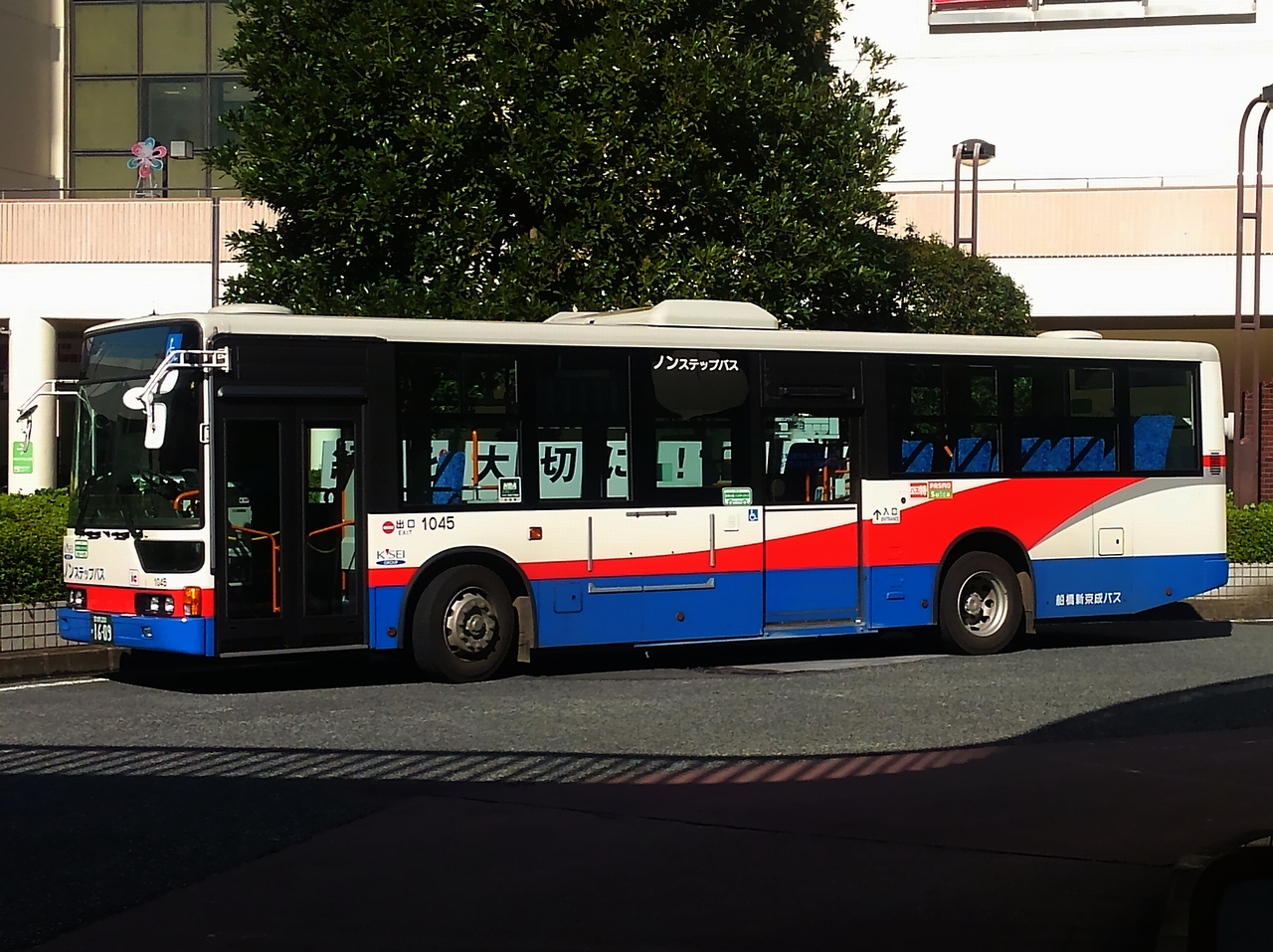
ノンステップ QKG-MP37FM 船橋新京成バス
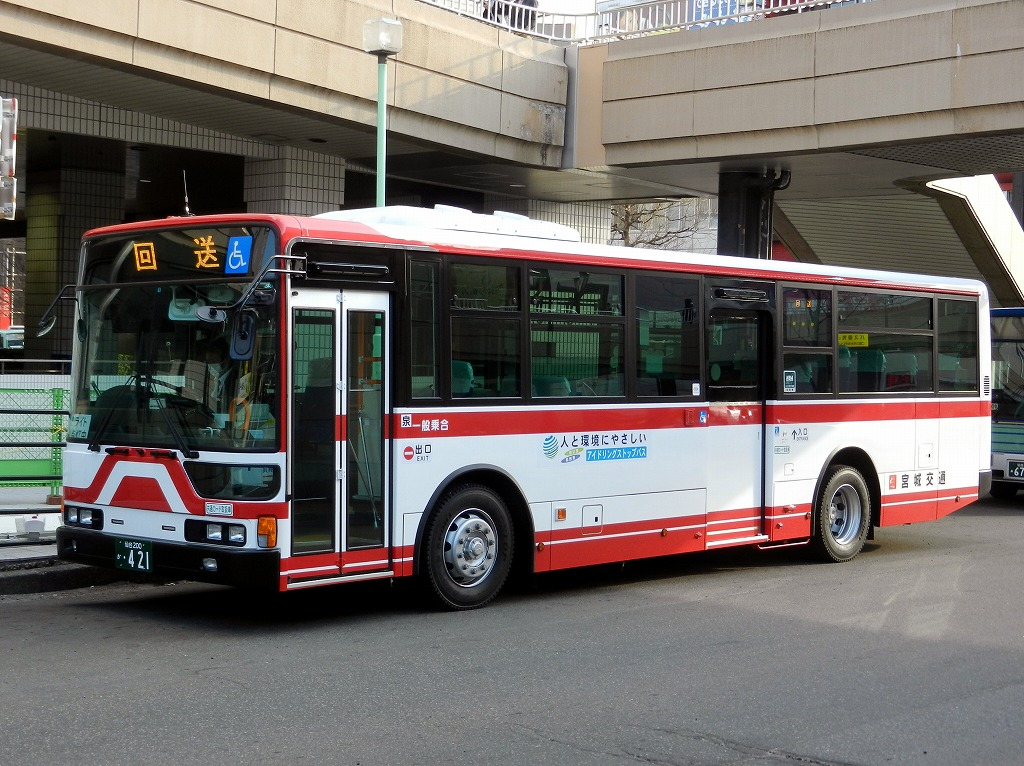
ワンステップ QKG-MP35FM 宮城交通
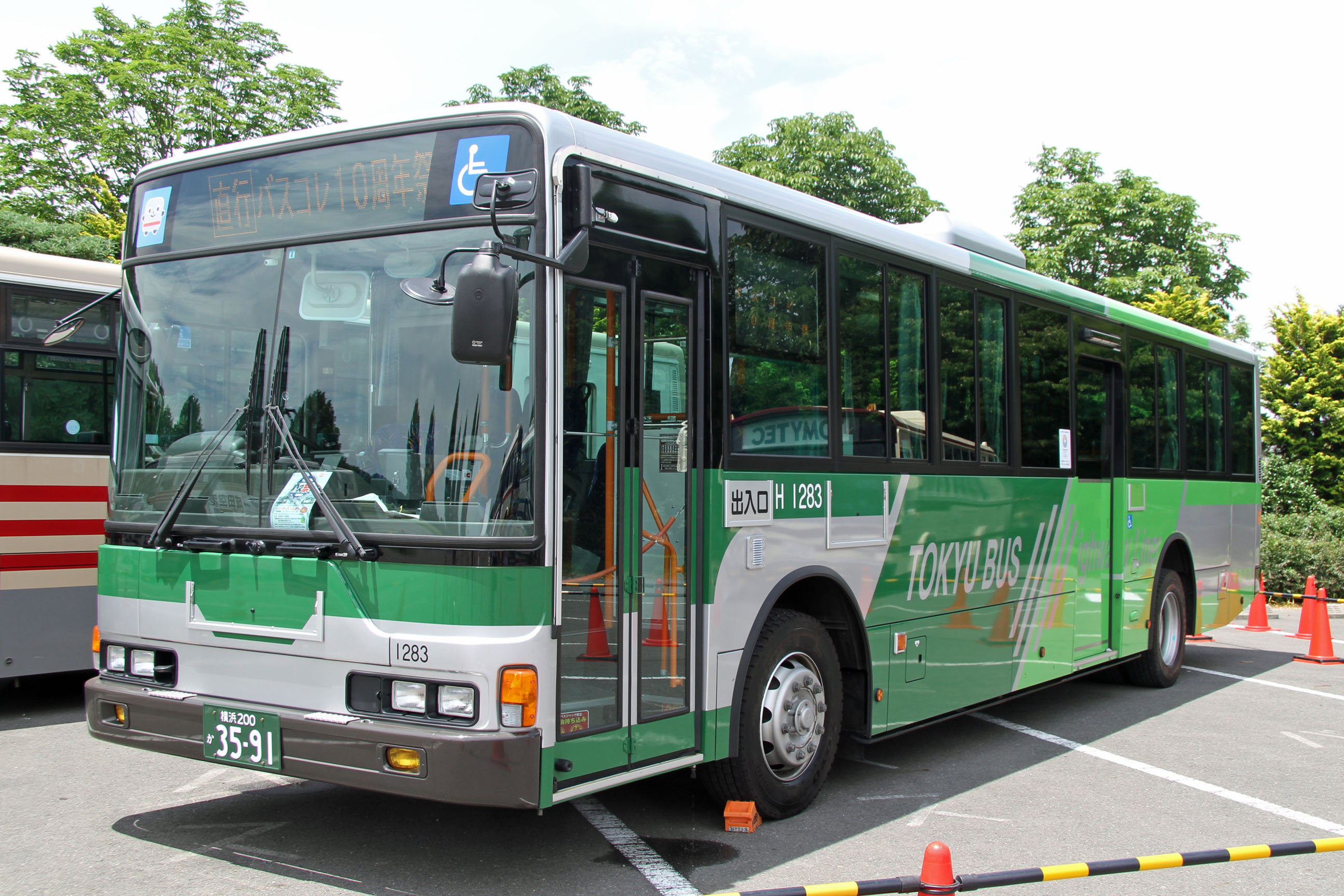
ワンステップ 近距離高速バス QKG-MP35FP 東急バス
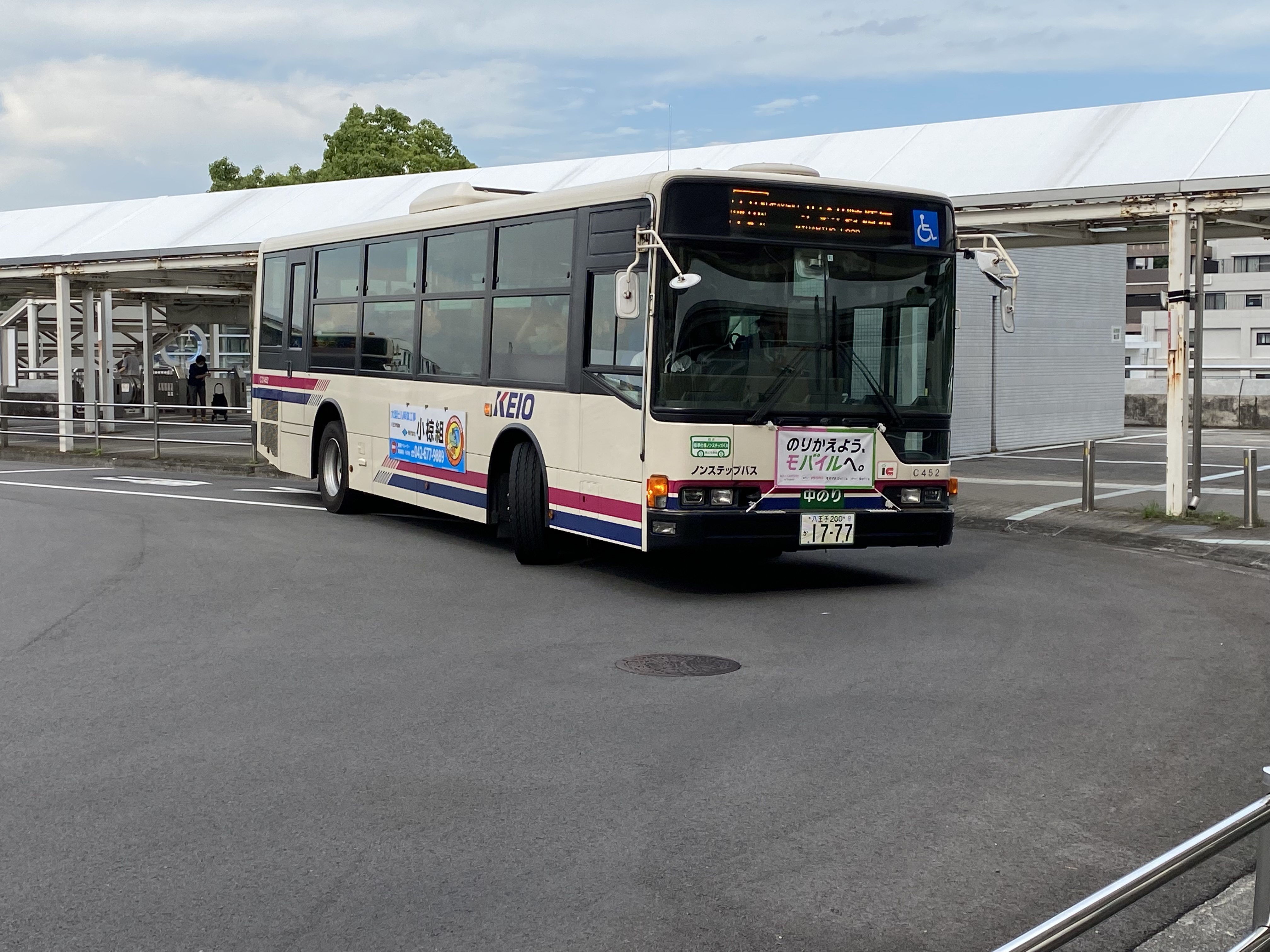
ノンステップバス QKG-MP37FK 京王電鉄バス八王子営業所所属 C31452

#### オーストラリア向け MP300、MP35
オーストラリア向けの路線バスとして、2013年7月11日にエアロスターノンステップをMP300の名称で輸出することが発表 された。日本国内向け車両と同様、富山の三菱ふそうバス製造（MFBM）で製造され、完成車として輸出する。国内向け同様、K尺(MP37FK)、M尺(MP37FM)がラインナップされる。オーストラリアの路線バスとしては初のアイドリングストップ&スタートシステム（ISS）搭載車種となる。前扉に反転式スロープを装備、車椅子スペースはK尺が1台分、M尺が2台分となっている。ノンステップ部の座席配置は国内仕様とは異なり、2人掛け座席と跳ね上げ式の横向きベンチシート(車椅子スペース)で構成されている。車椅子固定用ベルトの装備はない。車椅子通過のため、タイヤハウス間の幅が国内仕様より40 mm拡大されている。また前部の行き先表示機脇にマーカーランプとウィンカーが、後部にウィンカーとブレーキランプが追加されており、逆に側面のウィンカーは装備されていない。車内には通常の非常口に加え、脱出用のハンマー、天井の非常脱出口が装備されている。その他各種表記が英語になっている点等を除けばほぼ国内仕様と同じである。Turnbull's社やディーキン大学ですでに導入されている。
その後、ツーステップ仕様のMP35FPがスクールバス向けとしてMP35の名称で発表されている。こちらは側窓が逆T字窓と固定窓が組み合わされたオリジナル仕様になっている点、前扉がグライドスライドドアになっている点、客席シートが現地メーカー製になっている点など独自仕様が多くみられる。
2014年に国内向け仕様はリニューアル発売されているが、オーストラリア向けは現在のところ変更されていない。2021年10月時点で現地公式サイトのラインナップからは削除されている。

### QKG-MP38系/35系（後期）
2014年6月19日にマイナーチェンジが発表・受注開始された。変更点は以下の通りである。
- フロントデザインを18年ぶりに一新
- ディスチャージヘッドランプを標準装備
- 反転式スロープ板の採用（ノンステップ車）
- 都市型配置での前向き優先席の設定（ノンステップ車）
- ホイールベースの見直しによるノンステップエリアの拡大（ノンステップ車）

型式は下表を参照。空欄の部分は設定がないことを表す。
|                    | WB 4.995 m(10.705 m) | WB 5.55 m(11.26 m) |                   |
| ------------------ | -------------------- | ------------------ | ----------------- |
| ノンステップ       | QKG-MP38FK           | QKG-MP38FM         |                   |
|                    | WB 4.8 m(10.25 m)    | WB 5.3 m(10.75 m)  | WB 6.0 m(11.45 m) |
| ワンステップ       | QKG-MP35FK           | QKG-MP35FM         | QKG-MP35FP        |
| 自家用ツーステップ |                      | QKG-MP35FM         | QKG-MP35FP        |

オーストラリア輸出向け仕様は現在のところ従来の仕様のままである。
2015年にライバル車種であるいすゞ・エルガ（及び日野・ブルーリボン）が2代目にフルモデルチェンジしてノンステップバスに統一されたことで国内で製造される唯一の大型ワンステップバスとなった。更に翌2016年にはいすゞ・エルガミオ（及び日野・レインボー）も2代目にフルモデルチェンジしてこちらもノンステップバスに統一されたことで国内で製造される唯一のワンステップバスとなった。

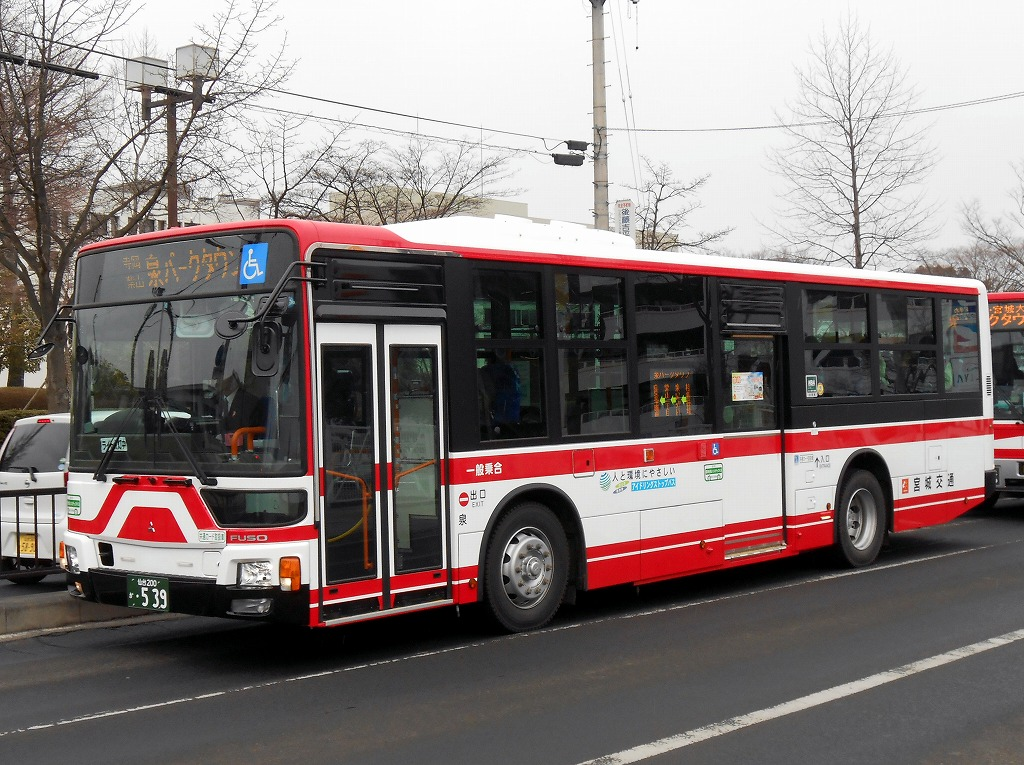
ノンステップ QKG-MP38FK 宮城交通
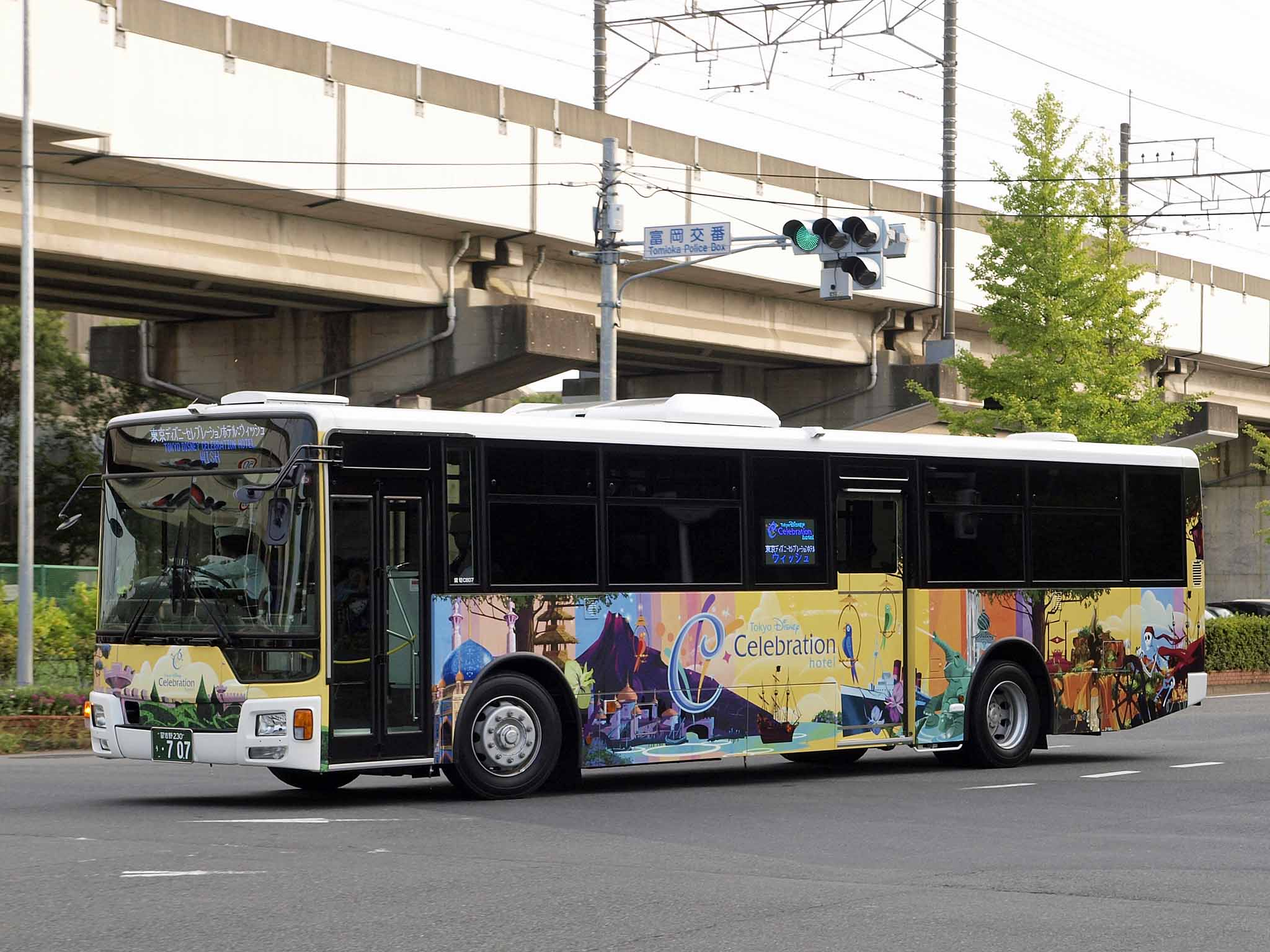
ワンステップ QKG-MP35FP 京成トランジットバス
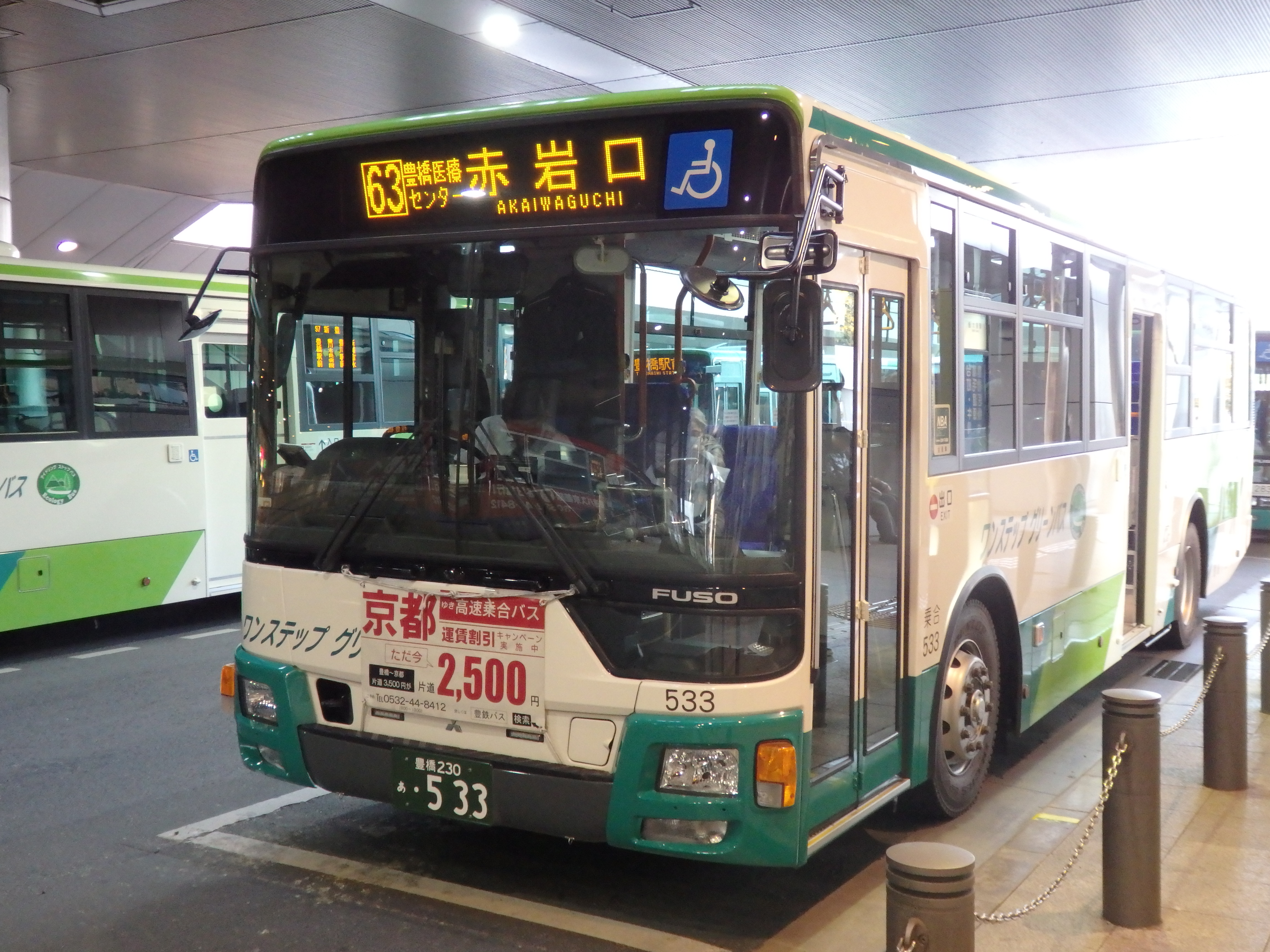
ワンステップ QKG-MP35FM 豊鉄バス

### 2PG-/2KG-MP系
2017年10月11日に発表・発売された。平成28年排出ガス規制に適合、平成27年度重量車燃費基準を達成。燃費基準+5%達成車も設定。このモデルからアイドリングストップの方式が「自動戻り」と「手動切替」の2種類を用意し、「自動戻り」の車両は燃費基準+5%を達成した。また安全装備として、サイドビューカメラと確認用液晶モニターを標準装備した。ノンステップとワンステップを設定。自家用ツーステップ仕様は廃止された。屋上の冷房装置のデザインも変更された。
型式は下表を参照。空欄の部分は設定がないことを表す。
|              | WB 4.995 m (10.705 m) | WB 5.55 m (11.26 m)   |                       |
| ------------ | --------------------- | --------------------- | --------------------- |
| ノンステップ | 2PG-MP38FK 2KG-MP38FK | 2PG-MP38FM 2KG-MP38FM |                       |
|              | WB 4.8 m(10.25 m)     | WB 5.3 m(10.75 m)     | WB 6.0 m(11.45 m)     |
| ワンステップ | 2PG-MP35FK 2KG-MP35FK | 2PG-MP35FM 2KG-MP35FM | 2PG-MP35FP 2KG-MP35FP |

2019年9月に改良。ドライバー異常時対応システム (EDSS) を標準搭載したほか、車載式故障診断装置システム (OBD) を搭載し、J-OBD II（車載式故障診断装置システム規格）に対応した。また視認性を高めたLEDテールランプを全車に搭載した。また本改良に合わせ、搭載機関のサフィックスが変更されている（T2→T6）が動力性能に変化はない。
2021年5月31日、大型送迎バス「エアロスター前扉仕様車」を6月から販売すると発表。ワンステップ車に、大型送迎バス用としてニーズの高い前扉仕様（トップドア）車を新たに追加した。中扉をなくすことで座席数を増加でき、前中2扉のワンステップ車では最大34席のところ、前扉仕様では49席まで増やせる（補助席10席まで設置可能）。また前輪タイヤハウス上に位置するフロントフェンダー以降の床を一段上げることにより後部までフラットにできるため、客室内に段差がなく移動性や乗り心地も向上する。座席は標準で2人掛けハイバックシート。また新型コロナウイルス対策として、運転席は透明アクリルパネルで覆われ、消毒液を設置できる足踏み式スタンドが装備されている。なお、高速道路等（制限速度が時速60kmを超える自動車専用道路）の走行には対応していない。エアロスターでは2017年のモデルチェンジで自家用ツーステップ車が廃止され、現行大型路線バスではいすゞ・エルガと日野・ブルーリボンが送迎用として前扉仕様ノンステップ車をラインナップしているものの、ワンステップ車の設定はない ため、エアロスターに前扉仕様ワンステップ車が設定されたことで、ユーザーにとっては選択肢が広がった。
2021年9月30日に改良。ノンステップ（2PG-MP38系）にはすでに搭載済みの中扉に加え、前扉にも開扉発車防止装置「アクセルインターロック」を標準搭載し、乗降時の安全性を強化した（ワンステップは従来どおり前扉への搭載なし）。また後写鏡（間接視界）に関する法規にも対応し、室外ミラー取付位置を法規基準に適合させた。
2022年12月22日に改良。走行中に周囲の明るさを検知して自動的にヘッドライトの点灯・消灯を行うオートライトを2023年10月の規制施行に先駆けてディスチャージヘッドランプに搭載。合わせて、自動車が発する騒音を規制するための騒音規制の規制値「フェーズ2」に対応させた。EDSSにも改良が施され、客席の非常ボタンが作動を開始してからブレーキが作動するまでの間もアクセルが強制的にオフとなり、車両が緊急停止した後にも音声案内を継続して警報を報知する設定となった。

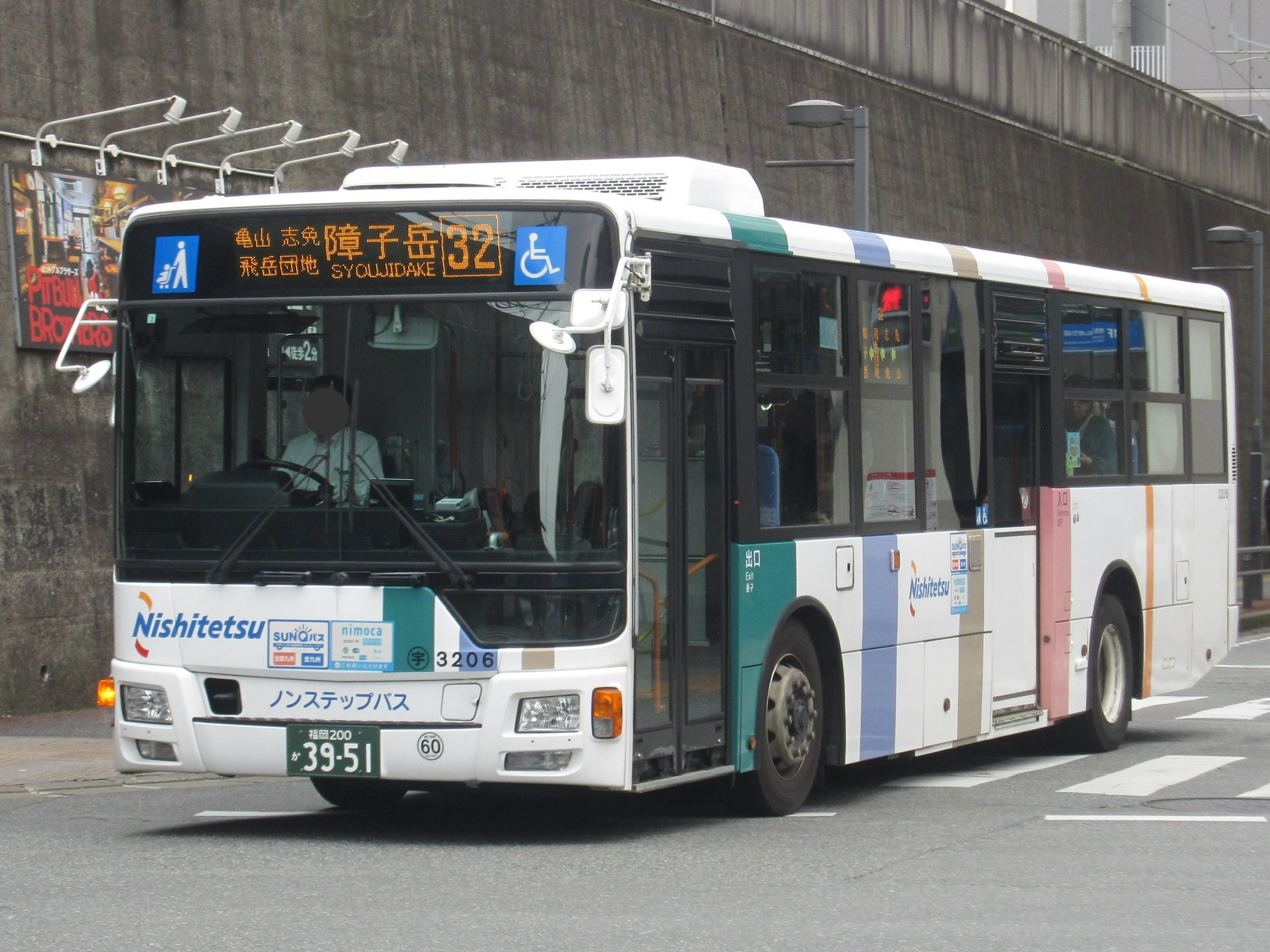
ノンステップ 2PG-MP38FM 西日本鉄道
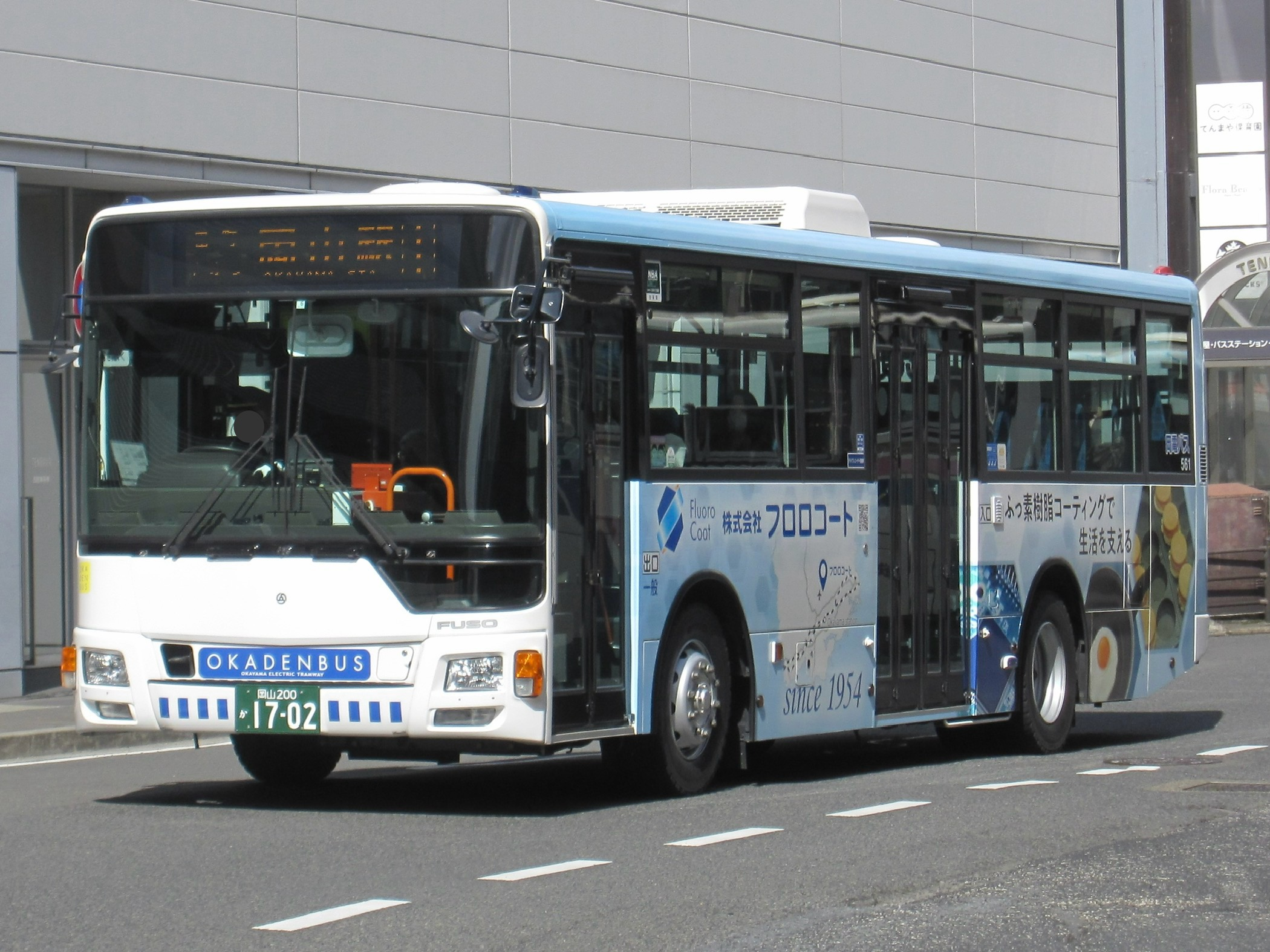
ワンステップ 2PG-MP35FM 岡山電気軌道

### 2PG-MP系（現行車種）
2024年2月発表、同年4月発売。従来2種類設定されていたアイドリングストップが自動戻り仕様に集約されることに伴い、排ガス記号が2PG-に統一された。その他の変更点は、2025年度重量車燃費基準を達成、タイヤを転がり抵抗が少ない物への変更、後退時車両直後確認装置（バックアイカメラ）の標準装備化など。
型式は下表を参照。空欄の部分は設定がないことを表す。
|              | WB 4.995 m (10.705 m) | WB 5.55 m (11.26 m) |                   |
| ------------ | --------------------- | ------------------- | ----------------- |
| ノンステップ | 2PG-MP38FK            | 2PG-MP38FM          |                   |
|              | WB 4.8 m(10.25 m)     | WB 5.3 m(10.75 m)   | WB 6.0 m(11.45 m) |
| ワンステップ | 2PG-MP35FK            | 2PG-MP35FM          | 2PG-MP35FP        |

### CNG車

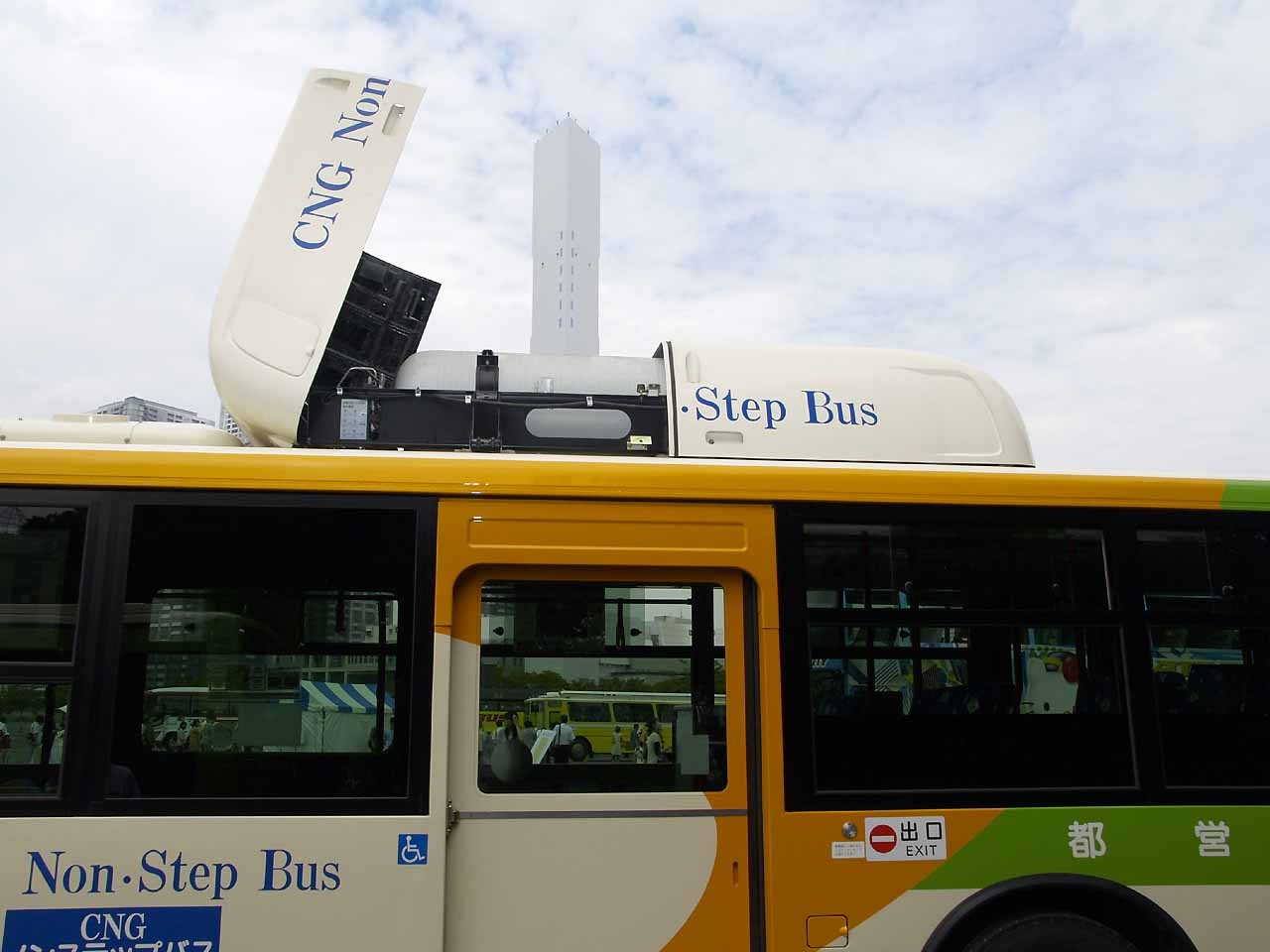
CNGノンステップ車のガスタンクは長手方向に置かれ、カバーは前後で2分割される。

本節ではCNG車について特記する。ベースとなるディーゼル車との共通仕様については#エアロスター（2代目）を参照のこと。

#### KC-MP系
1998年（平成10年）10月22日に発売され、ベースとなるディーゼル車の改造扱いとなる。三元触媒の使用による低公害化や静粛性が特徴である。発売からしばらくの間はエアサス・ツーステップバスのみで、ノンステップバスの発売開始は2000年（平成12年）2月9日となったが、発売前に製造された試作車が存在する。エンジンは6D24型［169 kW (230 PS)］を搭載し5速MTが標準。サスペンションはエアサスのみで、WB 6 m車の設定はない。
型式については下表を参照。
|                 | WB 4.8 m    | WB 5.3 m    |
| --------------- | ----------- | ----------- |
| CNGツーステップ | KC-MP717K改 | KC-MP717M改 |
| CNGノンステップ | KC-MP747K改 | KC-MP747M改 |

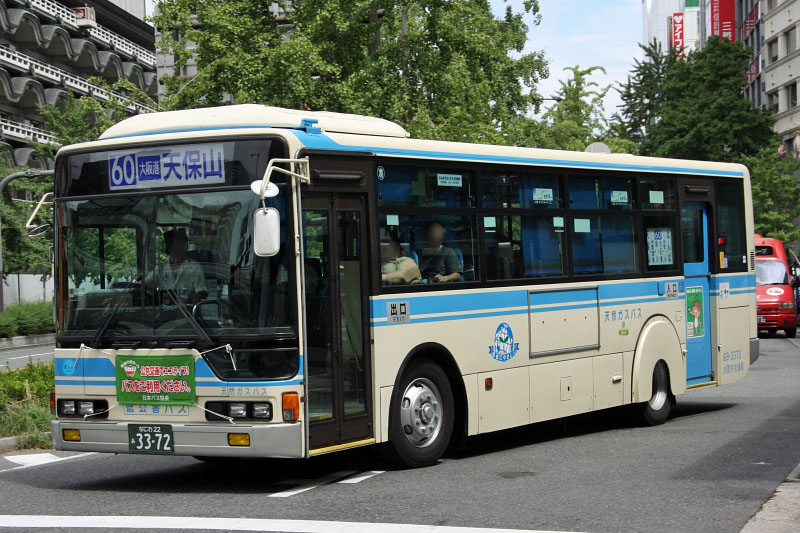
CNGツーステップ KC-MP717K改 大阪市交通局
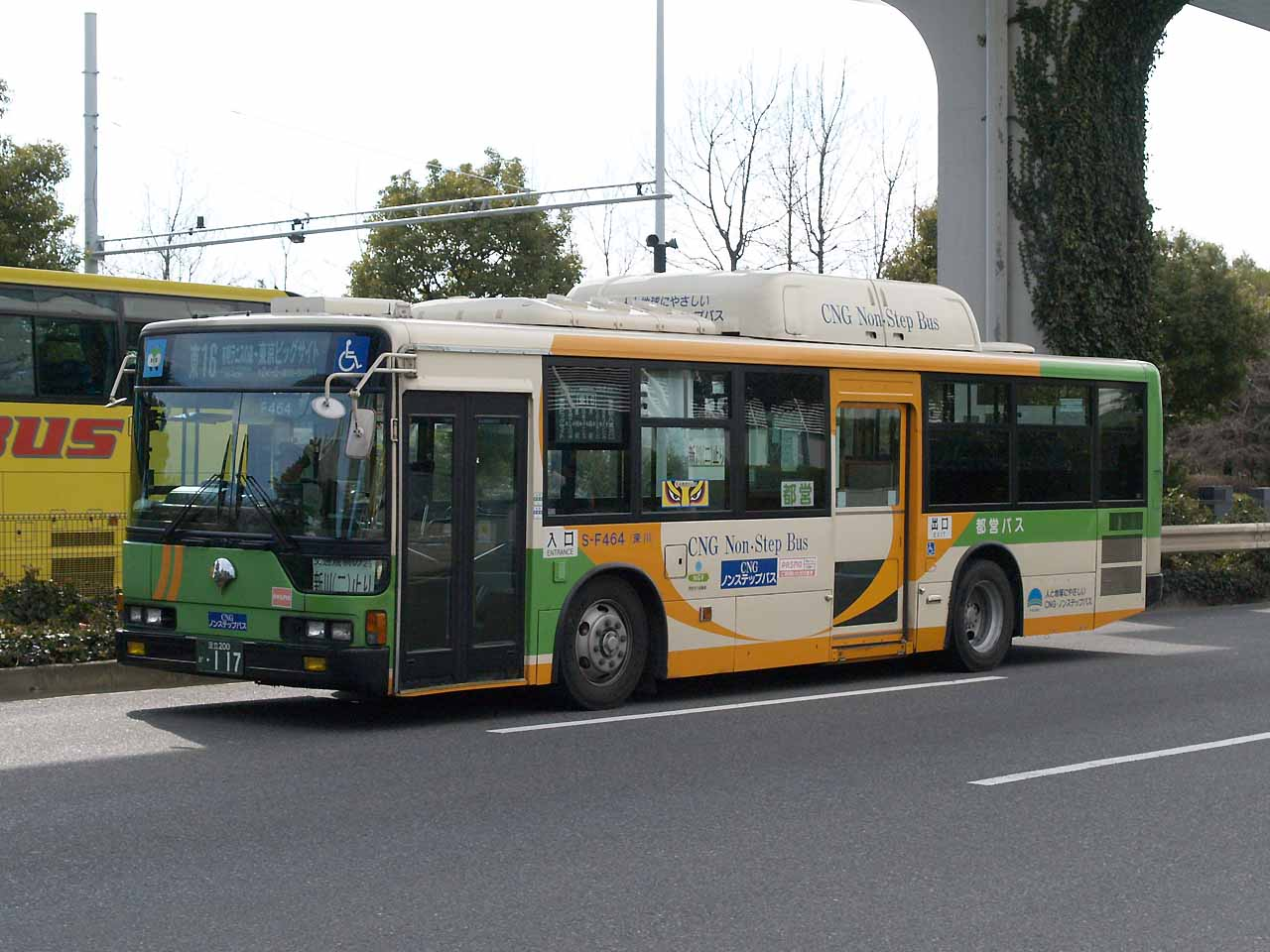
CNGノンステップ（試作車） KC-MP747K改 東京都交通局

#### KL-MP系

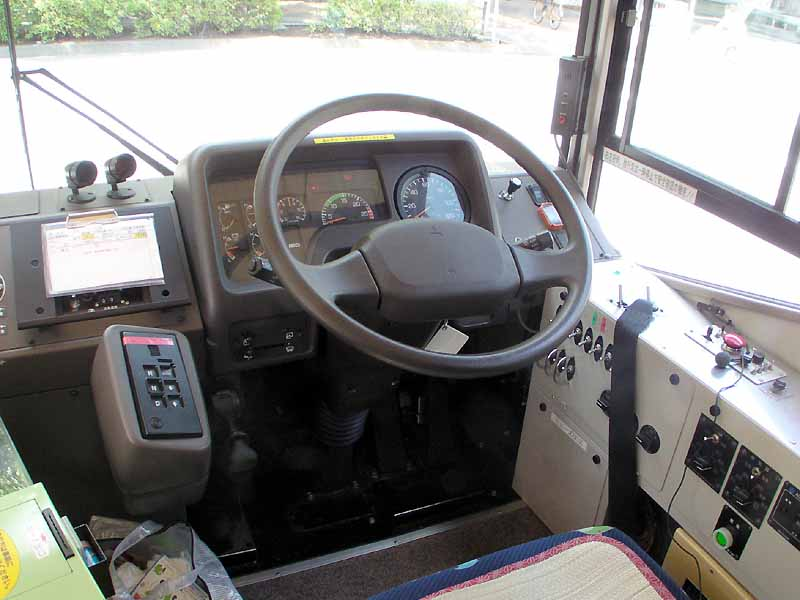
アリソン製AT搭載車の運転席

KC-MP系とは駆動面での変更はほとんどなく、エンジンもそれと同型を搭載しているものの、ミッションは5速ATと5MTが標準となった。また、ツーステップ車の設定がなくなった。
KL-MP系ディーゼル車は2005年8月をもって発売を終了し、PJ-MP系の発売に完全移行したが、CNG車は新短期規制の影響を受けないため2007年8月31日まで発売された。実際にディーゼル車の発売がPJ-MP系へ移行した後も導入例が見られる（東京都交通局や名古屋市交通局などで導入）。2005年10月以降に導入された車両は、それ以前の導入車両と比較すると外観面で変化が生じており、フォグランプの小型化、灯火器具の保安基準改正に適合に伴うリアコンビネーションランプの変更（取付位置の変更）、取付けが義務付けられた側面反射板の取付けなどの変更点がみられた。
型式はKL-MP37JK改（WB 4.8 m）またはKL-MP37JM改（同 5.3 m）。

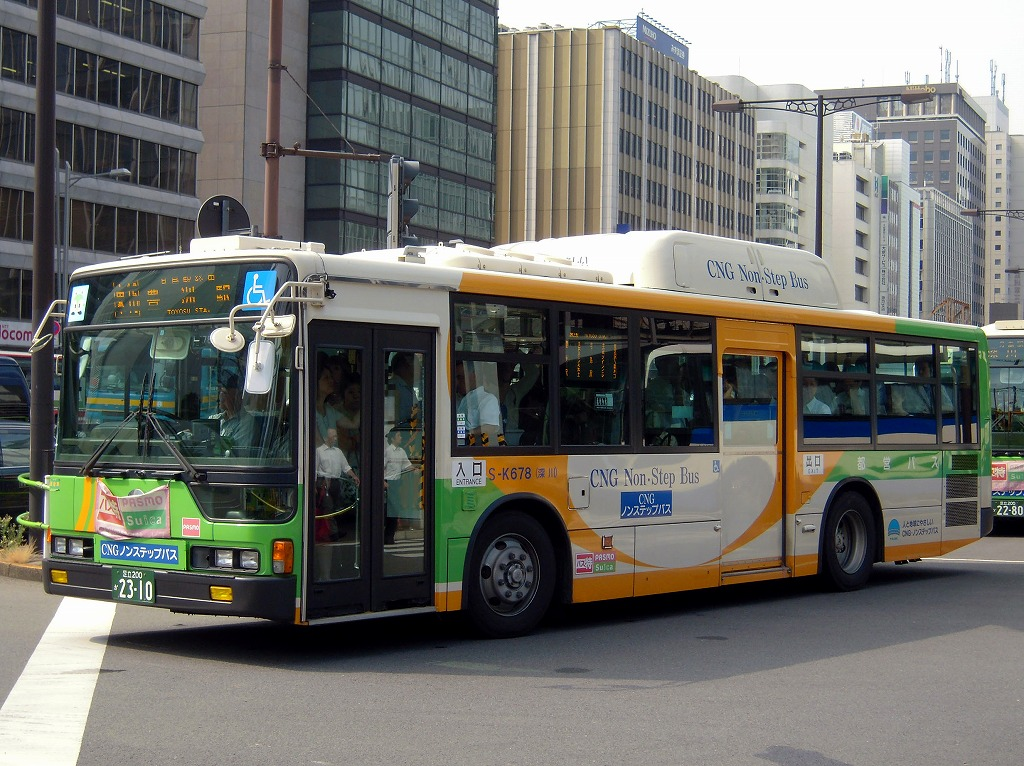
CNGノンステップ マイナーチェンジ以前 KL-MP37JK改 東京都交通局
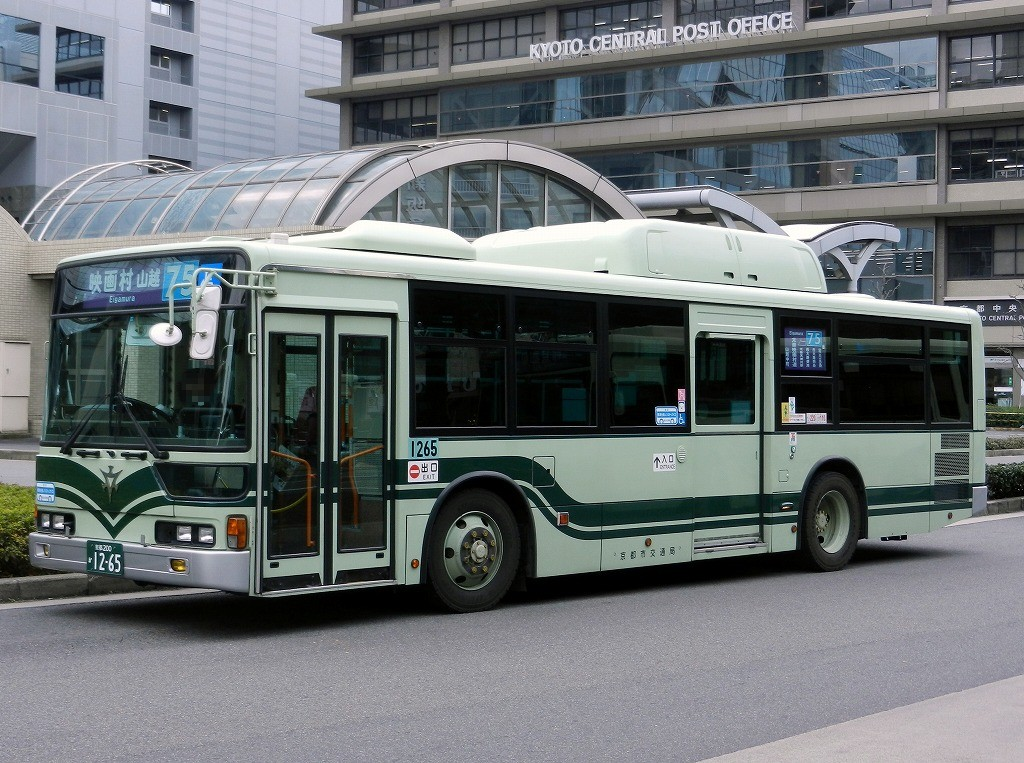
CNGノンステップ マイナーチェンジ以後 KL-MP37JK改 京都市交通局

### 電動バス
後述するエアロスター エコ ハイブリッドをベースとしたプラグイン式電気バス試作車（MP37TM改）が三菱重工業と共同製作され、国土交通省実証実験として2011年に京都市・京都市交通局、2012年に福岡市・西日本鉄道にて試験運行された。

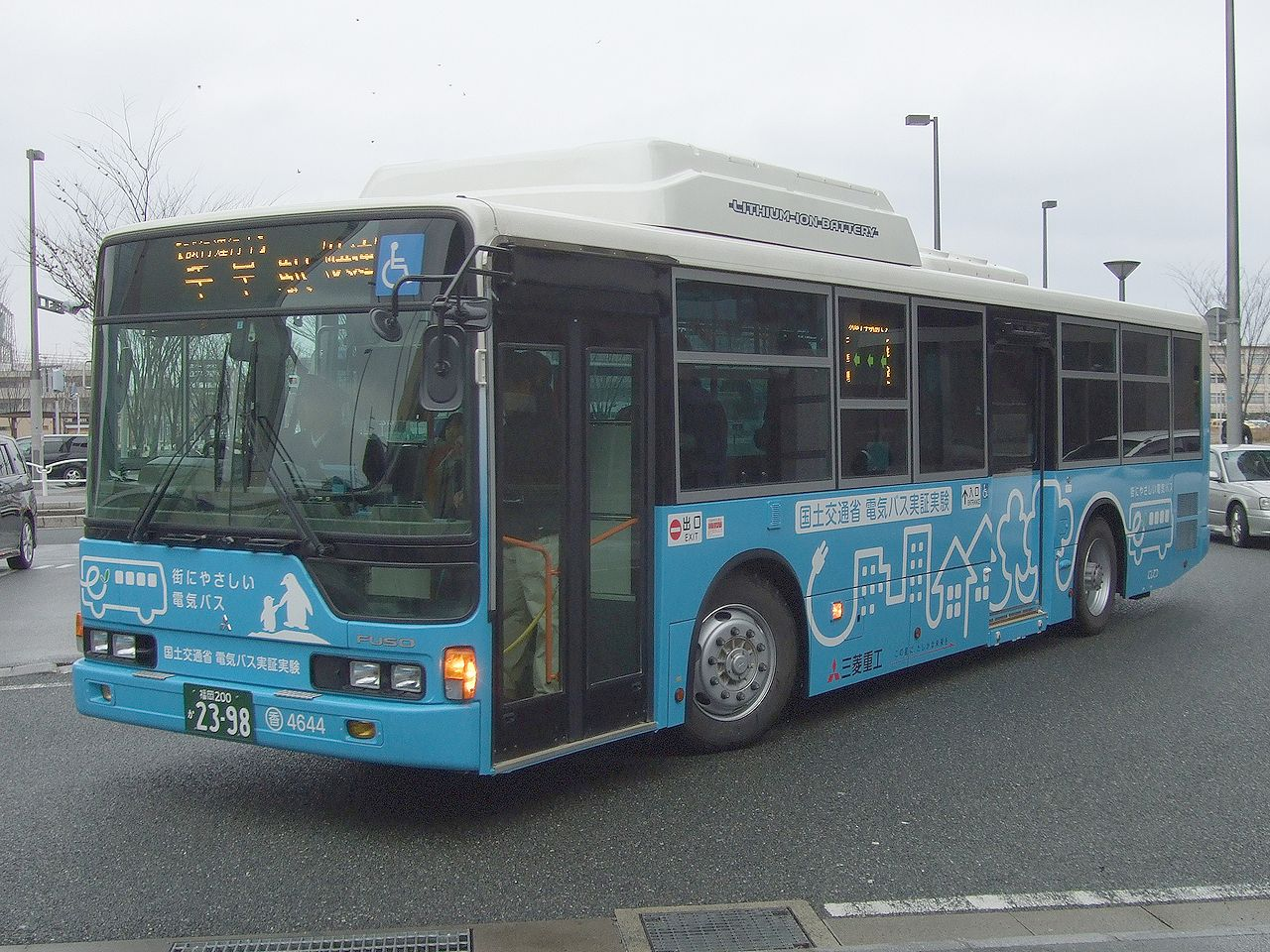
MP37TM改 国土交通省の実施する社会実験中で、画像は福岡市・西日本鉄道での実験時のもの。

### 西日本車体工業架装車

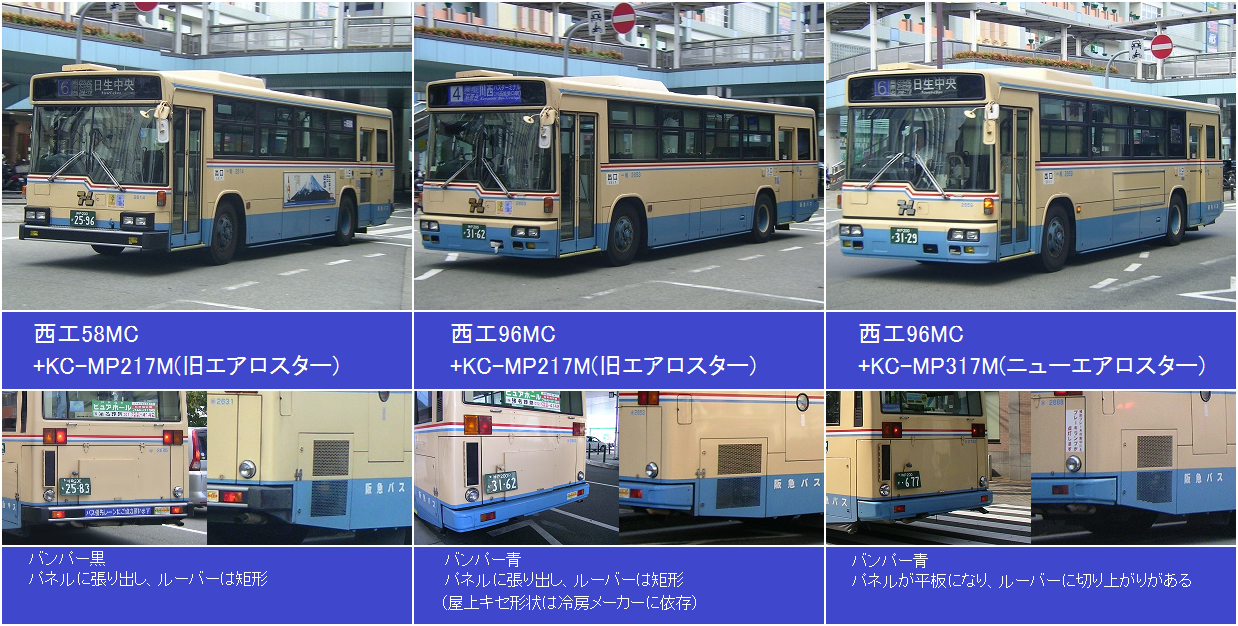
エアロスター+西工3態比較

純正の三菱自動車バス製造（MBM）製車体（現：三菱ふそうバス製造 (MFBM) 製車体）以外に、西日本車体工業（西工）製の車体を架装した例が西日本を中心に多数存在する。ただし、2003年に西日本車体工業が日産ディーゼル（現：UDトラックス）の標準車体となり、それ以降は三菱ふそうバス製造 (MFBM) に一本化する予定だったが、一部のユーザー の要望で、ごく少数ながら西工でも生産されている。
初代エアロスターは58MC、2代目エアロスターになってからは96MCが架装されたが、三菱ふそう側のモデルチェンジが西工より僅かに遅かったため、初代エアロスターシャーシに96MCを架装した例もごく少数ながら存在する。
西工架装車に見られる特徴として、高出力ターボ車用シャーシに標準床ボディを架装した近距離高速バス仕様車が存在しており、西鉄などが導入している。同様に高出力ターボ車に架装した近距離特急バス仕様車（ワンステップバス）が存在し、両備バスが導入している。いずれも、ホイールベースを5.3 m（M尺）や6.0 m（P尺）から、6.5 m（エアロバスS尺相当：ただし、型式はM尺・P尺の改造扱い）に延長改造しているものが多い。
なお、富士重工製車体への架装は1998年3月で打ち切られた。また、同社のバス車体製造も2003年3月で打ち切られた。

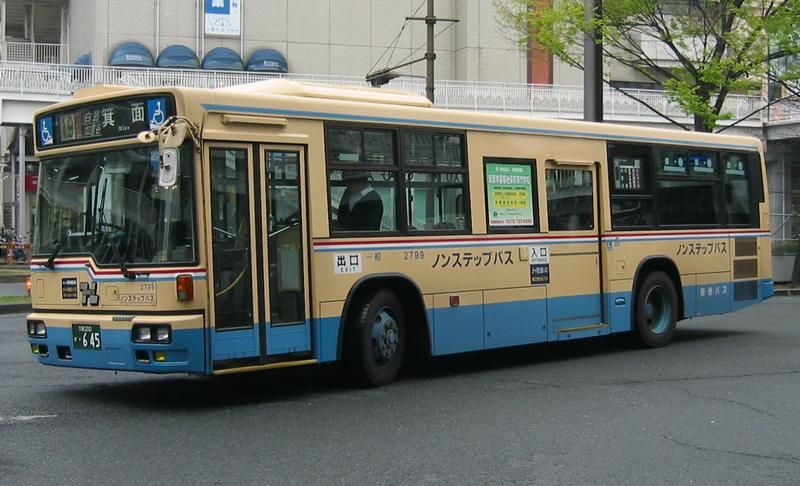
ノンステップ KL-MP37JK 阪急バス
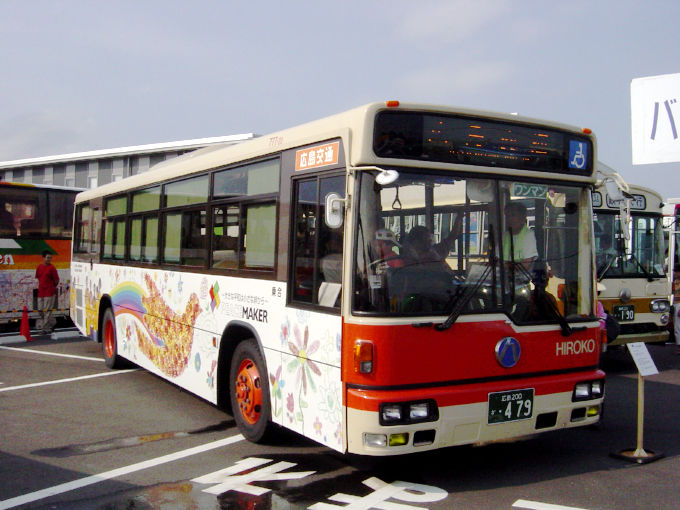
KL-MP35JM改 広島交通
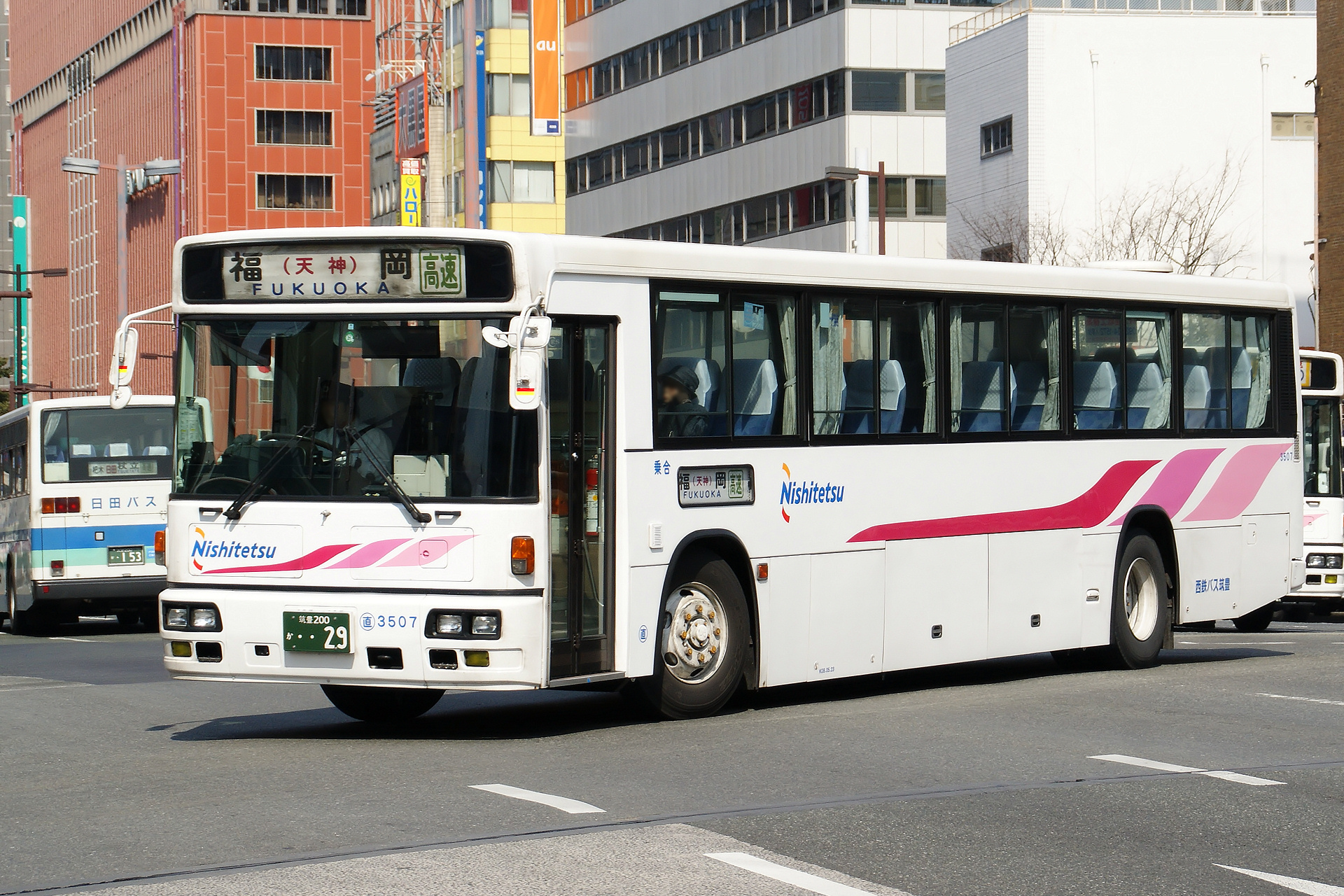
高速バス仕様 KL-MP35JP改 （S尺化改造） 西日本鉄道
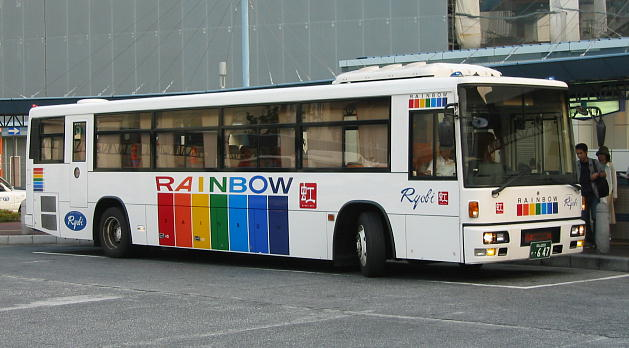
近距離特急バス仕様 ワンステップ KL-MP35JM改 （S尺化改造） 両備バス

## ハイブリッドバス
当初蓄圧式ハイブリッドバスが開発され、のちに電気式シリーズハイブリッドバスが開発された。

### 蓄圧式ハイブリッド
MBECSからMBECS-IIIまで3車名4世代で製造された。
導入事業者は東京都交通局・横浜市交通局・川崎市交通局・神奈川中央交通・名古屋市交通局・大阪市営バス（当時）・京都市交通局・神戸市交通局・濃飛乗合自動車・名古屋鉄道など。
他社にも蓄圧式ハイブリッドバスとしていすゞ・キュービックの"CHASSE"と日産ディーゼルUAシリーズの"ERIP"が存在するが、いずれも期待していたよりも省エネルギー効果が低かったこと、ハイブリッド機構の小型・軽量化や移設が難しく低床化に向かないこと、中期安全ブレーキ規制への適合も難しいなどの理由で開発が中止された。そして現在はハイブリッド機構を停止、撤去した事業者が多い。
MBECS・MBECS-II 
MBECS（エムベックス、Mitsubishi Brake Energy Conver-sation System）は地上設備の不要な蓄圧式ハイブリッド機構を搭載した低公害車として1993年に発表された。1995年にアイドリングストップ機構と酸化触媒マフラーを装着してKC-MP237/637系となり、車名がMBECS-IIとなった。運転席の計器板上部にエネルギー蓄積度を表すレベルゲージが増設されている。
エンジンはMBECSが6D22型(225 PS)、MBECS-IIが6D24型(240 PS)である。
型式は以下のとおり。
| MBECS      | WB 4.8 m   | WB 5.3 m   |
| ---------- | ---------- | ---------- |
| リーフサス | U-MP218K改 | U-MP218M改 |
| エアサス   | U-MP618K改 | U-MP618M改 |
| MBECS-II   | WB 4.8 m   | WB 5.3 m   |
| リーフサス | KC-MP237K  | KC-MP237M  |
| エアサス   | KC-MP637K  | KC-MP637M  |

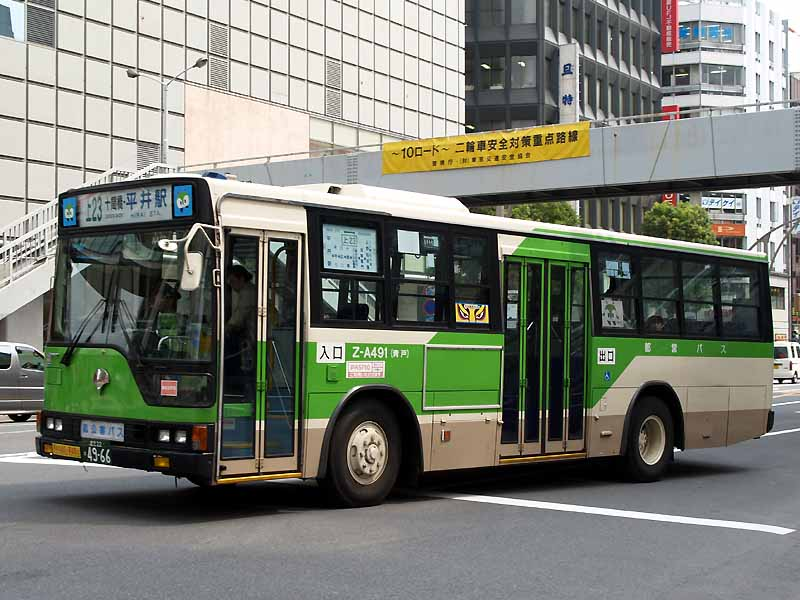
エアロスターM MBECS U-MP618K改 東京都交通局
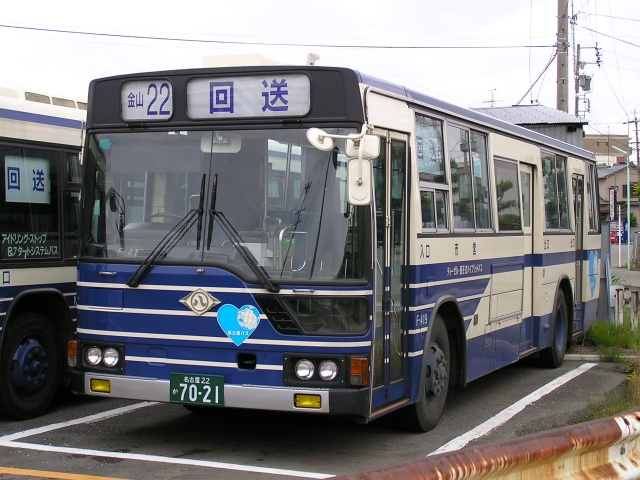
エアロスターM MBECS U-MP618M 名古屋市交通局

MBECS-III
ディーゼル車のエアロスター（2代目）へのモデルチェンジに少し遅れて、蓄圧式ハイブリッド車も1996年12月にMBECS-IIIとしてモデルチェンジされた。なお平成6年規制（KC-車）のMBECS-IIIはわずか9か月程度しか製造されず、翌1997年8月には平成11年規制対応（KL-車）にマイナーチェンジ（車名変更なし）された。型式はエアサスがMP737系、リーフサスがMP337系となり、KC-車、KL-車ともMP737K/MP337Kがホイールベース4.8 m、MP737M/MP337Mがホイールベース5.3 mである。
なお、2000年5月23日に平成11年排気ガス規制に伴いディーゼル車のエンジン関係の改良が行われたが、蓄圧式ハイブリッドであるMBECSシリーズはMBECS-IIIを最後に生産中止となった。
末期の車両は、前扉がワンステップ、中扉がツーステップの車両が存在する。
型式は以下のとおり。
| MBECS-III (KC代) | WB 4.8 m  | WB 5.3 m  |
| ---------------- | --------- | --------- |
| リーフサス       | KC-MP337K | KC-MP337M |
| エアサス         | KC-MP737K | KC-MP737M |
| MBECS-III (KL代) | WB 4.8 m  | WB 5.3 m  |
| リーフサス       | KL-MP337K | KL-MP337M |
| エアサス         | KL-MP737K | KL-MP737M |

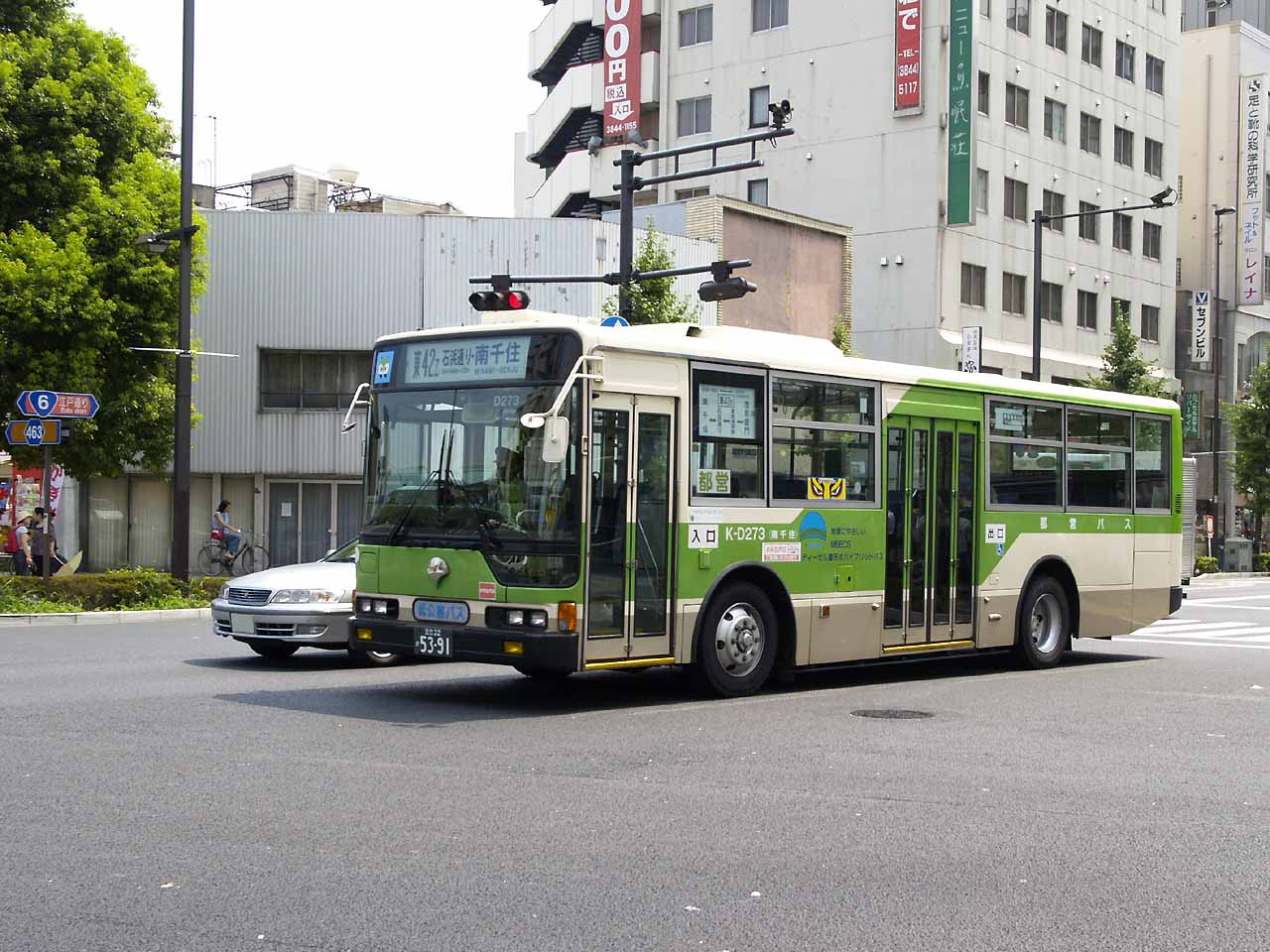
MBECS-III KL-MP737K 東京都交通局
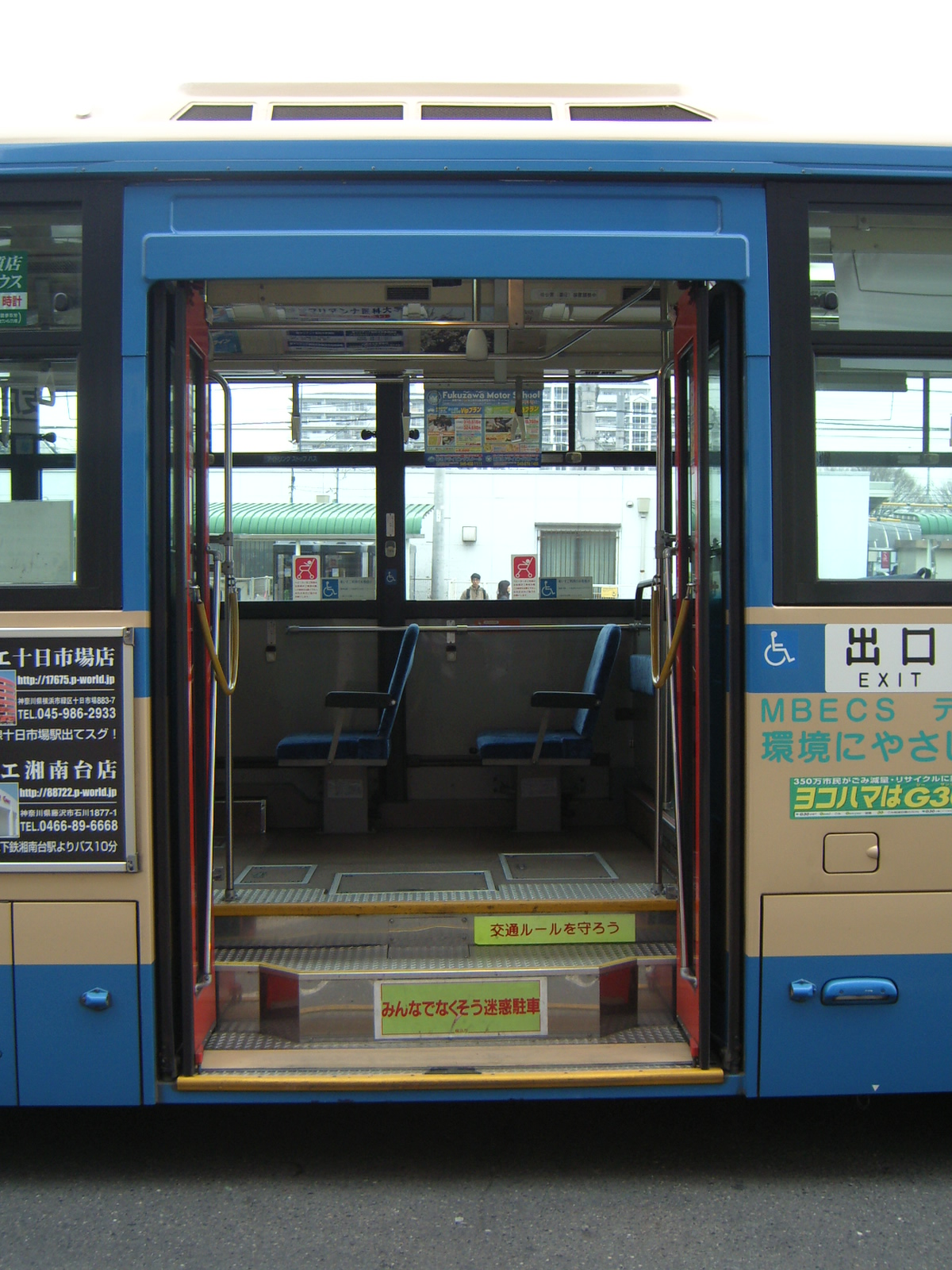
MBECS-III KL-MP737K 横浜市交通局 中扉部分はツーステップ

### 電気式ハイブリッド
三菱ふそうの電気式ハイブリッドバスではシリーズ式が採用された。また、当時発売されていたハイブリッドバスはワンステップバスの日野・ブルーリボンシティHIMRのみであり、三菱ふそうが初めてノンステップのハイブリッドバスを開発した。
エアロスターノンステップHEV・エアロノンステップHEV
蓄圧式ハイブリッド車"MBECS"に代わって開発された電気式ハイブリッド車。2000年の東京モーターショーで参考出品される。日野・ブルーリボンシティHIMRと異なりシリーズ式ハイブリッド機構を採用、エンジンはエアロミディの6M61（直列6気筒・8201 cc）を搭載して走行用モーターの発電機に徹し、動力源とエネルギー吸収に電動機を用いる。
2002年6月にドアを3扉から2扉に変更したプロトタイプ車、シリーズ式電気ハイブリッドバスエアロスターノンステップHEV（通称電気バス）の試験運行が遠州鉄道にて開始され、2002年のサッカーワールドカップ輸送（掛川駅 - エコパ）にも使われた。なお三菱ふそうではノンステップバスを「ノーステップバス」と呼称していたが、エアロノーステップミディと異なり「エアロスターノンステップHEV」という名称が採用された。
2004年（平成16年）2月23日からシリーズ式電気ハイブリッドバスエアロノンステップHEVが正式発売 され、試験運行を行った遠州鉄道と、名古屋鉄道（現名鉄バス）が導入した。またデモカーは名鉄バスに貸し出され、愛知万博のシャトルバスとして使用された後、岐阜乗合自動車が購入した。関東八都県市・近畿圏LEV-6「優」指定低公害車。遠州鉄道に2台、名鉄バスに2台、岐阜乗合自動車に1台ずつ購入された（試験運行に伴う貸与を除く）が、2012年の遠州鉄道を皮切りに順次廃車され、既に全廃されている。なお、名称はエアロスターノンステップHEVからエアロノンステップHEVに変更されている。
開発初期の車両は、総電圧：648 V 最大容量：24 Ah モータ最高出力：150×2 (300) kW モータ最大トルク：360×2 (720) Nmであったが、エネルギ密度などの観点からバッテリーの総電圧は612 V に、モーターの最高出力は90 kW×2基に変更となる。
発電用エンジン回転数は1700 rpmと固定しており、これは6M61型エンジンの最大トルク539 N-m / 1700 rpmを発揮する値となる。このエンジンには補機に当たる冷房用エアコン・コンプレッサやブレーキなどのエア・コンプレッサが一体型になっており、またその他の補機は電動モータでの駆動になっている。計器類は後継のエアロスター エコ ハイブリッド同様、タコメーターが省略されるなどHEV車用のものとなっている。
このほか、後輪にはブリヂストン製超偏平シングルタイヤ（435/45R22.5 動荷重半径：0.4699 m）を採用し、後輪部の通路幅が拡大された。
各部品の製造会社は、バッテリは旧日本電池（現GSユアサ）、モータとVVVFインバータはシーメンス、モータ減速機はFLENDERとなっている。
ディーゼルノンステップモデルであるKL-MP37JMの改造扱いであるため型式はMP37JM改となっている。

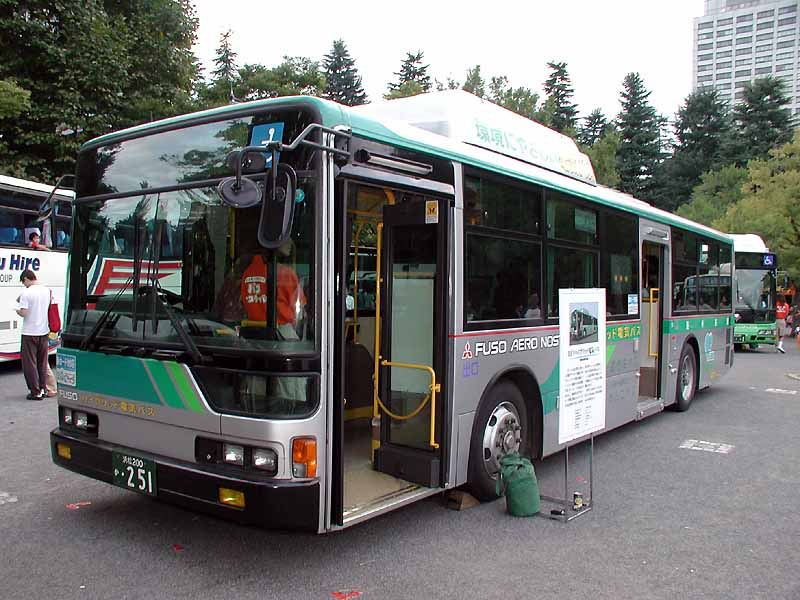
エアロスターノンステップHEV 量産先行タイプ MP37JM改 遠州鉄道
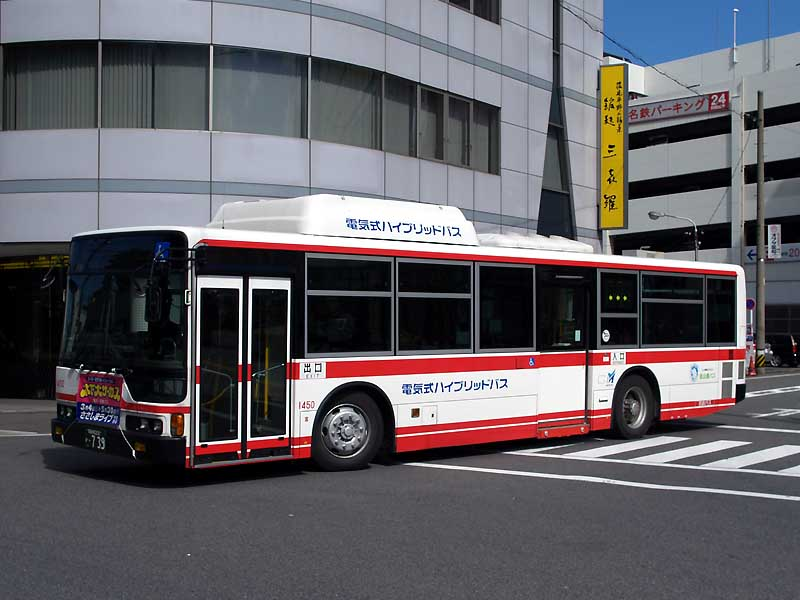
エアロノンステップHEV 量産タイプ MP37JM改 名鉄バス
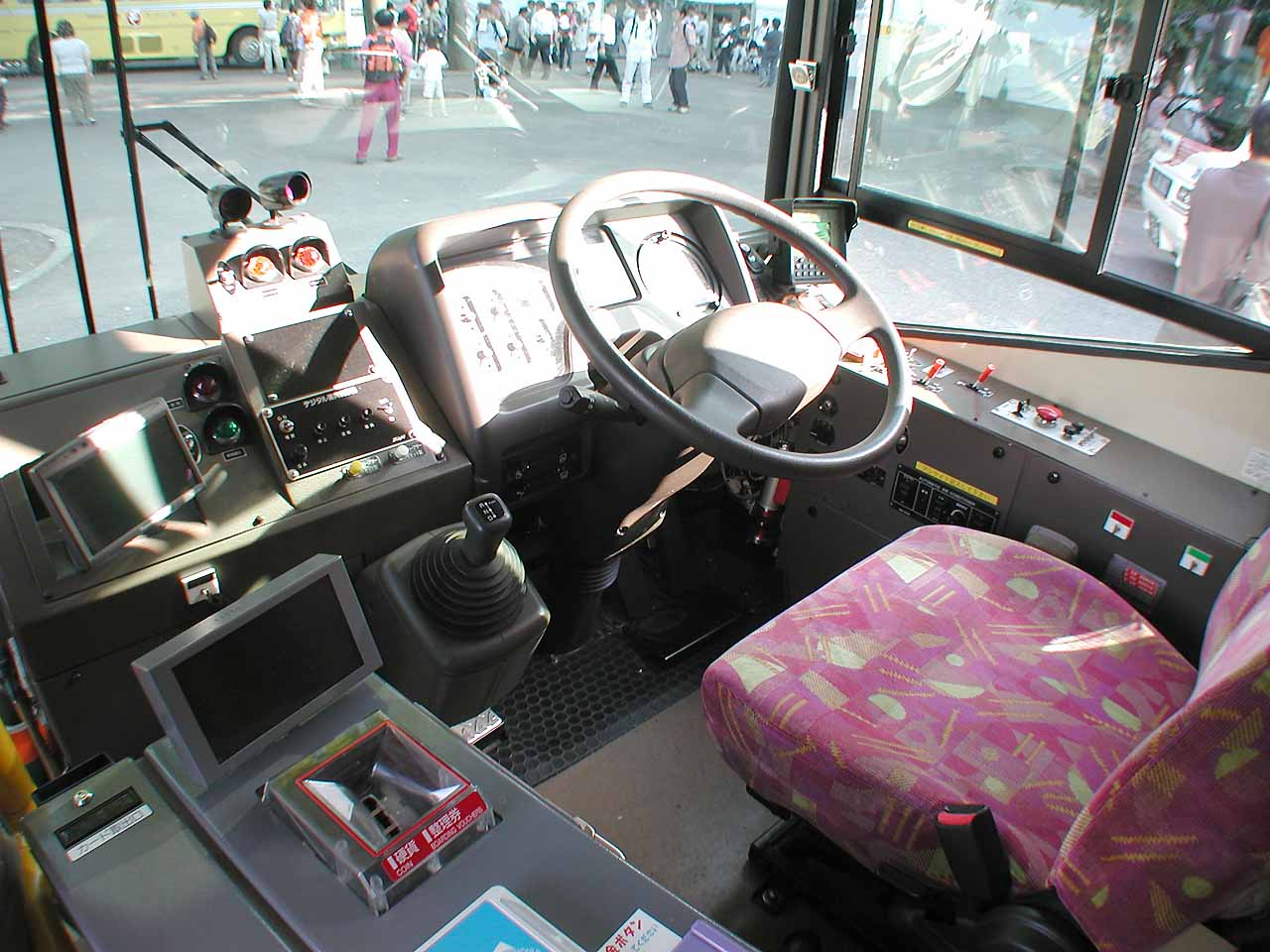
運転席 遠州鉄道

エアロスター エコ ハイブリッド
エアロスター エコ ハイブリッドは2007年9月26日に発売を開始した。平成17年排出ガス規制および、平成27年重量車燃費基準に適合。基準値に対し、粒子状物質 (PM) および窒素酸化物 (NOx) の10%低減に成功している。
発電用ディーゼルエンジンはローザの4M50系（直列4気筒・排気量4,899 cc）を採用し、回生ブレーキを装備している。これらにより、低燃費および高い静粛性を実現している。エアロスター エコ ハイブリッドは以前のエアロノンステップHEVとは違い、増速機を介して発電用モーターに動力を伝達している。発電用モータは回転数3,917 rpmで40 kWを発電する。この技術は親会社のダイムラーにも提供されており、シターロGハイブリッドに用いられている。
ノンステップバス専用車で、ホイールベース4.8 mがBJG-MP37TK、同5.3 m車がBJG-MP37TMとなる。
一部諸元は、総電圧634 V、最大電流容量22 Ah、モータ最高出力79×2 (158) kW、モータ最大トルク355×2 (710) N·m、発電機増速比2.448であり、モータ減速比が変わるがアクスル減速比は変わらない。
発電用エンジン回転数は1,600 rpmと固定しており、これは4M50型エンジンの最大トルク530 N·mを発揮する値となる。エコハイブリッドのエンジンには補機がなく、すべての補機を電動モーター駆動にしてエンジン起動回数を減らしている。
このほか、後輪には引き続き超偏平シングルタイヤ（435/45R22.5 動荷重半径0.4699 m）が採用された。
運転席まわりの計器類は、PKG-MP35U系とほぼ同様であるが、回転計が主バッテリー残量計になり、ディーゼル車では省略されているバッテリー電流計が装備され、逆に油圧計は省略された。
各部品の製造会社は、バッテリーは日立製作所、モータとVVVFインバータはシーメンス、モータ減速機はFLENDERとなっている。ポスト新長期規制を適合させずに、2010年9月末をもって製造を中止した。
両備バスには、車体の屋根にバス用としては世界初の太陽電池パネル（三洋電機製）を設置して、太陽電池からの電気を車内のLED照明に使用し、同じくバス用としては世界初の「マルチアングルビジョン」モニター（富士通テン製）を運転席に設置した車両（BJG-MP37TM改、愛称：SOLARVE（ソラビ））がある。

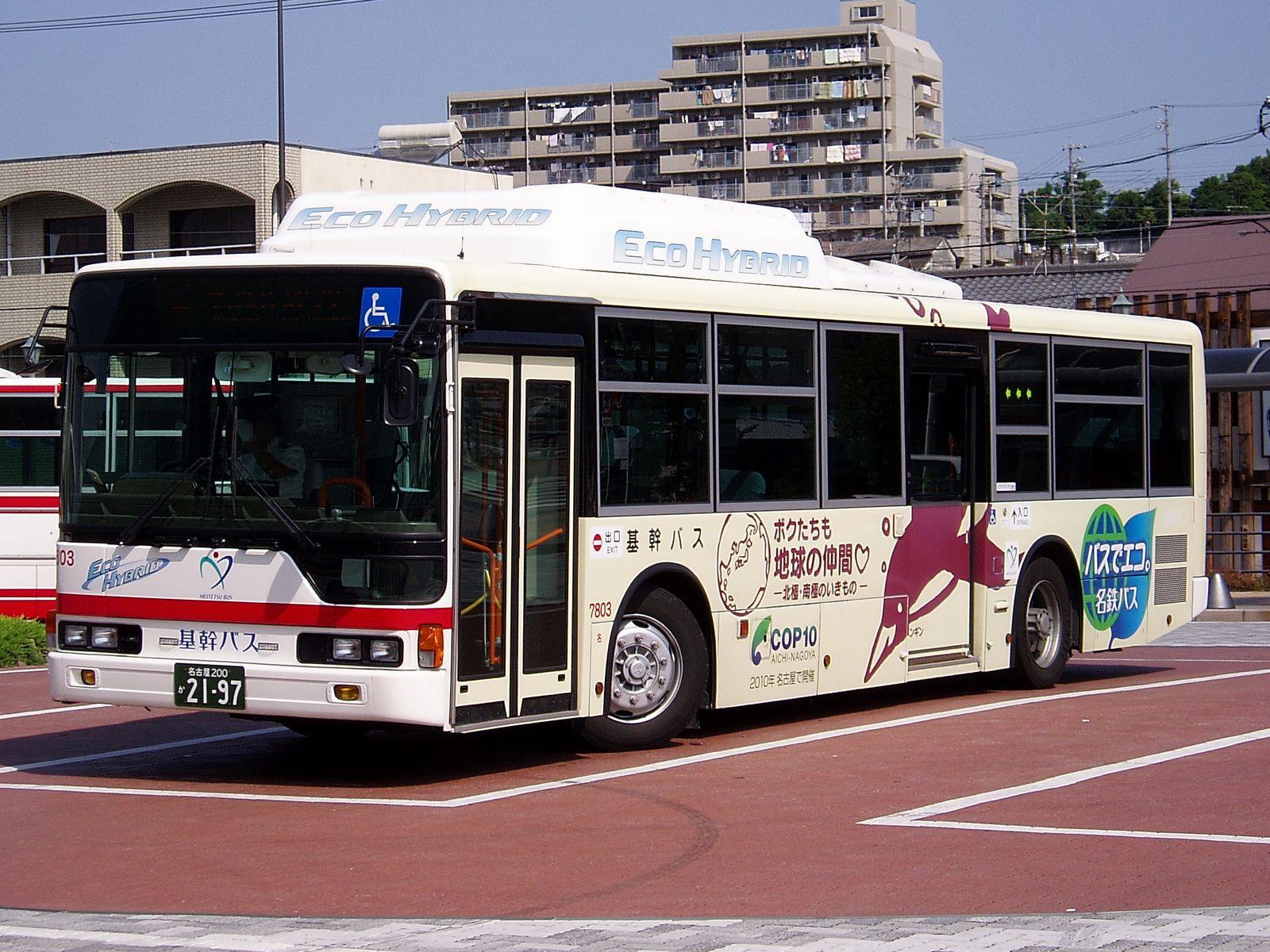
エコハイブリッド BJG-MP37TM 名鉄バス
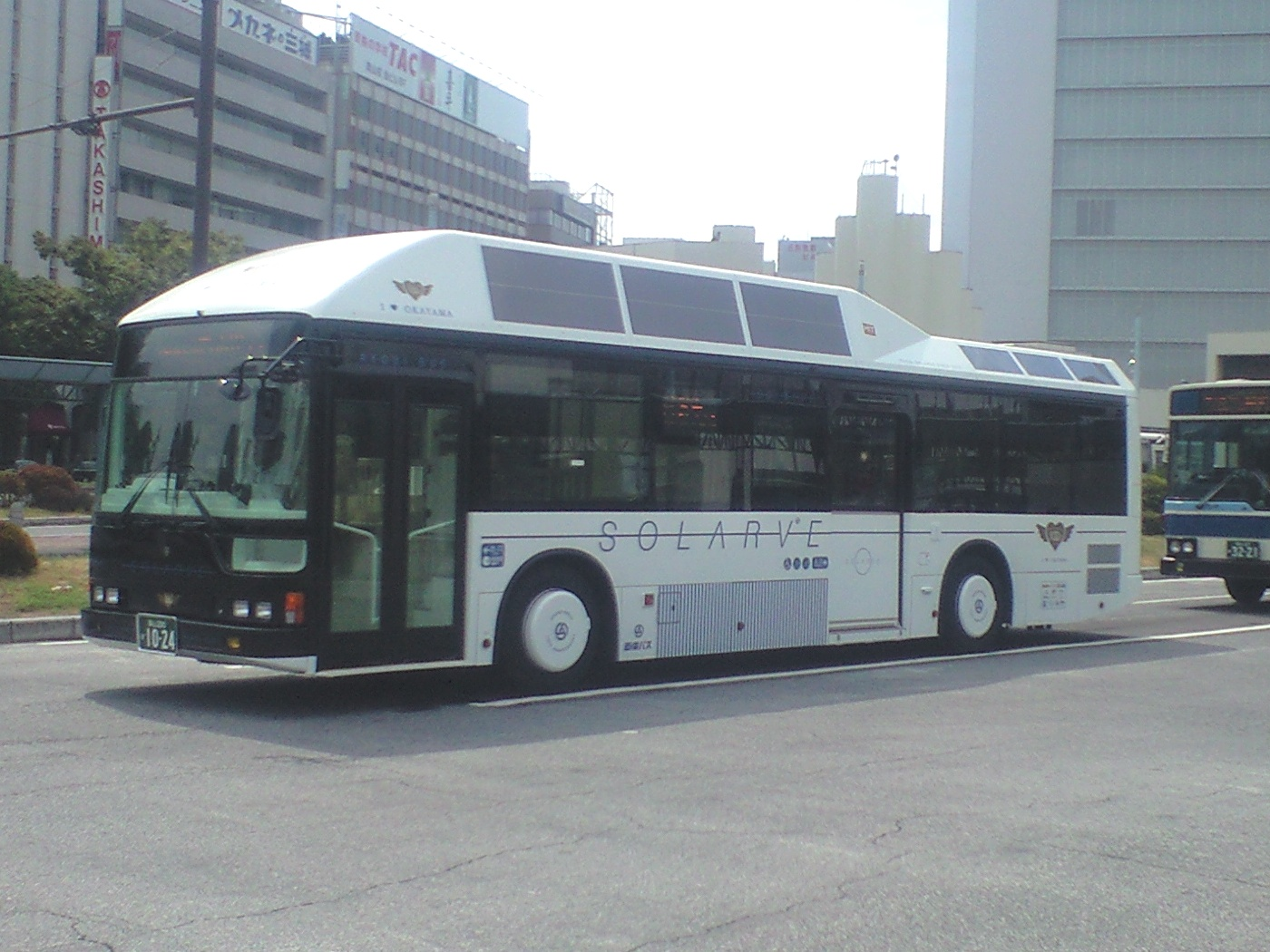
エコハイブリッド SOLARVE（ソラビ） BJG-MP37TM改 両備バス

## エアロスター-S
エアロスター-Sは、かつて日産ディーゼル（当時、現「UDトラックス」）が製造していた大型路線バス・スペースランナーRAのOEM供給車。2007年5月21日より発売され、新長期規制（平成17年排出ガス規制）に適合している。車体は西日本車体工業製（96MC-B型）。原則的にノンステップバスが供給されるが、自家用車の認可も国土交通省より取得している。ただし自家用については実際に販売されることはなかった。
排出ガス規制強化による開発コスト増大に対応するため、ノンステップバスに関しては当初、三菱ふそうと日産ディーゼルで車種が統一された。しかしその後、エアロスターにも、PKG-MP35U系にワンステップ改造扱いでノンステップモデルが登場し、LKG-MP37F系以降にもノンステップモデルがあるため、最終的にはノンステップモデルがエアロスター-S及びスペースランナーRAに統一されている訳ではなくなった。

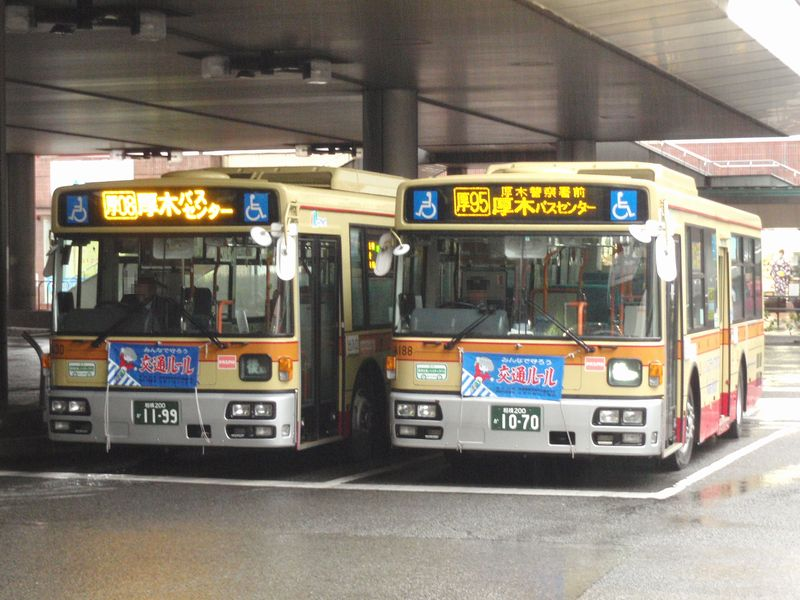
スペースランナーRA（左・PKG-RA274KAN）とエアロスター-S（右・PKG-AA274KAN）は、外観上全くと言っていいほど差異がない

OEM供給車であるため、内装・外観ともに日産ディーゼルのスペースランナーRAとほとんど差異はなく、コンテンションプレートにも「日産ディーゼル工業」（2010年2月以降は「UDトラックス」）と記載されている。そのため、車外にメーカーエンブレム等がない場合、車番表、又は（車体番号がメーカ別になっているバス会社の）車体番号、或いはステアリング・ホイールのエンブレムを確認しないと判断できない。スペースランナーは「NISSAN DIESEL」のロゴになっているが、エアロスター-Sの場合は三菱グループのエンブレム「スリーダイヤ」になっている。
また、リヤランプもスペースランナーRAと同一である。エアロスター-Sの初期車はシビリアン用テールを装着するが、スペースランナー/エアロミディ-Sの新型発売開始とほぼ同じ2008年1月より、両者ともバルブ交換の容易化のため、リヤランプが日産シビリアンの一体型テールランプから、三菱ふそうエアロスター（MP系）と同じ、ゴールドキング製の汎用ランプに変更されている。
さらに、エンジン（MD92エンジン）や尿素SCRシステムをはじめとする排出ガス後処理装置 (FLENDS) がスペースランナーRAと同一なのはもちろんのことだが、これらはエアロスター2代目のPKG-MP35U系とも同一である。これは2社の業務提携により、2社が発売する全ての大型路線バスのエンジンや排出ガス後処理装置が統一され、日産ディーゼルから供給されているためである。エアロスター-Sでは、PKG-MPで標準のOD5速MTは設定されておらず、路線者では直結5速MTが標準、その他、OD付6速MTやZF製5速ATが設定されている。RA274と同様に5速MTのファイナルギアは4.625が標準だが、オプションで4.333が選択出来た。
型式はトランスミッション等の仕様の違いによって排出ガスや燃費が異なるため、多岐にわたる。5MT車と6MT自家用車のT尺は発売当時からPMの10 %低減を達成しているほか、平成27年重量車燃費基準に対応しており、PKG-AA274A系となる。
その一方、5AT車やT尺以外の6MT自家用車は発売当初は新長期規制のみに対応し、2007年9月ころにPMのみ10 %低減を達成した車両にマイナーチェンジされた。前者がADG-AA273A系、後者はPDG-AA273A系となる。2010年10月に施行される、平成22年排出ガス規制には適合しておらず、また、同車のボディーメーカーの西日本車体工業の解散により、スペースランナーRAと同じく、2010年8月をもって製造を終了した。
型式は、下表のとおりである。2段になっている項目は、途中でマイナーチェンジされたものである。
|                 | WB 4.8 m                  | WB 5.3 m                  | WB 5.8 m                  | WB 6.5 m     |
| --------------- | ------------------------- | ------------------------- | ------------------------- | ------------ |
| 5MTノンステップ | PKG-AA274KAN              | PKG-AA274MAN              | PKG-AA274PAN              |              |
| 5ATノンステップ | ADG-AA273KAN PDG-AA273KAN | ADG-AA273MAN PDG-AA273MAN |                           |              |
| 6MT自家用       | ADG-AA273KAN PDG-AA273KAN | ADG-AA273MAN PDG-AA273MAN | ADG-AA273PAN PDG-AA273PAN | PKG-AA274TAN |

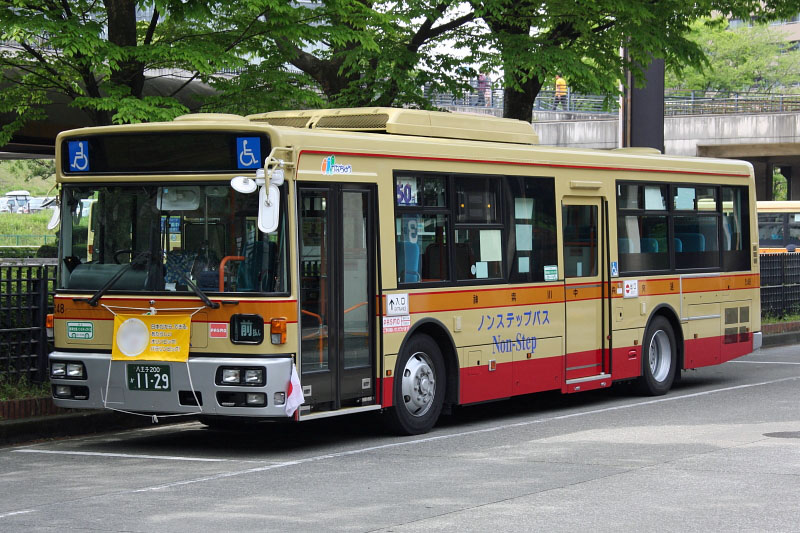
PKG-AA274MAN 神奈川中央交通
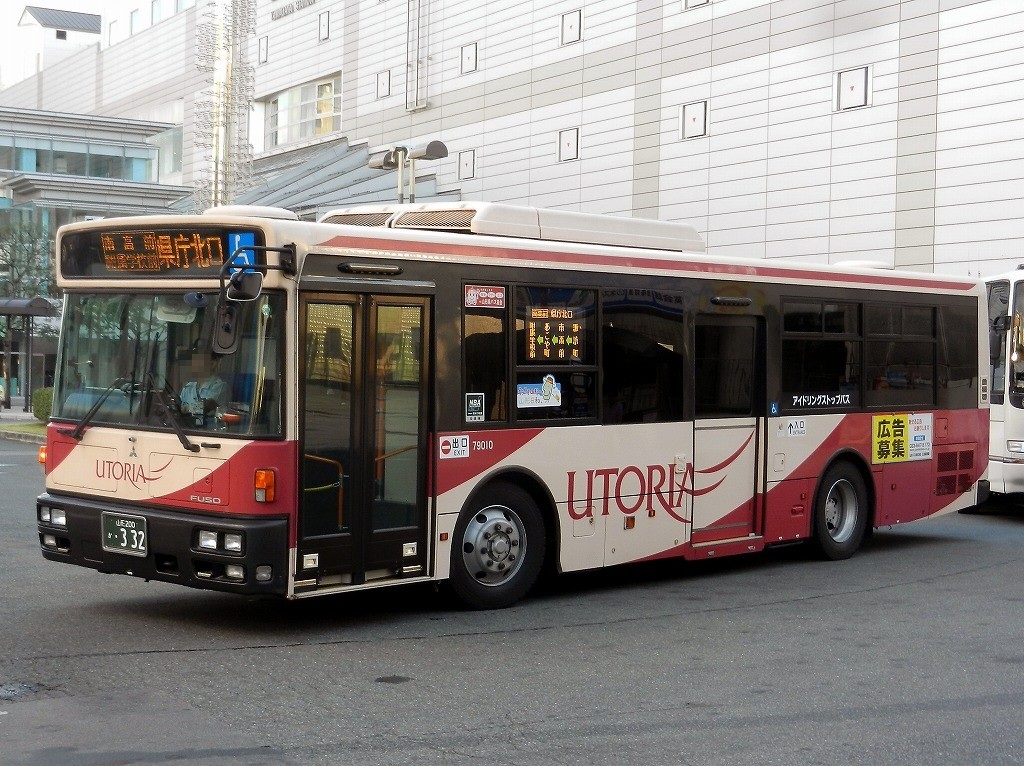
PKG-AA274KAN 山交バス
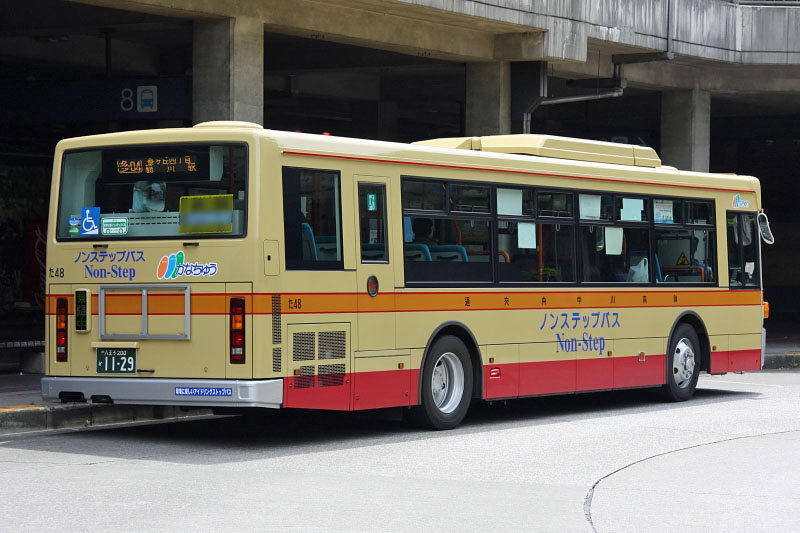
PKG-AA274MAN 神奈川中央交通（リア）
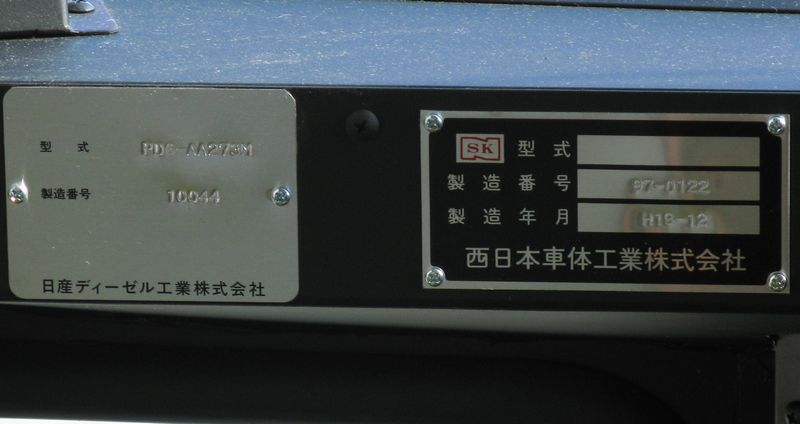
"日産ディーゼル（当時、現「UDトラックス」） PDG-AA273M" と書かれたプレート 京都市交通局

## エアロバス顔エアロスター
MP517/518系及びMP618系には、同時期に生産された観光バスである、それぞれMS512/MS613及びMS713（いずれもスタンダードデッカー車。MS7系はエアロバス）のフロントマスクを備えた車両が、わずかながら存在する。これを実現するため、同系の車体断面はエアロバスのスタンダードデッカー車と共通となっていた。長距離路線バスへの導入のほか、東京空港交通が運行する羽田空港・成田国際空港のランプバスにも見られる。ただし、フロントオーバーハングより後方の構造は、通常のMPと同等である。また、新呉羽製の車体を架装した車両では、エアロスターと同じ車体幅のエアロミディMM観光仕様車の車体を延長して架装した例もあり、こちらはエアロバスKにかなり近い。
しかし、MP35系にMS8系・MS9系のフロントマスクを搭載した車両はなく、従前このタイプの車両を導入していた事業者でも、MP35系でオプション設定されたフロント1枚窓マスクや、若しくは路線マスクのまま導入している。

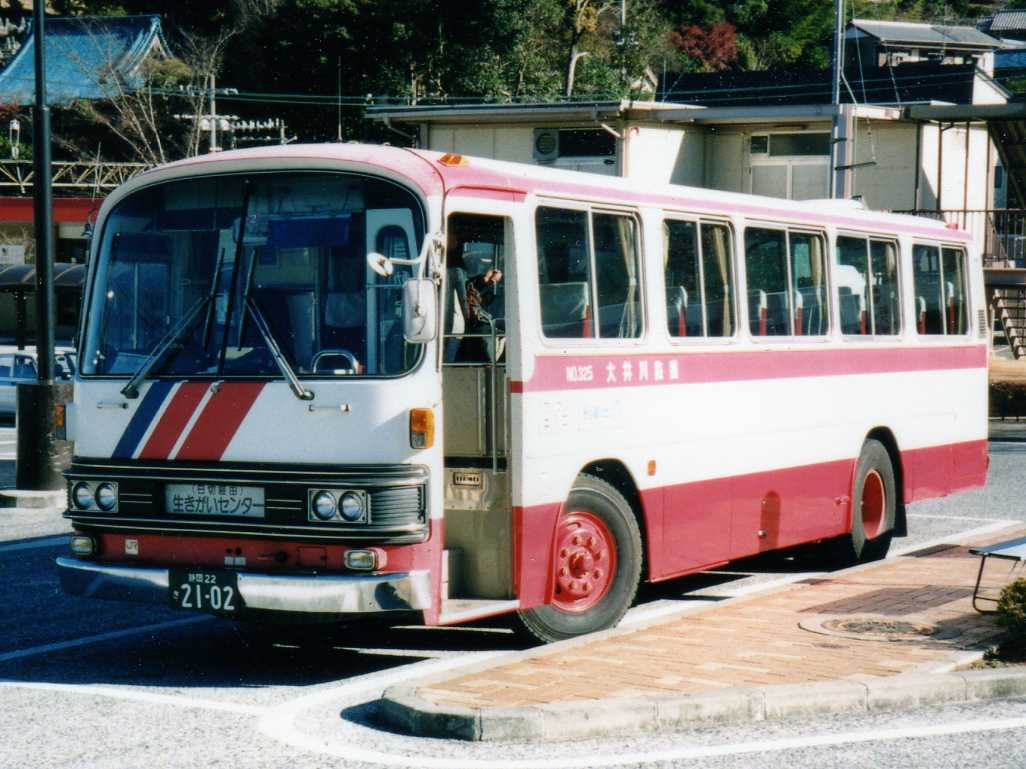
MS613と同様のフロントマスクとなったK-MP518K（大井川鉄道）
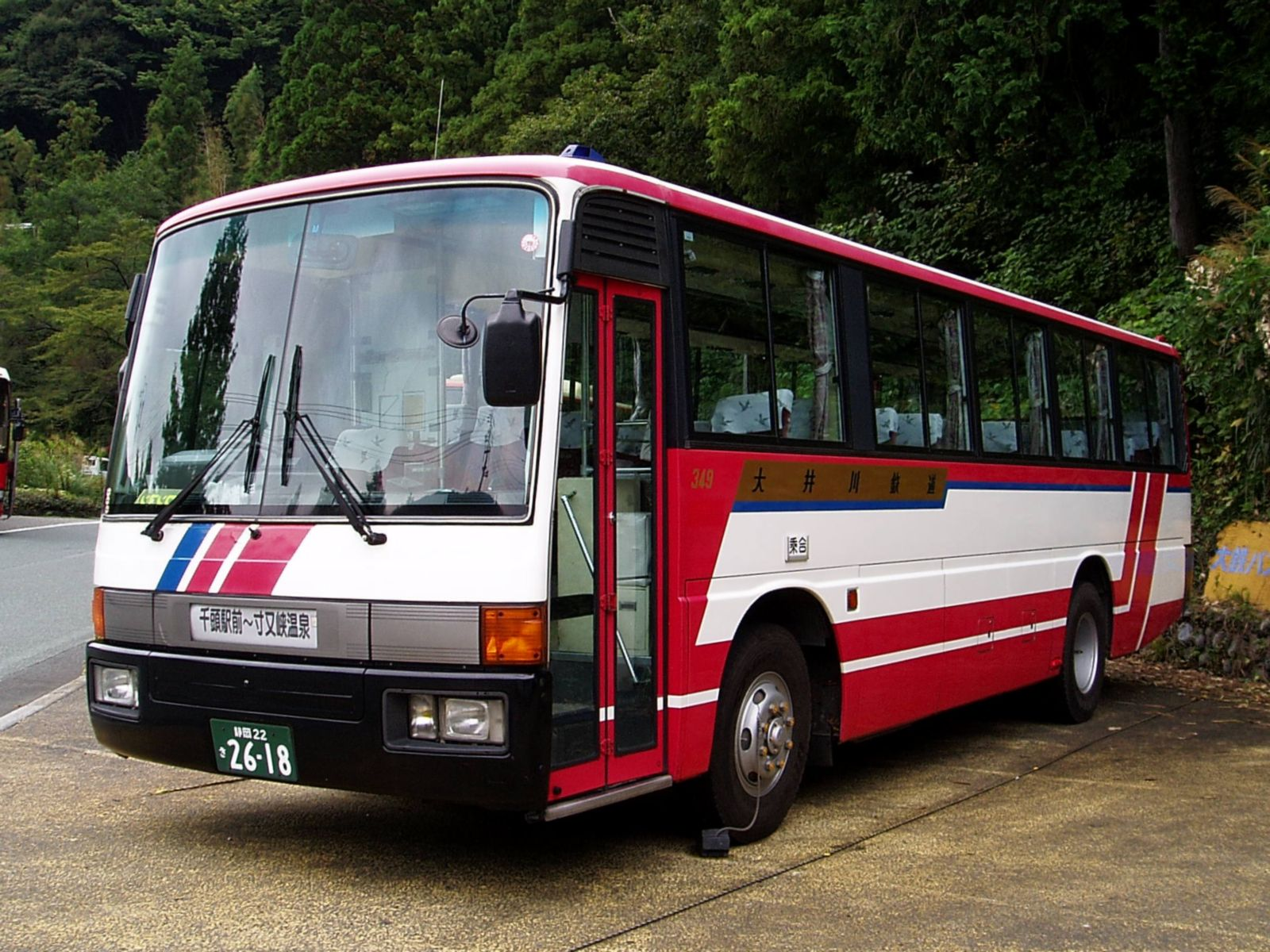
エアロバスKと同等の車体を架装したエアロスター（大井川鐵道）
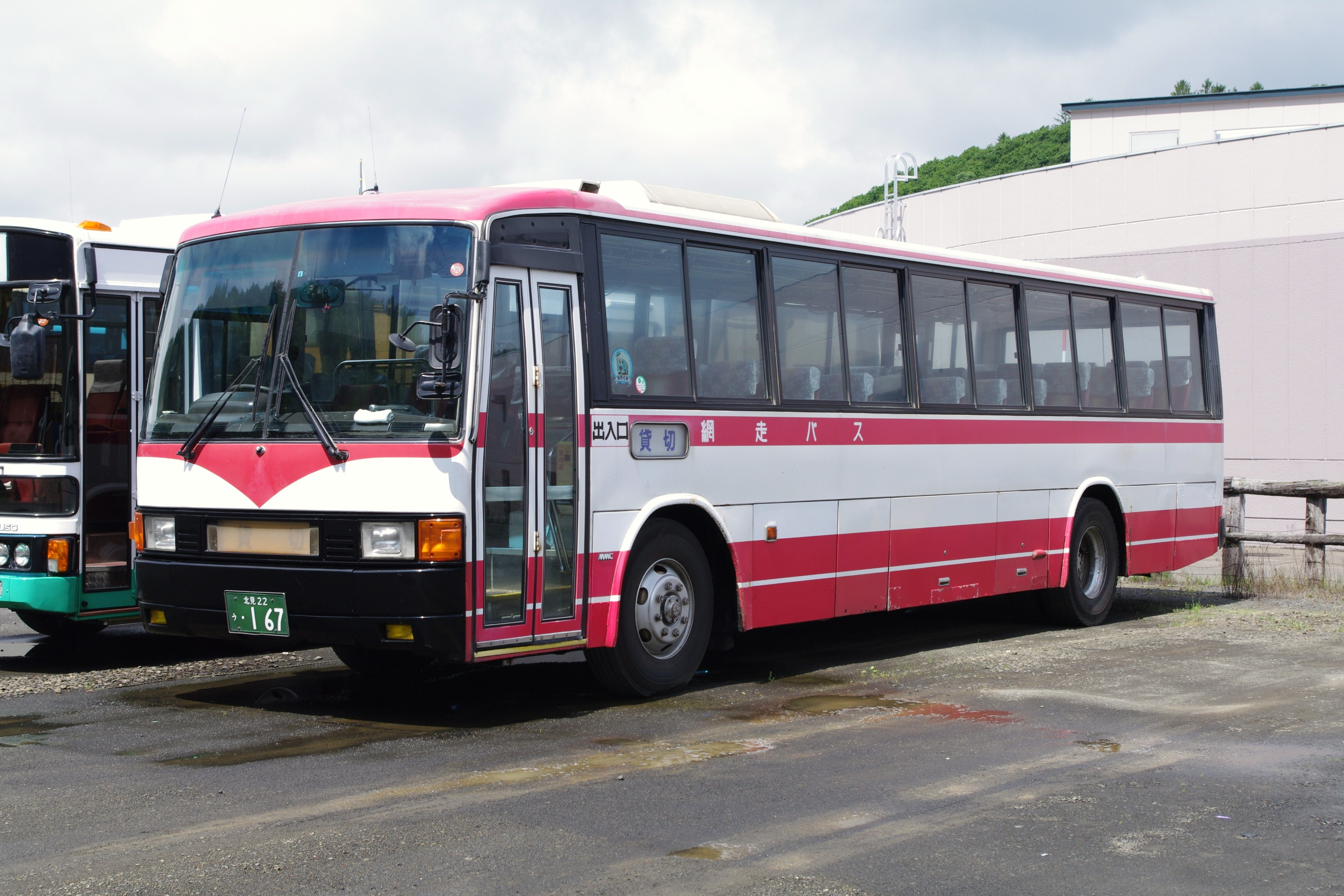
オプションの角型ライトを付けたエアロスターM（網走バス）
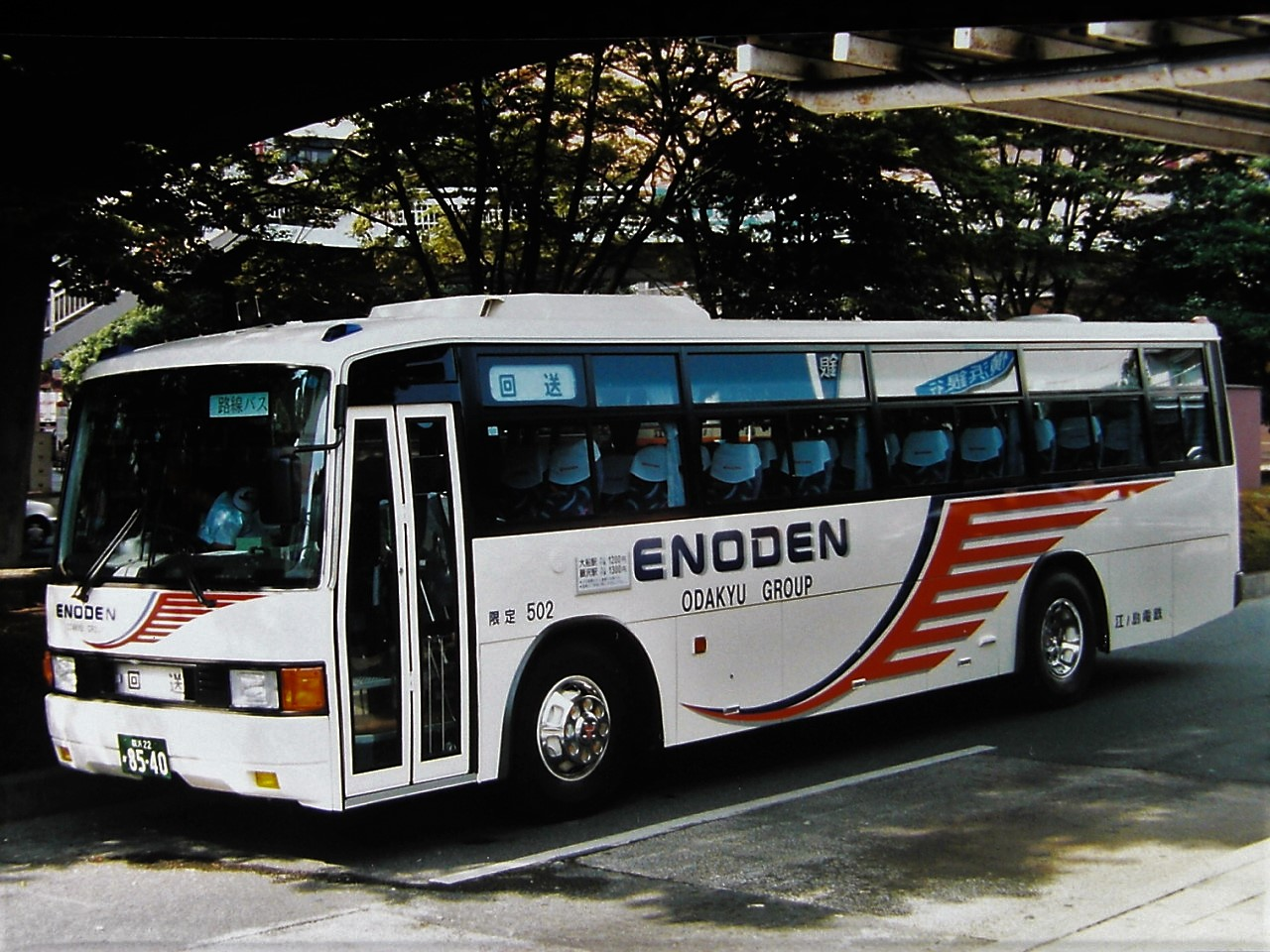
U-MP618M(1995年式) （江ノ島電鉄）

## 日産ディーゼル（現:UDトラックス）との相互OEM供給
前述の通り、2007年から2010年まで三菱ふそうと日産ディーゼルの間で相互OEM供給がなされていた。詳細は日産ディーゼル・スペースランナーA#三菱ふそうとの相互OEM供給を参照。
なお、エアロスターエコハイブリッドはOEM供給の対象外となっており、日産ディーゼル側には無い（同じくUDのスペースランナーRAワンステップやスペースアローRA、スペースウイングIもふそうには供給されていない）。